# Liste von Söhnen und Töchtern Chicagos
Liste von Söhnen und Töchtern der Stadt Chicago (Illinois).

## 19. Jahrhundert

### 1801–1870

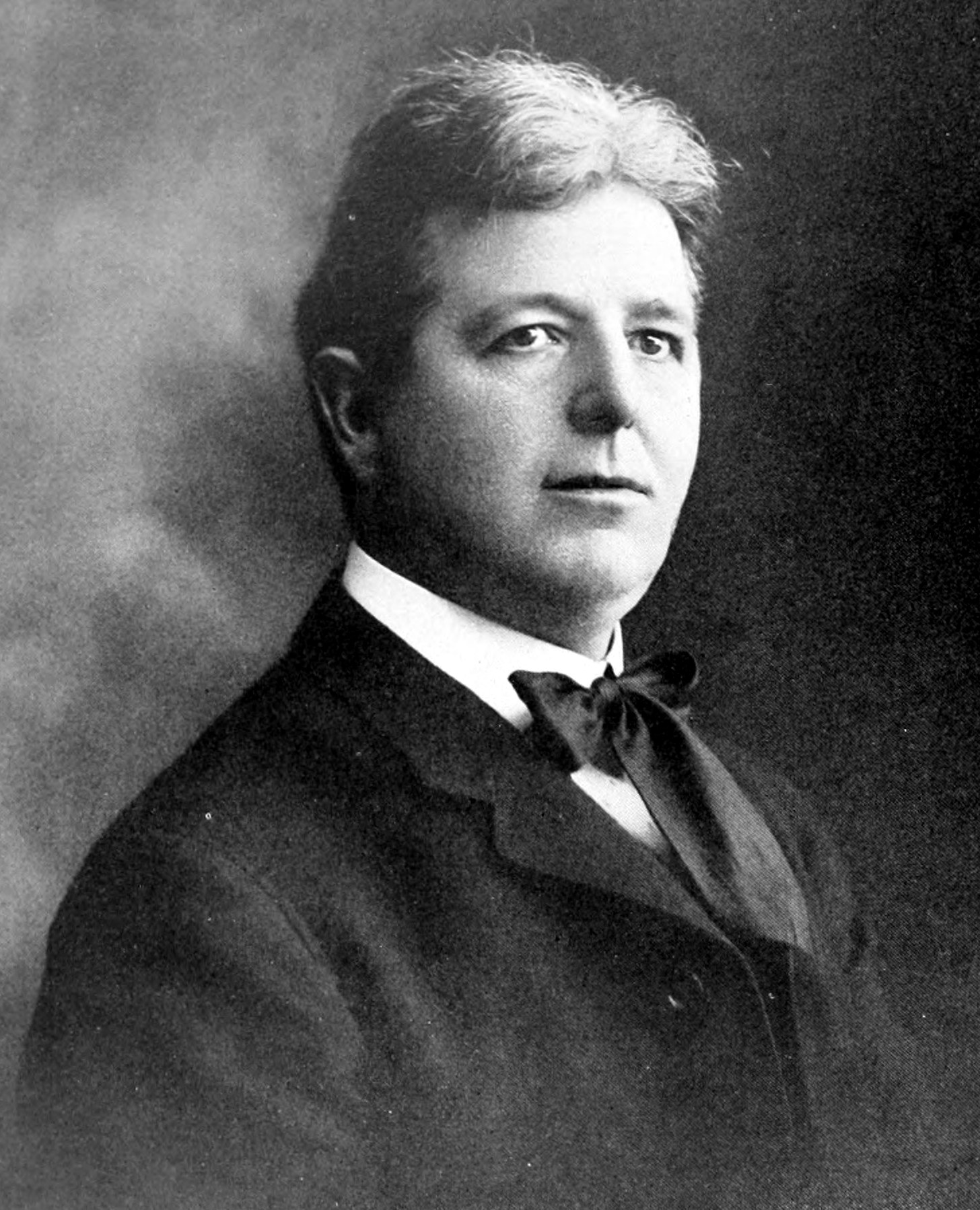
Charles Comiskey
(1859–1931)

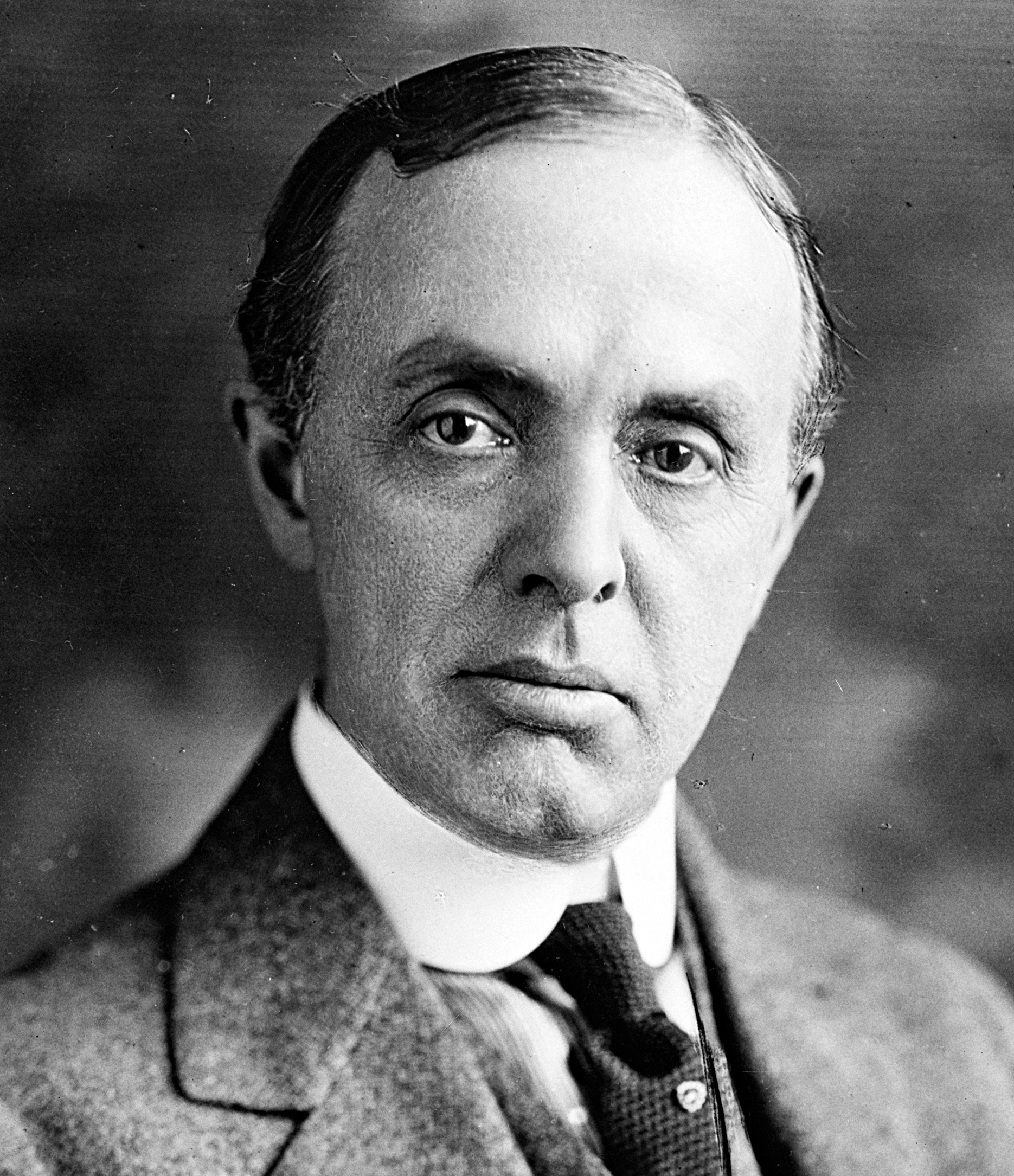
Morton D. Hull
(1867–1937)

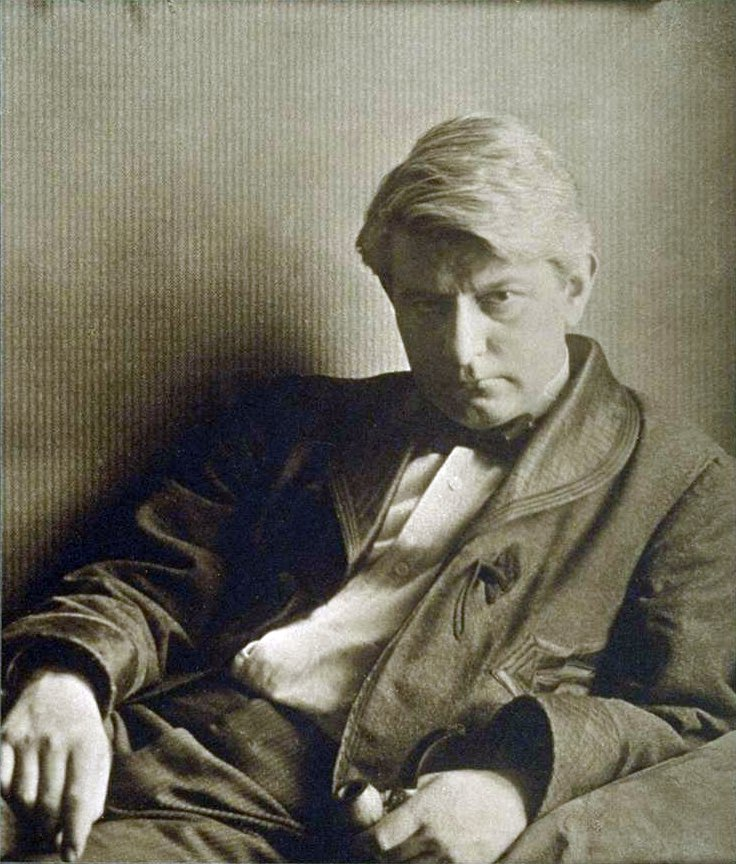
Frank Norris
(1870–1902)

- Alice Bunker Stockham (1833–1912), Gynäkologin
- Margaret A. Wilcox (1838–1912), Maschinenbauingenieurin und Erfinderin
- Harriet Hubbard Ayer (1849–1903), Kosmetikunternehmerin
- Emma Abbott (1850–1891), Opernsängerin
- Arthur Ryerson (1851–1912), Anwalt, Geschäftsmann und Stahl-Tycoon
- Arthur Lloyd Thomas (1851–1924), Geschäftsmann und Politiker
- James Hugh Ward (1853–1916), Politiker
- William F. Mahoney (1856–1904), Politiker
- Charles Comiskey (1859–1931), Baseballspieler, -manager und -teambesitzer
- Harriet Monroe (1860–1936), Dichterin und Literaturkritikerin
- George Gardner Symons (1861 oder 1863–1930), Maler
- Alice Constance Austin (1862–1955), Architektin, Designerin und Stadtplanerin
- Edmund Michael Dunne (1864–1929), römisch-katholischer Geistlicher und Bischof von Peoria
- William Kent (1864–1928), Politiker
- Isaac Henry Mayer (1864–1967), Jurist
- William Nicholas Selig (1864–1948), Filmproduzent, Pionier der US-amerikanischen Filmindustrie
- Elizabeth Sprague Coolidge (1864–1953), Pianistin und Mäzenin
- John Foster Bass (1866–1931), Journalist (Kriegsberichterstatter)
- Virginia Richmond Reynolds (1866–1903), Malerin
- Finley Peter Dunne (1867–1936), Schriftsteller und Journalist
- Morton D. Hull (1867–1937), Politiker
- William E. Zeuch (1867–1962), Organist
- Florenz Ziegfeld Jr. (1867–1932), Theater- und Filmproduzent
- George Ellery Hale (1868–1938), Astronom
- William  Grebe (1869–1960), Fechter, Medaillengewinner bei Olympia
- P. H. Moynihan (1869–1946), Politiker
- William Ellery Sweet (1869–1942), Politiker
- James R. Buckley (1870–1945), Politiker
- Carl R. Chindblom (1870–1956), Politiker
- Mary Curzon, Baroness Curzon of Kedleston (1870–1906), Vizekönigin von Indien
- Burton Holmes (1870–1958), Reisender, Fotograf und Dokumentarfilmer
- Frank Norris (1870–1902), Schriftsteller
- Maurice Thatcher (1870–1973), Politiker und von 1910 bis 1913 Gouverneur der Panamakanalzone

### 1871–1880

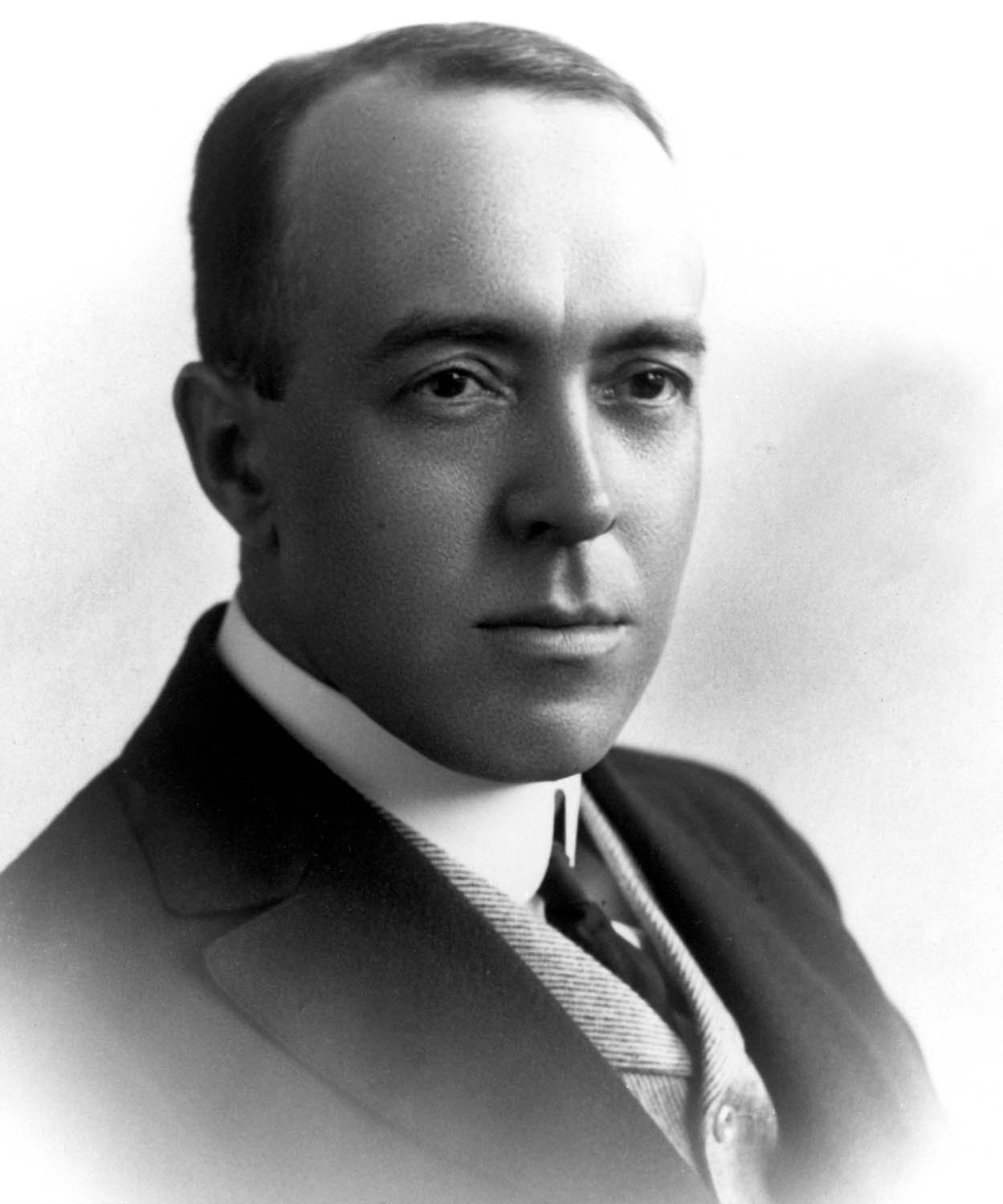
Edgar Rice Burroughs
(1875–1950)

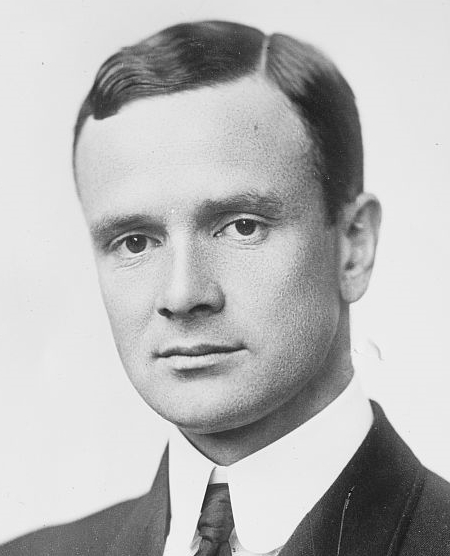
Joseph Medill Patterson
(1879–1946)

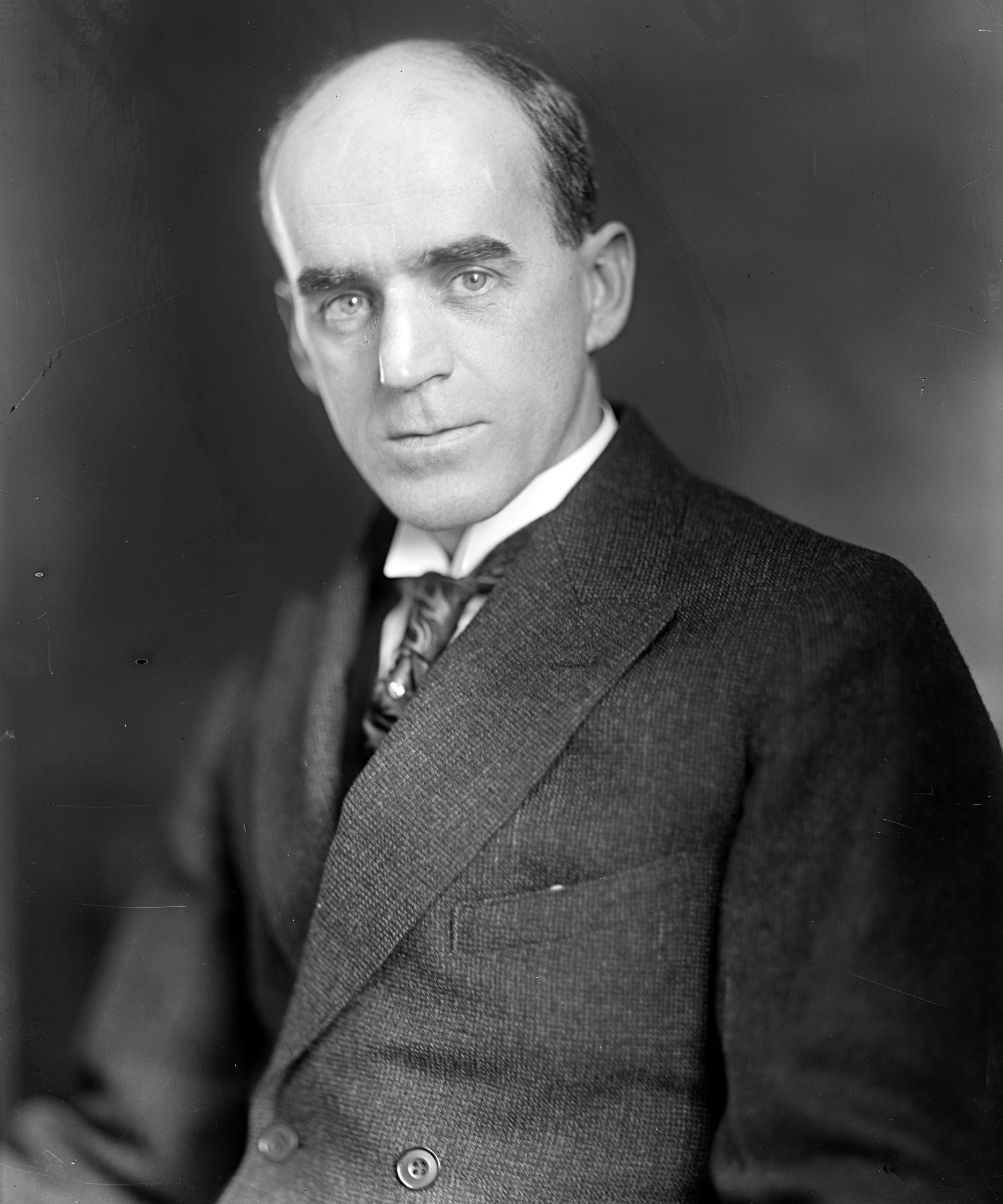
John W. Rainey
(1880–1923)

- Frederick A. Britten (1871–1946), Politiker
- Carol Brooks MacNeil (1871–1944), Bildhauerin und Malerin
- Johann See (1871/72 – n. 1893), Maler der Düsseldorfer Schule
- Charles Avery (1873–1926), Schauspieler, Regisseur und Drehbuchautor
- Sidney George Brown (1873–1948), englischer Elektrotechniker und Erfinder
- Spencer F. Eddy (1873–1939), Diplomat
- George E. Gorman (1873–1935), Politiker
- William Tyler Olcott (1873–1936), Amateurastronom
- Myrtle Reed (1874–1911), Autorin
- Edmund J. Stack (1874–1957), Politiker
- James Bowler (1875–1957), Politiker
- Edgar Rice Burroughs (1875–1950), Schriftsteller
- Gilbert Ames Bliss (1876–1951), Mathematiker
- Edward Joseph Kelly (1876–1950), Politiker
- Charles M. Thomson (1877–1943), Politiker
- Charles Dvorak (1878–1969), Leichtathlet und Olympiasieger 1904
- George Ernest Foulkes (1878–1960), Politiker
- Albert W. Hawkes (1878–1971), Geschäftsmann und Senator
- Edward Francis Hoban (1878–1966), römisch-katholischer Bischof
- M. Jean McLane (1878–1964), Malerin
- Thomas J. O’Brien (1878–1964), Politiker
- William David O’Brien (1878–1962), römisch-katholischer Weihbischof in Chicago
- James M. Slattery (1878–1948), Politiker
- Harry S. Swarth (1878–1935), Zoologe
- Samuel S. Arentz (1879–1934), Politiker
- Henry Horner (1879–1940), Politiker
- Joseph Medill Patterson (1879–1946), Verleger
- Albert H. Taylor (1879–1961), Elektroingenieur
- Lincoln Ellsworth (1880–1951), Polarforscher und Flieger
- Arthur Franklin Fuller (* 1880; † nach 1935), Autor, Komponist und Diskriminierungsgegner
- Hazel Lavery (1880–1935), irisch-US-amerikanische High Society Lady in der Londoner Gesellschaft
- Ernest Poole (1880–1950), Journalist und Schriftsteller
- John W. Rainey (1880–1923), Politiker

### 1881–1890

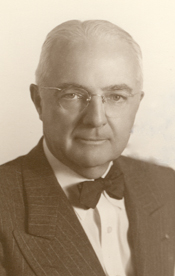
Edgar W. Hiestand
(1888–1970)

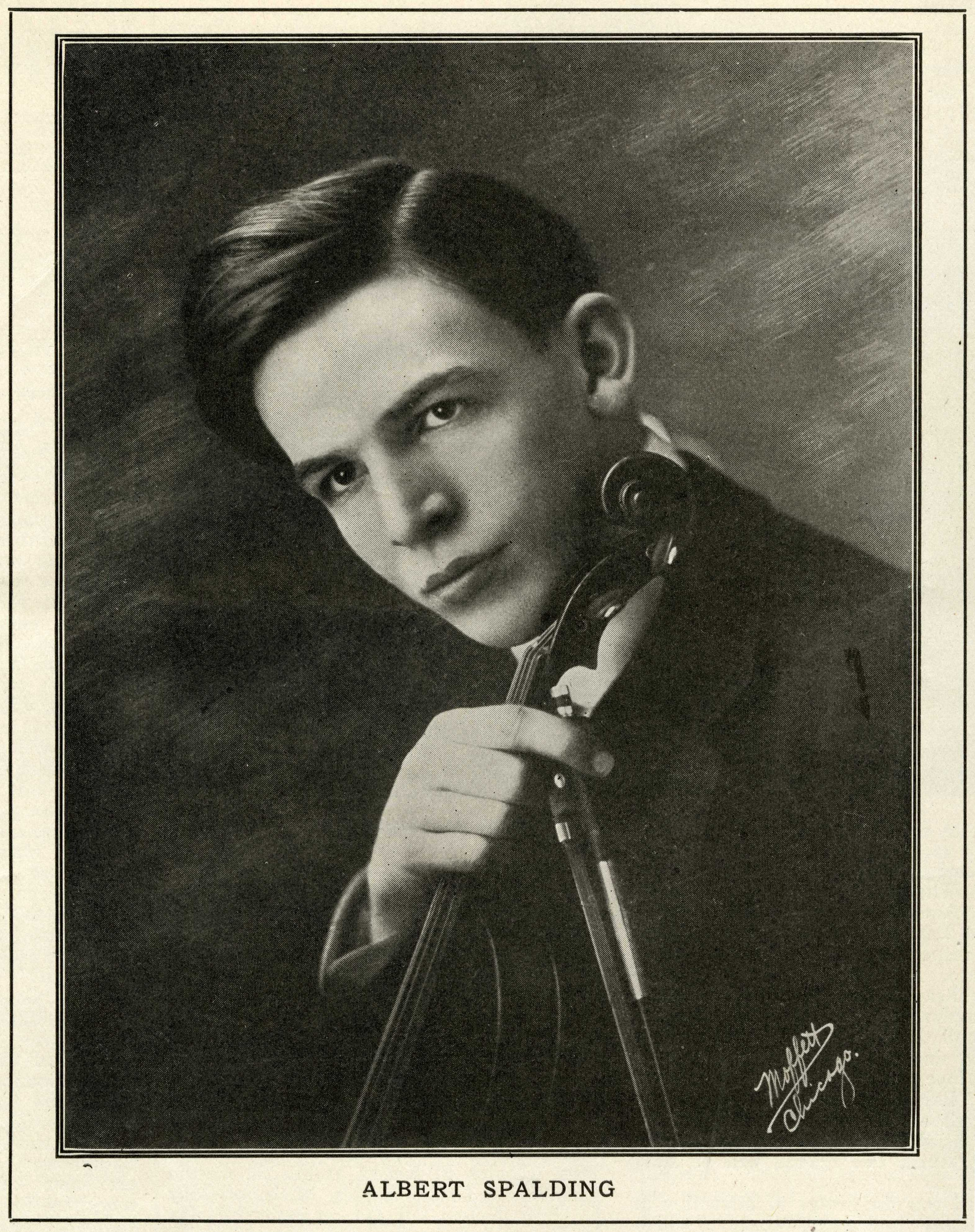
Albert Spalding
(1888–1953)

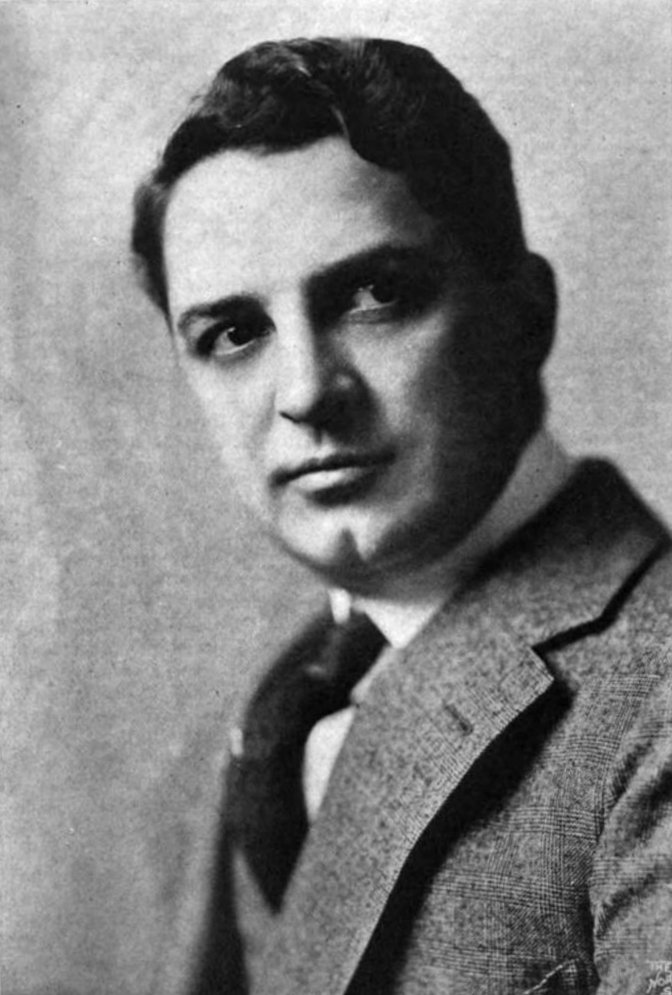
Bryant Washburn
(1889–1963)

#### 1881–1885
- Franklin Leopold Adams (1881–1960), Journalist, Übersetzer und Radiosprecher
- David Hammond (1881–1940), Schwimmer und Wasserballspieler
- Rudolph Weisenborn (1881–1974), Maler, Druckgrafiker, Wandmaler und Kunstpädagoge
- Robert Zimmerman (1881–1980), kanadischer Schwimmer und Wasserspringer
- Winnifred Sprague Mason Huck (1882–1936), Politikerin
- Frank Kehoe (1882–1949), Wasserspringer
- Leo Kocialkowski (1882–1958), Politiker
- Fritz Leiber sen. (1882–1949), Bühnen- und Filmschauspieler
- Thomas Mooney (1882–1942), Arbeiteraktivist
- William A. Rowan (1882–1961), Politiker
- William Tuttle (1882–1930), Schwimmer und Wasserballspieler
- William Henry Wills (1882–1946), Politiker
- Evarts Graham (1883–1957), Chirurg
- William Richard Griffin (1883–1944), römisch-katholischer Geistlicher, Weihbischof in La Crosse
- James T. Igoe (1883–1971), Politiker
- George Leander (1883–1904), Bahnradsportler
- William Anthony McGuire (1881–1940), Dramatiker und Drehbuchautor
- Arthur Robison (1883–1935), deutscher Filmregisseur und Drehbuchautor
- Harry Antrim (1884–1967), Schauspieler
- Samuel Berger (1884–1925), Boxer
- Chandler Egan (1884–1936), Golfer
- Hugo Goetz (1884–1972), Schwimmer
- William Hogenson (1884–1965), Leichtathlet
- Foster Adolph Reynolds (1884–1960), Instrumentenbauer
- Bud Fisher (1885–1954), Cartoonist und Comiczeichner
- George Gaidzik (1885–1938), Wasserspringer
- Arthur B. Modine (1885–1981), Erfinder und Konstrukteur
- Mason Phelps (1885–1945), Golfer
- Dan Russo (1885–1956), Violinist
- John Storrs (1885–1956), Bildhauer, Maler und Grafiker des Modernismus
- Edwin Swatek (1885–1966), Schwimmer und Wasserballspieler

#### 1886–1890
- Margaret Ayer Barnes (1886–1967), Roman- und Kurzgeschichtenautorin und Dramatikerin
- Virginia Brooks (1886–1929), Frauenrechtlerin und Autorin
- Frank Coyle (1886–1947), Stabhochspringer
- Edward Cummins (1886–1926), Golfer
- Thomas A. Doyle (1886–1935), Politiker
- Kenneth Edwards (1886–1952), Golfspieler
- Robert Hunter (1886–1971), Golfspieler
- Nella Walker (1886–1971), Schauspielerin
- James Zetek (1886–1959), Entomologe
- Leonard Bloomfield (1887–1949), Sprachwissenschaftler
- William Jacobs (1887–1953), Drehbuchautor und Filmproduzent
- Martin H. Kennelly (1887–1961), Politiker und Bürgermeister von Chicago
- Alexander J. Resa (1887–1964), Politiker
- Raymond Thorne (1887–1921), Schwimmer
- Louis Leon Thurstone (1887–1955), Ingenieur und Psychologe
- Warren Wood (1887–1926), Golfer
- Jacob Bolotin (1888–1924), Arzt und Kämpfer für die gesellschaftliche Integration von Blinden
- Stanislaus Vincent Bona (1888–1967), römisch-katholischer Bischof von Grand Island und Green Bay
- Beulah Bondi (1888–1981), Schauspielerin
- Raymond Chandler (1888–1959), Krimi-Schriftsteller
- Jules Furthman (1888–1966), Drehbuchautor
- Edgar W. Hiestand (1888–1970), Politiker
- Edmund Jacobson (1888–1983), Arzt
- Kirtley F. Mather (1888–1978), Geologe
- Raymond S. McKeough (1888–1979), Politiker
- Bernard James Sheil (1888–1969), römisch-katholischer Weihbischof in Chicago
- Albert Spalding (1888–1953), Violinvirtuose und Komponist
- Nels Anderson (1889–1986), Soziologe
- Miles J. Breuer (1889–1945), Arzt und Science-Fiction-Autor
- Douglas Chandler (* 1889; † nach 1963), Journalist und Radiopropagandist des Großdeutschen Rundfunks
- George Greenbaum (* 1889; † nach 1929), Kameramann
- Sophus Jensen (1889–1945), Wasserballspieler
- Robert Z. Leonard (1889–1968), Regisseur
- Russell Owen (1889–1952), Journalist der New York Times
- Bryant Washburn (1889–1963), Schauspieler
- Frank Westphal (1889–1948), Pianist und Bandleader
- Harold Lee Alden (1890–1964), Astronom
- Main Bocher (1890–1976), Modedesigner
- Ralph W. Chaney (1890–1971), Paläobotaniker
- Billy DeBeck (1890–1942), Comiczeichner und -autor
- Edward Doherty (1890–1975), Schriftsteller und Drehbuchautor
- Clara Kimball Young (1890–1960), Schauspielerin
- Henry Louis Larsen (1890–1962), Offizier
- Charles Pierce (* 1890; † nach 1930), Jazz-Saxophonist und Bandleader des Chicago Jazz
- Marc Wright (1890–1975), Stabhochspringer

### 1891–1900

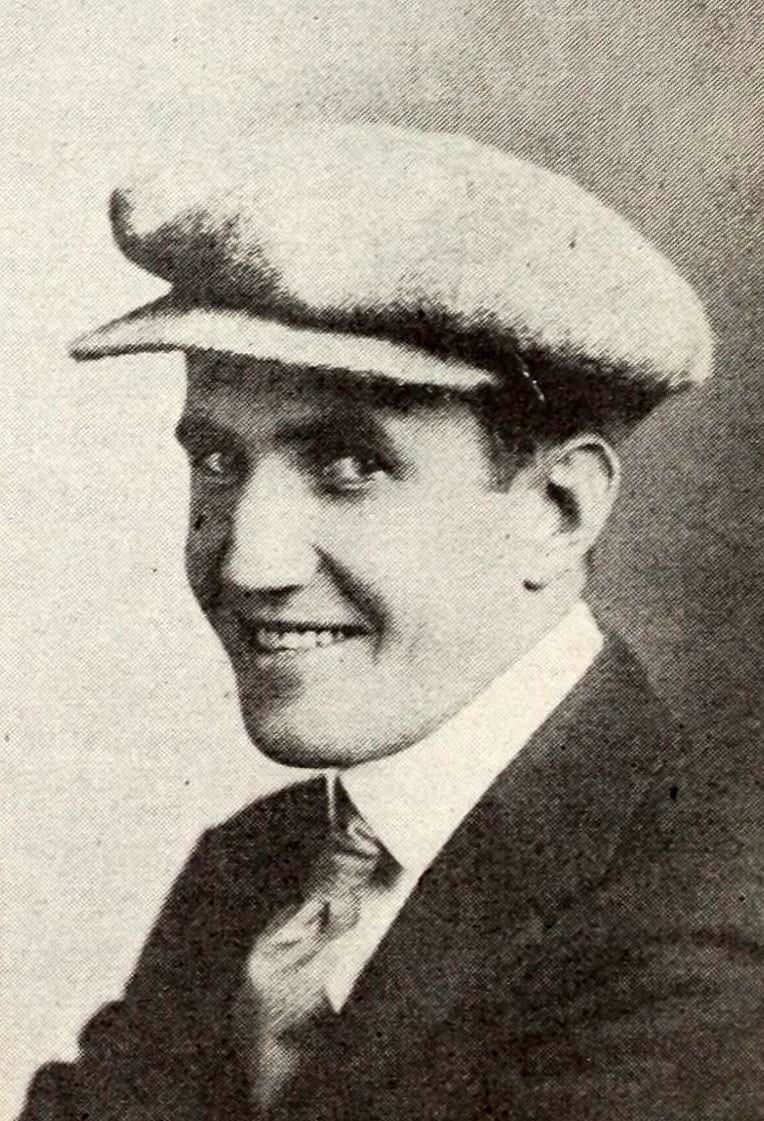
George Marshall
(1891–1975)

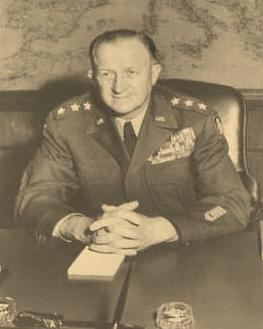
Manton S. Eddy
(1892–1962)

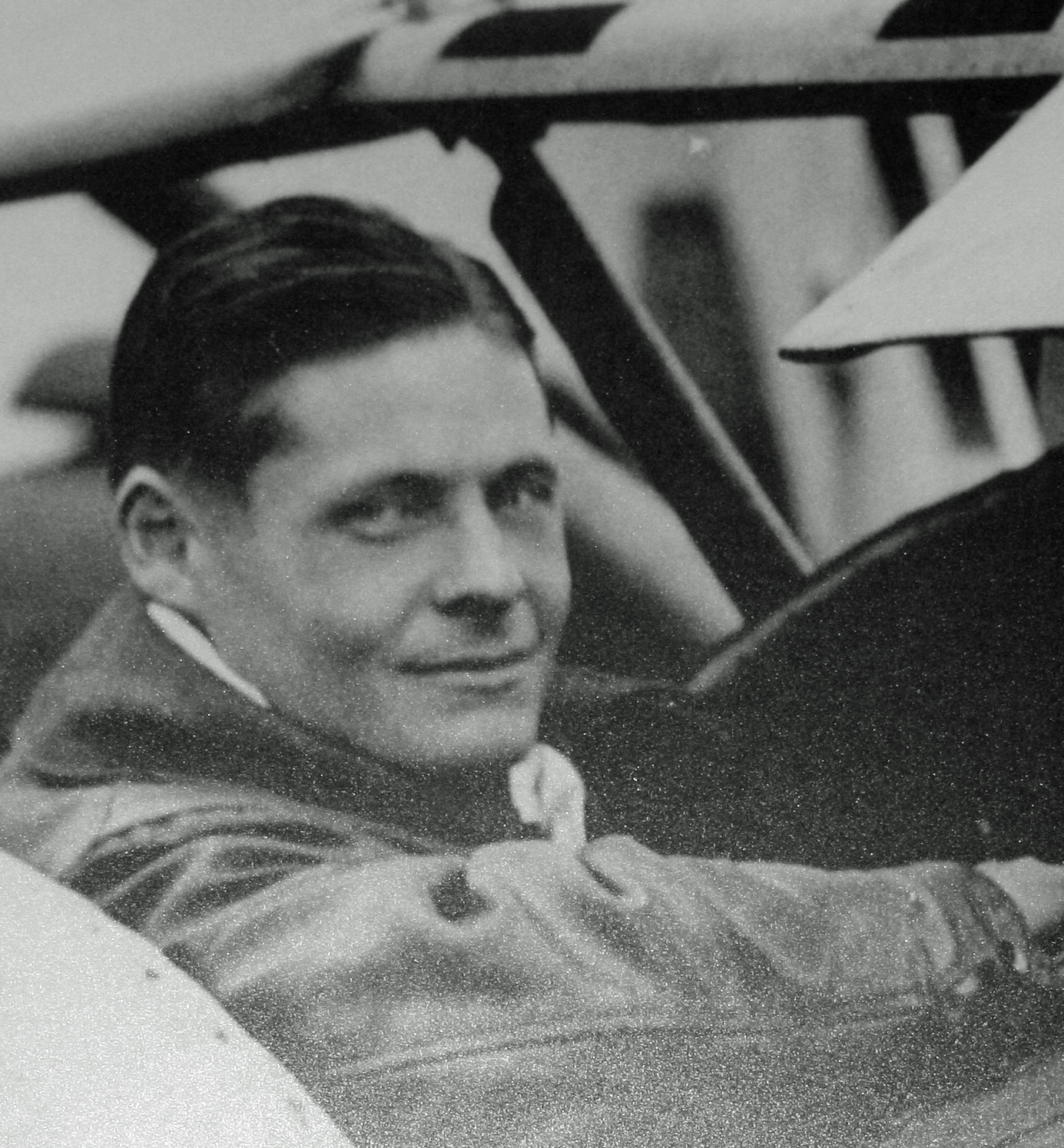
Lawrence Sperry
(1892–1923)

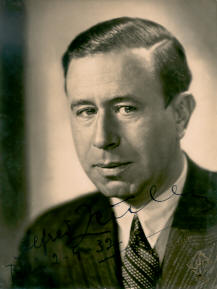
Alfred Zeisler
(1892–1985)

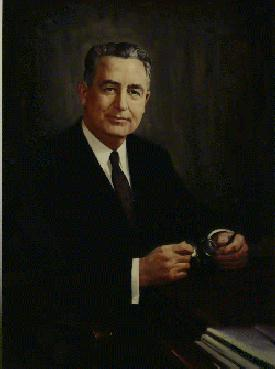
Martin Patrick Durkin
(1894–1955)

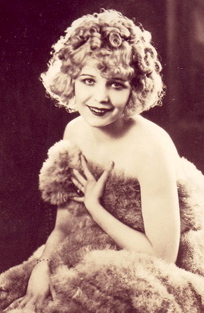
Bee Palmer
(1894–1967)

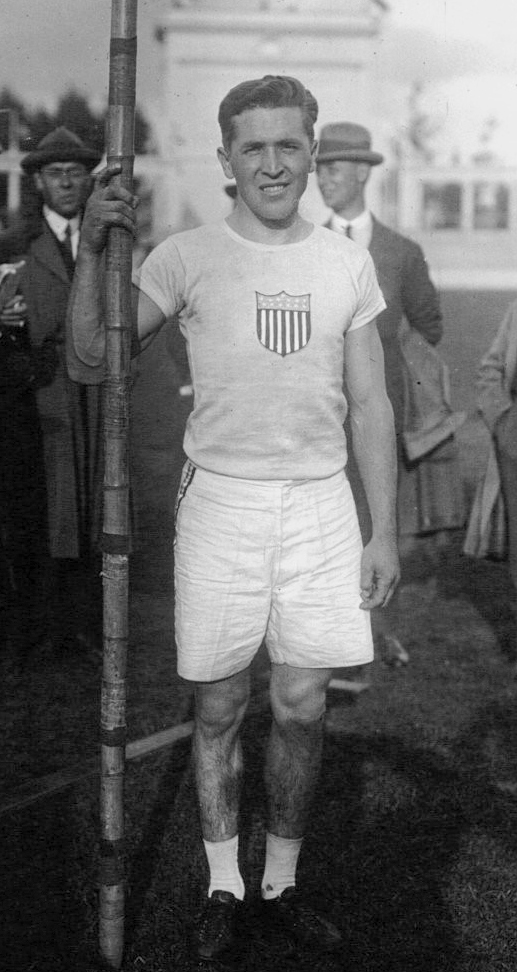
Frank Foss
(1895–1989)

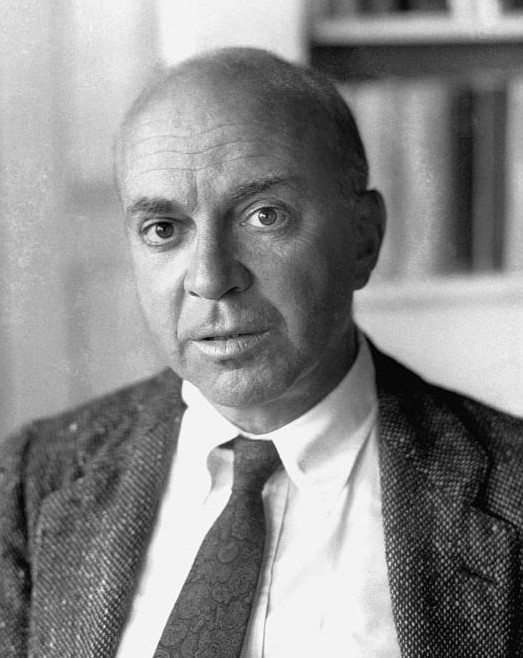
John Dos Passos
(1896–1970)

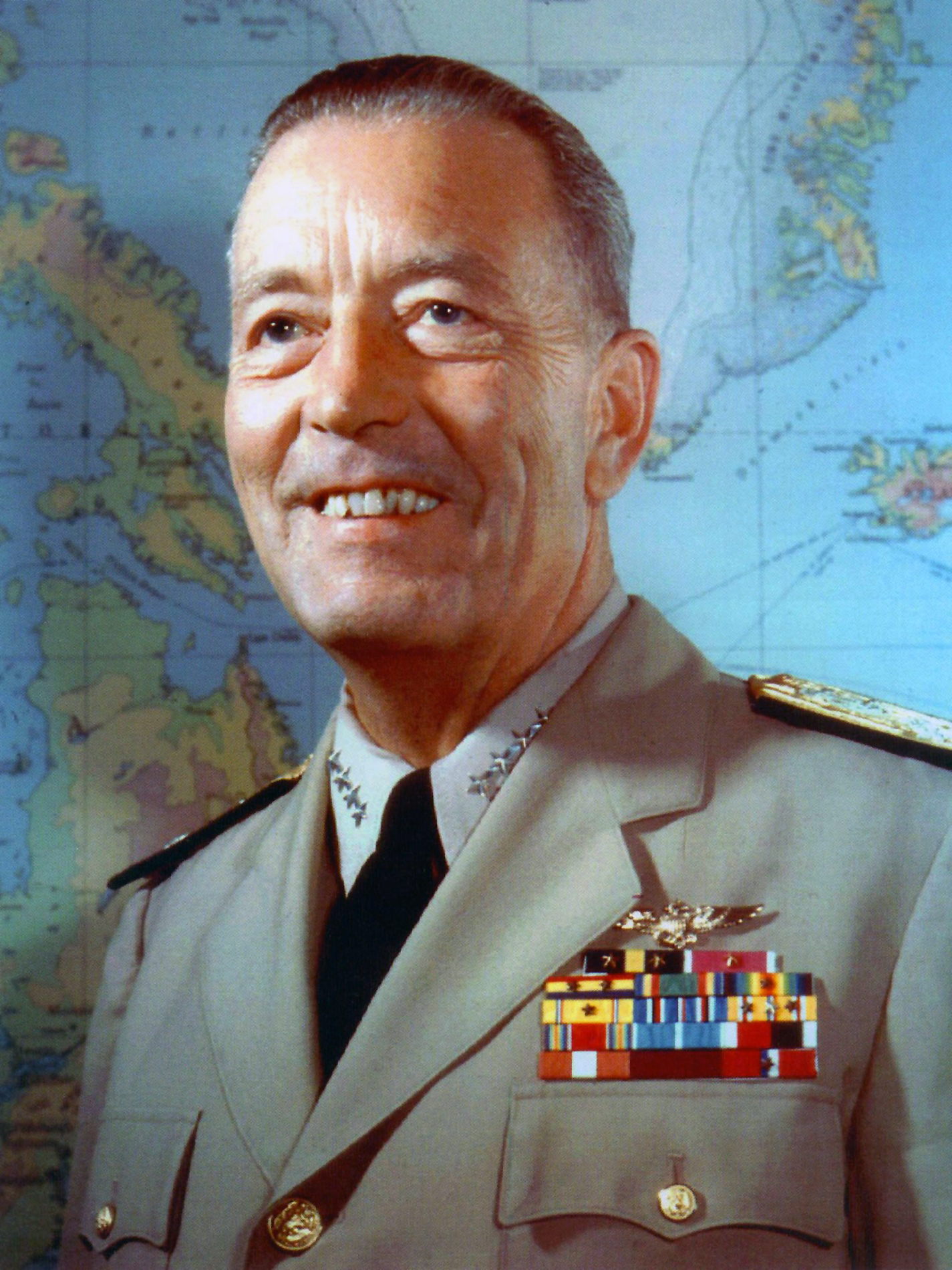
Arthur W. Radford
(1896–1973)

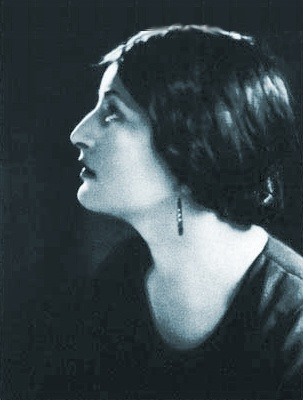
Dagmar Godowsky
(1897–1975)

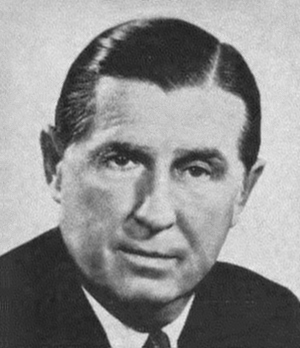
William T. Murphy
(1899–1978)

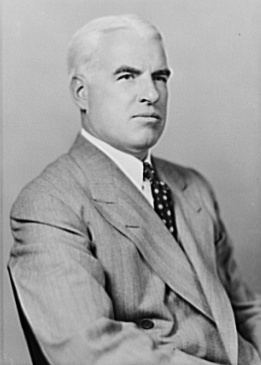
Edward Stettinius
(1900–1949)

#### 1891
- Stanley Andrews (1891–1969), Schauspieler
- Karl K. Darrow (1891–1982), Physiker
- Jens A. Doe (1891–1971), Generalmajor der United States Army
- Robert Foster (1891–1960), Schwimmer
- Harry Hebner (1891–1968), Schwimmer
- Ken Huszagh (1891–1950), Schwimmer
- Chic Johnson (1891–1962), Komiker, Schauspieler und Autor
- B. B. Kahane (1891–1960), Filmproduzent
- Otis Adelbert Kline (1891–1946), Schriftsteller
- Nella Larsen (1891–1964), Schriftstellerin
- George Marshall (1891–1975), Filmregisseur, Drehbuchautor, Filmproduzent und Filmschauspieler
- Lessing Julius Rosenwald (1891–1979), Geschäftsmann, Sammler von seltenen Büchern und Kunst und Mäzen
- Martin F. Smith (1891–1954), Politiker

#### 1892
- Richard Atwater (1892–1948), Journalist, Universitätsdozent und Kinderbuchautor
- Ellsworth B. Buck (1892–1970), Politiker
- Henry Boardman Conover (1892–1950), Ingenieur, Militärangehöriger und Hobby-Ornithologe
- Gladys Crolius (1892–1972), Schauspielerin
- Henry Darger (1892–1973), Schriftsteller und Künstler
- Manton S. Eddy (1892–1962), Lieutenant General der US Army
- Clifford Gray (1892–1969), Bobsportler
- Edward A. Kelly (1892–1969), Politiker
- Walter Lundin (1892–1954), Kameramann
- Paul E. Peabody (1892–1979), Generalmajor der United States Army
- Charles E. Rosendahl (1892–1977), Admiral
- Harry Segall (1892–1975), Schriftsteller und Drehbuchautor
- John Francis Seitz (1892–1979), Kameramann
- Lawrence Sperry (1892–1923), Pilot und Erfinder
- Herbert Taylor (1892–1965), Schwimmer und Wasserballspieler
- Joseph C. Wright (1892–1985), Szenenbildner
- Alfred Zeisler (1892–1985), deutscher Schauspieler, Filmproduzent und Regisseur

#### 1893
- Milton Ager (1893–1979), Komponist
- Dorothy Dalton (1893–1972), Schauspielerin
- Roy O. Disney (1893–1971), Bruder von Walt Disney, Vorstandsvorsitzender (1929–1971) und Präsident (1945–1971) der Walt Disney Company
- Thomas S. Gordon (1893–1959), Politiker
- Richard W. Hoffman (1893–1975), Politiker
- Arnold Johnson (1893–1975), Pianist, Arrangeur, Komponist und Bigband-Leader
- Michael McDermott (1893–1970), Schwimmer und Wasserballspieler
- Perry McGillivray (1893–1944), Schwimmer und Wasserballspieler
- John Gould Moyer (1893–1976), Marineoffizier
- Sigrid Schultz (1893–1980), Journalistin, Korrespondentin
- Harry Stenqvist (1893–1968), schwedischer Radrennfahrer
- Lyman Young (1893–1984), Cartoonist und Comiczeichner

#### 1894
- Jack Benny (1894–1974), Schauspieler und Radiomoderator
- Elizabeth Dilling (1894–1966), Schriftstellerin und politische Aktivistin
- Martin Patrick Durkin (1894–1955), Politiker
- Gardner Hale (1894–1931), Maler
- John Carl Hinshaw (1894–1956), Politiker
- S. P. Meek (1894–1972), Schriftsteller und Armeeoffizier
- Bee Palmer (1894–1967), Vaudeville-Sängerin und Tänzerin
- Fritz Pollard (1894–1986), American-Football-Spieler
- Rayna Prohme (1894–1927), Journalistin
- Jacob Schaefer junior (1894–1975), Karambolagespieler deutscher Abstammung
- Alexander Herman Schutz (1894–1964), Romanist, Provenzalist und Mediävist
- Bernhard Joseph Stern (1894–1956), Soziologe und Anthropologe
- Friedrich Tschinke (1894–1948), christlicher Widerstandskämpfer und VVN-Funktionär
- Louis J. Witte (1894–1975), Filmtechniker

#### 1895
- Charles Bidwill (1895–1947), Sportunternehmer
- Charles L. Bolte (1895–1989), General der US Army
- Harry J. Collins (1895–1963), Generalmajor der US-Truppen in Österreich
- Frank Foss (1895–1989), Stabhochspringer
- George Halas (1895–1983), Footballtrainer
- Victor Halperin (1895–1983), Regisseur
- Machine Gun Kelly (1895–1954), Krimineller der Prohibitionszeit
- Neil J. Linehan (1895–1967), Politiker
- Dutch Sternaman (1895–1973), Footballspieler, Besitzer der Chicago Bears
- Edwin R. Thiele (1895–1986), Theologe und Archäologe
- Richard B. Vail (1895–1955), Politiker

#### 1896
- Vic Berton (1896–1951), Jazzschlagzeuger
- Emmet Byrne (1896–1974), Politiker
- John Dos Passos (1896–1970), Schriftsteller
- Henry Crown (1896–1990), Unternehmer
- Bryan Foy (1896–1977), Filmproduzent und Regisseur
- Lester Germer (1896–1971), Physiker
- Gustav Hentschel (1896–1980), Radrennfahrer
- Art Kassel (1896–1965), Jazz-Saxophonist
- John C. Kluczynski (1896–1975), Politiker
- Ronald B. Levinson (1896–1980), Philosophiehistoriker
- Husk O’Hare (1896–1970), Jazz-Bandleader und Impresario
- Walter Paepcke (1896–1960), Industrieller und Philanthrop
- Arthur W. Radford (1896–1973), Admiral
- Blanche Sweet (1896–1986), Filmschauspielerin
- Ray Herbert Talbot (1896–1955), Politiker
- George Trafton (1896–1971), American-Football-Spieler
- Charmion von Wiegand (1896–1983), Journalistin, Kunstkritikerin und Malerin

#### 1897
- John O. Aalberg (1897–1984), Film- und Tontechniker
- Ewald Backe (1897–1968), deutscher Lehrer und Nationalsozialist
- Ruth Brunswick (1897–1946), Psychoanalytikerin
- Dagmar Godowsky (1897–1975), Stummfilmschauspielerin
- Charles Le Maire (1897–1985), Kostümbildner
- Abe Lyman (1897–1957), Bandleader, Schlagzeuger und Komponist
- Arthur C. Nielsen (1897–1980), Marketingforscher
- Thomas L. Owens (1897–1948), Politiker
- Ed Ricketts (1897–1948), Meeresbiologe und Philosoph
- Raymond Sontag (1897–1972), Historiker
- Arthur H. Steinhaus (1897–1970), Sportmediziner
- Lawrence Weingarten (1897–1975), Filmproduzent

#### 1898
- Ernst Bacon (1898–1990), Komponist, Dirigent, Pianist und Musikpädagoge
- Frederick Van Ness Bradley (1898–1947), Politiker
- Vytautas Andrius Graičiūnas (1898–1952), litauischer Management-Theoretiker und Berater
- Peter C. Granata (1898–1973), Politiker
- Sidney Lanfield (1898–1972), Filmregisseur
- Fred Lauer (1898–1960), Wasserballspieler
- Martin Dewey McNamara (1898–1966), römisch-katholischer Bischof von Joliet in Illinois
- Robert Hunter Middleton (1898–1985), Schriftentwerfer und künstlerischer Leiter der Schriftgießerei Ludlow
- Preston Sturges (1898–1959), Drehbuchautor und Regisseur
- Alfred Wallenstein (1898–1983), Cellist und Dirigent
- Hal B. Wallis (1898–1986), Filmproduzent
- Jimmy Yancey (1898–1951), Blues- und Boogie-Woogie-Pianist

#### 1899
- Vera Caspary (1899–1987), Schriftstellerin und Drehbuchautorin
- Dudley DeGroot (1899–1970), Rugby-Union-Spieler, American-Football-Spieler und -Trainer
- Emily Taft Douglas (1899–1994), Politikerin
- John Marshall Harlan II (1899–1971), Jurist und von 1955 bis 1971 Richter am Obersten Gerichtshof der USA
- Howard Palfrey Jones (1899–1973), Diplomat
- Janet Lewis (1899–1998), Schriftstellerin
- Mezz Mezzrow (1899–1972), Jazz-Klarinettist und Saxophonist
- William T. Murphy (1899–1978), Politiker
- John Ulric Nef (1899–1988), Wirtschaftshistoriker
- Adolf Pabst (1899–1990), Mineraloge und Geologe
- Williston B. Palmer (1899–1973), General
- Ralph Staub (1899–1969), Produzent von Kurzfilmen
- William Steinmetz (1899–1988), Eisschnellläufer
- Gloria Swanson (1899–1983), Schauspielerin
- Norman Taurog (1899–1981), Filmregisseur

#### 1900
- Francis William Farrell (1900–1981), Generalleutnant der United States Army
- Horatio Fitch (1900–1985), Leichtathlet
- Rollie Free (1900–1984), Motorrad-Rennfahrer
- Merritt B. Gerstad (1900–1974), Kameramann
- Roland V. Libonati (1900–1991), Politiker
- Robert Lord (1900–1976), Drehbuchautor und Filmproduzent
- Harold William Rigney (1900–1980), römisch-katholischer Priester
- Virginia Frances Sterrett (1900–1931), Malerin und Buchillustratorin
- Edward Stettinius Jr. (1900–1949), Politiker, Außenminister der Vereinigten Staaten
- William Stevenson (1900–1985), Leichtathlet
- Yvor Winters (1900–1968), Dichter und Literaturkritiker
- Victor Young (1900–1956), Komponist, Violinist und Dirigent

## 20. Jahrhundert

### 1901–1910

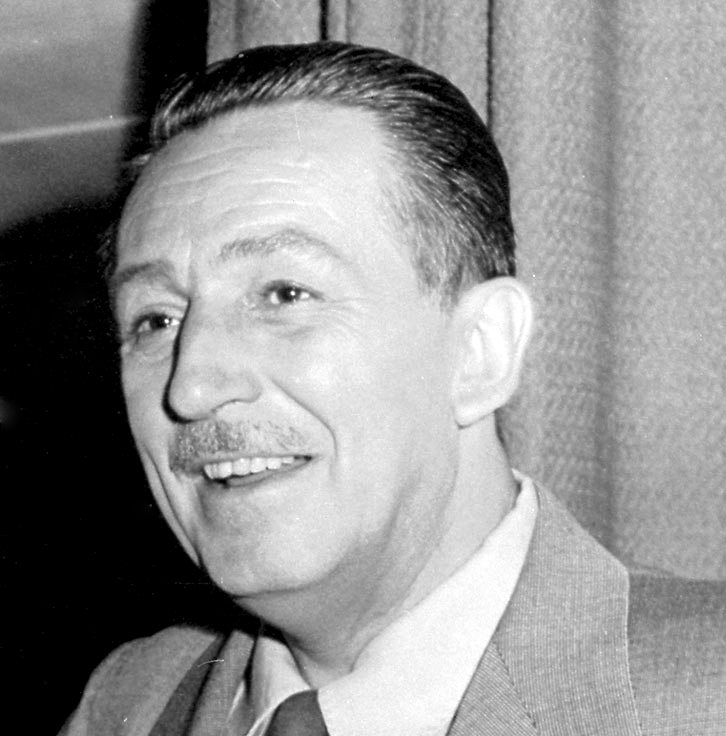
Walt Disney
(1901–1966)

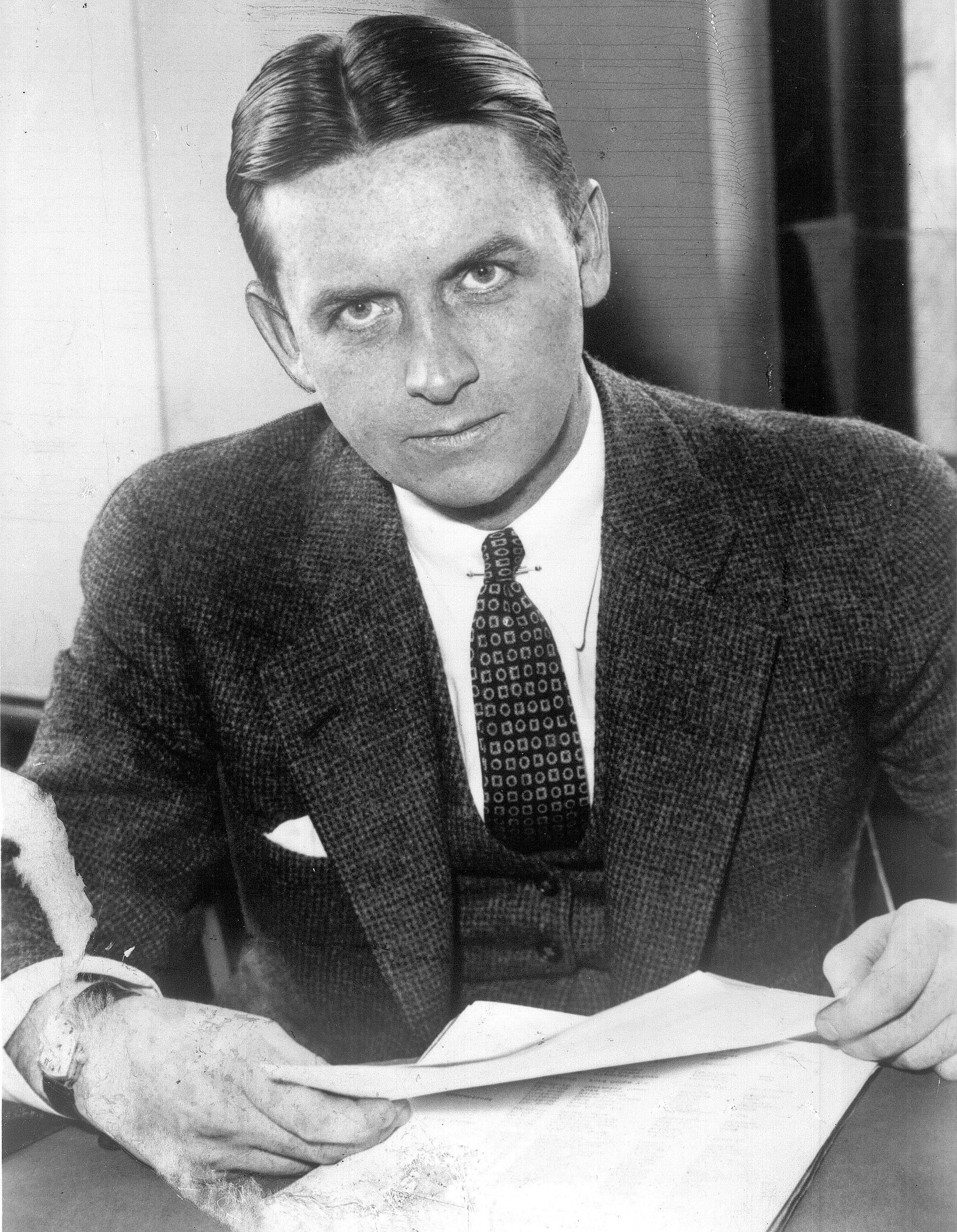
Eliot Ness
(1903–1957)

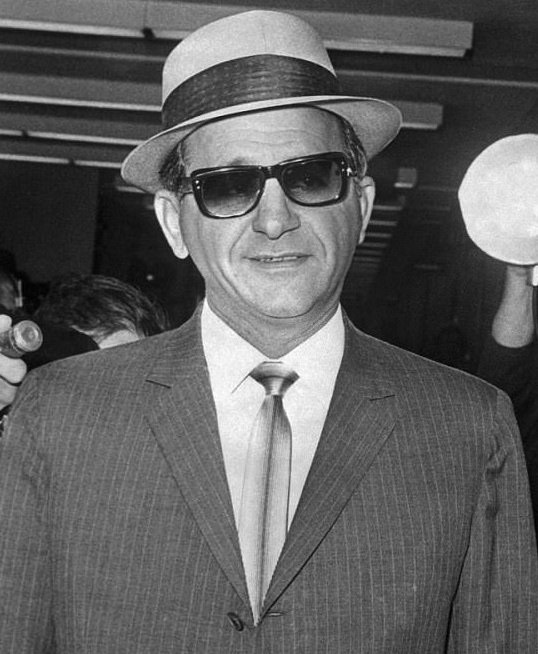
Sam Giancana
(1908–1975)

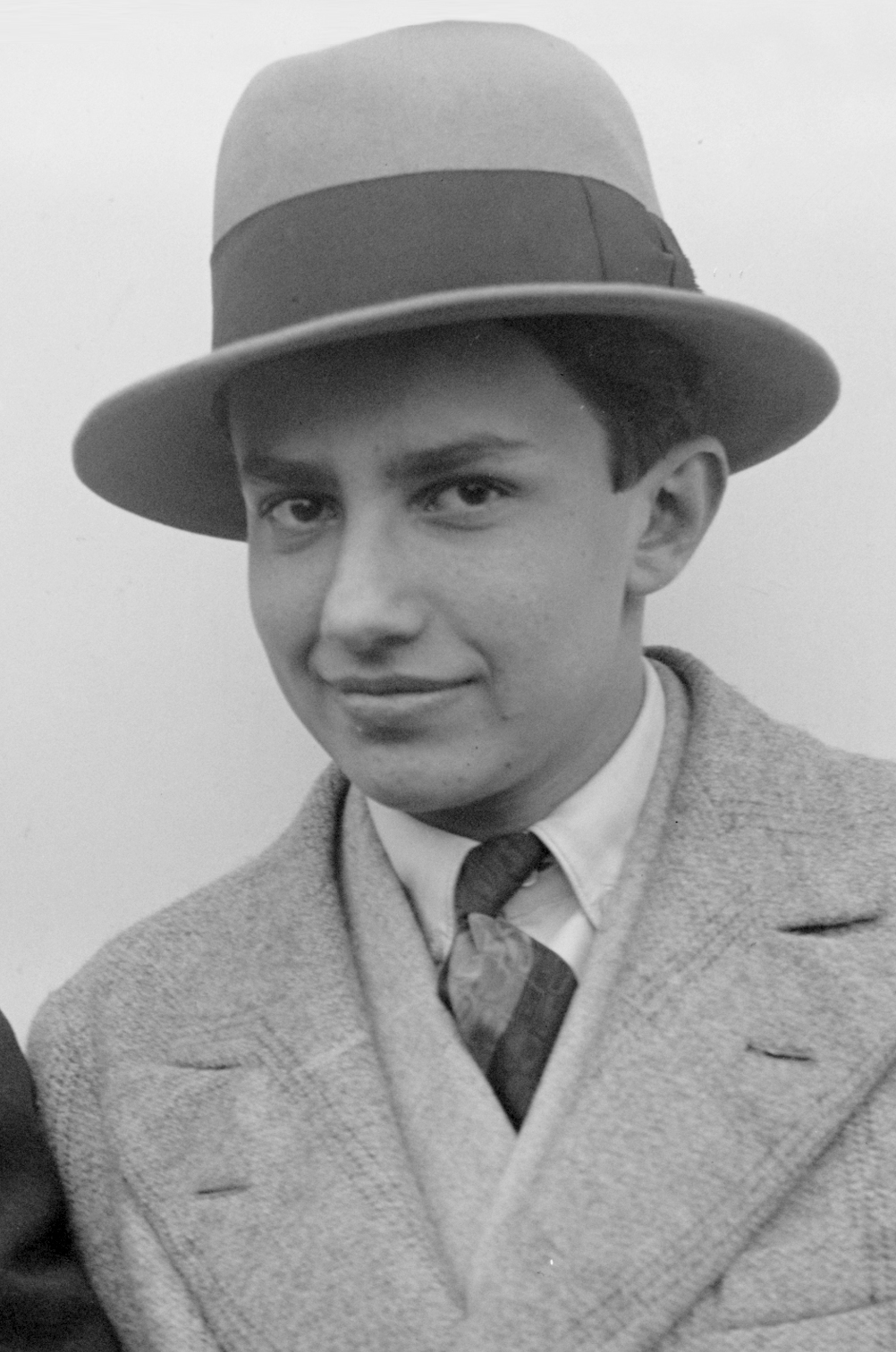
Carl Laemmle jr.
(1908–1979)

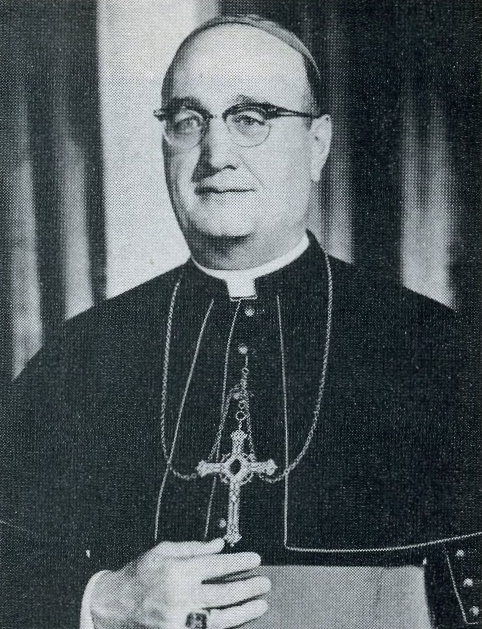
Ernest John Primeau
(1909–1989)

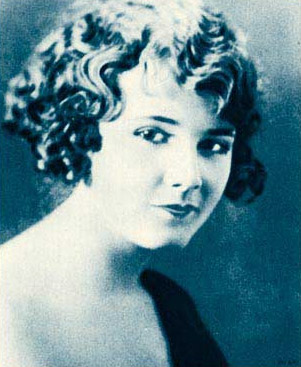
Lucille Ricksen
(1909–1925)

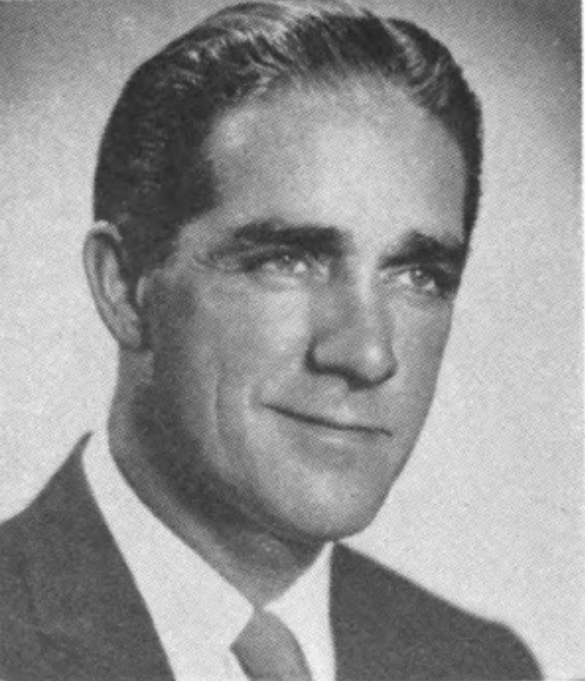
Timothy P. Sheehan
(1909–2000)

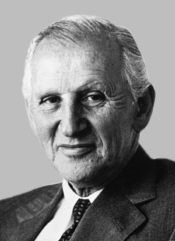
Sidney R. Yates
(1909–2000)

#### 1901
- Walt Disney (1901–1966), Trickfilm-Produzent und Erfinder von Micky Maus und Co
- Muriel Gardiner Buttinger (1901–1985), Psychoanalytikerin
- Vincent Drucci (1901–1927), Mitglied des organisierten Verbrechens während der Zeit der Prohibition
- Edgar Nathaniel Johnson (1901–1969), Historiker
- William S. Paley (1901–1990), Journalist und Medienfunktionär
- Muggsy Spanier (1901–1967), Trompeter
- Vincent du Vigneaud (1901–1978), Biochemiker
- Jessica M. Weis (1901–1963), Politikerin
- Chic Young (1901–1973), Cartoonist und Comiczeichner

#### 1902
- May Alix (1902–1983), Nachtclub- und Bluessängerin
- William Edward Cousins (1902–1988), römisch-katholischer Erzbischof von Milwaukee
- Jim Crowley (1902–1986), American-Football-Spieler, -Trainer und -Funktionär
- Richard J. Daley (1902–1976), Politiker und langjähriger Bürgermeister von Chicago
- Calvin Souther Fuller (1902–1994), Chemiker
- Dolly Jones (1902–1975), Jazz-Trompeterin
- Harry Kaskey (1902–1992), Eisschnellläufer
- Charles J. Kersten (1902–1972), Politiker
- Eddie Kotal (1902–1973), American-Football-Spieler und -Trainer
- Jim Lanigan (1902–1983), Jazz-Bassist des Chicago Jazz
- Charles D. Palmer (1902–1999), Viersternegeneral der United States Army
- George Gaylord Simpson (1902–1984), Biologe, Zoologe, Paläontologe
- W. Clement Stone (1902–2002), Unternehmer, Philanthrop und Autor
- Virginia Van Upp (1902–1970), Drehbuchautorin und Filmproduzentin

#### 1903
- Sybil Bauer (1903–1927), Schwimmerin
- Rex Bell (1903–1962), Schauspieler und Politiker
- Edgar Bergen (1903–1978), Schauspieler und Bauchredner
- Happy Caldwell (1903–1978), Jazzmusiker
- James Gould Cozzens (1903–1978), Schriftsteller
- Bernadene Hayes (1903–1987), Film- und Fernsehschauspielerin
- Richard Howell (1903–1967), Schwimmer
- Emerson C. Itschner (1903–1995), Generalleutnant der United States Army
- Carroll Knudson (1903–1969), Musiker und Autor
- Hamilton Luske (1903–1968), Animator und Filmregisseur
- Vincente Minnelli (1903–1986), Regisseur
- Eliot Ness (1903–1957), Finanzbeamter und Prohibitionsagent
- William Aloysius O’Connor (1903–1983), römisch-katholischer Bischof von Springfield in Illinois
- Ben Pollack (1903–1971), Jazz-Schlagzeuger und Bandleader
- Oscar K. Rice (1903–1978), Chemiker
- Philip Sandblom (1903–2001), Rektor Universität Lund Schweden, Sportler Olympionike 1928

#### 1904
- Ralph Bellamy (1904–1991), Schauspieler
- Frank Billings (1904–1957), Jazzmusiker
- Ralph Breyer (1904–1991), Schwimmer
- Brett Halliday (1904–1977), Schriftsteller
- Raymond Peter Hillinger (1904–1971), römisch-katholischer Bischof
- Day Keene (1904–1969), Schriftsteller
- Floyd O’Brien (1904–1968), Posaunist des Chicago-Jazz
- Helen Rose (1904–1985), Kostümbildnerin und Modedesignerin
- William L. Shirer (1904–1993), Historiker, Journalist und Publizist

#### 1905
- Abraham Adrian Albert (1905–1972), Mathematiker
- Edward Bernds (1905–2000), Regisseur, Tontechniker und Drehbuchautor
- James Burnham (1905–1987), Philosoph, Soziologe und politischer Theoretiker
- Herrlee Creel (1905–1994), Sinologe und Philosoph
- Edward Rowan Finnegan (1905–1971), Politiker
- Darnell Howard (1905–1966), Klarinettist, Violinist und Jazz-Altsaxophonist
- Yvonne Howell (1905–2010), Schauspielerin
- Luke Johnsos (1905–1984), American-Football-Spieler und -Trainer
- Meyer Levin (1905–1981), Schriftsteller und Journalist
- Russell Malmgren (1905–1982), Tontechniker und Drehbuchautor
- Richard McPartland (1905–1957), Gitarrist, Violinist und Banjospieler des Chicago Jazz
- Perry Miller (1905–1963), Geschichts- und Literaturwissenschaftler
- Martin Obzina (1905–1979), Szenenbildner und Artdirector
- Harold John Ockenga (1905–1985), evangelikaler Geistlicher
- Richard Anthony Parker (1905–1993), Ägyptologe
- Hal Pereira (1905–1983), Filmausstatter
- Ruben Reeves (1905–1975), Jazz-Trompeter des Chicago Jazz
- James Simpson junior (1905–1960), Politiker
- Paulus Skopp (1905–1999), deutscher Wirtschaftslehrer und Politiker
- Charlie Spand (* 1905; † nach 1940), Jazz- und Blues-Pianist und Sänger
- Anna Stafford, (1905–2004), Mathematikerin und Hochschullehrerin

#### 1906
- Anthony Joseph Accardo (1906–1992), Mobster
- Wallace Bishop (1906–1986), Schlagzeuger des Hot Jazz und Swing
- Sue Carol (1906–1982), Schauspielerin und Talentagentin
- George Davis (1906–1957), Autor und Zeitschriften-Herausgeber
- William Droegemueller (1906–1987), Stabhochspringer
- Bud Freeman (1906–1991), Tenor-Saxophonist
- Enid Annenberg Haupt (1906–2005), Philanthropin
- Wilfred Jackson (1906–1988), Zeichentrickregisseur
- George E. Kimball (1906–1967), theoretischer Chemiker und Pionier der Operations Research
- Jonathan Latimer (1906–1983), Schriftsteller und Drehbuchautor
- Marshall Moran (1906–1992), Missionar
- Arnold Ross (1906–2002), Mathematiker und Hochschullehrer
- Joe Sullivan (1906–1971), Jazz-Pianist des Chicago Jazz und Swing
- Walter A. Weber (1906–1979), Tiermaler und Ornithologe
- Sam White (1906–2006), Filmregisseur

#### 1907
- Hayes Alvis (1907–1972), Jazz-Bassist und Swing-Tubist
- Albert Ammons (1907–1949), Pianist
- Aaron Bohrod (1907–1992), Maler
- Gordon Griffith (1907–1958), Kinderdarsteller, Regieassistent und Filmproduzent
- Ethel Lackie (1907–1979), Schwimmerin
- Joe Marsala (1907–1978), Jazzmusiker
- Jimmy McPartland (1907–1991), Jazz-Kornettist
- Alfredo Méndez-Gonzalez (1907–1995), römisch-katholischer Bischof
- Arch Oboler (1907–1987), Drehbuchautor, Schriftsteller und Regisseur
- Stew Pletcher (1907–1978), Jazzmusiker
- Albert Schwartz (1907–1986), Schwimmer
- William Shawn (1907–1992), Zeitschriftenredakteur
- Irene Britton Smith (1907–1999), Komponistin
- Feliksas Vaitkus (1907–1956), Pilot
- Robert Young (1907–1998), Film- und Fernsehschauspieler

#### 1908
- Max Abramovitz (1908–2004), Architekt
- Anton Adam (1908–1944), banatschwäbischer römisch-katholischer Geistlicher und Märtyrer
- Pierce Brodkorb (1908–1992), Paläontologe und Ornithologe
- Paul Cohen (1908–1970), Produzent und Manager der Country-Musik
- Jackie Fields (1908–1987), Boxer
- Sam Giancana (1908–1975), Mafioso und Oberhaupt des „Chicago Outfit“
- Lee Godie (1908–1994), Künstlerin
- Arthur Goldberg (1908–1990), Politiker, Jurist und Diplomat
- Robert Halperin (1908–1985), Segler, Marineoffizier und Unternehmer
- Phil Karlson (1908–1985), Filmregisseur
- Barry Kelley (1908–1991), Schauspieler
- Otto Kerner (1908–1976), Jurist und Politiker; 33. Gouverneur des Bundesstaates Illinois
- Carl Laemmle junior (1908–1979), Filmproduzent
- William Joseph Lynch (1908–1976), Jurist und Politiker
- Jarmila Marton (1908–1971), Schauspielerin
- Babyface Nelson (1908–1934), Krimineller
- Corinne Michelle West (1908–1991), Malerin
- Crawford Wethington (1908–1994), Jazz-Saxophonist
- Aloysius John Wycislo (1908–2005), römisch-katholischer Geistlicher und Bischof von Green Bay

#### 1909
- Saul Alinsky (1909–1972), Community Organizer und Bürgerrechtsaktivist
- Elmer L. Andersen (1909–2004), Politiker
- Herbert Lawrence Block (1909–2001), politischer Karikaturist
- Alan Curtis (1909–1953), Schauspieler
- Richard Duffin (1909–1996), Physiker
- Mary Jayne Gold (1909–1997), Erbin, Hilfsorganisations-Mäzenin
- Benny Goodman (1909–1986), Jazzmusiker und Bandleader
- Gerald J. Higgins (1909–1996), Generalmajor der United States Army
- Gene Krupa (1909–1973), Jazz- und Big-Band-Schlagzeuger
- Carla Laemmle (1909–2014), Schauspielerin
- Marty Marsala (1909–1975), Jazzmusiker
- Willard Motley (1909–1965), Schriftsteller
- Norman D. Newell (1909–2005), Paläontologe
- R. R. Palmer (1909–2002), Historiker
- William Pereira (1909–1985), Architekt
- Ernest John Primeau (1909–1989), römisch-katholischer Bischof von Manchester
- Robert Ryan (1909–1973), Schauspieler
- Timothy P. Sheehan (1909–2000), Politiker
- Donald Trumbull (1909–2004), Filmtechniker und Spezialeffekt-Künstler
- Dave Willock (1909–1990), Schauspieler
- Sidney R. Yates (1909–2000), Politiker

#### 1910
- Boyce Brown (1910–1959), Jazzmusiker
- J. Allen Hynek (1910–1986), Astronom
- Pepi Lederer (1910–1935), Autorin und Schauspielerin
- Fritz Leiber (1910–1992), Schauspieler und Autor von Science-Fiction-, Fantasy- und Horror-Geschichten
- Oliver Lowry (1910–1996), Molekularbiologe
- Fern Persons (1910–2012), Schauspielerin
- Lucille Ricksen (1910–1925), Schauspielerin
- Marion Roper (1910–1991), Turmspringerin
- Edward Shils (1910–1995), Soziologe und Übersetzer
- S. Sylvan Simon (1910–1951), Regisseur und Produzent
- Tut Soper (1910–1987), Jazzpianist
- Leon Stein (1910–2002), Komponist

### 1911–1920

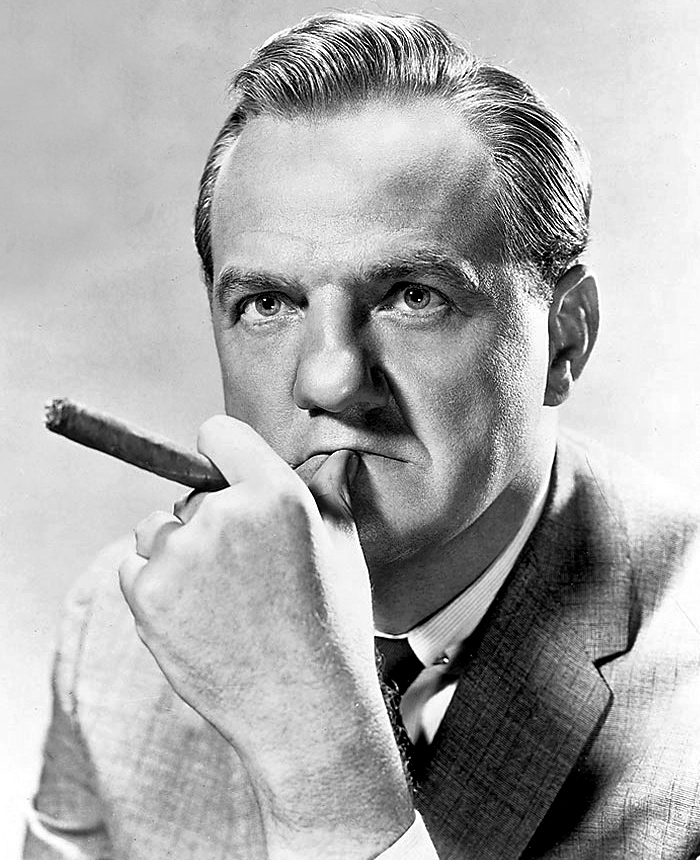
Karl Malden
(1912–2009)

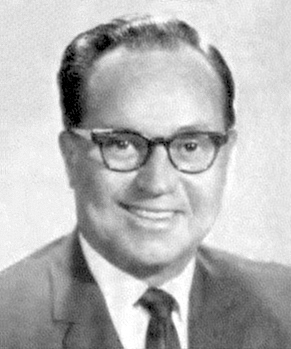
Daniel J. Ronan
(1914–1969)

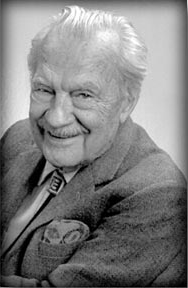
Nicholas Metropolis
(1915–1999)

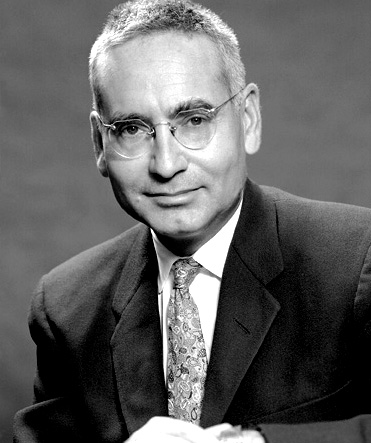
Alvin M. Weinberg
(1915–2006)

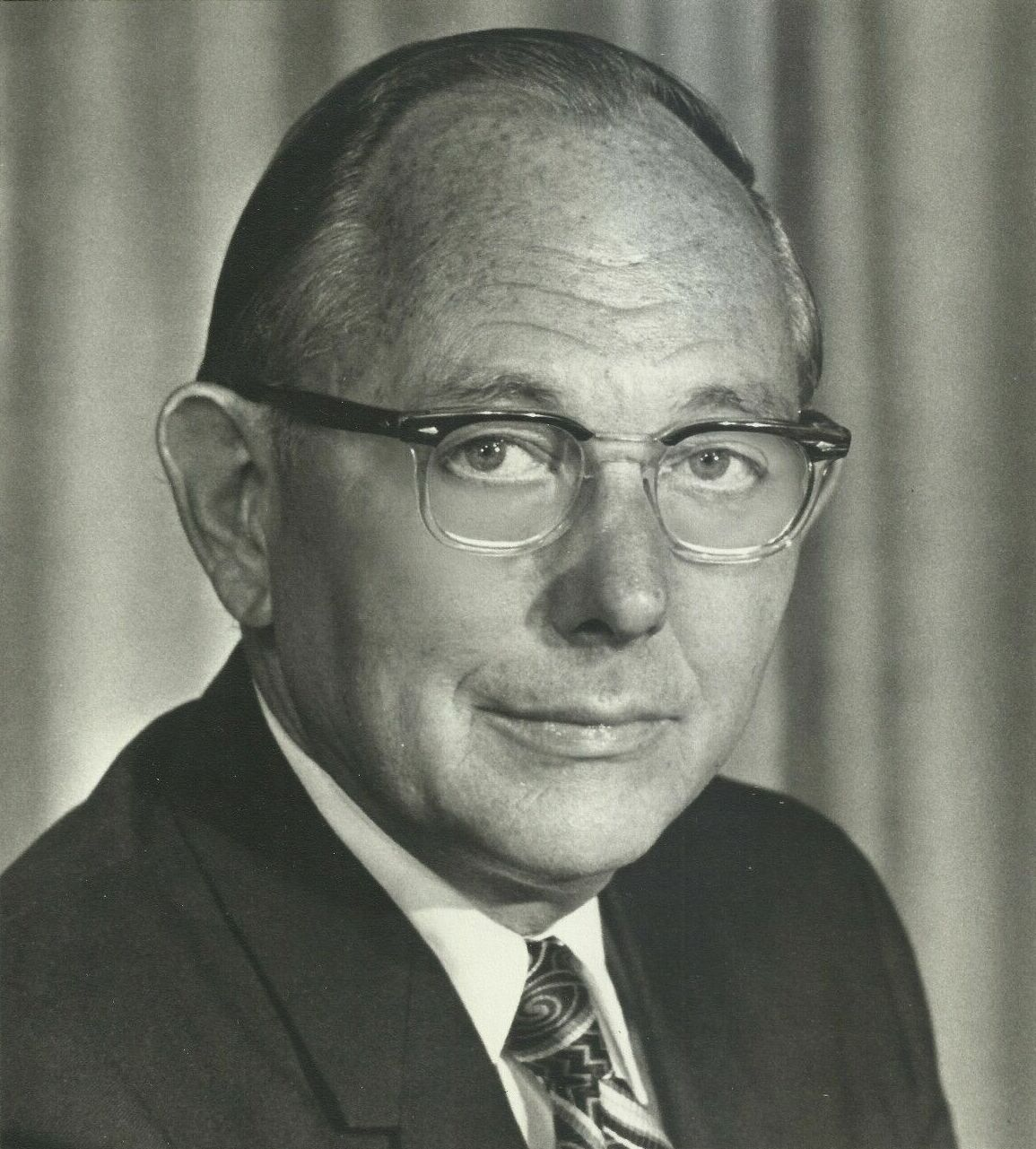
Jack Miller
(1916–1994)

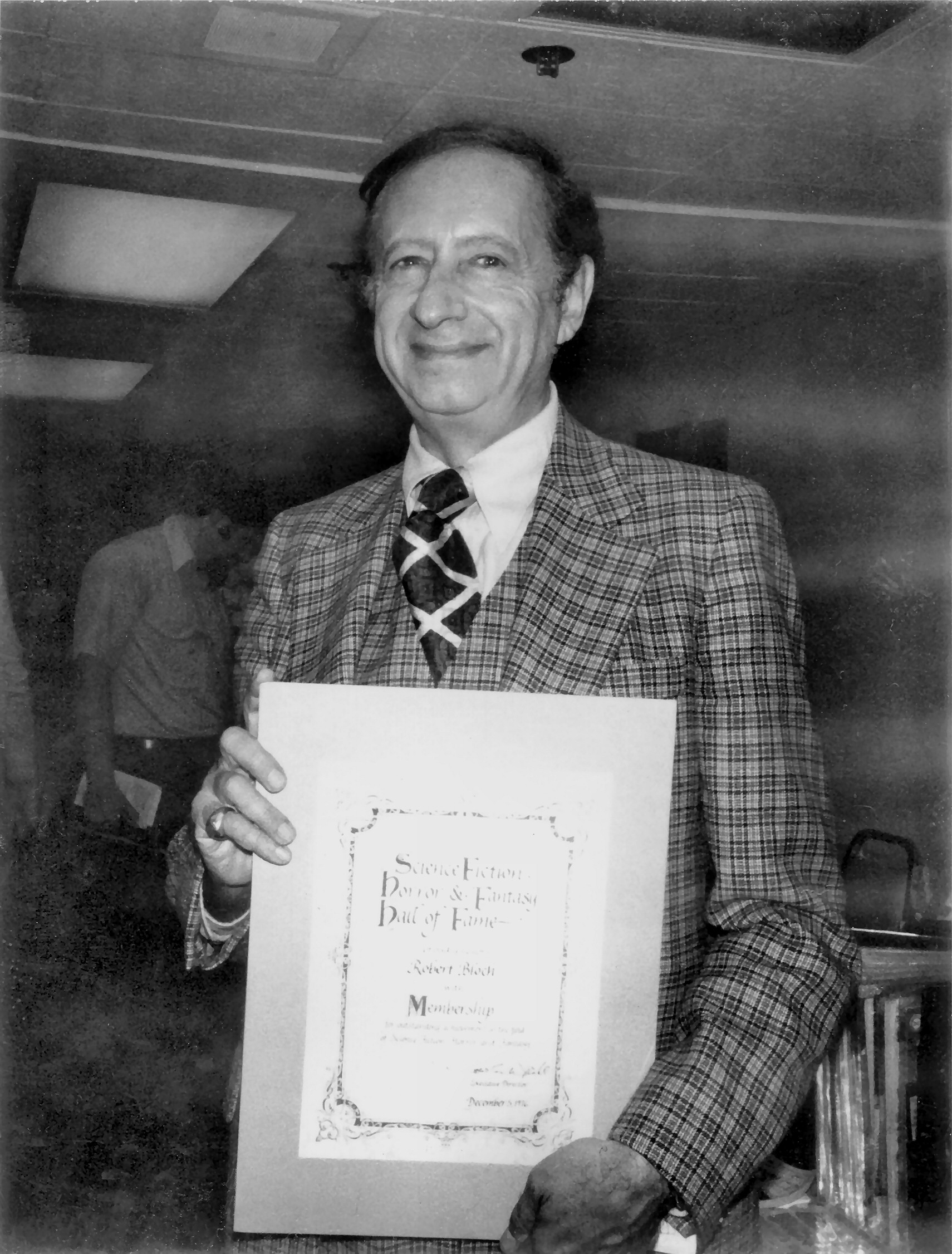
Robert Bloch
(1917–1994)

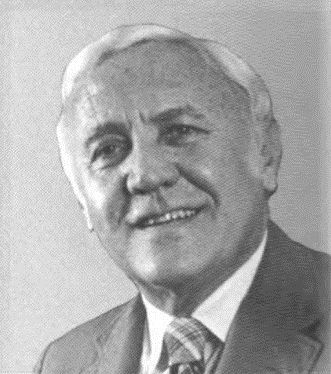
George M. O’Brien
(1917–1986)

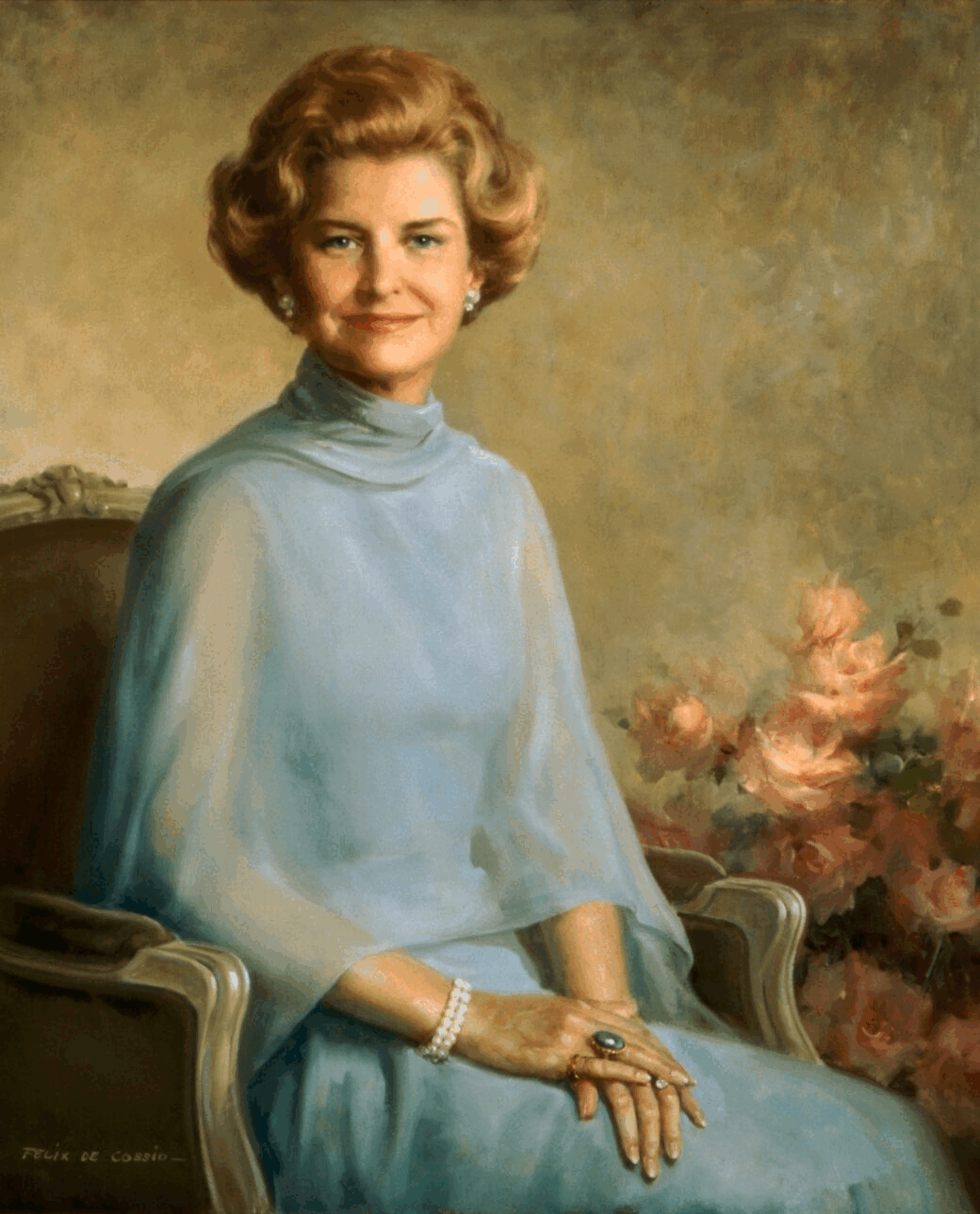
Betty Ford
(1918–2011)

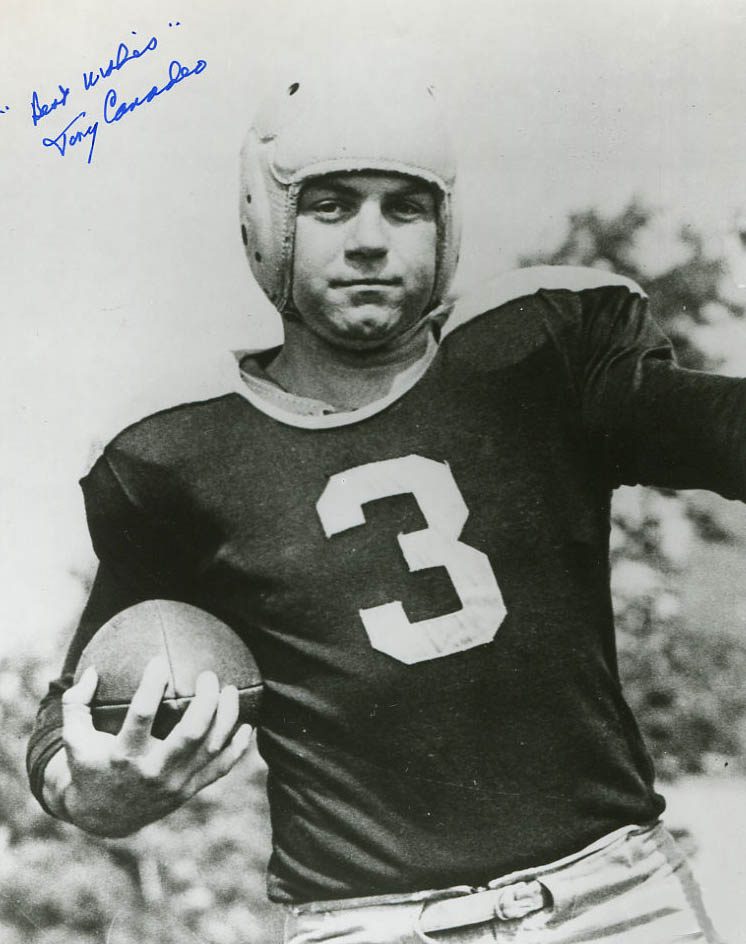
Tony Canadeo
(1919–2003)

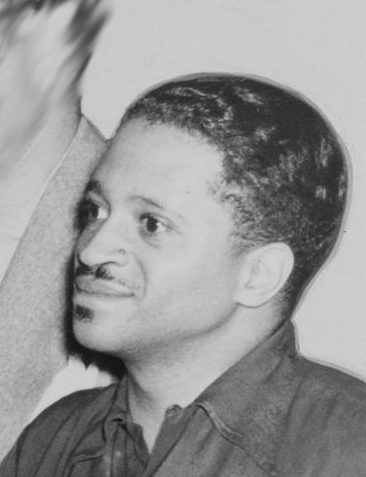
Israel Crosby
(1919–1962)

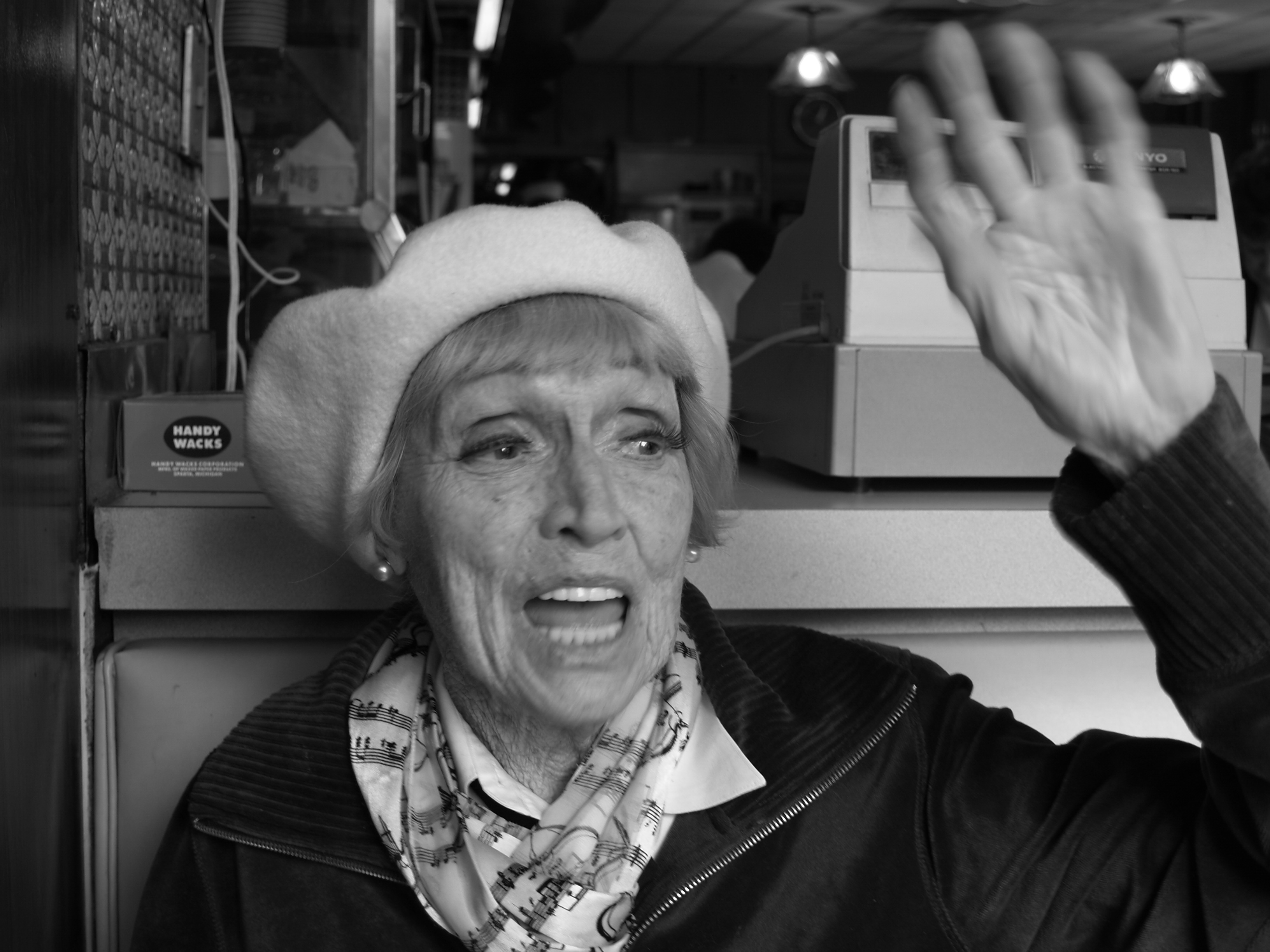
Anita O’Day
(1919–2006)

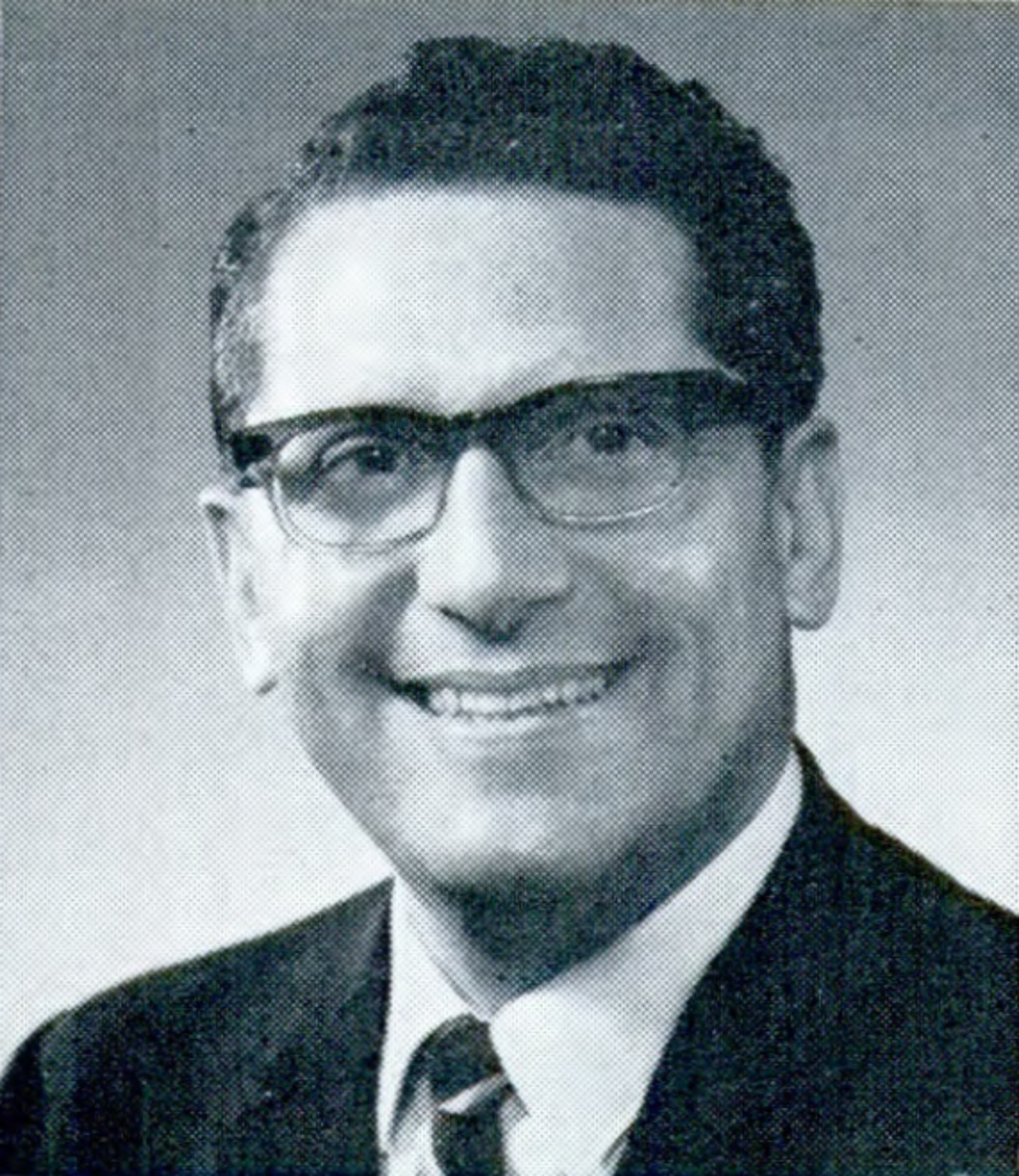
Howard Wallace Pollock
(1920–2011)

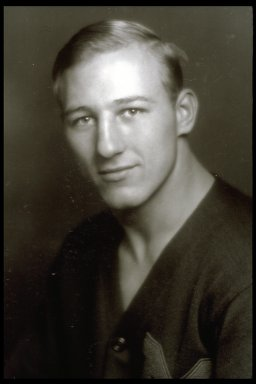
Al Wistert
(1920–2016)

#### 1911
- Edith Atwater (1911–1986), Schauspielerin
- Philip Drucker (1911–1982), Völkerkundler und Archäologe
- John G. Fary (1911–1984), Politiker
- Burne Hogarth (1911–1996), Comiczeichner
- Jo Jones (1911–1985), Jazz-Schlagzeuger
- Irwin Kostal (1911–1994), Arrangeur, Komponist von Filmmusik und Dirigent
- Edward H. Levi (1911–2000), Jurist, Politiker und Justizminister
- Byron Morrow (1911–2006), Schauspieler
- Truck Parham (1911–2002), Bassist des Swing und des Dixieland Jazz
- Jack Ruby (1911–1967), Mörder des vermeintlichen Kennedy-Attentäters Lee Harvey Oswald
- Eddie Schroeder (1911–2005), Eisschnellläufer
- Albert Richard Sendrey (1911–2003), Komponist, Dirigent und Arrangeur
- George O. Smith (1911–1981), Science-Fiction-Autor
- Abraham H. Taub (1911–1999), theoretischer Physiker und Mathematiker
- Edmund Teske (1911–1996), Fotograf
- Gilbert F. White (1911–2006), Geograph

#### 1912
- Daniel Aaron (1912–2016), Historiker und Amerikanist
- Tim Baar (1912–1977), Spezialeffektekünstler und Oscarpreisträger
- Bernard Brindel (1912–1997), Komponist, Musikpädagoge und Geiger
- W. Haydon Burns (1912–1987), Politiker
- Antonio Caponigro (1912–1980), Mobster der Cosa Nostra
- Charles Carpenter (1912–1978), Liedtexter und Musikproduzent
- Audrey Christie (1912–1989), Schauspielerin
- Edward D. Freis (1912–2005), Mediziner
- Mary Barbara Haberzetle (1912–1983), Mathematikerin und Hochschullehrerin
- Carl I. Hovland (1912–1961), Psychologe
- Karl Malden (1912–2009), Schauspieler
- Arthur W. Oberbeck (1912–1989), Generalleutnant der United States Army
- Don Siegel (1912–1991), Regisseur
- Joseph Sistrom (1912–1966), Filmproduzent
- Harry Sukman (1912–1984), Komponist
- Alfred Szklarski (1912–1992), polnischer Schriftsteller
- Samuel A. Taylor (1912–2000), Schriftsteller und Drehbuchautor

#### 1913
- Margaret Bonds (1913–1976), Komponistin und Pianistin
- J. Herbert Burke (1913–1993), Politiker
- Patty Crowley (1913–2006), römisch-katholische Aktivistin für Geburtenkontrolle
- Vincent Dole (1913–2006), Mediziner
- Melvin Frank (1913–1988), Drehbuchautor und Filmregisseur
- Al Gallodoro (1913–2008), Jazzmusiker und Bandleader
- Bertrand Goldberg (1913–1997), Architekt
- Hermann Heine Goldstine (1913–2004), Mathematiker
- Charles F. Haas (1913–2011), Film- und Fernsehregisseur
- Dorothy Kilgallen (1913–1965), Fernsehmoderatorin und Schauspielerin
- Moose Krause (Geburtsname: Edward Walter Kriaučiūnas, 1913–1992), Sportler, Trainer und Funktionär
- Frankie Laine (1913–2007), Sänger, Entertainer und Schauspieler
- David Stone Martin (1913–1992), Maler und Graphiker
- Ray Meyer (1913–2006), Basketballtrainer
- Stanford Moore (1913–1982), Biochemiker und Nobelpreisträger (1972)
- Duke Nalon (1913–2001), Autorennfahrer
- Ray Nance (1913–1976), Jazz-Trompeter und Violinist
- Annette Rogers (1913–2006), Leichtathletin und Olympiasiegerin
- Rosalyn Tureck (1913–2003), Konzertpianistin und Musikforscherin

#### 1914
- Charles Billingslea (1914–1989), Generalmajor der United States Army
- Joseph A. McChristian (1914–2005), Generalmajor der United States Army
- Carl Foreman (1914–1984), Drehbuchautor und Filmproduzent
- Thomas Joseph Grady (1914–2002), römisch-katholischer Bischof von Orlando
- Rosetta Howard (1914–1974), Jazz- und R&B-Sängerin
- Richard Leibler (1914–2003), Mathematiker und Kryptologe
- Edward Lofgren (1914–2016), Physiker
- William Edward McManus (1914–1997), römisch-katholischer Bischof von Fort Wayne-South Bend
- Clayton Moore (1914–1999), Schauspieler
- Norman Panama (1914–2003), Drehbuchautor, Filmproduzent, Filmregisseur und Schriftsteller
- Robert Petersen (1914–2000), Eisschnellläufer
- Tidye Pickett (1914–1986), Leichtathletin
- Daniel J. Ronan (1914–1969), Politiker
- Maurice Rosenfield (1914–2005), Rechtsanwalt und Filmproduzent
- Robert H. Scanlan (1914–2001), Ingenieur für Aeronautik und Windbelastung
- Gordon D. Shirreffs (1914–1996), Schriftsteller
- Ray Stark (1914–2004), Filmproduzent
- June Travis (1914–2008), Schauspielerin
- Jerry Valentine (1914–1983), Jazzposaunist, Komponist und Arrangeur
- Philip Yordan (1914–2003), Drehbuchautor und Filmproduzent

#### 1915
- Frank Annunzio (1915–2001), Politiker
- Scoville Brown (1915–1994), Jazzmusiker
- Albert Byrd (1915–1990), Radrennfahrer
- Jay M. Gould (1915–2005), Ökonom, Statistiker und Epidemiologe
- Beverly Lorraine Greene (1915–1957), Architektin
- Richard Hamming (1915–1998), Mathematiker, einer der Begründer der Codierungstheorie
- Ullrich Haupt (1915–1991), deutschamerikanischer Schauspieler und Regisseur
- Mel Henke (1915–1979), Pianist und Komponist
- Albert Hirsh (1915–2003), Pianist und Musikpädagoge
- Ring Lardner junior (1915–2000), Drehbuchautor
- Buddy Lester (1915/1916–2002), Schauspieler und Komiker
- Arthur C. Lundahl (1915–1992), Nachrichtendienstler
- Rosalind Marquis (1915–2006), Schauspielerin
- Nicholas Metropolis (1915–1999), theoretischer Physiker, Informatiker und Mathematiker
- Eugene Polley (1915–2012), Ingenieur
- Tadeu Henrique Prost (1915–1994), Weihbischof in Belém do Pará
- June Richmond (1915–1962), Jazzsängerin und Schauspielerin
- Perry Schwartz (1915–2001), American-Football-Spieler
- Dan Seymour (1915–1993), Filmschauspieler
- Ezra Stoller (1915–2004), Architekturfotograf
- Al Teitelbaum (1915–2011), Kürschner
- James Tiptree (1915–1987), Science-Fiction-Schriftstellerin und Psychologin
- Alvin M. Weinberg (1915–2006), Atomphysiker

#### 1916
- Budd Boetticher (1916–2001), Filmregisseur
- Chester A. Chesney (1916–1986), Politiker
- Ruth Johnson Colvin (1916–2024), Aktivistin gegen Analphabetismus und Autorin
- Walter J. Cummings (1916–1999), Jurist
- Norman Davidson (1916–2002), Chemiker
- Dorothy Salisbury Davis (1916–2014), Schriftstellerin
- Leo Freisinger (1916–1985), Eisschnellläufer
- Johnny Frigo (1916–2007), Jazzbassist und -violinist
- Ina Ray Hutton (1916–1984), Tänzerin und Sängerin
- Paul Jordan (um 1916–zwischen 1988 und 1995), Jazzpianist, Arrangeur und Komponist
- Richard T. Knowles (1916–2013), Generalleutnant der United States Army
- Jeni LeGon (1916–2012), Tänzerin, Tanzlehrerin und Schauspielerin
- Benjamin Libet (1916–2007), Physiologe
- Jack Miller (1916–1994), Politiker
- John G. Morris (1916–2017), Bildredakteur
- Frank A. Pitelka (1916–2003), Ornithologe und Ökologe
- Joe Polowsky (1916–1983), Soldat und Friedensaktivist
- Theodore Puck (1916–2005), Genetiker und Biophysiker
- George P. Seneff (1916–1998), Generalleutnant der United States Army
- Gustavus Franklin Swift III (1916–1976), Archäologe
- Irving Wallace (1916–1990), Schriftsteller und Drehbuchautor

#### 1917
- John Alvin (1917–2009), Schauspieler
- Robert Bloch (1917–1994), Autor von Science-Fiction- und Horrorliteratur sowie von Drehbüchern
- Frankie Darro (1917–1976), Filmschauspieler
- Howard Luck Gossage (1917–1969), Werbetexter
- Sebastian de Grazia (1917–2000), Politikwissenschaftler, Philosoph, Hochschullehrer und Biograf
- Morton Grodzins (1917–1964), Politikwissenschaftler und Hochschullehrer
- Harry Hoogstraal (1917–1986), Acarologe und Parasitologe
- Marsha Hunt (1917–2022), Schauspielerin
- Byron L. Johnson (1917–2000), Politiker
- R. W. B. Lewis (1917–2002), Literaturwissenschaftler
- Norman Luboff (1917–1987), Komponist und Chorleiter
- William Marshall (1917–1994), Bandmusiker, Filmschauspieler, Filmregisseur und Filmproduzent
- James C. Murray (1917–1999), Jurist und Politiker
- George M. O’Brien (1917–1986), Politiker
- Robert Orville Anderson (1917–2007), Unternehmer und Wirtschaftsmanager
- Daniel Shanks (1917–1996), Mathematiker
- Sidney Sheldon (1917–2007), Schriftsteller und Drehbuchautor

#### 1918
- Bob Acri (1918–2013), Jazzpianist
- Jean Bach (1918–2013), Dokumentarfilmerin, Radioproduzentin und Jazz-Enthusiastin
- Frank C. Barnes (1918–1992), Jurist
- John R. Dellenback (1918–2002), Politiker
- Michael Ryan Patrick Dempsey (1918–1974), römisch-katholischer Weihbischof in Chicago
- Armin Joseph Deutsch (1918–1969), Astronom
- Ray Erickson (1918–2002), NASCAR-Rennfahrer
- Broadus Erle (1918–1977), Geiger und Musikpädagoge
- Betty Ford (1918–2011), First Lady der USA (1974–1977)
- Robert Gottschalk (1918–1982), Kameratechniker, Erfinder und Mitbegründer von Panavision
- Iceberg Slim (1918–1992), Zuhälter und Schriftsteller
- Henry S. Kaplan (1918–1984), Radiologe
- Massie Kennard (1918–1986), afroamerikanischer lutherischer Pastor
- Adolph Kiefer (1918–2017), Schwimmer
- Kevin A. Lynch (1918–1984), Stadtplaner, Architekt und Autor
- Alice Provensen (1918–2018), Kinderbuchautorin und Illustratorin
- Arnold Marshall Rose (1918–1968), Soziologe
- Wesley Rose (1918–1990), Musikindustrie-Manager und Verlagsleiter
- Isaac Rosenfeld (1918–1956), Schriftsteller
- Michael Rye (1918–2012), Schauspieler und Synchronsprecher
- Ruth Sager (1918–1997), Genetikerin und Hochschullehrerin
- Henry G. Saperstein (1918–1998), Filmproduzent
- Fred Wacker (1918–1998), Automobilrennfahrer
- June Wayne (1918–2011), Malerin und Grafikerin

#### 1919
- Alfred Leo Abramowicz (1919–1999), römisch-katholischer Bischof
- Carl Fredrick Becker (1919–2013), Geigenbauer und -restaurator
- Tony Canadeo (1919–2003), American-Football-Spieler
- Jack Costanzo (1919–2018), Perkussionist
- Israel Crosby (1919–1962), Jazz-Bassist
- Robert James Dvorak (1919–2020), Komponist, Musikpädagoge und Hornist
- Stanley Frazen (1919–2011), Filmeditor
- Kathleen Freeman (1919–2001), Schauspielerin
- Jaroslav Gabro (1919–1980), ukrainisch-griechisch-katholischer Bischof von Chicago
- Alfred de Grazia (1919–2014), Politikwissenschaftler
- Earle Hagen (1919–2008), Filmmusikkomponist
- William H. Hinton (1919–2004), Agronom und Schriftsteller
- Donald Kalish (1919–2000), Logiker und Antikriegsaktivist
- Helene J. Kantor (1919–1993), Archäologin
- Eugene Kennedy (1919–2011), Biochemiker
- Cal Lepore (1919–2002), AFL- und NFL-Schiedsrichter
- Timothy Joseph Lyne (1919–2013), römisch-katholischer Bischof
- Jock Mahoney (1919–1989), Schauspieler und Stuntman
- Al McKibbon (1919–2005), Jazzbassist
- Doris Merrick (1919–2019), Schauspielerin und Model
- Hyman P. Minsky (1919–1996), Wirtschaftswissenschaftler
- Anita O’Day (1919–2006), Jazzsängerin
- Roy Harvey Pearce (1919–2012), Literaturwissenschaftler
- Ralph G. Pearson (1919–2022), Chemiker
- George Sammet junior (1919–2012), Generalleutnant der United States Army
- Joseph J. Sisco (1919–2004), Diplomat, Hochschulrektor und Wirtschaftsmanager
- Cecil Steffen (1919–2009), Komponistin und Musikpädagogin
- Lennie Tristano (1919–1978), Jazzmusiker und Komponist
- Sam Wanamaker (1919–1993), Schauspieler und Regisseur

#### 1920
- Donald Bloss (1920–2020), Mineraloge
- Selma Jeanne Cohen (1920–2005), Tanzhistorikerin
- Adolph Dubs (1920–1979), Diplomat
- Alexander L. George (1920–2006), Politologe
- June Hutton (1920–1973), Sängerin
- Janet Jagan (1920–2009), guyanische Politikerin und Schriftstellerin
- Ray Linn (1920–1996), Jazz-Trompeter
- Jim Olin (1920–2006), Politiker
- Howard Wallace Pollock (1920–2011), Politiker
- Arthur A. Ross (1920–2008), Drehbuchautor
- Sid Sackson (1920–2002), Spieleautor
- Seymour Slive (1920–2014), Kunsthistoriker
- John Paul Stevens (1920–2019), Jurist und von 1975 bis 2010 Richter am Obersten Gerichtshof der Vereinigten Staaten
- Al Wistert (1920–2016), American-Football-Spieler

### 1921–1930

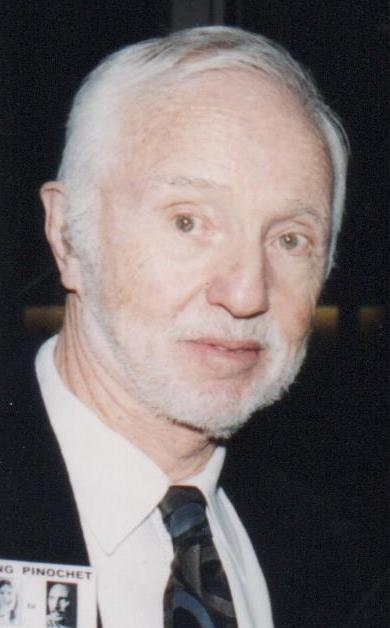
Haskell Wexler
(1922–2015)

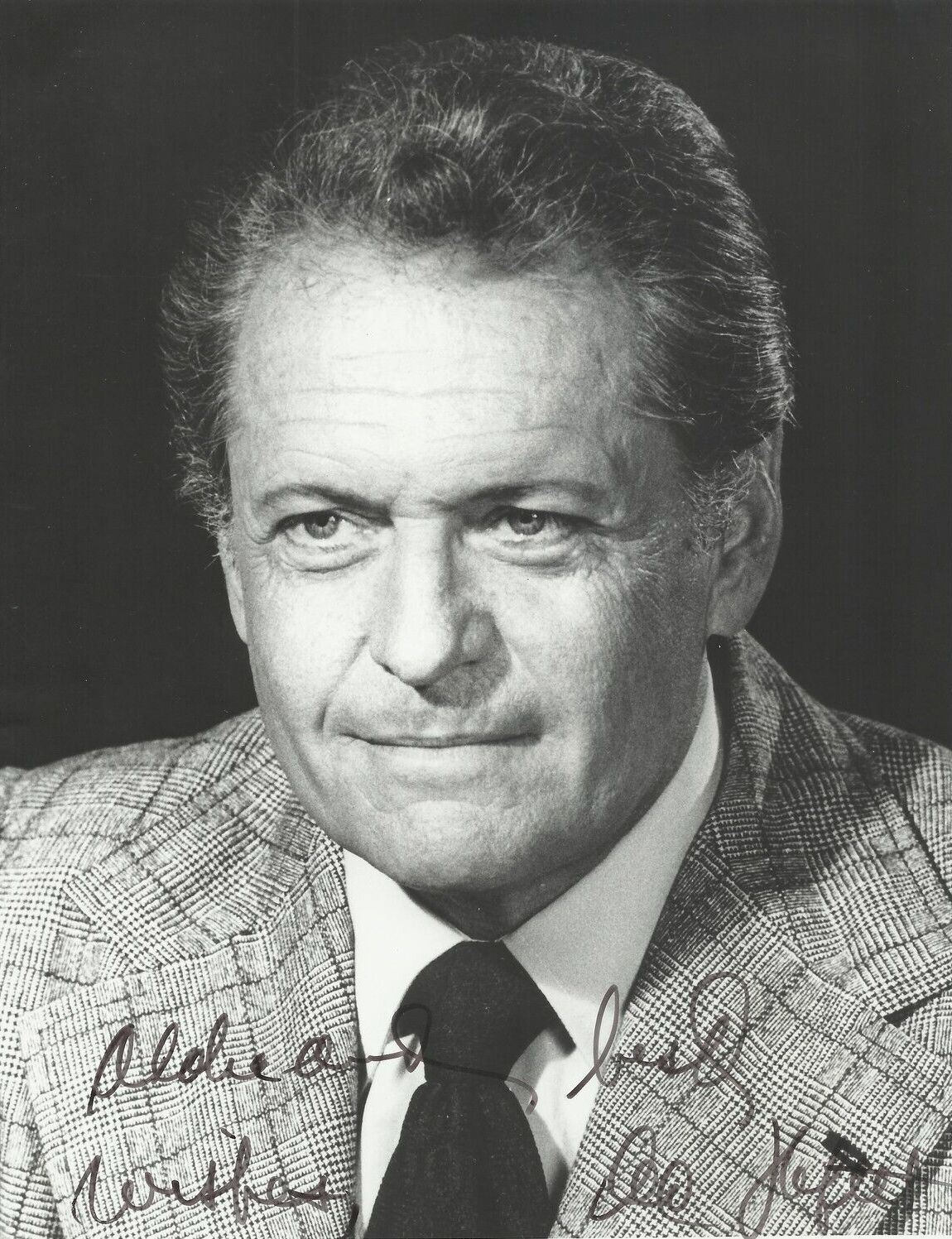
Cecil Heftel
(1924–2010)

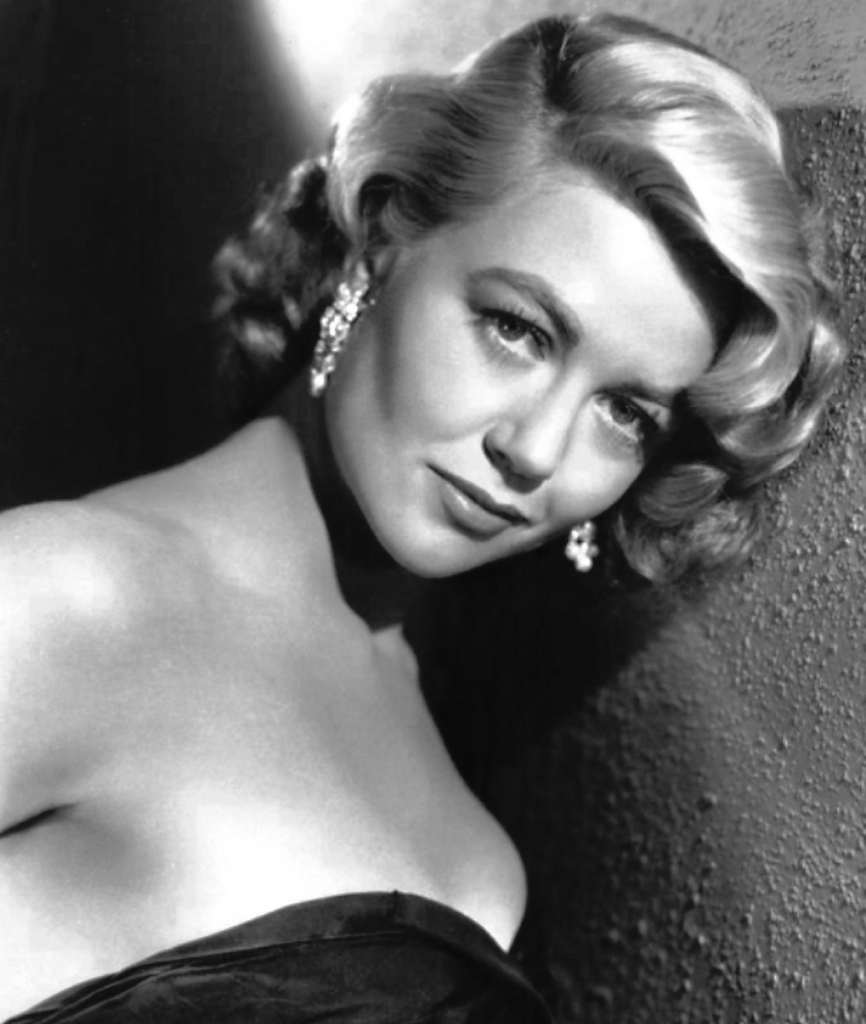
Dorothy Malone
(1925–2018)

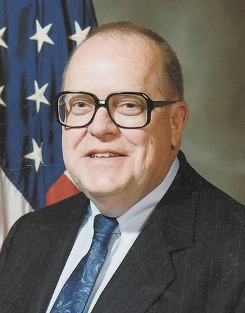
Ed Derwinski
(1926–2012)

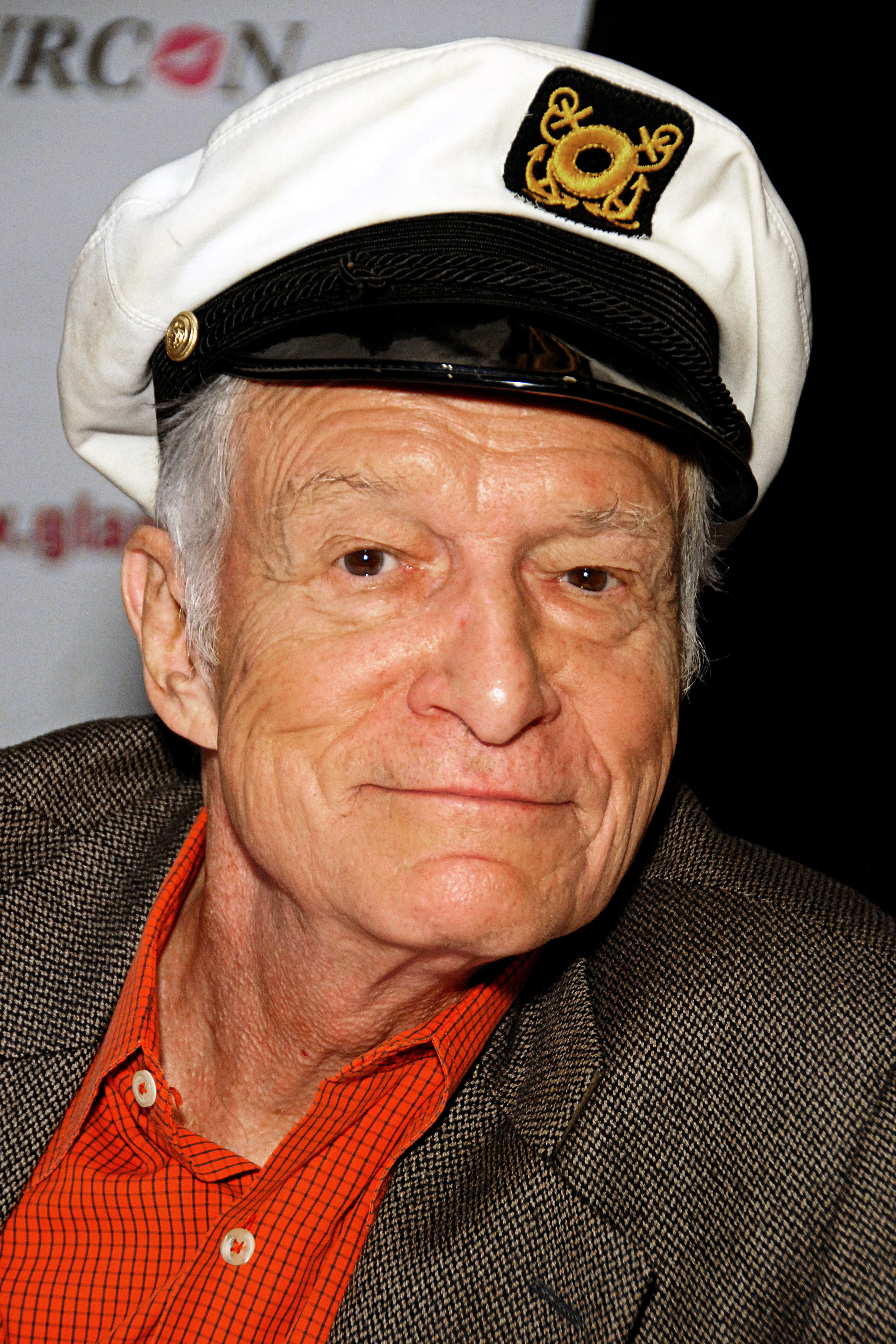
Hugh Hefner
(1926–2017)

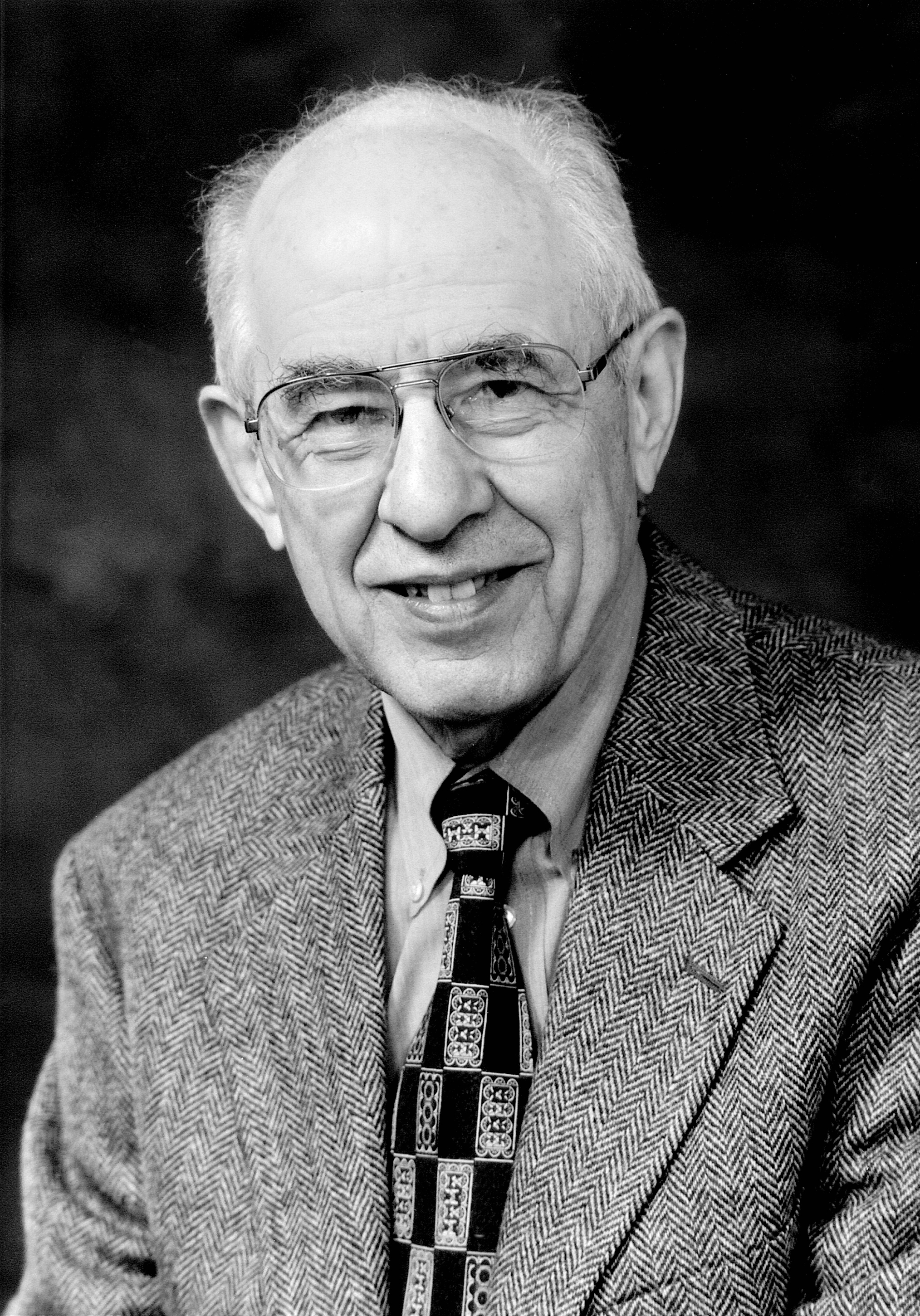
Hilary Putnam
(1926–2016)

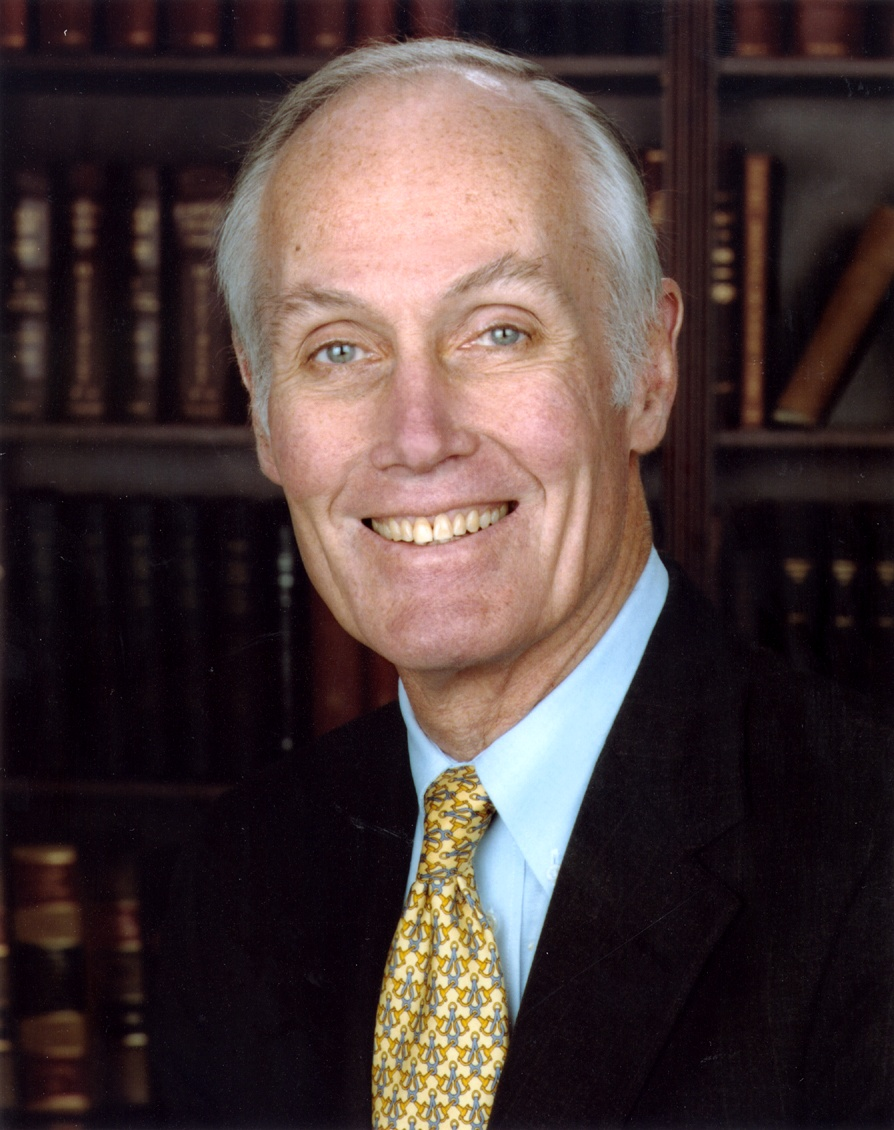
Slade Gorton
(1928–2020)

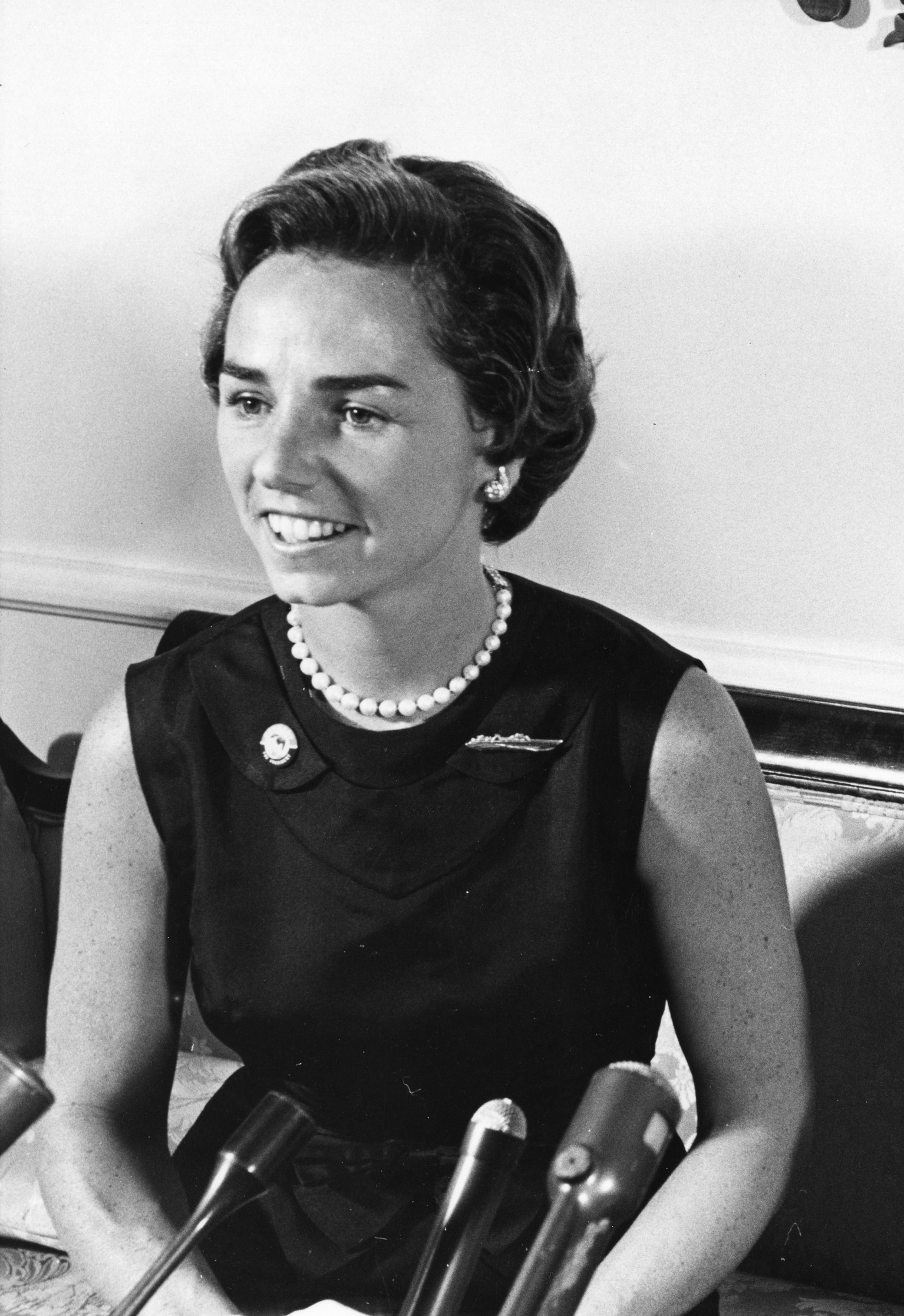
Ethel Kennedy
(* 1928; † 2024)

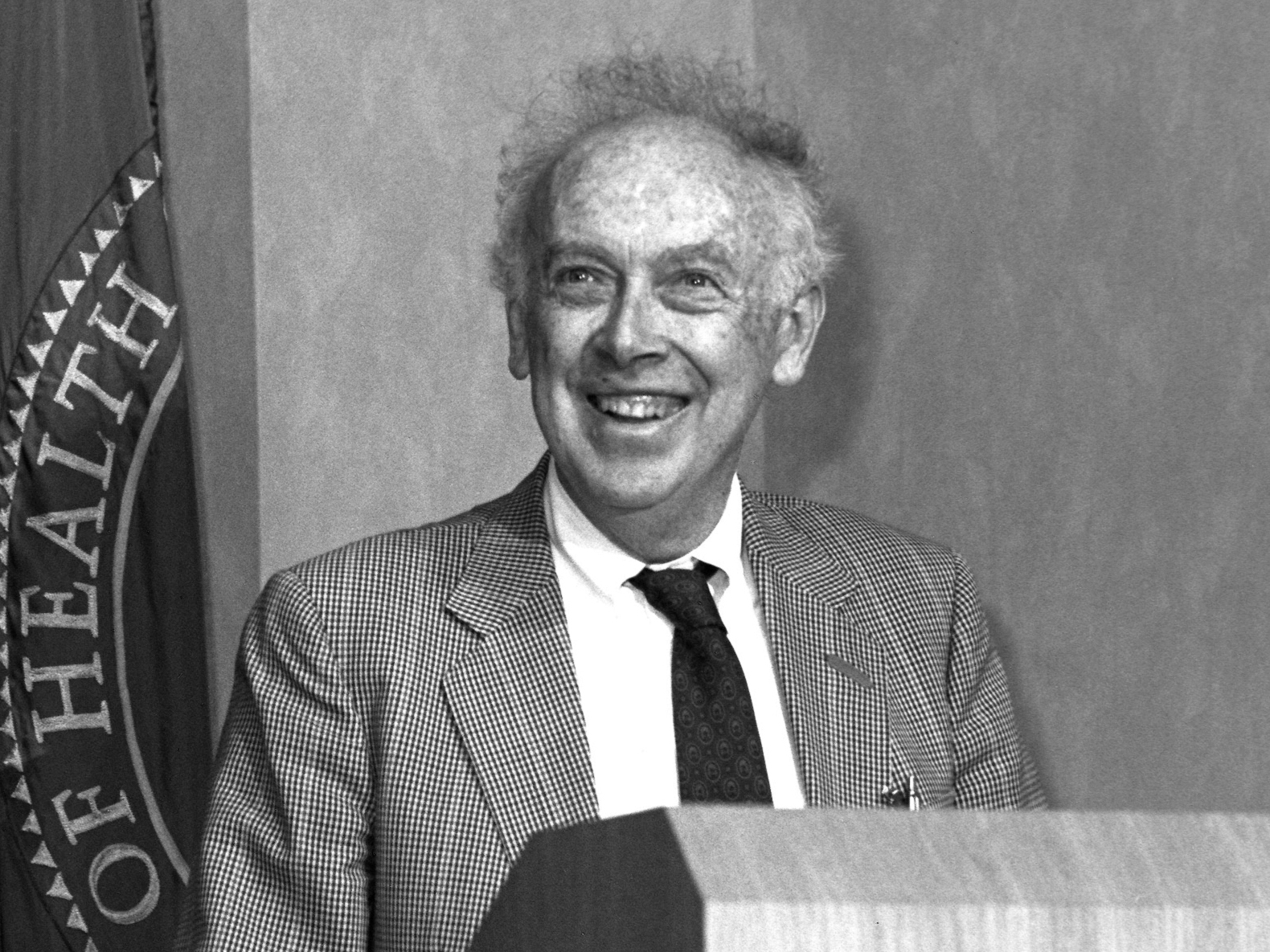
James Watson
(* 1928)

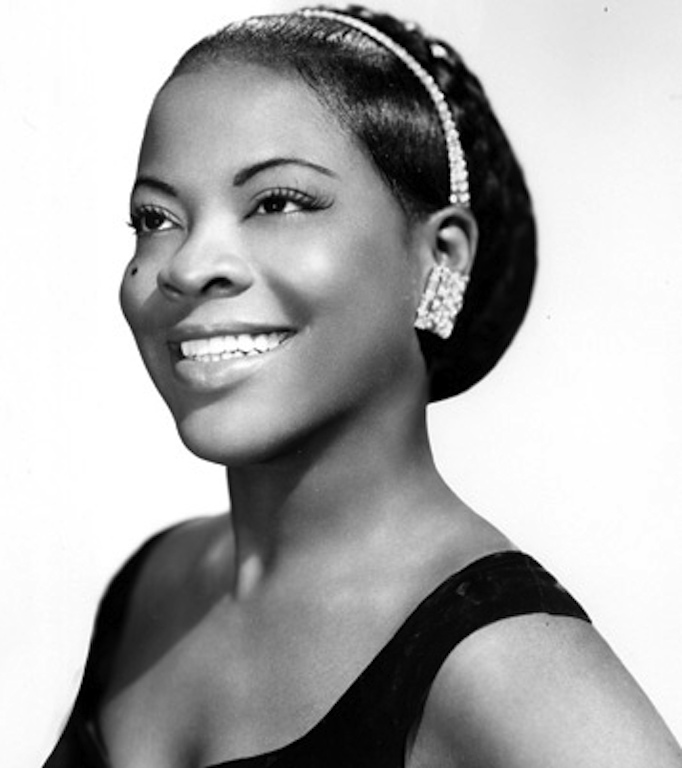
LaVern Baker
(1929–1997)

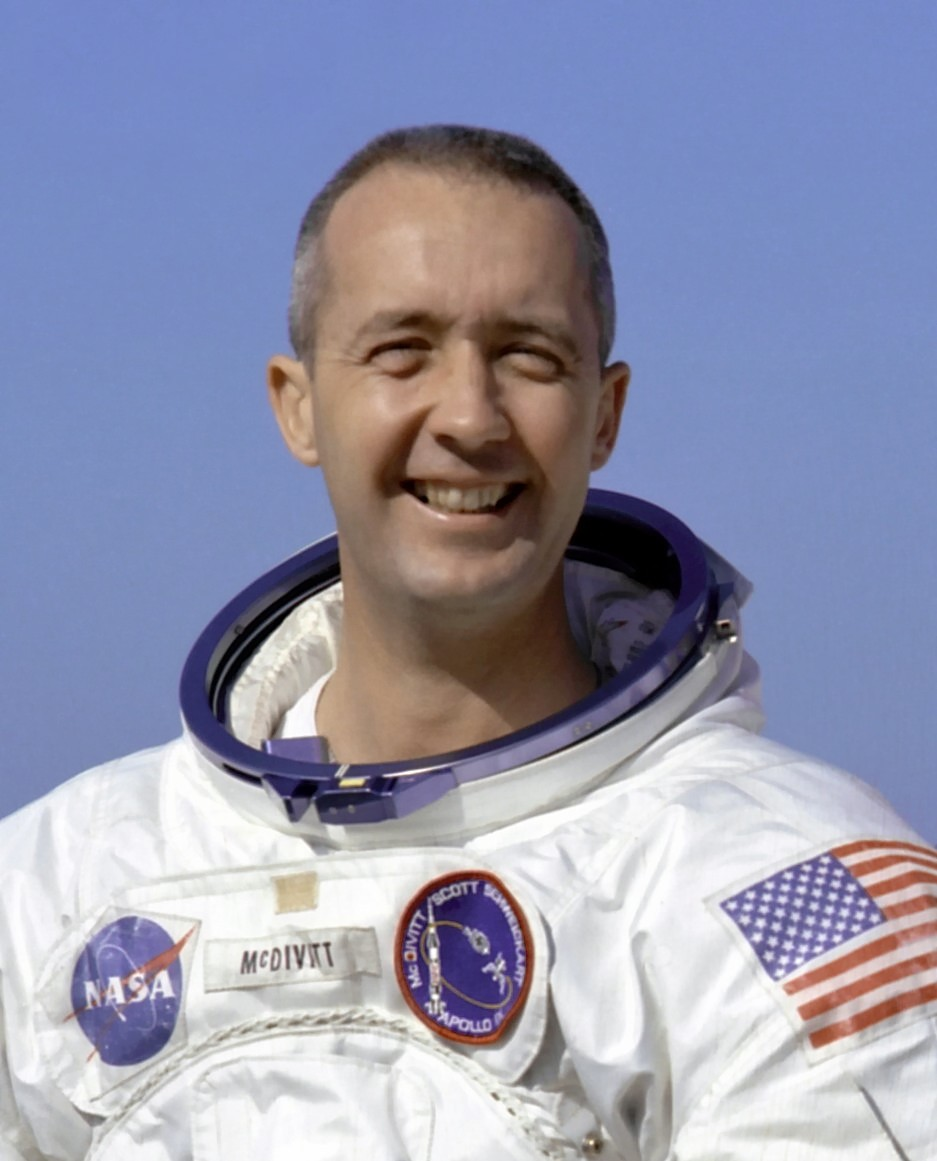
James McDivitt
(1929–2022)

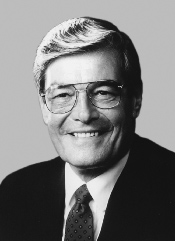
Phil Crane
(1930–2014)

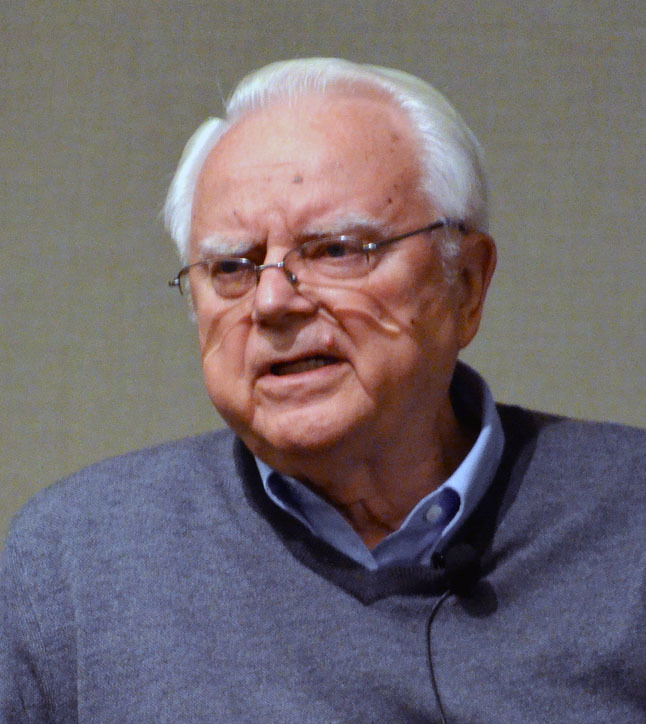
Frank Drake
(1930–2022)

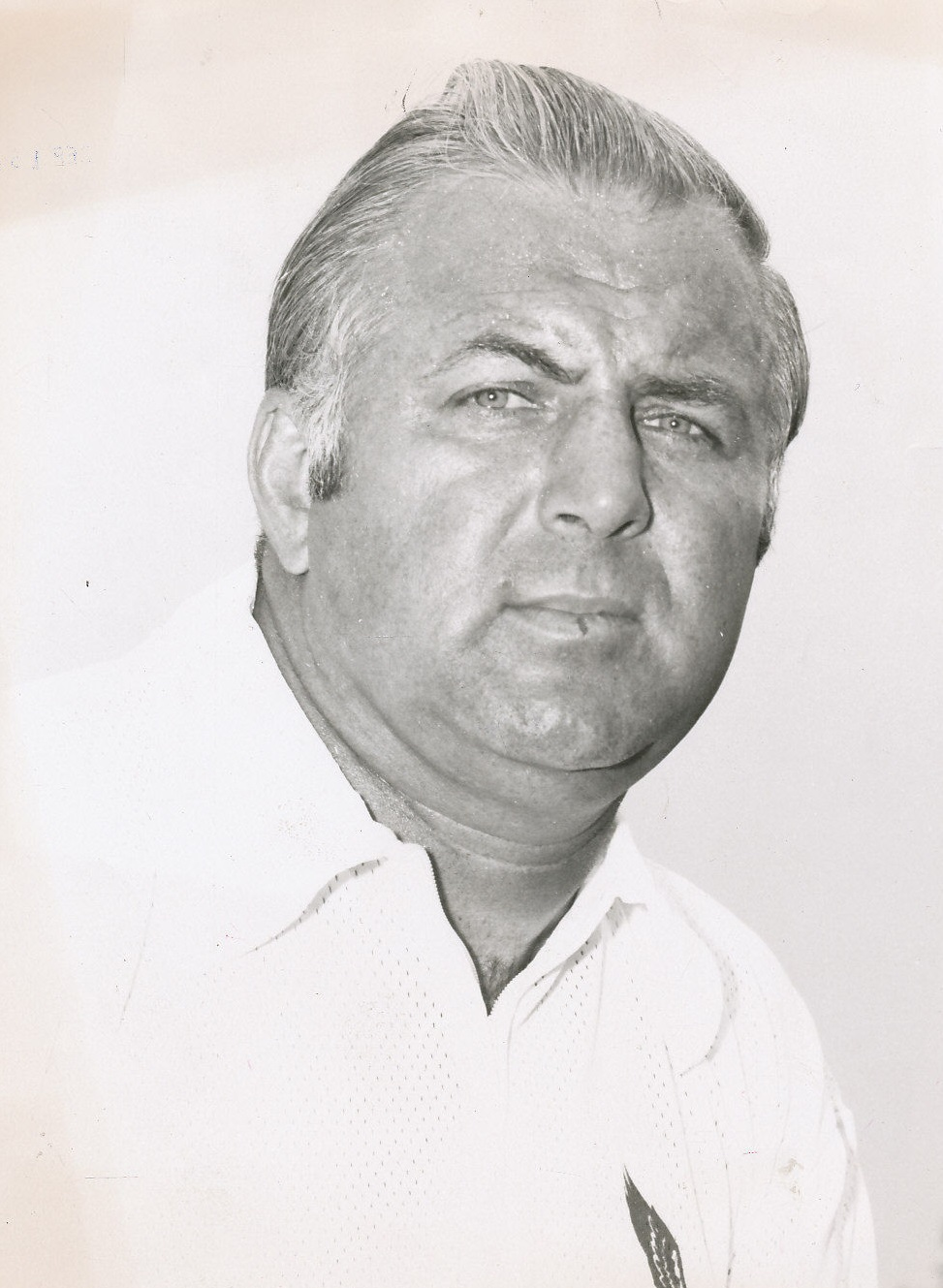
Mike McCormack
(1930–2013)

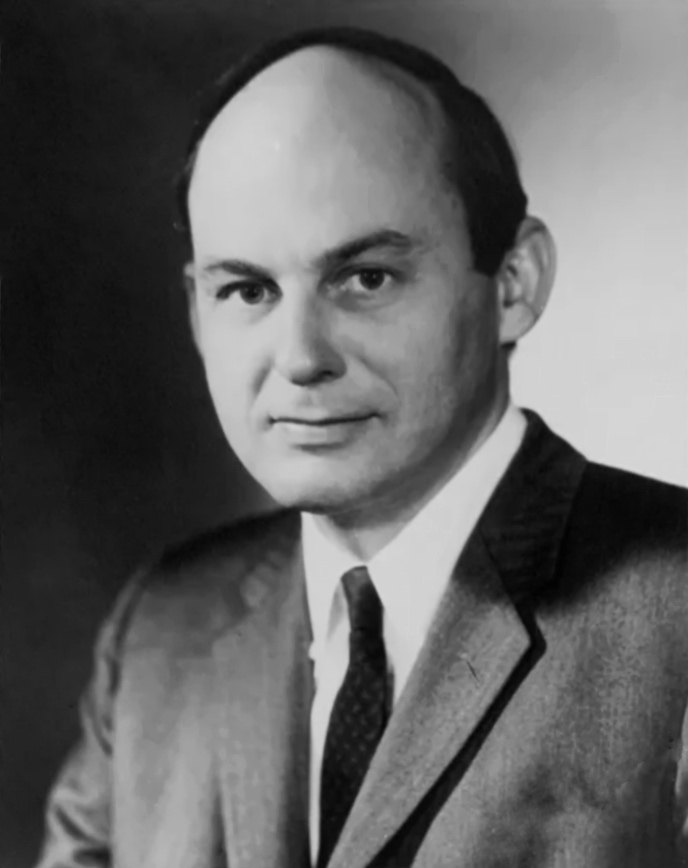
Adlai Ewing Stevenson III
(* 1930)

#### 1921
- John Agar (1921–2002), Schauspieler
- Andrew Athens (1921–2013), Geschäftsmann, Philanthrop und Kriegsveteran
- Seymour Barab (1921–2014), Musiker und Komponist
- Norman Bluhm (1921–1999), Maler
- Lili Chookasian (1921–2012), Opernsängerin (Alt)
- Charles Francis Curtiss (1921–2007), Chemiker
- Betty Freeman (1921–2009), Fotografin
- Eddra Gale (1921–2001), Schauspielerin und Sängerin
- James Richard Ham (1921–2002), römisch-katholischer Weihbischof im Erzbistum Saint Paul and Minneapolis
- John J. Hennessey (1921–2001), Vier-Sterne-General der United States Army
- Lawrence Heyworth Jr. (1921–2003), Konteradmiral der United States Navy
- Arthur B. Pardee (1921–2019), Pharmakologe und Biochemiker
- Robert Ghormley Parr (1921–2017), Chemiker
- Raymond Redheffer (1921–2005), Mathematiker
- George Reed (1921–1991), Autorennfahrer
- Stuart A. Reiss (1921–2014), Artdirector und Szenenbildner
- Wesley Schum (1921–2015), Unternehmer
- Belding Scribner (1921–2003), Mediziner
- Jean Parker Shepherd (1921–1999), Autor, Moderator und Discjockey
- John Reese Stevenson (1921–1997), Jurist
- Bill Thomas (1921–2000), Kostümdesigner
- Earl Washington (1921–1975), Jazzmusiker
- Bob Zimny (1921–2011), American-Football-Spieler

#### 1922
- Burt Balaban (1922–1965), Filmregisseur und Filmproduzent
- Peter Berkos (1922–2024), Tontechniker
- David Bryant (1922–2000), Jazzmusiker
- Margia Dean (1922–2023), Schauspielerin und Filmproduzentin
- Al Dvorin (1922–2004), Bandleader und Künstlervermittler
- Al Fiore (1992–1996), Mundharmonikaspieler
- King Fleming (1922–2014), Jazz-Pianist
- Marvin Leonard Goldberger (1922–2014), theoretischer Physiker
- Leon Golub (1922–2004), Maler und Grafiker
- Tom Gries (1922–1977), Regisseur und Drehbuchautor
- Nevin William Hayes (1922–1988), römisch-katholischer Ordensgeistlicher, Weihbischof in Chicago
- Tommy Madman Jones (1922–1993), Jazzmusiker
- Bill Kaysing (1922–2005), Autor
- Richard Kiley (1922–1999), Schauspieler
- Sydney Lassick (1922–2003), Schauspieler
- Arnold Laven (1922–2009), Film- und Fernseh-Regisseur, Drehbuchautor und Produzent
- Robert B. Lees (1922–1996), Linguist
- Monica Lewis (1922–2015), Sängerin und Filmschauspielerin
- Jackson Mac Low (1922–2004), Lyriker und Komponist
- Donald Middleton (1922–2015), britischer Diplomat
- Agnes Nixon (1922–2016), Drehbuchautorin und Filmregisseurin
- James Olds (1922–1976), Psychologe
- Don Patinkin (1922–1995), Ökonom
- Jay Pritzker (1922–1999), Unternehmer, Kunstsammler und Mäzen
- Jason Robards (1922–2000), Schauspieler
- A. K. Salim (* 1922), Altsaxophonist
- Marion Scott (1922–2008), Tänzerin, Choreographin und Tanzpädagogin
- Harold Washington (1922–1987), Politiker
- Haskell Wexler (1922–2015), Kameramann und Regisseur
- Sheldon Wolin (1922–2015), Politikwissenschaftler
- Daniel Zelinsky (1922–2015), Mathematiker

#### 1923
- Jean Baer (1923–1992), Journalistin und Autorin
- Michael Anthony Bilandic (1923–2002), Jurist, Politiker und Bürgermeister von Chicago
- Archer Blood (1923–2004), Diplomat
- Ed Cassidy (1923–2012), Jazz- und Rock-Schlagzeuger
- John Chambers (1923–2001), Maskenbildner
- Meyer Dolinsky (1923–1984), Drehbuchautor und Schriftsteller
- Von Freeman (1923–2012), Jazzsaxophonist
- Bonita Granville (1923–1988), Schauspielerin und Filmproduzentin
- Bennie Green (1923–1977), Jazzmusiker
- Joseph R. Gusfield (1923–2015), Soziologe und Suchtforscher
- Johnny Hartman (1923–1983), Jazzsänger
- Elizabeth Hawley (1923–2018), Journalistin und Chronistin
- Helen Horton (1923–2007), Schauspielerin
- Daniel William Kucera (1923–2017), römisch-katholischer Erzbischof
- Virginia Halas McCaskey (1923–2025), Unternehmerin und Besitzerin der Chicago Bears
- Melvin Moore (1923–1989), Jazztrompeter
- Mike Nussbaum (1923–2023), Schauspieler
- John Pozdro (1923–2009), Komponist und Musikpädagoge
- Fortunatus „Fip“ Ricard (1923–1996), Jazztrompeter
- James Schuyler (1923–1991), Lyriker
- Jody Scott (1923–2007), Schriftstellerin
- Raymond Siever (1923–2004), Geologe
- Al Stiller (1923–2004), Radrennfahrer
- Hank Stram (1923–2005), American-Football-Spieler und -Trainer
- Marvin Thomson (1923–1967), Radrennfahrer
- Giorgio Tozzi (1923–2011), Opernsänger
- Jean Wallace (1923–1990), Schauspielerin
- Wilbur Ware (1923–1979), Jazz-Bassist
- J. Ernest Wilkins Jr. (1923–2011), Mathematiker, Nuklearphysiker und Hochschullehrer
- Eugene Wright (1923–2020), Jazz-Kontrabassist

#### 1924
- Wendell Bell (1924–2019), Soziologe und Zukunftsforscher
- Vincent Canby (1924–2000), Filmkritiker
- Guadalupe Carney (1924–1983), römisch-katholischer Priester, Jesuit, Philosoph und Theologe
- Robert M. Chanock (1924–2010), Virologe und Kinderarzt
- Jewel Plummer Cobb (1924–2017), Biologin und Hochschullehrerin
- Gene Deitch (1924–2020), Illustrator, Animator und Filmregisseur
- Dorothy Donegan (1924–1998), Jazz-Pianistin
- Susanna Foster (1924–2009), Schauspielerin
- Robert Gist (1924–1998), Filmregisseur und Schauspieler
- Dolores Gray (1924–2002), Sängerin und Schauspielerin
- Sheldon Harnick (1924–2023), Singer-Songwriter
- Cecil Heftel (1924–2010), Politiker
- Henry Hyde (1924–2007), Politiker
- Thaddeus Joseph Jakubowski (1924–2013), römisch-katholischer Weihbischof in Chicago
- Albert S. Kobayashi (1924–2025), Ingenieurwissenschaftler
- Hal Landaker (1924–2017), Ton- und Kameratechniker
- Mark Lenard (1924–1996), Schauspieler
- Dorothy Malone (1924–2018), Schauspielerin
- Ferdinand Merz (1924–1997), deutscher Psychologe
- Walter Ris (1924–1989), Schwimmer
- Gail Russell (1924–1961), Filmschauspielerin
- Ray Russell (1924–1999), Schriftsteller
- Allan Sherman (1924–1973), Musiker, Parodist, Satiriker und Fernsehproduzent
- Florence Stanley (1924–2003), Schauspielerin
- Beatrice Winde (1924–2004), Schauspielerin
- Louis Zorich (1924–2018), Schauspieler

#### 1925
- Gene Ammons (1925–1974), Jazzmusiker
- Elmer Angsman (1925–2002), American-Football-Spieler
- Dick Barwegan (1925–1966), American-Football-Spieler
- Ed Bonja (1925–2019), Fotograf und Tour-Manager
- Frank Brilando (1925–2019), Radrennfahrer
- Sonny Cohn (1925–2006), Jazzmusiker
- George W. Collins (1925–1972), Politiker
- George Connor (1925–2003), American-Football-Spieler und -Trainer
- Edward Gorey (1925–2000), Autor und Illustrator
- John Gorman (1925–2025), römisch-katholischer Weihbischof in Chicago
- Wes Landers (1925–1993), Jazzmusiker
- Joseph LaPalombara (* 1925), Politikwissenschaftler und Hochschullehrer
- Anne Meacham (1925–2006), Schauspielerin
- Joan Mitchell (1925–1992), Malerin
- Donald O’Connor (1925–2003), Schauspieler und Tänzer
- Arthur Paul, gen. Art (1925–2018), Grafikdesigner (Playboy-Bunny)
- William J. Ruane (1925–2005), Value-Investor, Fondsmanager und Philanthrop
- Eddie Russo (1925–2012), Autorennfahrer
- William Schutz (1925–2002), Psychologe
- Mel Tormé (1925–1999), Sänger
- Sam Treiman (1925–1999), theoretischer Physiker
- Mariana Yampolsky (1925–2002), Künstlerin

#### 1926
- Robert McCormick Adams Jr. (1926–2018), Anthropologe und Archäologe
- Chris Anderson (1926–2008), Jazz-Pianist
- Herbert Beattie (1926–2019), Opernsänger
- Fred Below (1926–1988), Bluesmusiker
- Oscar Brown Jr. (1926–2005), Jazz-Sänger und Texter
- Wilbur Campbell (1926–1999), Jazz-Schlagzeuger
- Raymond F. Clevenger (1926–2016), Politiker
- Allen G. Debus (1926–2009), Wissenschaftshistoriker
- Ed Derwinski (1926–2012), Politiker
- Russ Freeman (1926–2002), Jazzpianist
- Albert Grossman (1926–1986), Musik-Manager und Impresario
- Hugh Hefner (1926–2017), Gründer des Playboy-Imperiums
- Bill Henderson (1926–2016), Jazzsänger
- James N. Layne (1926–2017), Zoologe
- Alison Lurie (1926–2020), Schriftstellerin und Literaturwissenschaftlerin
- James Edward Michaels (1926–2010), römisch-katholischer Ordensgeistlicher und Bischof
- Ben Mottelson (1926–2022), US-amerikanisch-dänischer Physiker
- Hilary Putnam (1926–2016), Philosoph
- Frank M. Robinson (1926–2014), Science-Fiction-Schriftsteller
- Ira Schulman (1926–2008), Jazzmusiker und Musikpädagoge
- James Serrin (1926–2012), Mathematiker
- Sol Stein (1926–2019), Schriftsteller, Publizist und Lektor
- Gordon Tomkins (1926–1975), Biochemiker, Mediziner und Hochschullehrer
- Edward C. Waller III (1926–2021), Vizeadmiral der United States Navy
- George Hunt Williamson (1926–1986), Autor, Ufologe und Vertreter der Prä-Astronautik

#### 1927
- Eddie Baker (1927–2018), Jazzmusiker
- Tom Bosley (1927–2010), Schauspieler
- Oliver Colbentson (1927–2013), Geiger und Musikpädagoge
- Andrew Duncan (1927–2022), Schauspieler
- David Ely (* 1927), Schriftsteller und Journalist
- John N. Erlenborn (1927–2005), Politiker
- Bob Fosse (1927–1987), Filmregisseur
- George Freeman (1927–2025), Jazzgitarrist und Saxophonist
- Emil J. Freireich (1927–2021), Mediziner (Onkologie, Hämatologie)
- Jim Fuchs (1927–2010), Kugelstoßer
- James Goldman (1927–1998), Dramatiker und Drehbuchautor
- Stanley R. Greenberg (1927–2002), Drehbuchautor
- Lee Konitz (1927–2020), Musiker
- Harvey Korman (1927–2008), Schauspieler und Komiker
- Ronnie Lang, eigentlich Ronald Langinger (* 1927), Jazz- und Studiomusiker
- Dick LaPalm (1927–2013), Musik-Promoter und -Produzent
- John D. Lattin (1927–2016), Entomologe
- Richard Long (1927–1974), Schauspieler
- Kenny Mann (1927–2008), Jazzmusiker
- Harry M. Markowitz (1927–2023), Ökonom, Nobelpreisträger
- Reid Miles (1927–1993), Graphiker
- Richard F. Muth (1927–2018), Wirtschaftswissenschaftler
- Roy Radner (1927–2022), Wirtschaftsmathematiker und Hochschullehrer
- Thomas Rogers (1927–2007), Autor und Literaturkritiker
- Victor Sproles (1927–2005), Jazz-Bassist
- Cy Touff (1927–2003), Jazz-Trompeter und Posaunist
- Howard Zieff (1927–2009), Fotograf und Filmregisseur
- Earl Zindars (1927–2005), Jazz-Komponist und Perkussionist

#### 1928
- Gene Allen (1928–2008), Jazzmusiker
- John Bay (1928–1982), Schauspieler
- Howard S. Becker (1928–2023), Soziologe und Kriminologe
- Zev Braun (1928–2019), Filmproduzent
- Martin Cooper (* 1928), Elektroingenieur, gilt als Erfinder des Mobiltelefons
- Barbara Crane (1928–2019), Fotografin
- Philip K. Dick (1928–1982), Science-Fiction-Autor
- Ralph Foody (1928–1999), Schauspieler
- James Forman (1928–2005), Bürgerrechtler
- Larry Gelbart (1928–2009), Drehbuchautor
- Bob Gibe (1928–2005), Schwimmer
- Norman Golb (1928–2020), Professor für jüdische Geschichte und Kultur
- Slade Gorton (1928–2020), Politiker
- Vera Green (1928–1982), Anthropologin
- Johnny Griffin (1928–2008), Jazz-Saxophonist
- Kevin Hagen (1928–2005), Schauspieler
- William Heirens (1928–2012), Serienmörder
- Lee Katzman (1928–2013), Jazztrompeter
- Lou Levy (1928–2001), Jazz-Musiker und Pianist
- Junior Mance (1928–2021), Jazz-Pianist und -Komponist
- Lawrence James McNamara (1928–2004), römisch-katholischer Bischof von Grand Island
- Martin Moynihan (1928–1996), Verhaltensforscher, Evolutionsbiologe und Ornithologe
- Richard Nickel (1928–1972), polnisch-US-amerikanischer Architekturfotograf und Denkmalpfleger
- Dan Rostenkowski (1928–2010), Politiker
- Bill Russo (1928–2003), Jazzmusiker, Komponist und Arrangeur
- Paul Sarkisian (1928–2019), Maler
- John Joseph Schmidt (1928–2020), Manager, Chairman und CEO
- Ethel Skakel-Kennedy (1928–2024), Ehefrau von Robert F. Kennedy
- Richard Wang (1928–2016), Hochschullehrer und Autor
- James Watson (* 1928), Biochemiker und Nobelpreisträger
- John Quinn Weitzel (1928–2022), römisch-katholischer Bischof von Samoa-Pago Pago in Amerikanisch-Samoa
- Carol Beach York (1928–2013), Autorin von Jugendliteratur
- Marvin Zuckerman (1928–2018), Psychologe

#### 1929
- Lorez Alexandria (1929–2001), Gospel- und Jazzsängerin
- LaVern Baker (1929–1997), Rhythm- and Blues-Sängerin
- Charles Beaumont (1929–1967), Autor
- Harold Bradley (1929–2021), Footballspieler, Schauspieler und Musiker
- Morris Ellis (1929–2017), Posaunist und Bandleader
- Kenneth Henry (1929–2009), Eisschnellläufer
- Louis Norberg Howard (1929–2015), Mathematiker
- Jerry Hoyt (1929–1955), Autorennfahrer
- Daniel D. Joseph (1929–2011), Ingenieurwissenschaftler
- Don Laz (1929–1996), Stabhochspringer
- Joseph Anthony Mandarino (1929–2007), US-amerikanisch-kanadischer Mineraloge
- Scott M. Matheson (1929–1990), Politiker
- James McDivitt (1929–2022), Astronaut
- Robert Muczynski (1929–2010), Komponist, Pianist und Hochschullehrer
- Charles F. Nadler (1929–2024), Mediziner und Mammaloge
- Jack Noren (1929–1990), schwedisch-US-amerikanischer Jazz-Schlagzeuger
- Harold Ousley (1929–2015), Jazz-Tenorsaxophonist und Flötist
- Roland Reiss (1929–2020), Maler und Installationskünstler
- Frank Rosenthal (1929–2008), Casino-Manager in Las Vegas
- Norman Simmons (1929–2021), Jazzpianist und Arrangeur
- Richard Steinheimer (1929–2011), Fotograf und Autor
- Paula Stewart (* 1929), Schauspielerin und Sängerin
- Edson Stroll (1929–2011), Schauspieler und Bodybuilder
- Albert Tocco (1929–2005), Krimineller und Mafia-Boss in Chicago

#### 1930
- Muhal Richard Abrams (1930–2017), Jazzmusiker und Komponist
- Harve Bennett (1930–2015), Filmproduzent und Drehbuchautor
- William Bentsen (1930–2020), Segler
- Gordon Robert Beyer (1930–2010), Diplomat
- Albert Borowitz (* 1930), Sammler, Historiker und Autor
- Buddy Bregman (1930–2017), Fernsehregisseur, Produzent, Komponist und Bandleader
- Ronnell Bright (1930–2021), Jazzpianist und Komponist
- Phil Crane (1930–2014), Politiker
- Richard Davis (1930–2023), Jazzbassist
- Harold Demsetz (1930–2019), Ökonom
- Frank Drake (1930–2022), Astronom und Astrophysiker
- William J. Eaton (1930–2005), Journalist und Pulitzer-Preisträger 1970
- Armond Fields (1930–2008), Maler, Graphiker und Biograph
- Jerome I. Friedman (* 1930), Physiker
- Lorraine Hansberry (1930–1965), Dramatikerin
- Skip Homeier (1930–2017), Schauspieler
- Joni James (1930–2022), Sängerin
- Leonard Lamensdorf (1930–2024), Schriftsteller
- Ronald Larsen (* 1930), Mathematiker
- Anton Szandor LaVey (1930–1997), Gründer der Church of Satan
- Abbey Lincoln (1930–2010), Jazz-Sängerin
- Victor Lundin (1930–2013), Schauspieler, Drehbuchautor und Produzent
- Mark McCormack (1930–2003), Manager
- Mike McCormack (1930–2013), American-Football-Spieler und -Trainer
- John F. Muth (1930–2005), Wirtschaftswissenschaftler
- John Neely (1930–1994), Jazzmusiker
- Dick Price (1930–1985), Psychologe
- Rita Raines (1930–2014), Sängerin
- Lawrence Sabatini (* 1930), römisch-katholischer Bischof von Kamloops
- Fred Saberhagen (1930–2007), Science-Fiction-Autor
- Marshall Sahlins (1930–2021), Anthropologe
- Robert K. Sharpe (1930–2016), Autor, Filmregisseur, Filmproduzent und Fotograf
- Shel Silverstein (1930–1999), Musiker, Drehbuchautor und Karikaturist
- Adlai Ewing Stevenson III (1930–2021), Politiker
- Louise Stubbs (1930–2001), Schauspielerin
- Ed Thigpen (1930–2010), Jazz-Schlagzeuger
- Stanley Tigerman (1930–2019), Architekt, Designer und Architekturtheoretiker

### 1931–1940

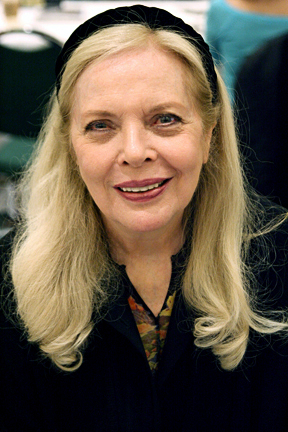
Barbara Bain
(* 1931)

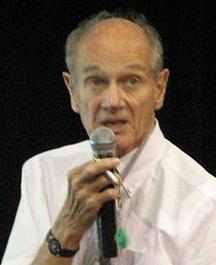
James Cronin
(1931–2016)

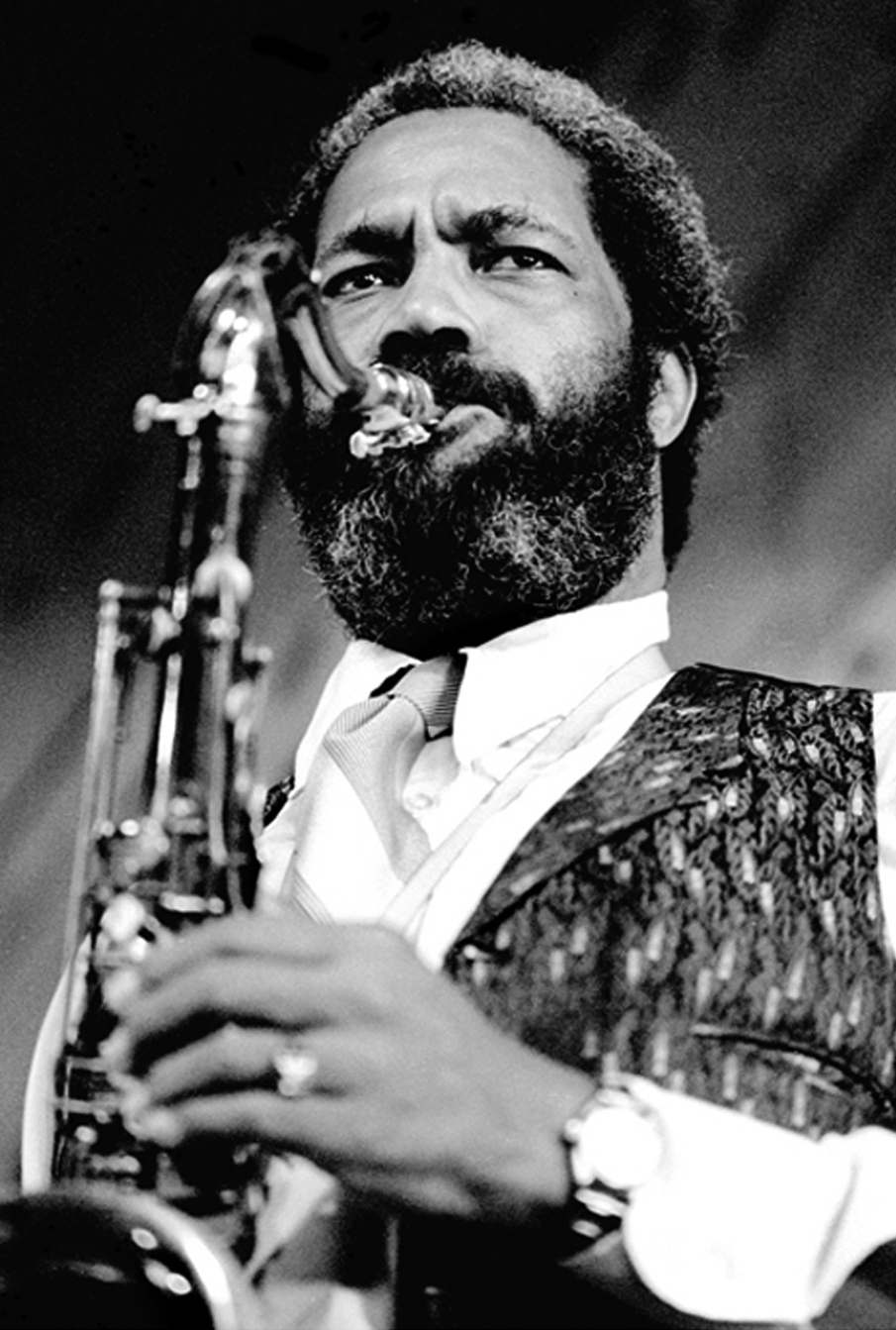
Clifford Jordan
(1931–1993)

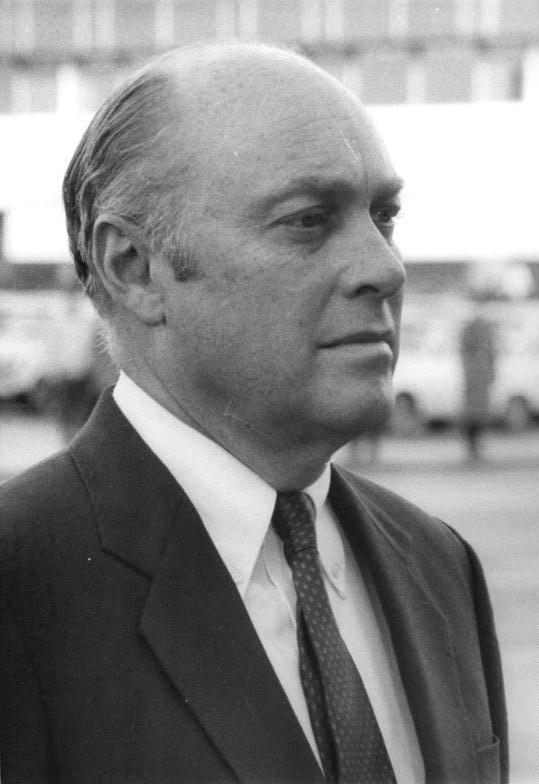
Richard Clark Barkley
(1932–2015)

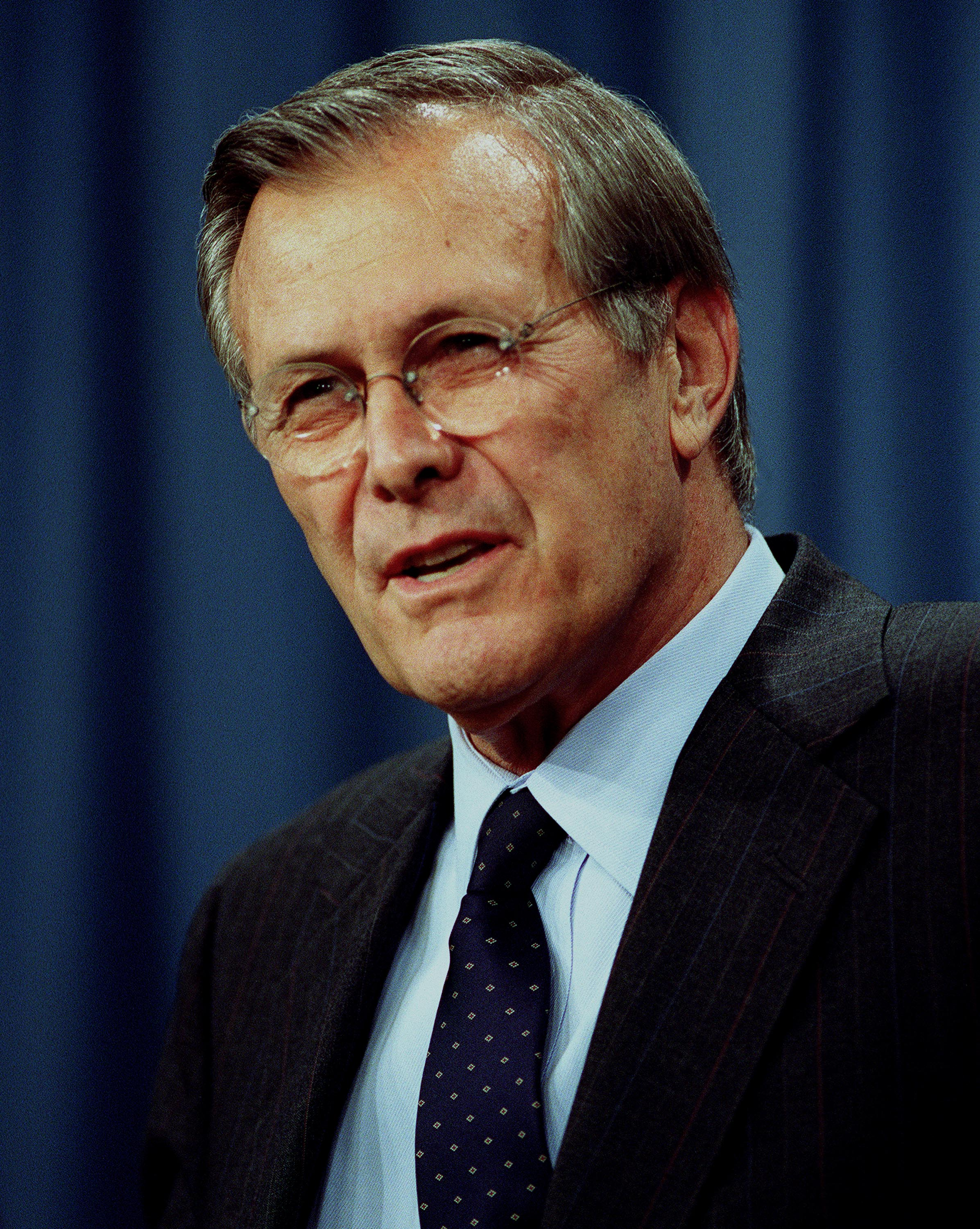
Donald Rumsfeld
(1932–2021)

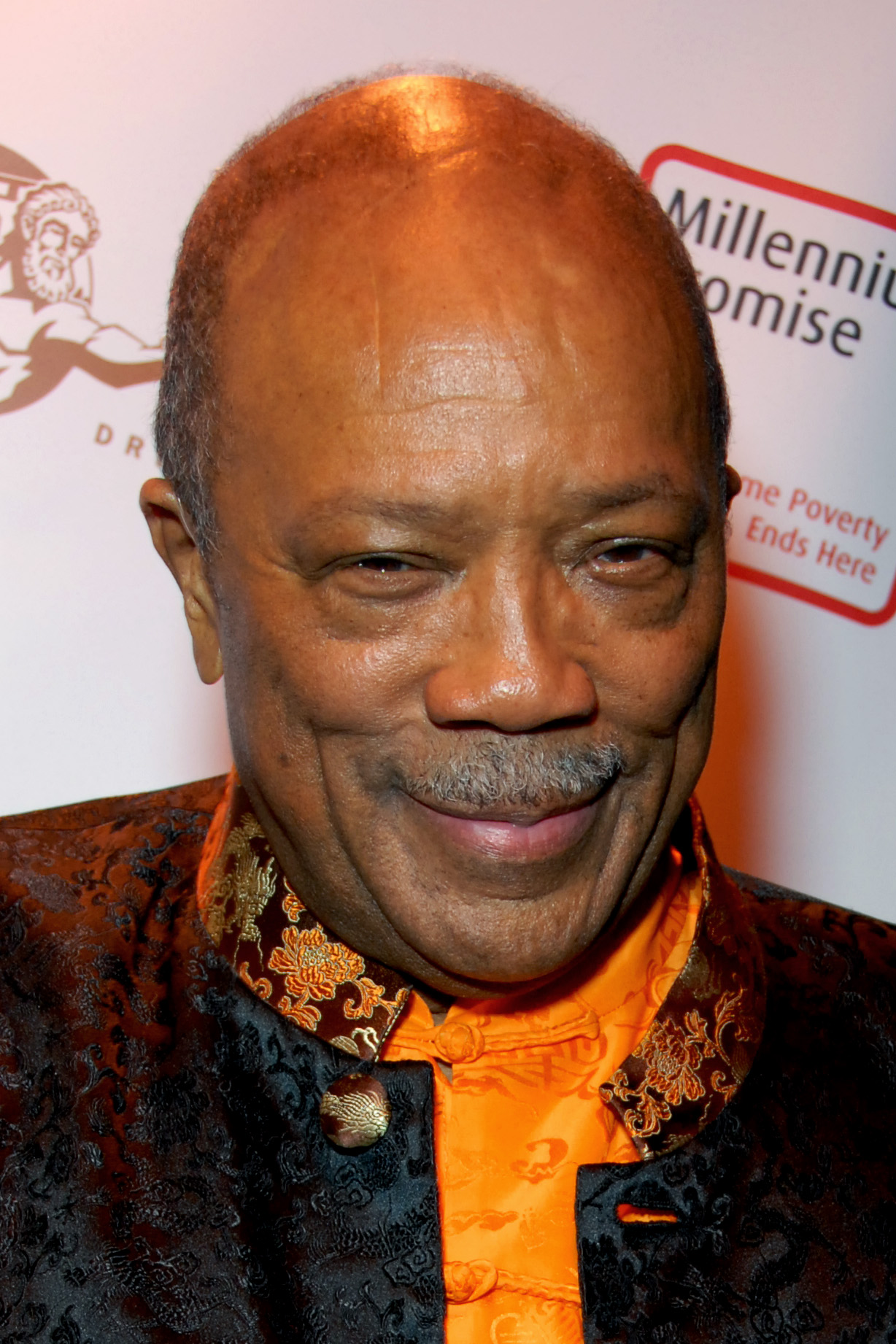
Quincy Jones
(1933–2024)

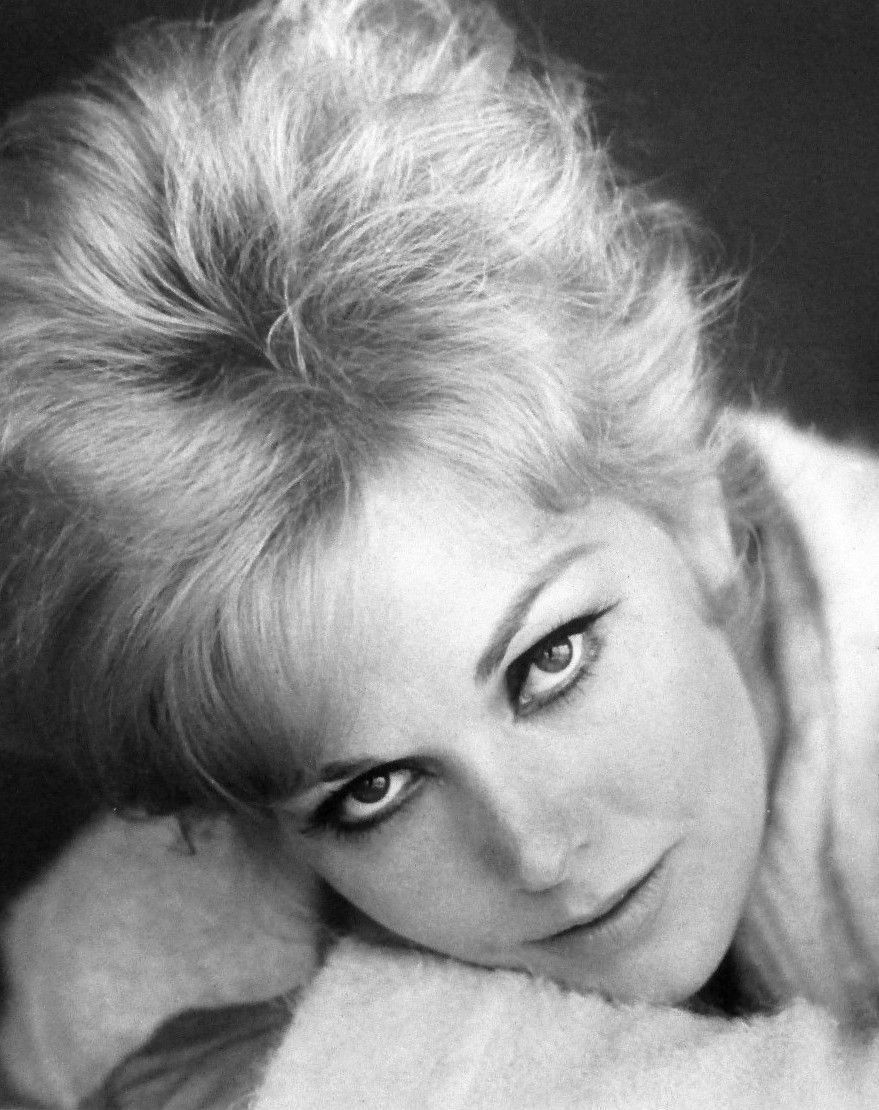
Kim Novak
(* 1933)

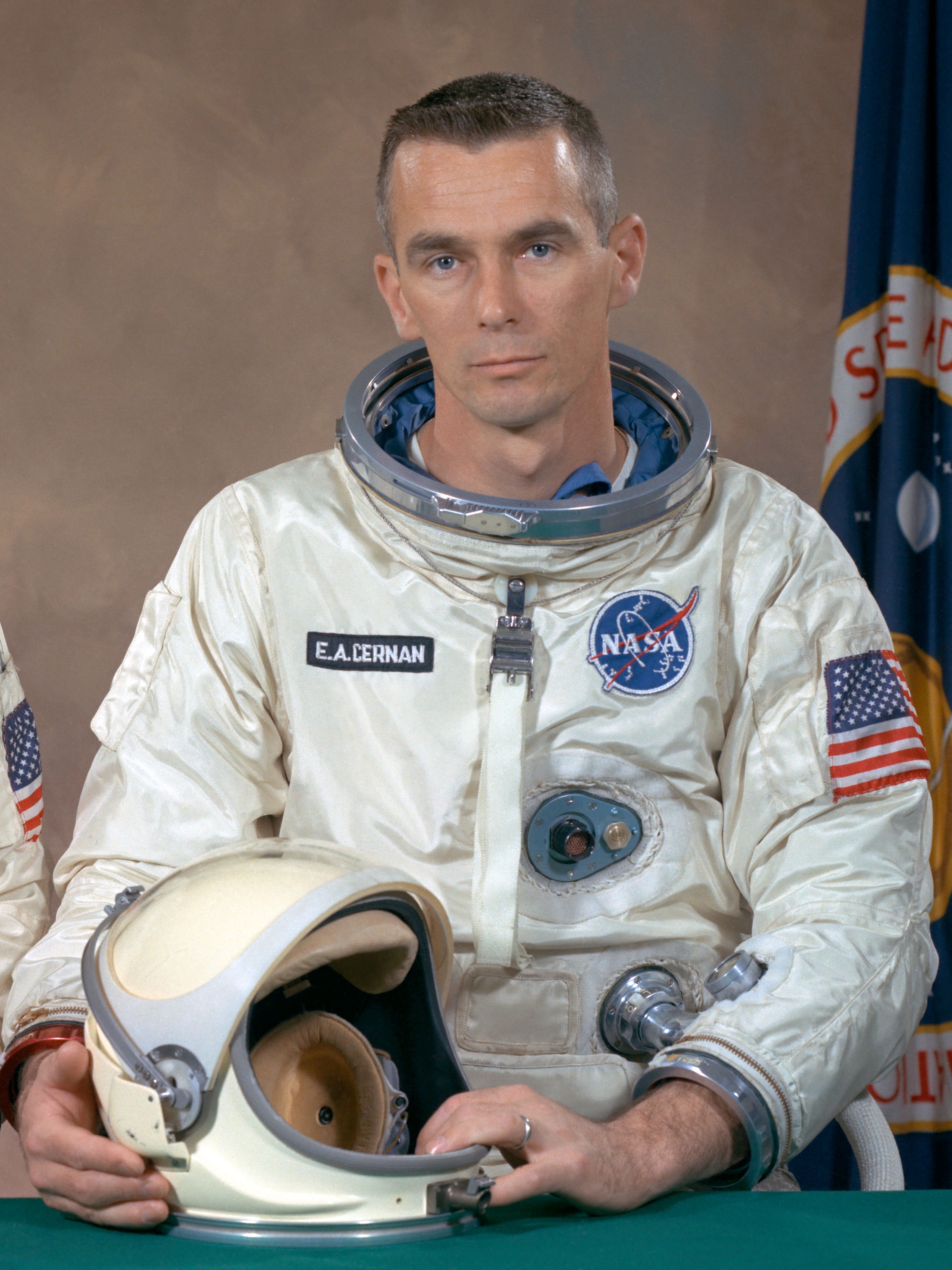
Eugene Cernan
(1934–2017)

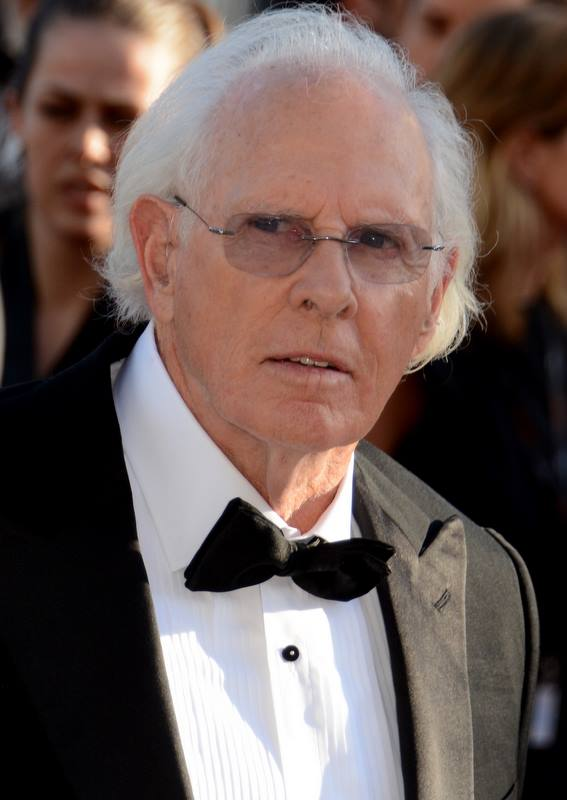
Bruce Dern
(* 1936)

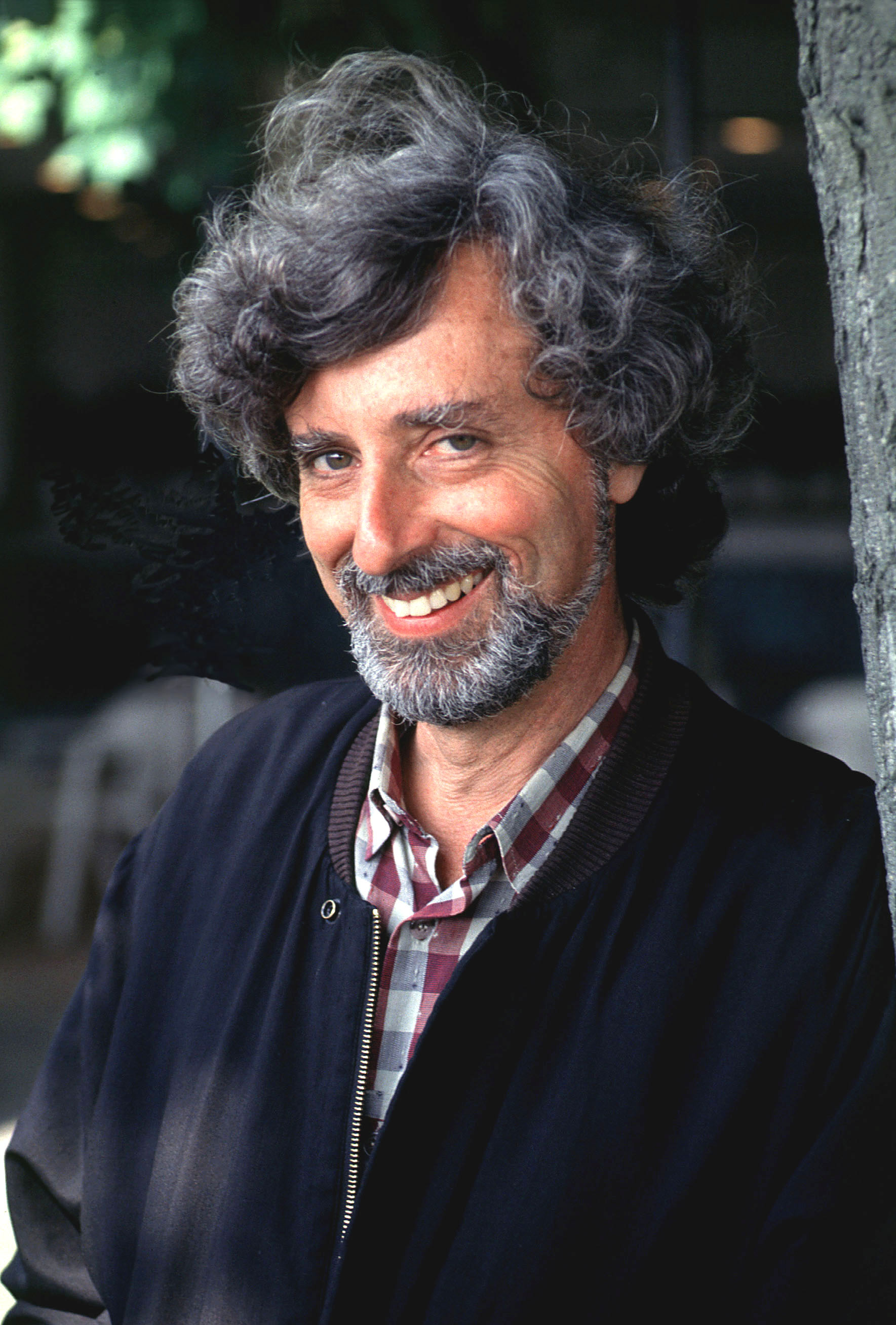
Philip Kaufman
(* 1936)

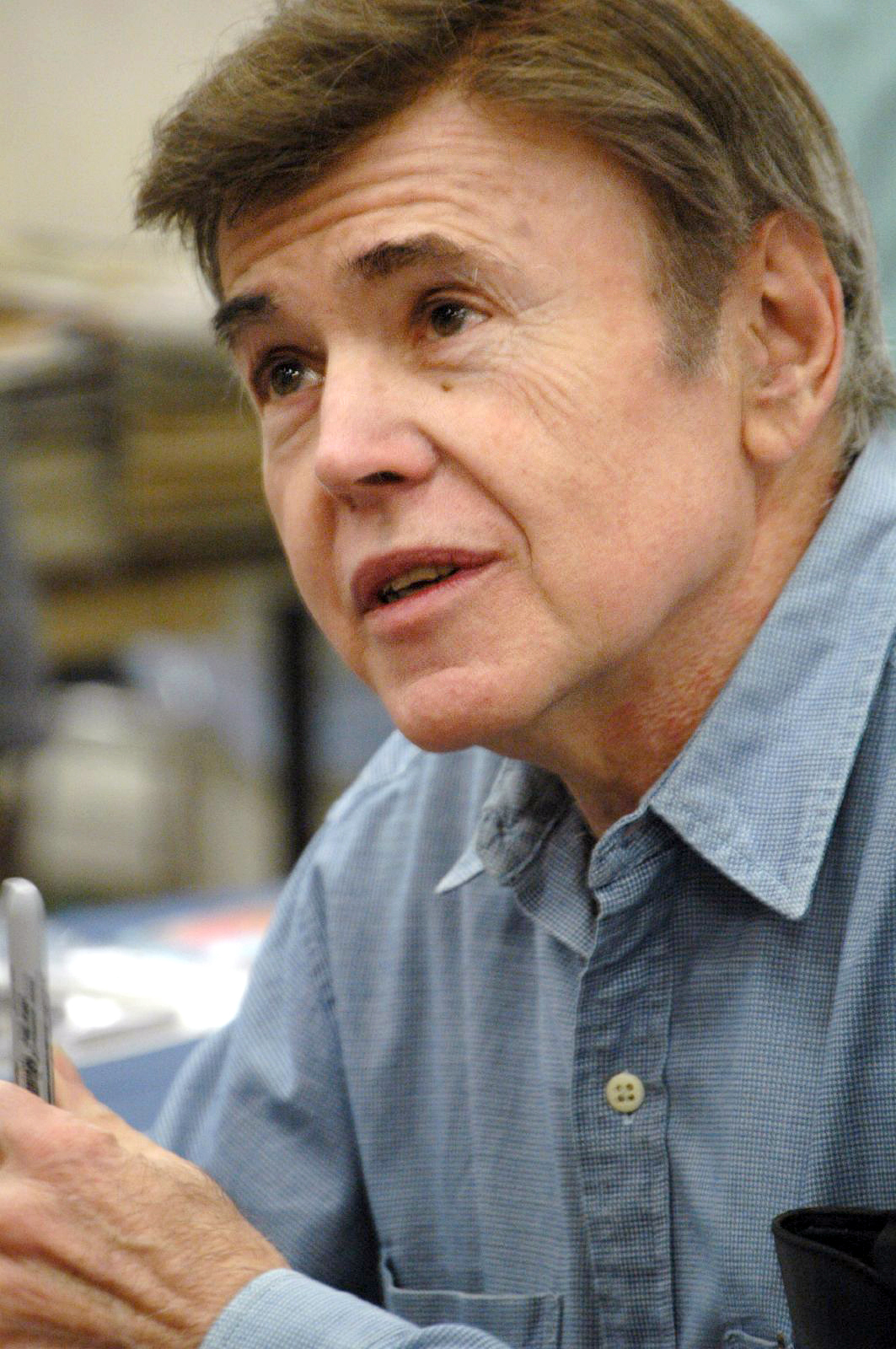
Walter Koenig
(* 1936)

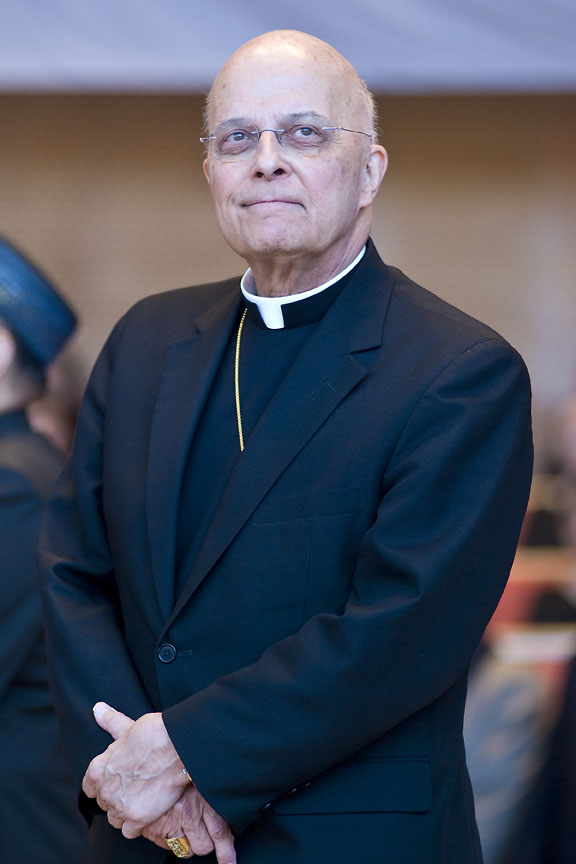
Francis George
(1937–2015)

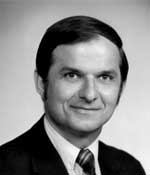
Carl R. Hagen
(* 1937)

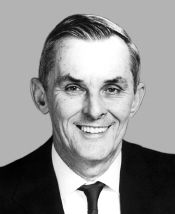
Bill Lipinski
(* 1937)

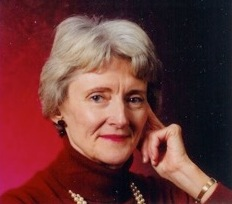
Mary Allen Wilkes
(* 1937)

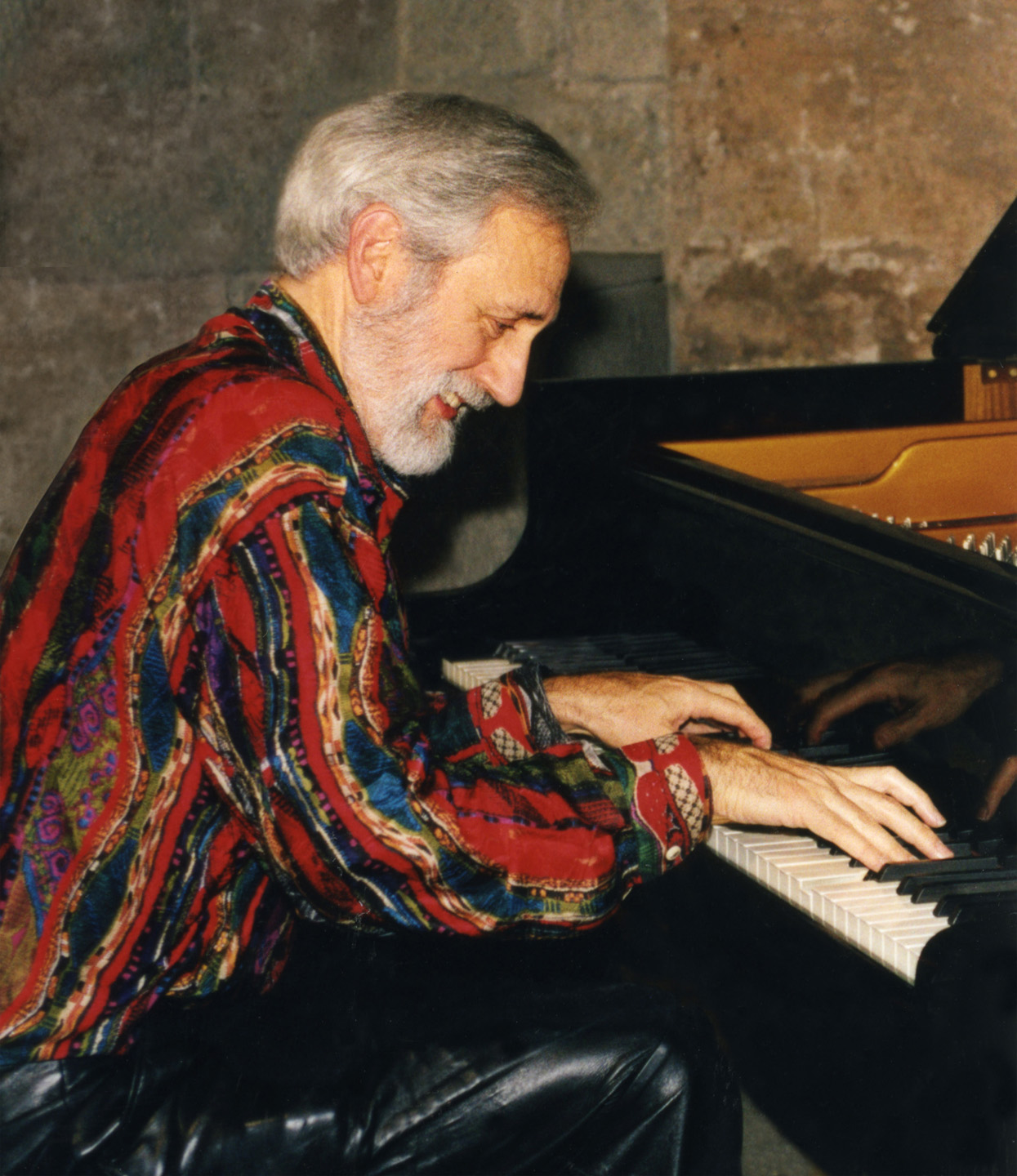
Denny Zeitlin
(* 1938)

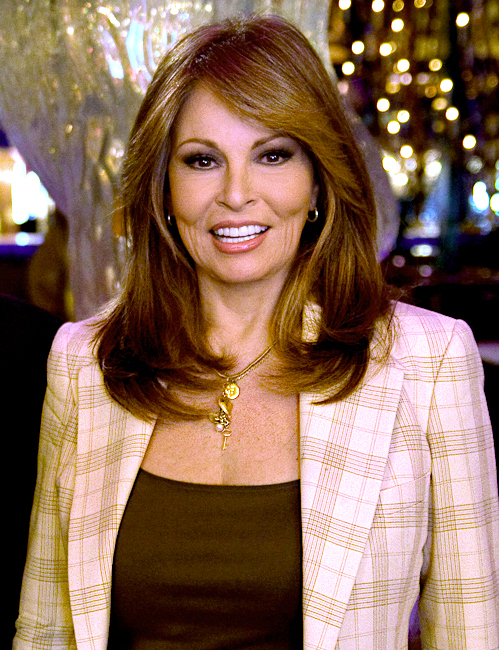
Raquel Welch
(1940–2023)

#### 1931
- Barbara Bain (* 1931), Schauspielerin
- Barbara Barrie (* 1931), Schauspielerin und Kinderbuchautorin
- Bill Bidwill (1931–2019), Unternehmer und Besitzer des NFL-Teams Arizona Cardinals
- Richard Cain (1931–1973), korrupter Polizist
- James Cleveland (1931–1991), Gospelsänger, Pianist und Komponist
- James Cronin (1931–2016), Physiker
- John E. Cunningham (* 1931), Politiker
- Billy Davenport (1931–1999), Blues-Schlagzeuger
- Daniel Ellsberg (1931–2023), Ökonom
- Clyde Emrich (1931–2021), Gewichtheber
- Siegfried Engelmann (1931–2019), Pädagoge
- Mitzi Gaynor (1931–2024), Schauspielerin
- Marla Gibbs (* 1931), Schauspielerin, Sängerin und Fernsehproduzentin
- Andrew Hill (1931–2007), Jazzmusiker
- Henry Theophilus Howaniec (1931–2018), römisch-katholischer Ordensgeistlicher, Bischof von Almaty in Kasachstan
- Cortland Hultberg (1931–2002), amerikanisch-kanadischer Musikpädagoge, Chorleiter und Komponist
- John Jenkins (1931–1993), Altsaxophonist des Hardbop
- Clifford Jordan (1931–1993), Jazz-Saxophonist
- James Patrick Keleher (1931–2024), römisch-katholischer Geistlicher, Erzbischof von Kansas City
- Philip Kotler (* 1931), Wirtschaftswissenschaftler
- Coramae Richey Mann (1931–2004), Kriminalsoziologin
- Joan Marshall (1931–1992), Schauspielerin
- Julian May (1931–2017), Schriftstellerin
- Joanna Merlin (1931–2023), Schauspielerin, Casting-Regisseurin und Schauspiellehrerin
- John Norman (* 1931), Schriftsteller in den Genres Fantasy und Science-Fiction
- Vera Pless (1931–2020), Mathematikerin
- Robert O. Ragland (1931–2012), Filmkomponist
- Frederic Raphael (* 1931), Drehbuchautor
- Jimmie Lee Robinson (1931–2002), Bluesmusiker
- Jack Sharkey (1931–1992), Schriftsteller
- Charles Stepney (1931–1976), Jazz- und Rhythm-&-Blues-Musiker
- Brad Sullivan (1931–2008), Schauspieler
- Joe Vito (1931–2010), Jazzmusiker und Orchesterleiter

#### 1932
- Richard Clark Barkley (1932–2015), Diplomat
- Robert Barry (1932–2018), Jazz-Schlagzeuger
- Charles Edward Bidwell (1932–2016), Soziologe und Hochschullehrer
- Jodie Christian (1932–2012), Jazz-Pianist
- Michael Colgrass (1932–2019), Komponist und Schlagzeuger
- Gino Conforti (* 1932), Schauspieler
- Bruce Alexander Cook (1932–2003), Journalist und Schriftsteller
- William J. Duiker (* 1932), Historiker
- Friedrich Fahr (1932–2007), römisch-katholischer Erzbischöflicher Finanzdirektor im Erzbistum München und Freising
- George Furth (1932–2008), Schauspieler, Autor und Tony-Award-Gewinner
- Jack Gelber (1932–2003), Dramatiker
- Bruce Glover (1932–2025), Schauspieler
- Laurette Goldberg (1932–2005), Cembalistin und Musikpädagogin
- Gene H. Golub (1932–2007), Mathematiker
- Allen Guttmann (* 1932), Sporthistoriker
- Lee Hoffman (1932–2007), Autorin von Science-Fiction- und Westernromanen
- Kenneth I. Howard (1932–2000), Psychotherapieforscher und Psychotherapeut
- John Jakes (1932–2023), Schriftsteller
- Leroy Jenkins (1932–2007), Komponist und Free-Jazz-Musiker
- Irene Kral (1932–1978), Jazzsängerin
- Matt Lamb (1932–2012), irisch-US-amerikanischer Maler und Friedensaktivist
- Johnny Lattner (1932–2016), American-Football-Spieler
- Morgan F. Murphy (1932–2016), Politiker
- Thomas Joseph Murphy (1932–1997), römisch-katholischer Erzbischof von Seattle
- Walter Perkins (1932–2004), Jazz-Schlagzeuger
- Donald Rumsfeld (1932–2021), Politiker, Verteidigungsminister der USA
- Carl Schachter (* 1932), Musiktheoretiker und -pädagoge
- Paul Serrano (1932–2015), Jazztrompeter und Toningenieur
- Richard H. Tilly (1932–2023), Wirtschafts- und Sozialhistoriker
- Edward O. Thorp (* 1932), Mathematiker, Autor und Hedgefonds-Manager
- Melvin Van Peebles (1932–2021), Schauspieler, Regisseur und Drehbuchautor
- Barbara Wersba (1932–2018), Jugend- und Kinderbuchautorin
- Marilyn Yalom (1932–2019), Literaturwissenschaftlerin, Geschlechterforscherin und feministische Sachbuchautorin

#### 1933
- Lou Adler (* 1933), Produzent, Manager und Geschäftsführer
- Mark Damon (1933–2024), Schauspieler und Filmproduzent
- Gloria Foster (1933–2001), Schauspielerin
- Donald Ginsberg (1933–2007), Physiker
- Maynard Wayne Glitman (1933–2010), Diplomat
- Don Hakes (1933–2021), Schiedsrichter im American Football
- Ann Hardy (1933–2023), Computerprogrammiererin und Unternehmerin
- Morris Hirsch (* 1933), Mathematiker
- John Hopfield (* 1933), Physiker, Molekularbiologe und Neurowissenschaftler
- Corinne Jacker (1933–2013), Dramatikerin und Drehbuchautorin
- Quincy Jones (1933–2024), Musik-, Fernseh- und Filmproduzent und Musiker
- Marvin Knopp (1933–2011), Mathematiker
- Donald J. Kutyna (* 1933), General der United States Air Force
- Steve McCall (1933–1989), Schlagzeuger des Creative Jazz
- Ira Murchison (1933–1994), Leichtathlet
- Ron Miller (1933–2007), Songschreiber und Musikproduzent
- Barbara Mueller (* 1933), Leichtathletin, Fünfkämpferin
- Kim Novak (* 1933), Filmschauspielerin
- Larry Novak (1933–2020), Jazzpianist
- Lou Rawls (1933–2006), Soul- und Popsänger
- Theodore Roszak (1933–2011), Historiker
- Barbara Weil (1933–2018), Künstlerin

#### 1934
- Casey Anderson (1934–1976), Blues- und Folk-Sänger
- Robert T. Anderson (1934–2009), Organist und Musikpädagoge
- Clay Armstrong (* 1934), Physiologe
- Alan Berg (1934–1984), Anwalt und Radiomoderator
- Robert Berger (* 1934), Filmproduzent, Emmy-Preisträger
- James Bjorken (1934–2024), Theoretischer Physiker
- Eugene Cernan (1934–2017), Astronaut
- Darlene Conley (1934–2007), irisch-US-amerikanische Schauspielerin
- Edwin Michael Conway (1934–2004), römisch-katholischer Weihbischof in Chicago
- Dick Dolack (1934–2018), NFL-Schiedsrichter
- Dolores Dorn (1934–2019), Schauspielerin
- David Hafemeister (1934–2023), Physiker und Rüstungsexperte
- Eddie Harris (1934–1996), Jazzmusiker
- Kurt Frederic Kaiser (1934–2018), Musiker
- Stuart Kaminsky (1934–2009), Schriftsteller
- John Richard Keating (1934–1998), römisch-katholischer Bischof von Arlington
- Lois Lilienstein (1934–2015), US-amerikanisch-kanadische Schauspielerin, Sängerin und Pianistin
- Robert McCabe (* 1934), Fotograf
- Terrence McCann (1934–2006), Ringer und Olympiasieger
- John Reilly (1934–2021), Schauspieler
- David Sackett (1934–2015), kanadischer Mediziner
- Vincent Sarich (1934–2012), Ethnologe
- Charles F. Stevens (1934–2022), Neurobiologe
- Gilbert Strang (* 1934), Mathematiker
- Dick Anthony Williams (1934–2012), Theater- und Filmschauspieler

#### 1935
- Jody Alderson (1935–2021), Schwimmer
- Billy Boy Arnold (* 1935), Blues-Musiker
- Ronnie Boykins (1935–1980), Jazz-Bassist
- Robert Conrad (1935–2020), Schauspieler
- Jack Davis (1935–2018), Politiker
- William Friedkin (1935–2023), Regisseur, Drehbuchautor und Produzent
- Charlie Hickman (1935–1979), Sänger, Schauspieler und Moderator
- Nancy Johnson (* 1935), Politikerin
- Lance LeGault (1935–2012), Schauspieler
- Ramsey Lewis (1935–2022), Jazz-Musiker
- Jerry Markbreit (* 1935), NFL-Schiedsrichter
- Kenneth Mars (1935–2011), Schauspieler und Synchronsprecher
- Emmett McBain (1935–2012), Grafikdesigner
- Mary Louise Wehman (1935–2021), Schwimmerin

#### 1936
- Andree Anderson (* 1936), Eiskunstläuferin
- Jerome Arnold (* 1936), Blues-Bassist
- Peter B. Bensinger (1936–2025), Regierungsbeamter und Unternehmensberater
- Don Cornelius (1936–2012), Fernsehproduzent und -moderator
- Dan Crane (1936–2019), Politiker
- Bruce Dern (* 1936), Schauspieler
- Arlene Golonka (1936–2021), Schauspielerin
- Erwin Helfer (* 1936), Blues-, Boogie-Woogie- und Jazzpianist
- Clifton James (1936–2006), Bluesmusiker
- Fred Karlin (1936–2004), Komponist und Buchautor
- Philip Kaufman (* 1936), Regisseur und Drehbuchautor
- Walter Koenig (* 1936), Schauspieler
- Philip W. Majerus (1936–2016), Hämatologe
- Ron Māsak (1936–2022), Schauspieler
- Ken Mattingly (1936–2023), Astronaut
- Jim McDermott (* 1936), Psychiater und Politiker
- Hod O’Brien (1936–2016), Jazz-Pianist
- Joan Peters (1936–2015), Journalistin und Autorin
- Kenneth A. Ross (* 1936), Mathematiker
- James Rossi (1936–2005), Radrennfahrer
- Leon E. Salomon (1936–2023), Viersterne-General der United States Army
- Jerry Sanders III (* 1936), Elektrotechniker
- Larry Siedentop (1936–2024), Politikwissenschaftler, Historiker und Philosoph
- Virginia Steen-McIntyre (* 1936), Geologin
- James R. Thompson (1936–2020), Politiker
- Jack Wilson (1936–2007), Jazz-Pianist
- Joseph A. Wolf (1936–2023), Mathematiker
- Eldee Young (1936–2007), Jazz-Bassist

#### 1937
- Judy Biggert (* 1937), Politikerin
- Allan Carr (1937–1999), Film- und Theaterregisseur sowie Filmproduzent
- Gene Chandler (* 1937), Sänger und Musikproduzent
- Irun R. Cohen (* 1937), israelisch-US-amerikanischer Mediziner und Immunologe
- Sidney Coleman (1937–2007), theoretischer Physiker
- Joseph Epstein (* 1937), Essayist und Herausgeber
- William Ferris (1937–2000), Komponist, Organist und Chorleiter
- Francis George (1937–2015), römisch-katholischer Erzbischof von Chicago und Kardinal
- Burton Greene (1937–2021), Jazzpianist
- Carl R. Hagen (* 1937), theoretischer Physiker
- Charles H. Henry (1937–2016), Physiker
- Seymour Hersh (* 1937), Enthüllungsjournalist
- Barbara Jones (* 1937), Leichtathletin
- Andrew J. Kuehn (1937–2004), Filmproduzent, Regisseur und Pionier auf dem Gebiet der Filmtrailer
- Bill Lipinski (* 1937), Politiker
- Theodor Holm Nelson (* 1937), Philosoph und Informationstechnikpionier
- Jack Nitzsche (1937–2000), Pianist, Arrangeur und Komponist
- Tom Paxton (* 1937), Folksänger, Songwriter und Kinderbuchautor
- Carmen Phillips (1937–2002), Schauspielerin
- Robert Ressler (1937–2013), Kriminologe und FBI-Agent
- Tommy Sands (* 1937), Sänger und Schauspieler
- John F. Seymour (* 1937), Immobilieninvestor und Politiker
- Arthur Shurlock (1937–2022), US-amerikanischer Turner
- Shel Talmy (1937–2024), Musikproduzent
- John George Vlazny (1937–2025), römisch-katholischer Erzbischof von Portland in Oregon
- Herbert J. Walberg (1937–2023), Erziehungswissenschaftler, Psychologe und Hochschullehrer
- Mary Allen Wilkes (* 1937), Informatikerin und Rechtsanwältin
- Leroy Williams (1937–2022), Jazzmusiker

#### 1938
- Bruce Alberts (* 1938), Biochemiker und Präsident der National Academy of Sciences
- Bob Alcivar (* 1938), Jazzpianist, Musikproduzent, Komponist und Arrangeur
- Raymond Battalio (1938–2004), Ökonom
- Jason Bernard (1938–1996), Schauspieler
- Samuel Bodman (1938–2018), Politiker
- Bill Brimfield (1938–2012), Jazztrompeter
- Ron Dean (* 1938), Schauspieler
- Barry Dennen (1938–2017), Film- und Theaterschauspieler
- Ed Doemland (1938–2012), Komponist, Organist, Jazzpianist und Perkussionist
- Nick Gravenites (1938–2024), Sänger, Songschreiber und Produzent
- Gary Gygax (1938–2008), Erfinder des Fantasy-Rollenspiels Dungeons and Dragons
- Dolores Hart (* 1938), Filmschauspielerin
- Darryl N. Johnson (1938–2018), Diplomat
- Robion Kirby (* 1938), Mathematiker
- Justin Leiber (1938–2016), Philosoph, Hochschullehrer und Schriftsteller
- Richard A. Lerner (1938–2021), Biochemiker
- Lynn Margulis (1938–2011), Biologin
- Lawrence G. Paull (1938–2019), Filmarchitekt
- Samuel K. Skinner (* 1938), Wirtschaftsmanager, Jurist und Politiker
- Paul Slovic (* 1938), Psychologe
- Anthony Spilotro (1938–1986), Mafioso des Chicago Outfit
- Paul Holzworth Strohm (* 1938), Sprachwissenschaftler
- Denny Zeitlin (* 1938), Jazzmusiker

#### 1939
- Larry Bell (* 1939), Künstler des Minimalismus
- Judy Chicago (* 1939), Künstlerin und Schriftstellerin
- David Eisenberg (* 1939), Biochemiker
- Albert Earl Gilbert (* 1939), Wildtiermaler
- Dennis Edward Groh (1939–2023), Archäologe
- Michael Hudson (* 1939), Wirtschaftswissenschaftler
- Bill Janklow (1939–2012), Politiker
- Leon Kass (* 1939), Bioethiker
- Jim Knapp (1939–2021), Jazztrompeter, Hochschullehrer
- Paul F. Knitter (* 1939), römisch-katholischer Theologe und Religionswissenschaftler
- Robert Kurtz (* 1939), römisch-katholischer Bischof
- Major Lance (1939–1994), Rhythm-and-Blues-Sänger
- Danny Long (1939–2022), US-amerikanischer Jazzmusiker
- James Patterson Lyke OFM (1939–1992), römisch-katholischer Erzbischof von Atlanta
- Ray Manzarek (1939–2013), Musiker (The Doors)
- Lynn Morley Martin (* 1939), Politikerin
- Alfred Mueller (* 1939), theoretischer Elementarteilchenphysiker
- Kenneth Nordtvedt (* 1939), Physiker
- Carol Sobieski (1939–1990), Drehbuchautorin
- Donald Spero (* 1939), Ruderer
- Mavis Staples (* 1939), Soulsängerin
- William A. Studer (1939–2019), Generalmajor der United States Air Force

#### 1940
- Alice Arlen (1940–2016), Drehbuchautorin
- Judy Grahn (* 1940), Autorin
- Betty Hahn (* 1940), Fotografin und Künstlerin
- Herbie Hancock (* 1940), Jazz-Pianist und Komponist
- Robert G. Houdek (1940–2010), Diplomat
- Norton Lang (* 1940), Physiker
- Roscoe Mitchell (* 1940), Jazzsaxophonist
- Elizabeth Murray (1940–2007), Künstlerin
- Theodore Olson (1940–2024), Jurist
- Mark Ptashne (* 1940), Molekularbiologe
- Philip Carl Salzman (* 1940), Anthropologe und Hochschullehrer
- William S. Saric (* 1940), Ingenieur
- Bernard Shaw (1940–2022), Journalist
- Ronald Gene Simmons (1940–1990), Massenmörder
- Edward James Slattery (1940–2024), römisch-katholischer Bischof
- Raquel Welch (1940–2023), Schauspielerin
- Timi Yuro (1940–2004), Soul- und Rhythm-and-Blues-Sängerin

### 1941–1950

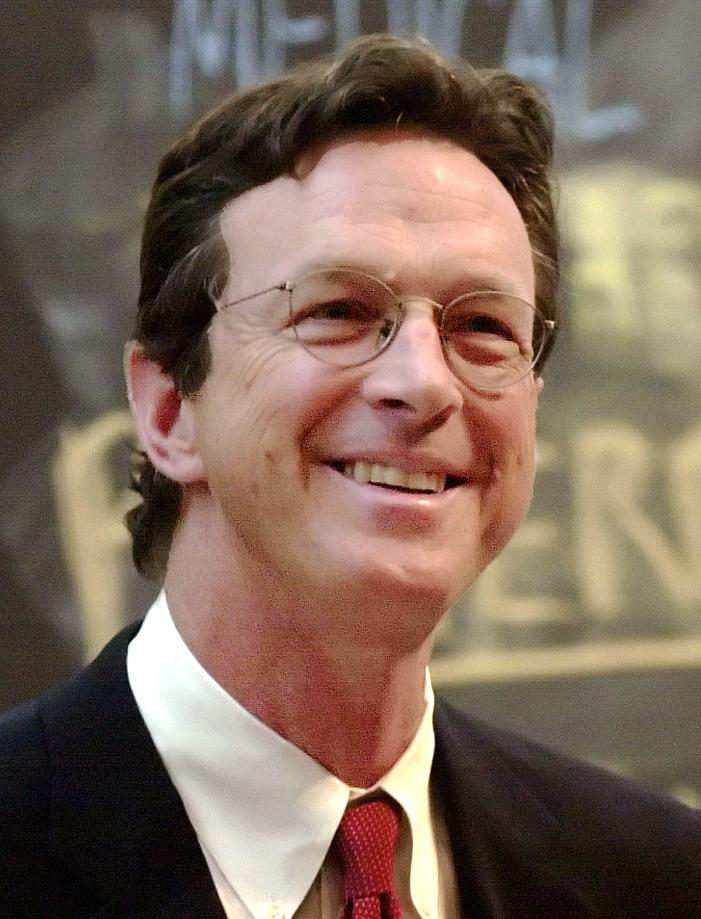
Michael Crichton
(1942–2008)

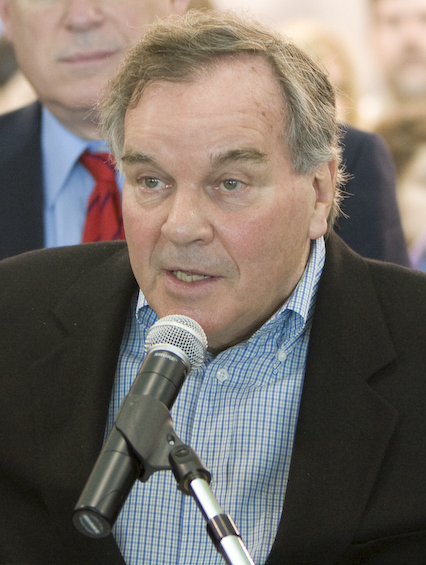
Richard M. Daley
(* 1942)

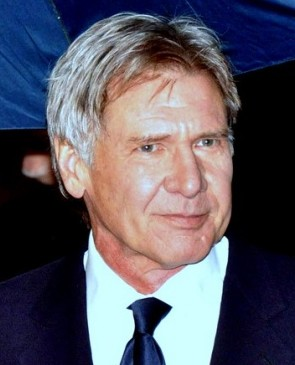
Harrison Ford
(* 1942)

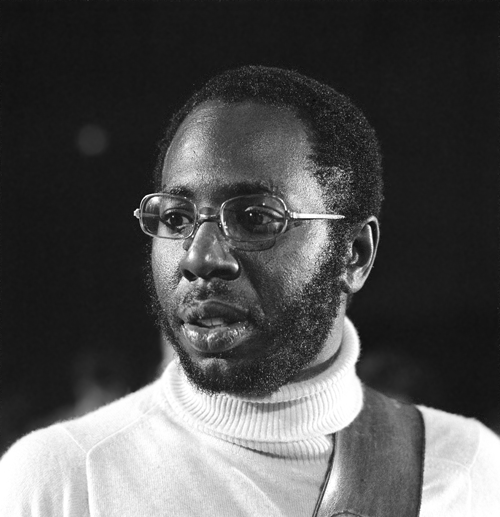
Curtis Mayfield
(1942–1999)

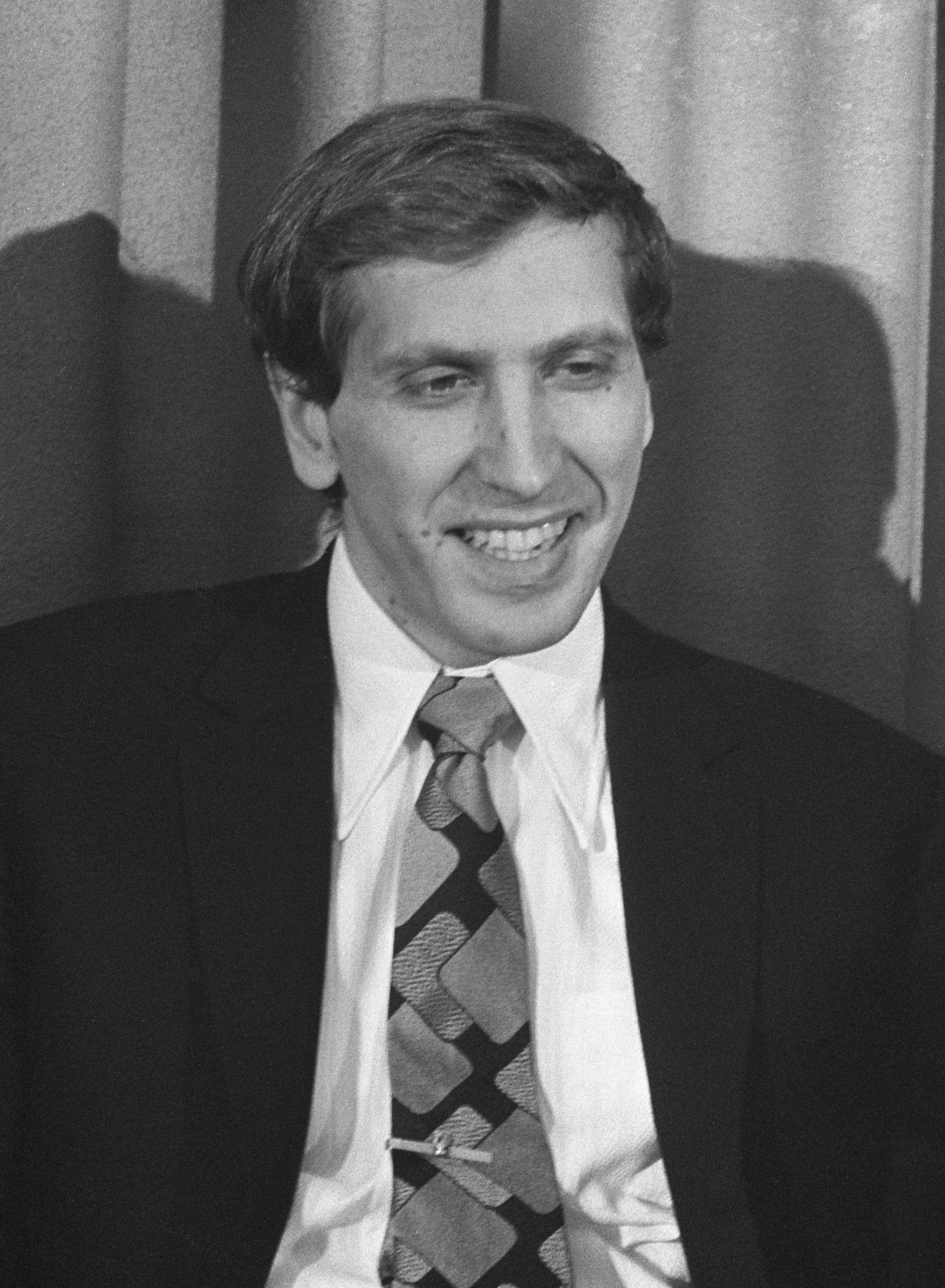
Bobby Fischer
(1943–2008)

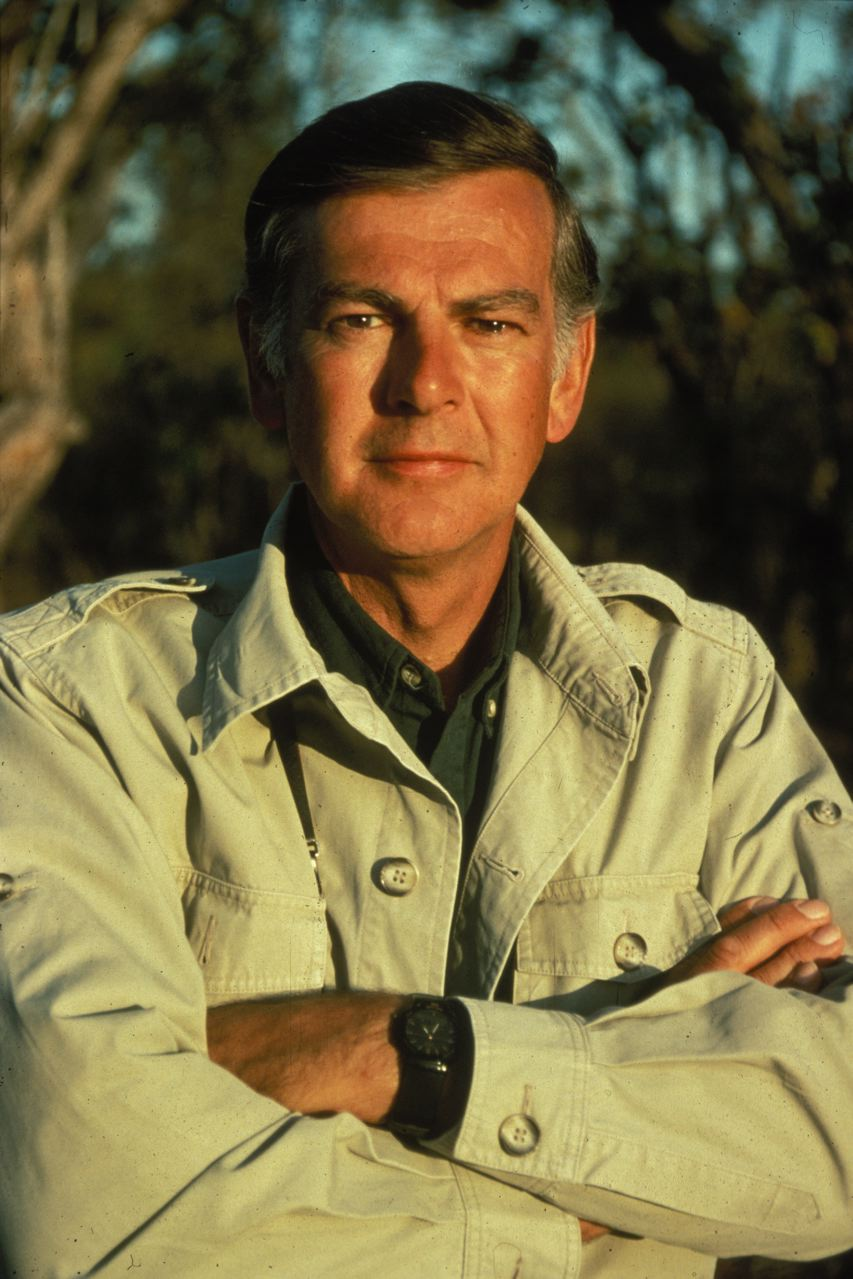
Donald Johanson
(* 1943)

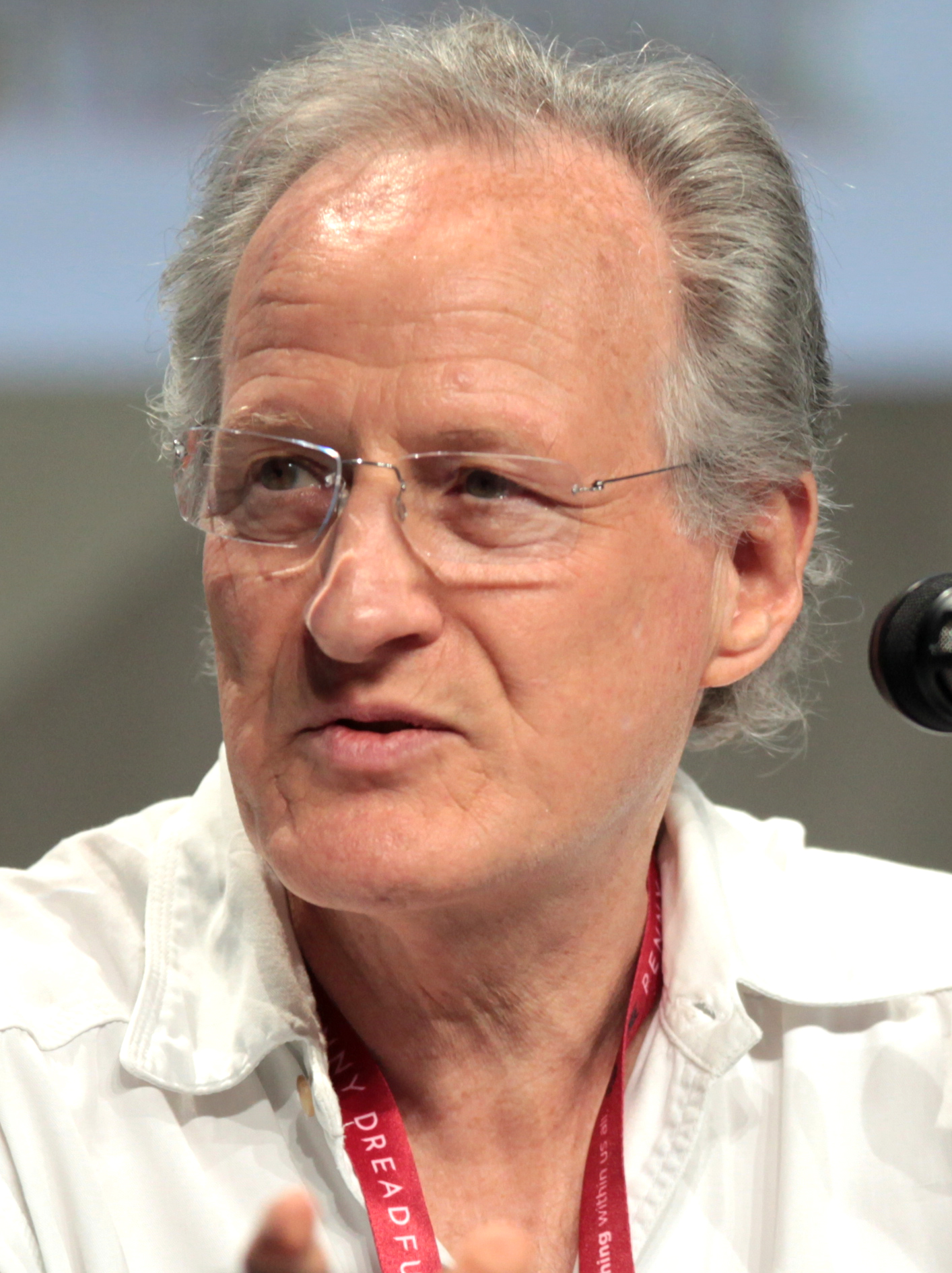
Michael Mann
(* 1943)

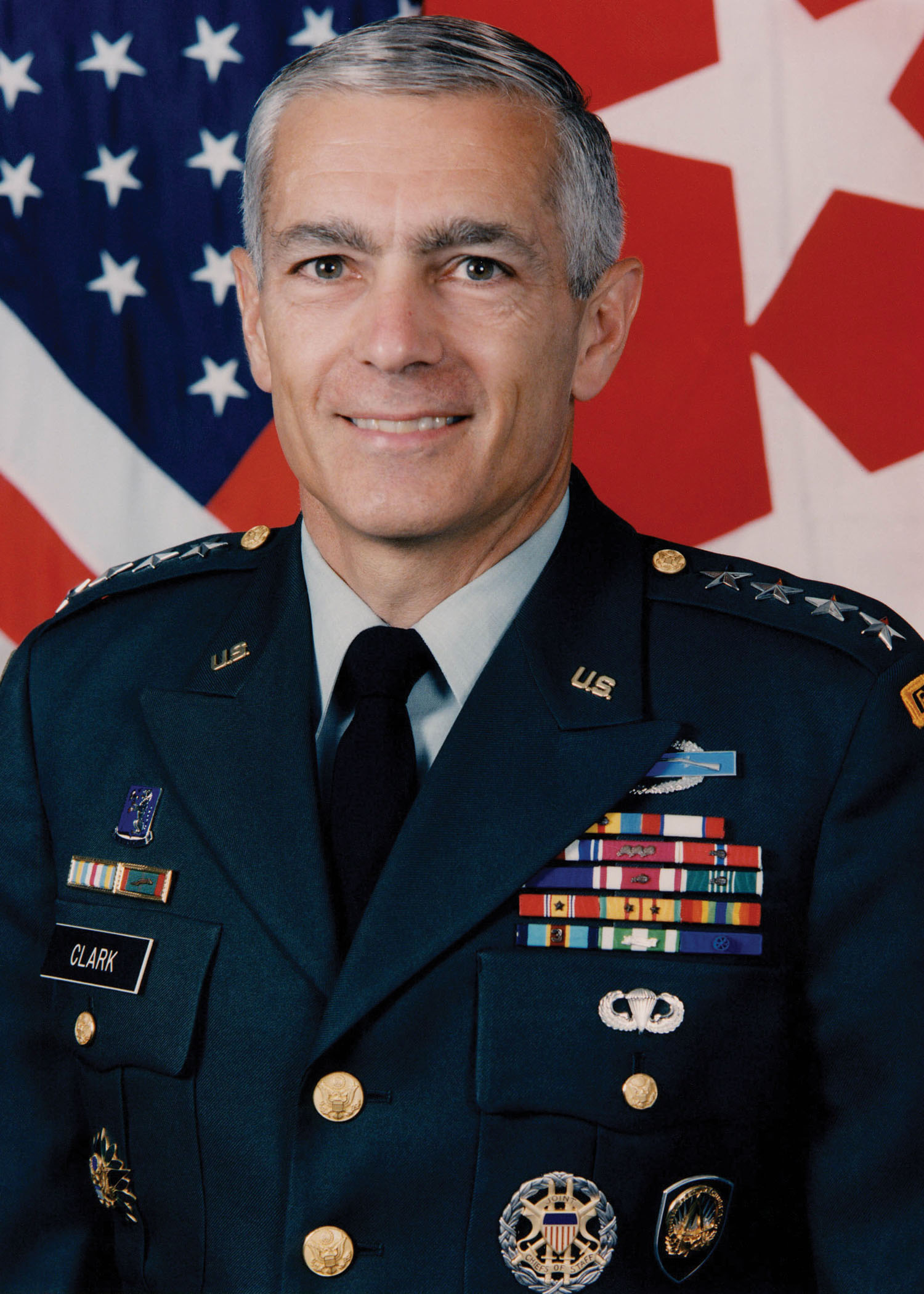
Wesley Clark
(* 1944)

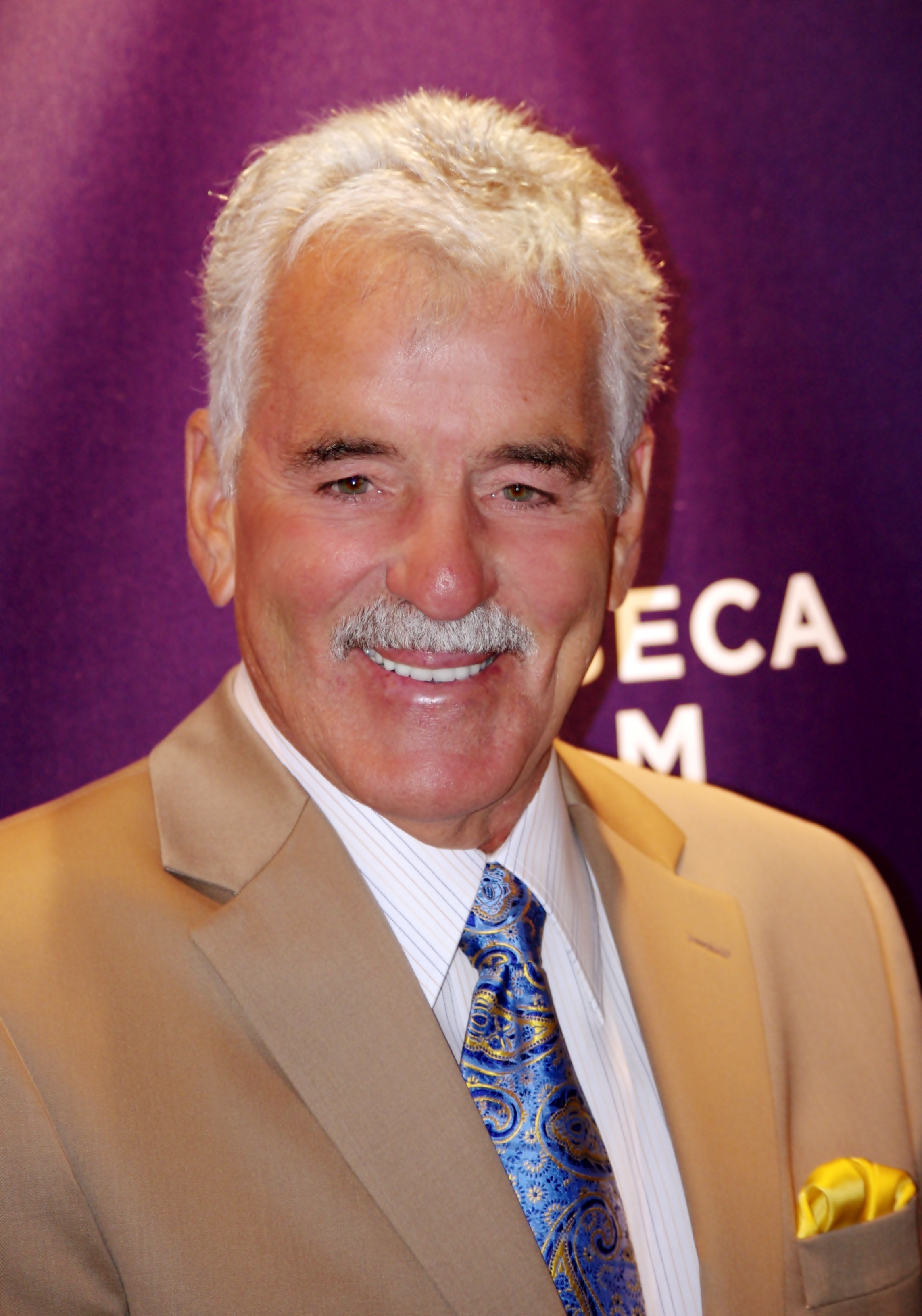
Dennis Farina
(1944–2013)

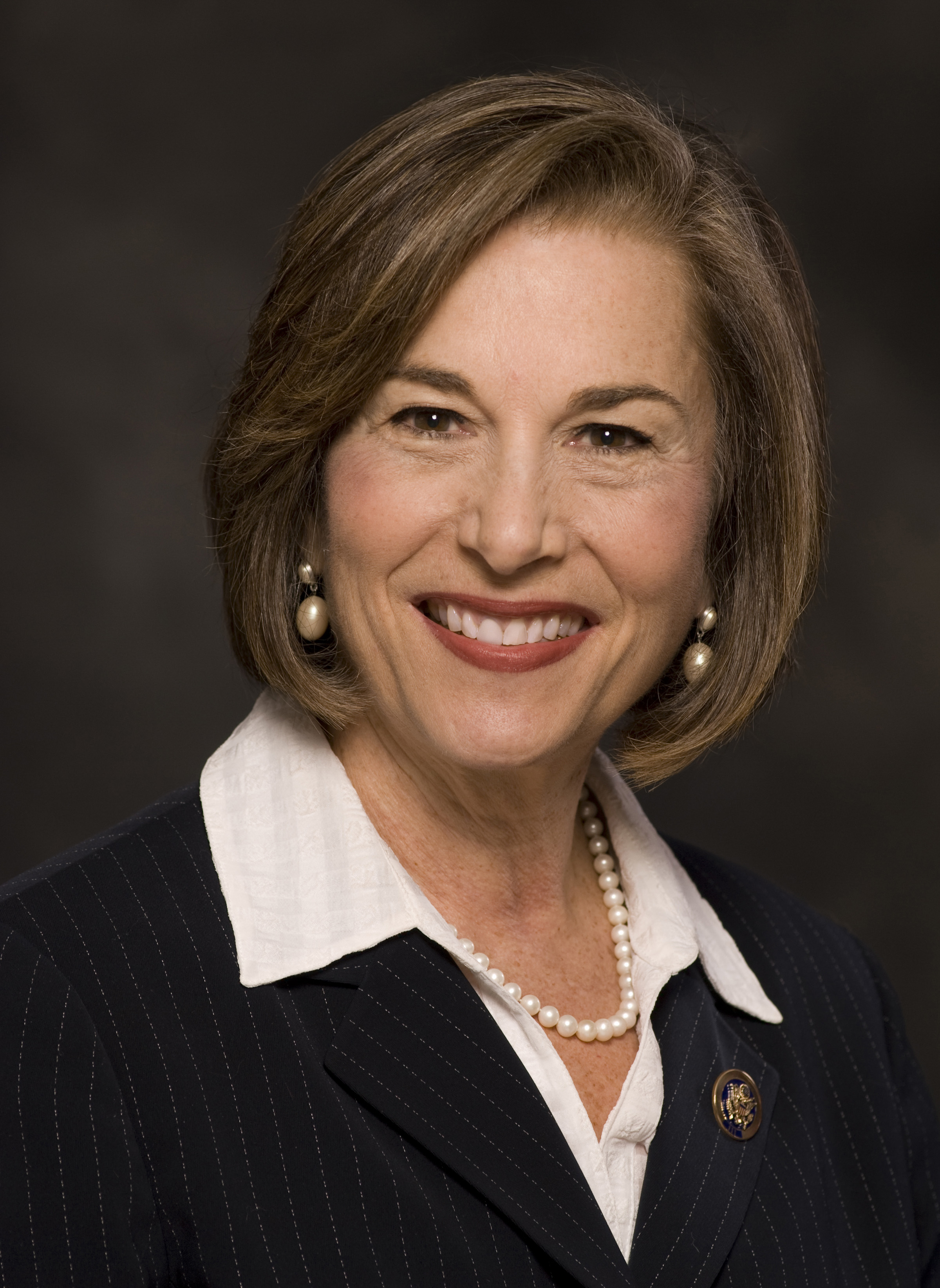
Jan Schakowsky
(* 1944)

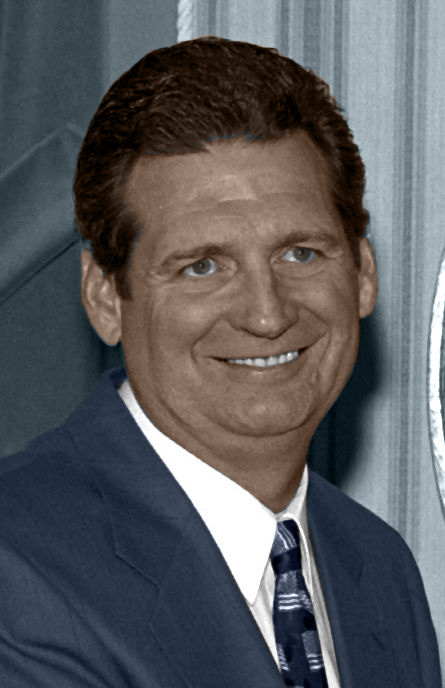
Bob Miller
(* 1945)

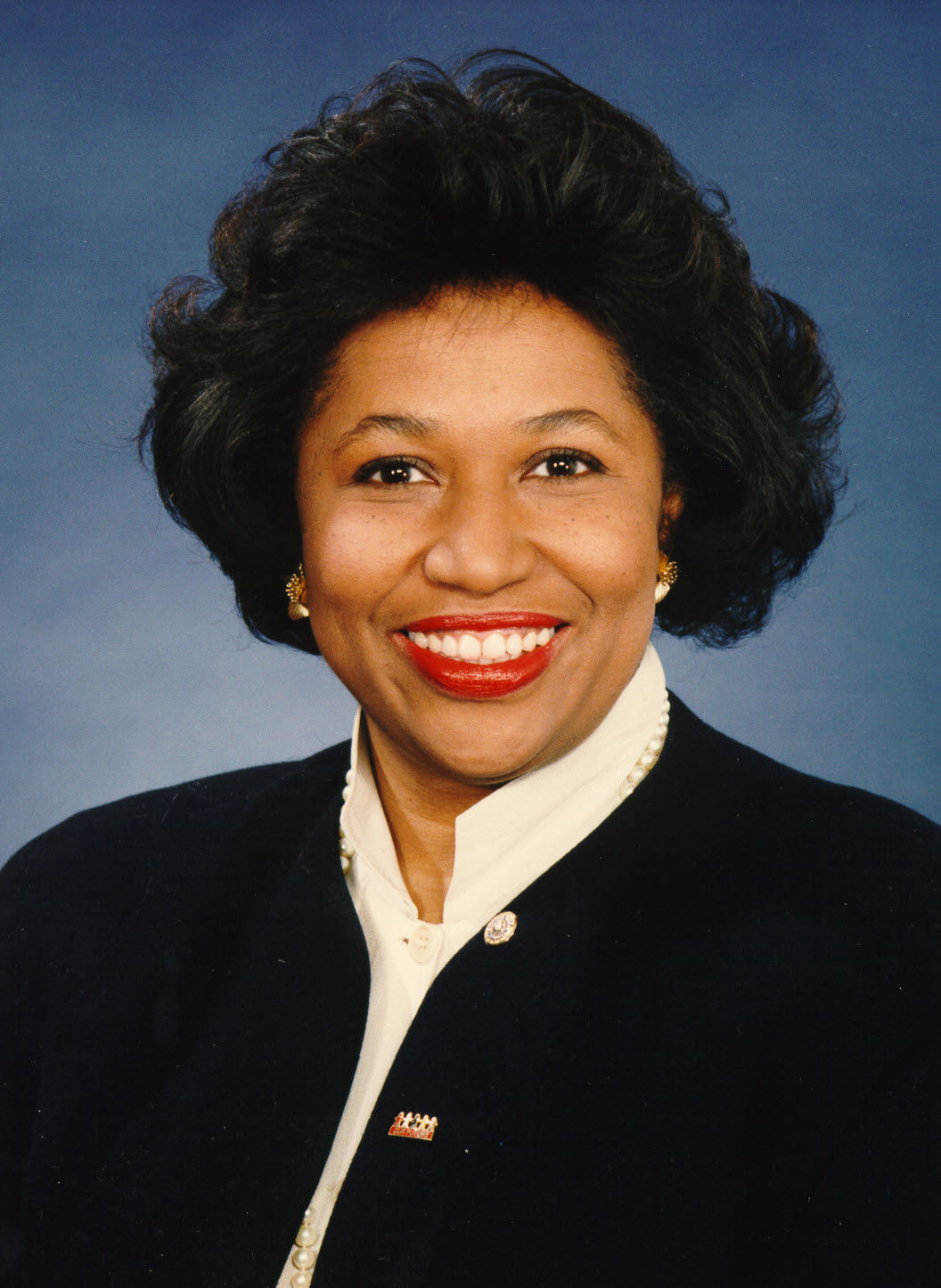
Carol Moseley Braun
(* 1947)

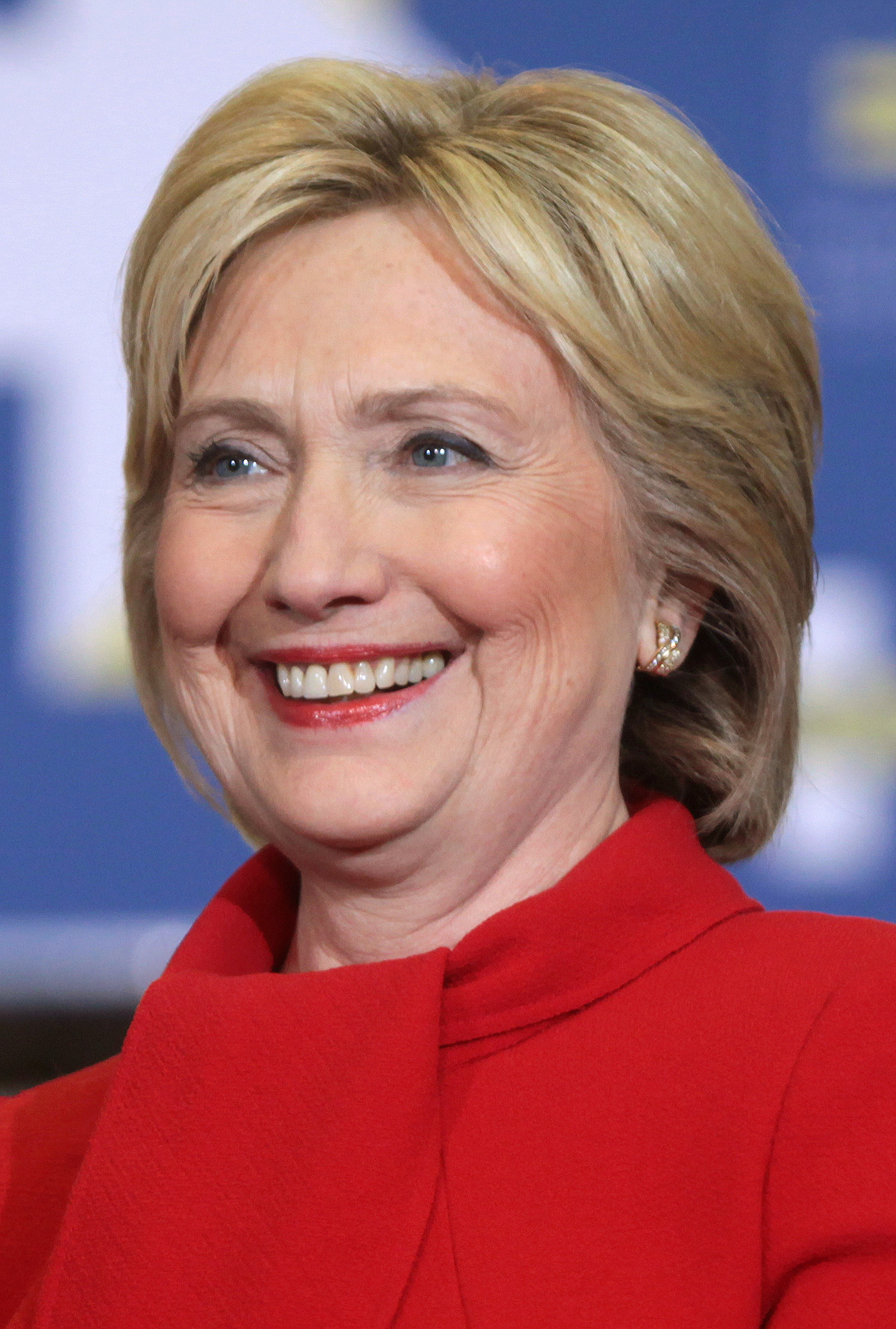
Hillary Clinton
(* 1947)

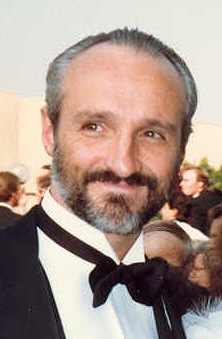
Michael Gross
(* 1947)

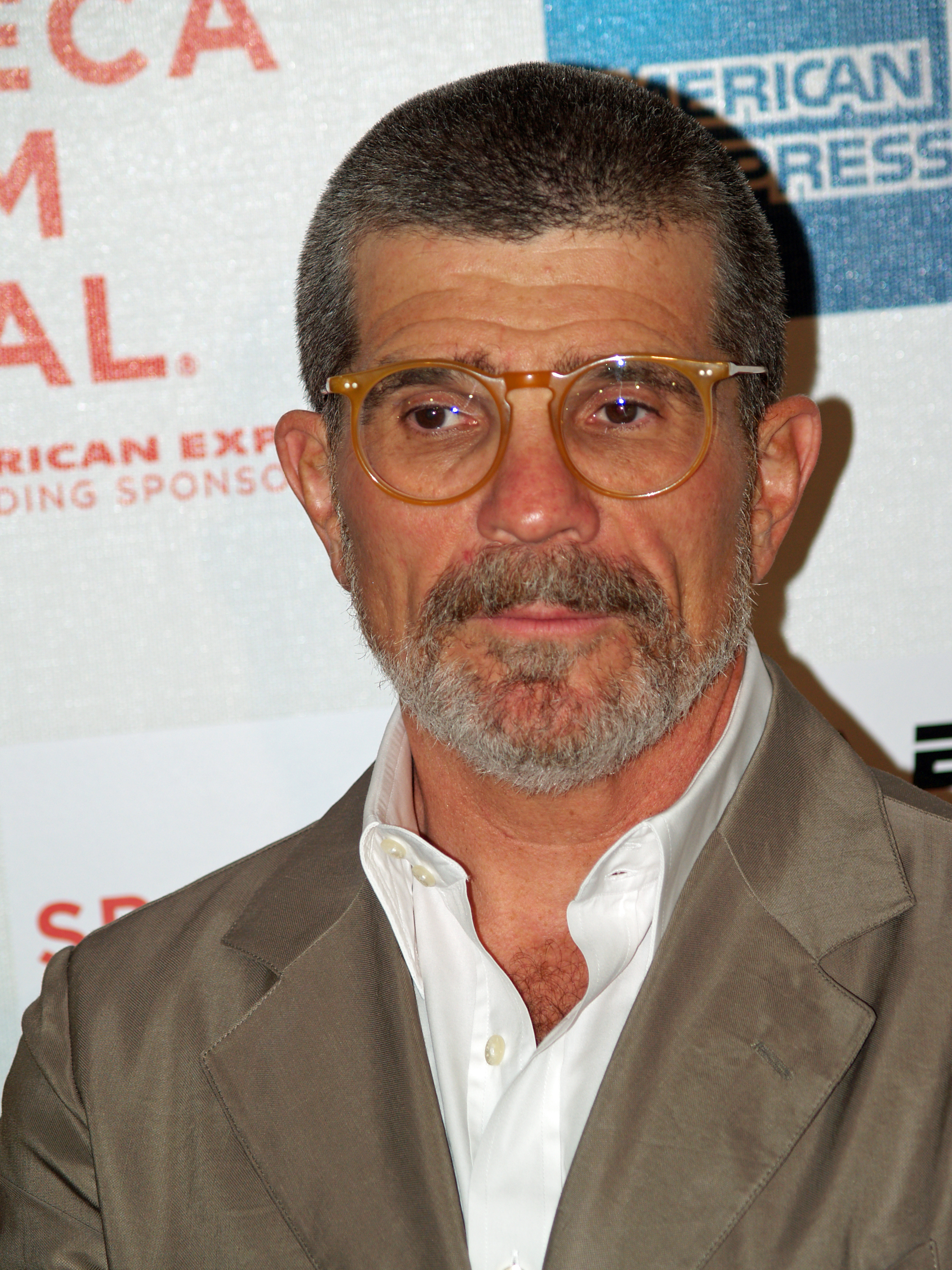
David Mamet
(* 1947)

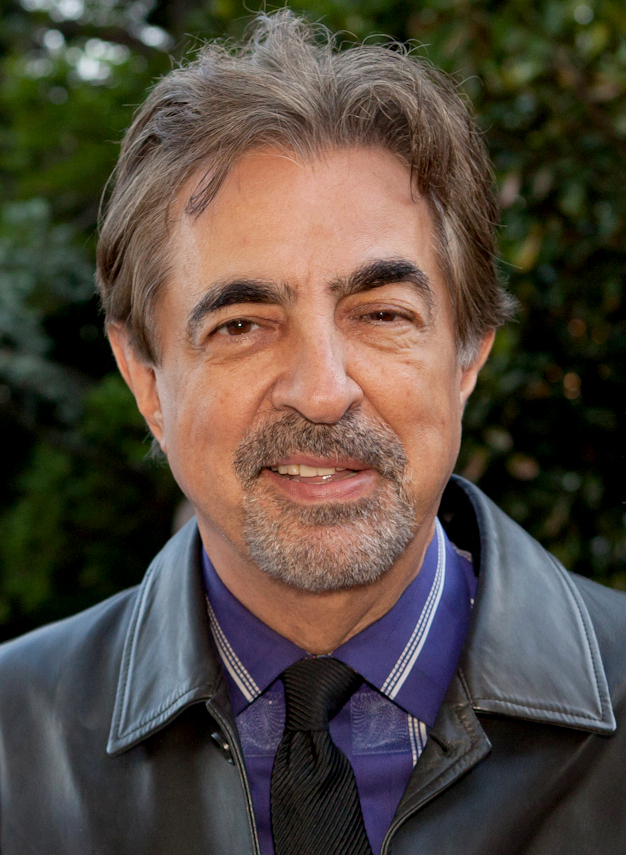
Joe Mantegna
(* 1947)

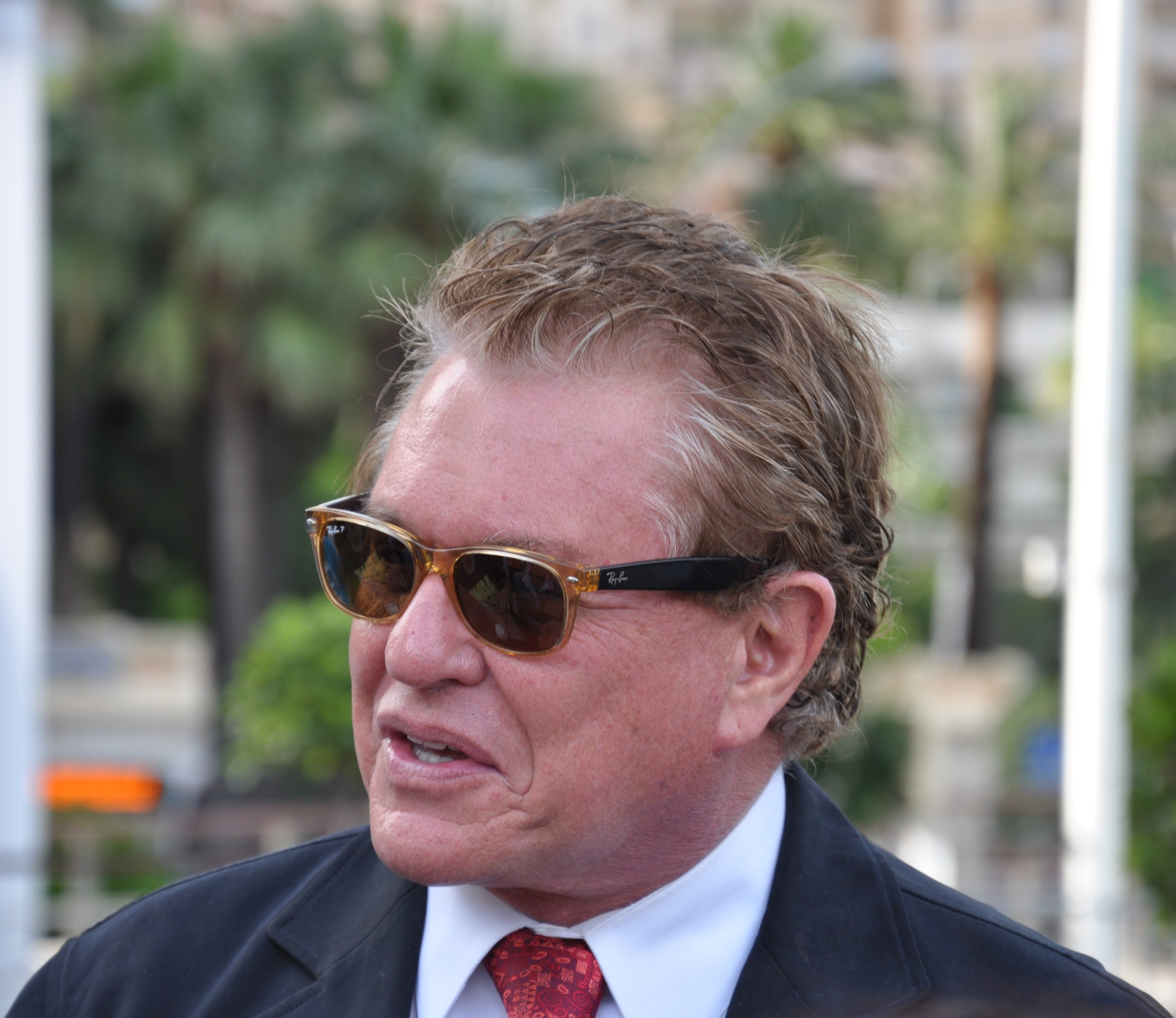
Tom Berenger
(* 1949)

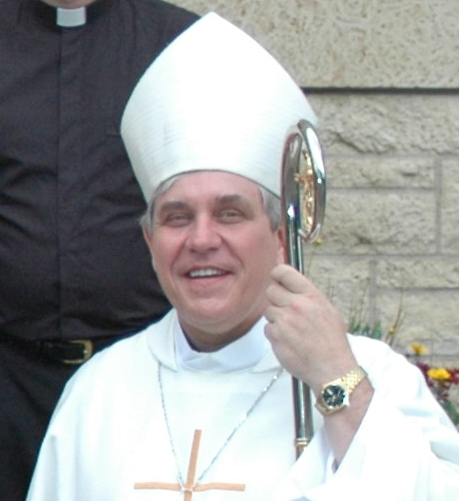
Jerome Listecki
(* 1949)

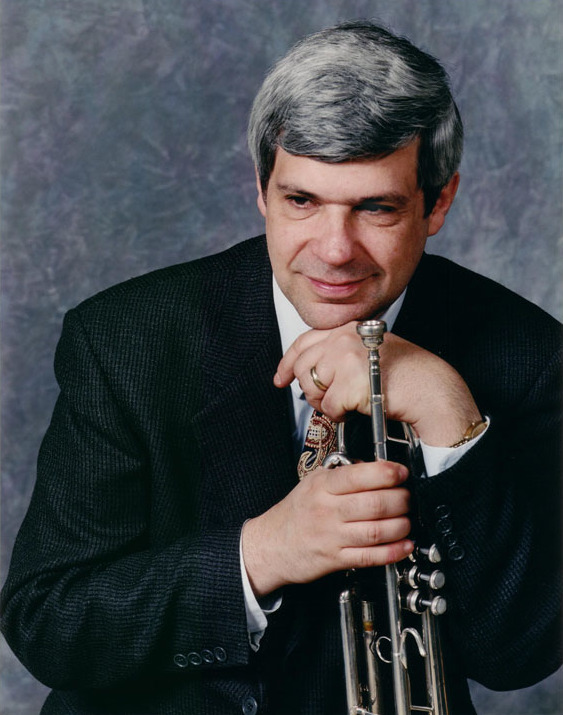
Randy Sandke
(* 1949)

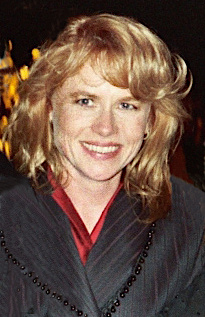
Amy Madigan
(* 1950)

#### 1941
- Rosita Arvigo (* 1941), Dozentin, Autorin und Herbalistin
- Eddy Bell (1941–2012), Rockabilly-, Rock-’n’-Roll- und Polka-Musiker
- David Bennett (* 1941), Opernsänger, Illustrator und Maler
- Bruce Bromberg (1941–2021), Produzent von Blues- und Rootsmusik und Songwriter
- John Capodice (1941–2024), Schauspieler
- Harriet Choice (1942–2023), Musikjournalistin und Redakteurin.
- James Di Pasquale (* 1941), Komponist
- Evelyn Einstein (1941–2011), Albert Einsteins adoptierte Enkelin
- William H. Fenical (* 1941), Chemiker und Meeresbiologe
- Carol Gluck (* 1941), Historikerin, Japanologin, Hochschullehrerin
- Brian Mark Hoffman (* 1941), Biochemiker
- Robert O. Keohane (* 1941), Politikwissenschaftler
- Gerald Frederick Kicanas (* 1941), römisch-katholischer Geistlicher und emeritierter Bischof von Tucson
- Barb Lockhart (* 1941), Eisschnellläuferin
- Jeffrey Masson (* 1941), Autor und Psychoanalytiker
- Stanley Mazor (* 1941), Computer-Ingenieur
- Stan Persky (1941–2024), kanadischer Schriftsteller und Hochschuldozent
- Joel Robbin (* 1941), Mathematiker
- Andrea Seastrand (* 1941), Politikerin
- Jack Thibeau (* 1941), Schauspieler und Autor
- Emmett Till (1941–1955), Mordopfer
- Phil Upchurch (* 1941), Jazzgitarrist
- James Zagel (1941–2023), Jurist und Richter
- Jerrold Howard Zar (* 1941), Biologe und Statistiker
- Sam Zell, geboren als Shmuel Zielonka (1941–2023), Unternehmer, Milliardär

#### 1942
- John Ashcroft (* 1942), Politiker
- Jennifer Bassey (* 1942), Schauspielerin
- Robert G. Bergman (* 1942), Chemiker
- Ned Block (* 1942), Philosoph und Professor an der New York University
- Roger Brown (1942–1997), Basketballspieler
- Dick Butkus (1942–2023), American-Football-Spieler
- Paul Butterfield (1942–1987), Musiker
- Jack Cafferty (* 1942), Journalist und Fernsehkommentator
- Charmian Carr (1942–2016), Schauspielerin
- David Collier (* 1942), Politikwissenschaftler
- Michael Crichton (1942–2008), Schriftsteller, Drehbuchautor und Regisseur
- Richard M. Daley (* 1942), Politiker; von 1989 bis 2011 Bürgermeister von Chicago
- Jack DeJohnette (* 1942), Jazz-Schlagzeuger und Pianist
- Bernardine Dohrn (* 1942), Juristin, Führerin der Weather Underground Organisation (WUO)
- Richard Driehaus (1942–2021), Unternehmer und Stifter
- Harrison Ford (* 1942), Schauspieler
- John Wayne Gacy (1942–1994), Serienmörder
- Barry Goldberg (1942–2025), Bluesmusiker, Keyboardspieler
- Paul B. Henry (1942–1993), Politiker
- Bruce Johnston (* 1942), Musiker und Songwriter; Mitglied der Band The Beach Boys
- Theodore Kaczynski (1942–2023), Briefbomben-Attentäter
- Francis Kane (* 1942), römisch-katholischer Geistlicher und Weihbischof in Chicago
- Ken Kramer (* 1942), Politiker
- Art Linson (* 1942), Filmproduzent, Regisseur und Drehbuchautor
- Curtis Mayfield (1942–1999), Soulmusiker
- Roger McGuinn (* 1942), Folk-Rock-Musiker
- Jack Miles (* 1942), Theologe, Bibel- und Literaturwissenschaftler
- Mike Resnick (1942–2020), Science-Fiction-Schriftsteller
- Jay Rosenberg (1942–2008), Philosoph
- Jim Schwall (1942–2022), Musiker, Sänger, Songwriter und Fotograf
- Milford H. Wolpoff (* 1942), Paläoanthropologe

#### 1943
- Rashid Bakr (* 1943), Schlagzeuger des Free und Creative Jazz
- Michael Bloomfield (1943–1981), Blues-Gitarrist
- Jim Cantalupo (1943–2004), Chef des Restaurantkonzerns McDonald’s
- Johnnie Carson (* 1943), Diplomat
- Pete Cosey (1943–2012), Fusiongitarrist
- Kal David (1943–2022), Gitarrist, Sänger und Songwriter
- Ral Donner (1943–1984), Rock’n’Roll-Sänger und Songwriter
- Stuart E. Eizenstat (* 1943), Jurist, Diplomat und stellvertretender Finanzminister
- Robert James Fischer (1943–2008), Schachspieler
- Donald Geman (* 1943), Mathematiker
- Jerry Goodman (* 1943), Geiger
- Christopher S. Hyatt (1943–2008), Psychologe, Okkultist und Autor
- Roger Janotta (* 1943), Komponist und Jazzmusiker
- Donald Johanson (* 1943), Paläoanthropologe, Entdecker von Lucy
- Leonard Jones (* 1943), Jazz-Bassist
- Harry Manfredini (* 1943), Filmkomponist
- Michael Mann (* 1943), Regisseur, Produzent und Drehbuchautor
- Martin Mull (1943–2024), Schauspieler, Comedian und Maler
- Daniel Thomas Turley Murphy (* 1943), römisch-katholischer Bischof von Chulucanas in Peru
- Larry E. Overman (* 1943), Chemiker und Hochschullehrer
- Rollo Radford (* 1943), Jazz- und Bluesmusiker
- David M. Ronne (1943–2007), Tonmeister
- Franklin Rosemont (1943–2009), Anarchist, Dichter und Künstler
- Joseph Schwantner (* 1943), Komponist
- Richard Sennett (* 1943), Soziologe
- Jim Sensenbrenner (* 1943), Politiker
- Ben Sidran (* 1943), Jazzmusiker, Musikwissenschaftler, Journalist und Produzent
- Corky Siegel (* 1943), Musiker, Sänger und Komponist
- Ron Smith (1943–2013), American-Football-Spieler
- David Soul (1943–2024), Schauspieler und Sänger

#### 1944
- Cathleen Black (* 1944), Unternehmerin, Verlegerin und Wirtschaftsmanagerin
- Oscar Brashear (1944–2023), Jazztrompeter
- Edward Kenneth Braxton (* 1944), römisch-katholischer Geistlicher und Bischof von Belleville
- Ari Brown (* 1944), Jazzmusiker
- Arni Cheatham (1944–2023), Jazzmusiker
- Peter Cetera (* 1944), Sänger, Songwriter und Bassist
- Wesley Clark (* 1944), Politiker und ehemaliger NATO-Oberbefehlshaber
- Chuck Domanico (1944–2002), Jazz-Bassist
- Dennis Farina (1944–2013), Schauspieler
- Dennis Franz (* 1944), Schauspieler
- Bill Freund (1944–2020), US-amerikanisch-südafrikanischer Wirtschaftshistoriker
- Kinky Friedman (1944–2024), Country-Musiker, Schriftsteller und Politiker
- David Gerrold (* 1944), Drehbuchautor und Science-Fiction-Schriftsteller
- Robert Hanssen (1944–2023), Doppelagent
- James Heckman (* 1944), Ökonom und Nobelpreisträger
- Bobby Heenan (1944–2017), Pro-Wrestler, Manager und Fernsehkommentator
- Ronald Joseph (* 1944), Eiskunstläufer
- Mary Pat Kelly (* 1944), Autorin und Regisseurin
- Don Kent (1944–2015), Schallplattensammler und -kenner von Blues- und Bluegrass-Aufnahmen
- Sherry Lansing (* 1944), Schauspielerin und Filmproduzentin
- Claude Lawrence (* 1944), Jazz-Saxophonist
- Frank Luther (* 1944), Jazzmusiker
- Peter Maloney (* 1944), Schauspieler, Regisseur und Dramatiker
- Richard W. Mies (* 1944), Admiral der United States Navy
- Carol S. Pearson (* 1944), Autorin, Psychologin und Pädagogin
- Harold Ramis (1944–2014), Schauspieler, Regisseur und Drehbuchautor
- Marty Russo (* 1944), Politiker
- Jan Schakowsky (* 1944), Politikerin
- Adrian Smith (* 1944), Architekt
- Barbara Sonneborn (* 1944), Fotografin
- Robert Swan (1944–2023), Schauspieler
- Henry Threadgill (* 1944), Jazzmusiker
- Judy Baar Topinka (1944–2014), Politikerin
- Charles Lacy Veach (1944–1995), Astronaut

#### 1945
- Bob Balaban (* 1945), Schauspieler, Filmregisseur und Filmproduzent
- Neil Blatchford (* 1945), Eisschnellläufer
- Anthony Braxton (* 1945), Komponist und Multi-Instrumentalist
- Terry Callier (1945–2012), Jazz-, Soul- und Folk-Musiker
- Charles Clark (1945–1969), Jazz-Bassist und Cellist
- Brian Doyle-Murray (* 1945), Schauspieler und Drehbuchautor
- Mimsy Farmer (* 1945), Schauspielerin
- Roger Joseph Foys (* 1945), römisch-katholischer Bischof von Covington
- Lani Hall (* 1945), Sängerin
- Donny Hathaway (1945–1979), Soul-Musiker
- Roger Howe (* 1945), Mathematiker
- Arnold Kanter (1945–2010), Diplomat
- Scott Lash (* 1945), Soziologe
- John Manz (1945–2023), römisch-katholischer Geistlicher und Weihbischof im Erzbistum Chicago
- Bob Miller (* 1945), Politiker und von 1989 bis 1999 Gouverneur des Bundesstaats Nevada
- Joseph Neisendorfer (* 1945), Mathematiker
- Frank Novak (* 1945), Schauspieler
- Barbara H. Rosenwein (* 1945), Historikerin
- Seymour Rossel (* 1945), Rabbiner und Autor
- Nadrian C. Seeman (1945–2021), Biochemiker und Biophysiker
- Michael Shamberg (* 1945), Filmproduzent
- Laurie Spiegel (* 1945), Komponistin
- Tony Williams (1945–1997), Jazzmusiker

#### 1946
- John W. Boyer (* 1946), Historiker
- Gary Buslik (* 1946), Schriftsteller
- Patty Carroll (* 1946), Fotografin
- Nick Charles (1946–2011), Sportmoderator
- Eugene Charniak (1946–2023), Informatiker
- Jerome Cooper (1946–2015), Jazzschlagzeuger, Flötist und Pianist
- Andrew Davis (* 1946), Filmregisseur, Produzent und Drehbuchautor
- Diane Francis (* 1946), Journalistin
- Lucinda Franks (1946–2021), Journalistin, Romanautorin und Memoirenschreiberin
- Joel Futterman (* 1946), Pianist
- Barry Gifford (* 1946), Schriftsteller und Drehbuchautor
- Jim Hager (1946–2008), Musiker, Comedian, Schauspieler und Fernsehmoderator
- Loleatta Holloway (1946–2011), Sängerin
- Terry Alan Kath (1946–1978), Musiker
- Joe Kernan (1946–2020), Politiker und Gouverneur des Bundesstaates Indiana
- Job (Bischof) (1946–2009), orthodoxer Erzbischof der Orthodoxen Kirche in Amerika
- Khalid Moss (1946–2022), US-amerikanischer Jazz- und R&B-Musiker
- Harry Petersen (* 1946), Jazzmusiker
- Pat Sajak (* 1946), Moderator
- Gene Siskel (1946–1999), Journalist, Filmkritiker und Fernsehmoderator
- Patti Smith (* 1946), Rockmusikerin und Rockpoetin
- Eve Sonneman (* 1946), Fotografin
- Dodie Stevens (* 1946), Sängerin und Schauspielerin
- Beverly Todd (* 1946), Schauspielerin
- Barbara Trent (* 1946), Dokumentarfilmerin, Journalistin, Friedensaktivistin und Sozialarbeiterin
- William S. Wallace (* 1946), General der United States Army

#### 1947
- Laurie Anderson (* 1947), Performance-Künstlerin und Musikerin
- Carol Moseley Braun (* 1947), Politikerin
- Gregory Chaitin (* 1947), Mathematiker und Philosoph
- Hillary Clinton (* 1947), First Lady der USA von 1993 bis 2001, Politikerin der Demokratischen Partei und Präsidentschaftskandidatin 2016
- Val Fuentes (* 1947), Schlagzeuger
- Stuart Gordon (1947–2020), Regisseur, Produzent und Drehbuchautor
- Susan Gossick (* 1947), Wasserspringerin und Olympiasiegerin
- Wilton Daniel Gregory (* 1947), römisch-katholischer Erzbischof von Washington
- Michael Gross (* 1947), Schauspieler
- Fred Hopkins (1947–1999), Jazz-Bassist
- H. Robert Horvitz (* 1947), Professor für Biologie
- Daniel Robert Jenky (* 1947), römisch-katholischer Bischof von Peoria
- Jill Adrian Kraye (* 1947), Historikerin
- Mike Krzyzewski (* 1947), Basketballtrainer
- Gene Lancour (* 1947), Schriftsteller
- Richard Laymon (1947–2001), Schriftsteller
- David Mamet (* 1947), Drehbuchautor, Dramatiker, Filmregisseur, Schriftsteller
- Larry Manetti (* 1947), Schauspieler
- Joe Mantegna (* 1947), Schauspieler
- John Meriwether (* 1947), Wall-Street-Händler
- Marilyn Middleton Pollock (* 1947), Sängerin
- Avreeayl Ra (* 1947), Jazzmusiker
- Minnie Riperton (1947–1979), Soulsängerin
- Lawrence Schaeffer (* 1947), Agrarwissenschaftler und Tierzüchter, Hochschullehrer
- Steven Schiff (1947–1998), Politiker
- Ronald John Stern (* 1947), Mathematiker und Hochschullehrer
- Robert Therrien (1947–2019), Bildhauer und Zeichner
- Mark Washington (* 1947), American-Football-Spieler
- Warren Zevon (1947–2003), Rock-’n’-Roll-Musiker

#### 1948
- Thurman Barker (* 1948), Jazz-Schlagzeuger, Perkussionist und Komponist
- Frank Caruso (1948–2019), Jazzmusiker und Musikpädagoge
- Édouard Conte (* 1948), Sozialanthropologe und Hochschullehrer
- Nick Curtis (* 1948), Schriftgestalter
- William M. Daley (* 1948), Geschäftsmann und Politiker
- Debra DeLee (* 1948), Politikerin
- Aaron Dodd (1948–2010), Jazz-Tubist
- Lloyd Phillip Gerson (* 1948), US-amerikanisch-kanadischer Philosophiehistoriker
- Steve Goodman (1948–1984), Sänger und Komponist der Folkmusik
- Bonnie Greer (* 1948), US-amerikanisch-britische Schriftstellerin und Kritikerin
- Jonathan Hadary (* 1948), Schauspieler
- Fred Hampton (1948–1969), Bürgerrechtler und Aktivist der Black Panther Party
- Hurley Haywood (* 1948), Autorennfahrer
- Karen Hedlund (* 1948), Juristin und Unternehmensberaterin, Mitglied des Surface Transportation Board
- Dennis Hejhal (* 1948), Mathematiker
- Rick Holbrook (1948–2007), Gewichtheber
- Vivian Joseph (* 1948), Eiskunstläuferin
- Bill Klein (* 1948), Unternehmer und Pokerspieler
- Doug Moench (* 1948), Autor und Journalist
- Paulette McWilliams (* 1948), Sängerin
- John Nelson (* 1948), Schwimmer
- George Paulus (1948–2014), Blues-Produzent
- Joseph Perry (* 1948), römisch-katholischer Geistlicher und Weihbischof in Chicago
- Kathy Reichs (* 1948), Anthropologin und Krimi-Schriftstellerin
- Alan Rocke (* 1948), Wissenschaftshistoriker und Hochschullehrer
- Frances-Marie Uitti (* 1948), Cellistin und Komponistin
- George Wendt (1948–2025), Schauspieler

#### 1949
- Frank Abbinanti (* 1949), Komponist und Musiker
- John Belushi (1949–1982), albanisch-US-amerikanischer Sänger und Schauspieler
- Tom Berenger (* 1949), Schauspieler
- Anita Borg (1949–2003), Informatikerin und Frauenrechtlerin
- Martin Brody (* 1949), Komponist und Musikpädagoge
- Robert Bradtke (* 1949), Diplomat
- Chicago Beau (* 1949), Bluesmusiker und Autor
- Jay Cassidy (* 1949), Filmeditor
- Richard Dennis (* 1949), Rohstoffspekulant
- Chico Freeman (* 1949), Jazzmusiker
- Stuart Geman (* 1949), Mathematiker
- Sue Hendrickson (* 1949), Paläontologin
- Sherman Howard (* 1949), Schauspieler und Synchronsprecher
- Charles Levin (1949–2019), Schauspieler
- Susan Lindquist (1949–2016), Biologin und Hochschullehrerin
- Jerome Listecki (* 1949), römisch-katholischer Erzbischof von Milwaukee
- Alan D. Marks (1949–1995), Konzertpianist und Komponist
- Timothy McCarthy (* 1949), Secret-Service-Agent und Polizist
- Jim McNeely (* 1949), Jazzpianist
- Don Keith Opper (* 1949), Schauspieler und Drehbuchautor
- Geoff Pierson (* 1949), Schauspieler
- Harvey S. Rosen (* 1949), Wirtschaftswissenschaftler
- Randy Sandke (* 1949), Jazzmusiker
- Howard Sandroff (* 1949), Komponist und Musikpädagoge
- Gil Scott-Heron (1949–2011), Musiker und Dichter
- Garry Shandling (1949–2016), Schauspieler und Komiker
- Amy van Singel (1949–2016), Radiomoderatorin und Musikjournalistin
- Marc Smith (* 1949), Dichter
- Scott Turow (* 1949), Jurist und Autor
- Ann E. Ward (1949–2016), Jazzmusikerin und Musikpädagogin

#### 1950
- Jim Baker (* 1950), Jazz- und Improvisationsmusiker
- L. Scott Caldwell (* 1950), Schauspielerin
- William Patrick Callahan (* 1950), römisch-katholischer Bischof von La Crosse
- Vincent Chancey (* 1950), Jazz-Hornist und Komponist
- Bella Cummins (* 1950), Unternehmerin
- Jeffery Deaver (* 1950), Thriller-Autor
- Chuck Greenberg (1950–1995), Fusion-Musiker
- Dave Jurasevich (* 1950), Amateurastronom
- Fred Karger (* 1950), Aktivist der Lesben- und Schwulenbewegung
- Mercedes Lackey (* 1950), Fantasy-Schriftstellerin
- John Landis (* 1950), Filmregisseur und Drehbuchautor
- Ike Levin (* 1950), Jazzmusiker
- Amy Madigan (* 1950), Schauspielerin
- John McNaughton (* 1950), Regisseur
- Natalia Nogulich (* 1950), Schauspielerin
- Shanta Nurullah (* 1950), Musikerin, Geschichtenerzählerin
- Kevin Porter (* 1950), Basketballspieler
- Mary Doria Russell (* 1950), Autorin von Science-Fiction- und historischen Romanen
- Jean Shy (* 1950), Sängerin
- Kathy Sinnott (* 1950), irische Politikerin
- Jill Stein (* 1950), Ärztin und Politikerin
- Tom Towles (1950–2015), Schauspieler
- John Vande Velde (* 1950), Bahnradsportler und Sportfunktionär
- Amy Wright (* 1950), Schauspielerin

### 1951–1960

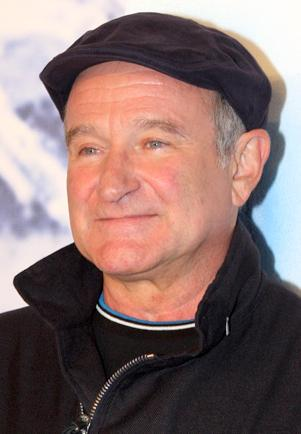
Robin Williams
(1951–2014)

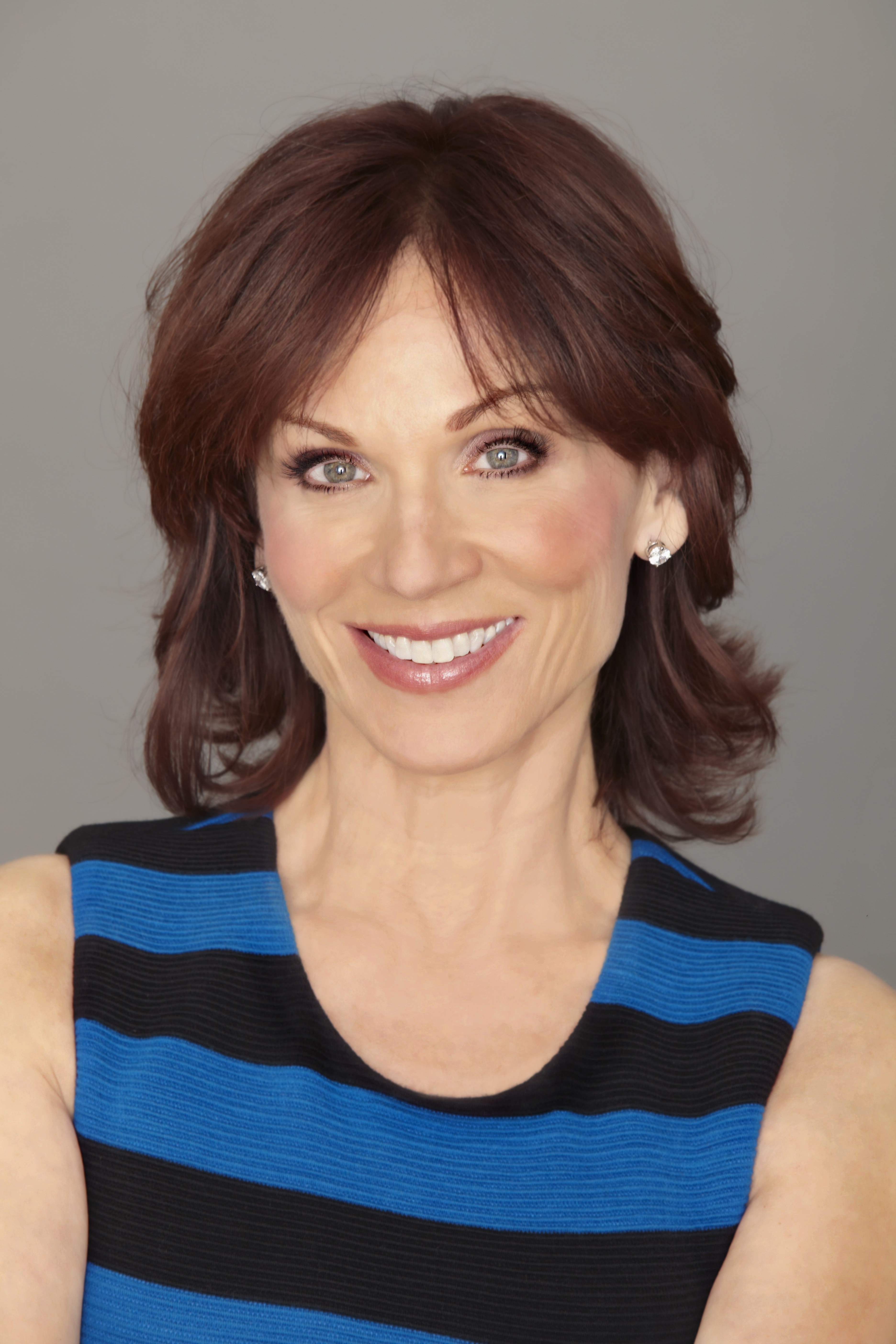
Marilu Henner
(* 1952)

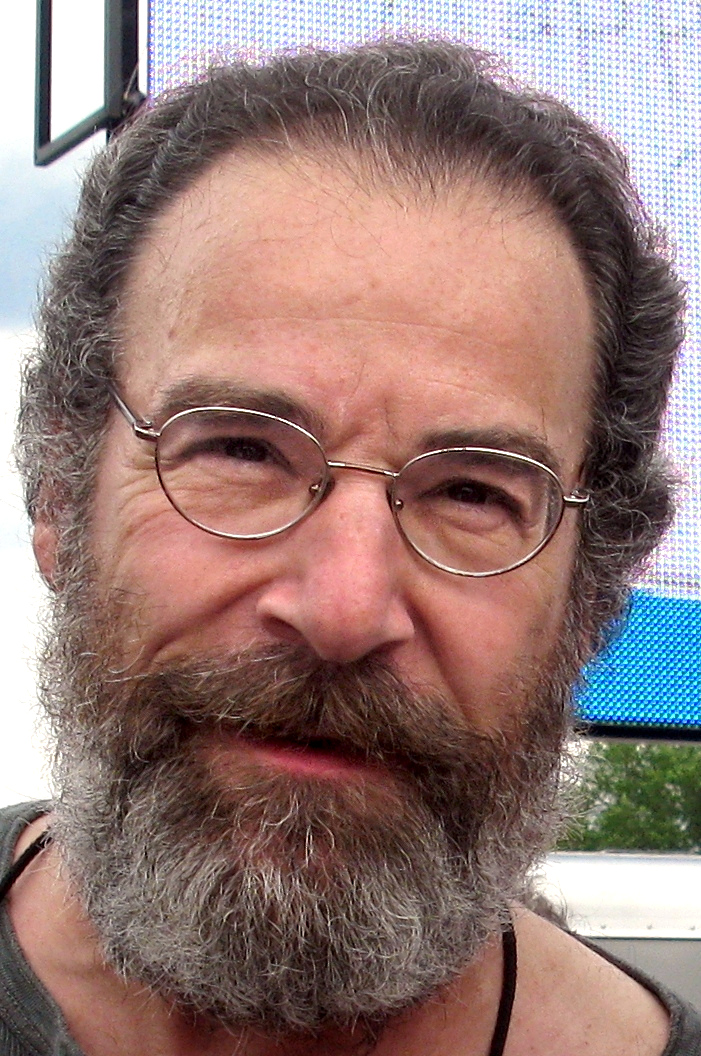
Mandy Patinkin
(* 1952)

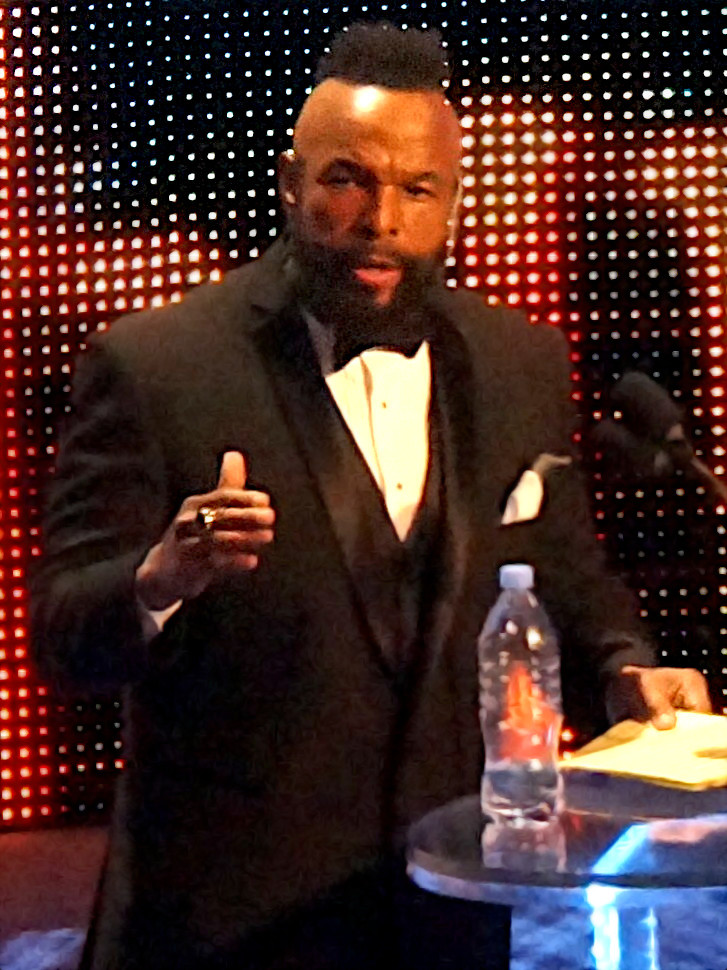
Mr. T
(* 1952)

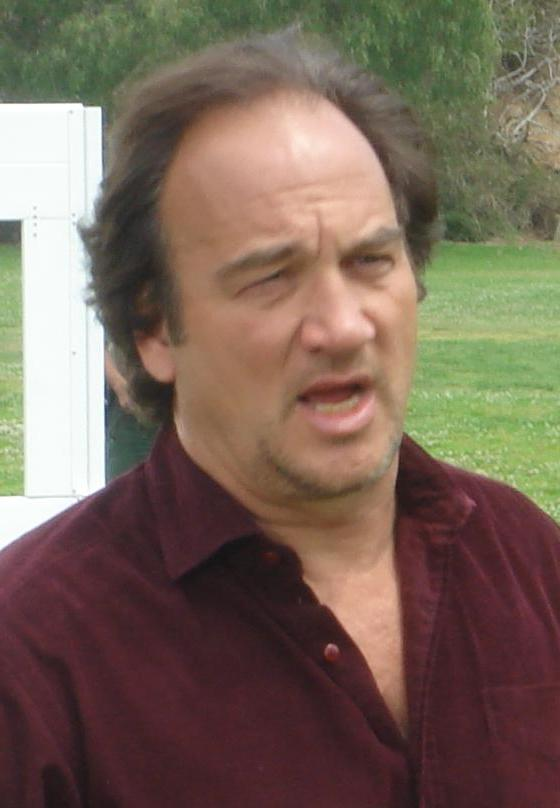
James Belushi
(* 1954)

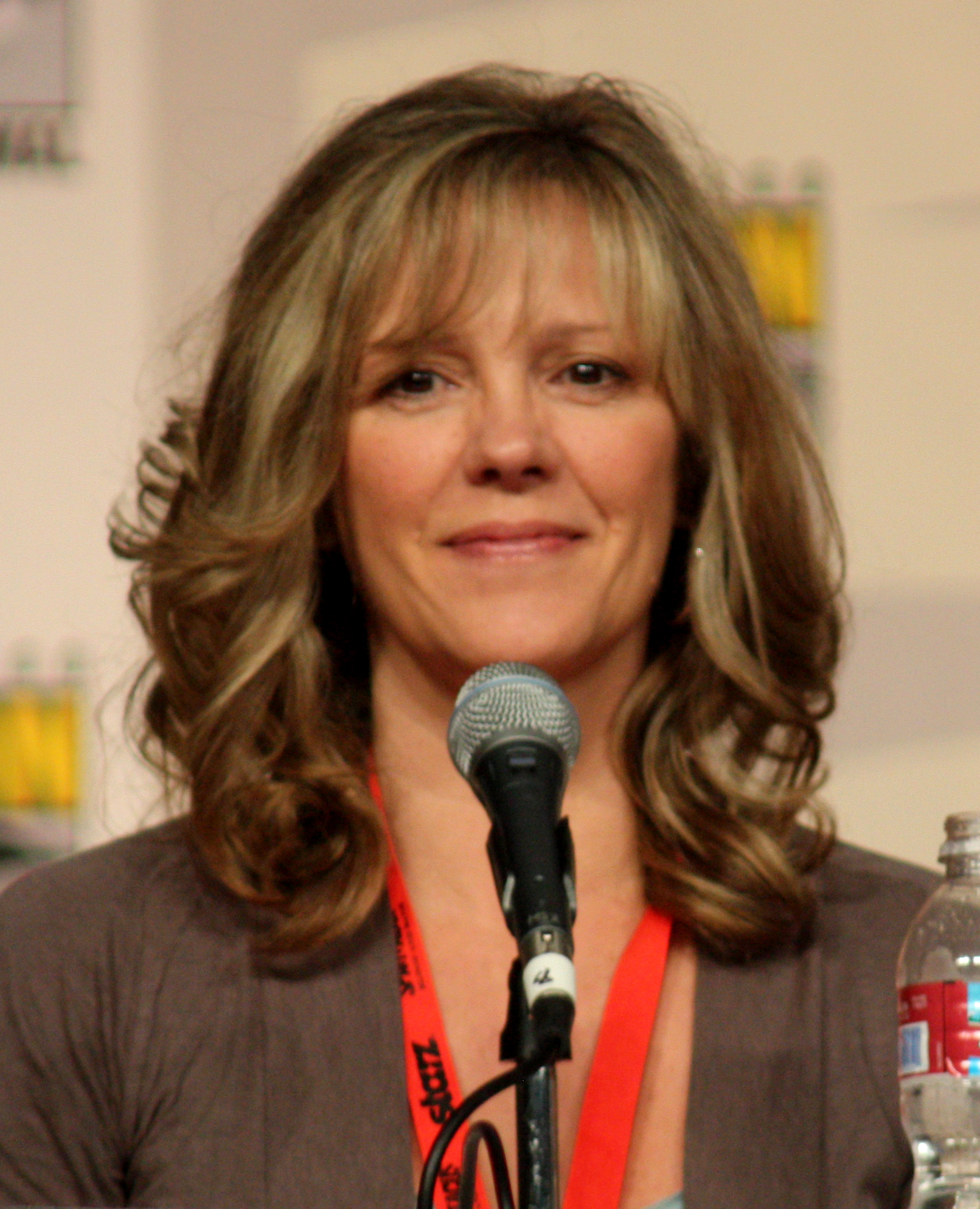
Wendy Schaal
(* 1954)

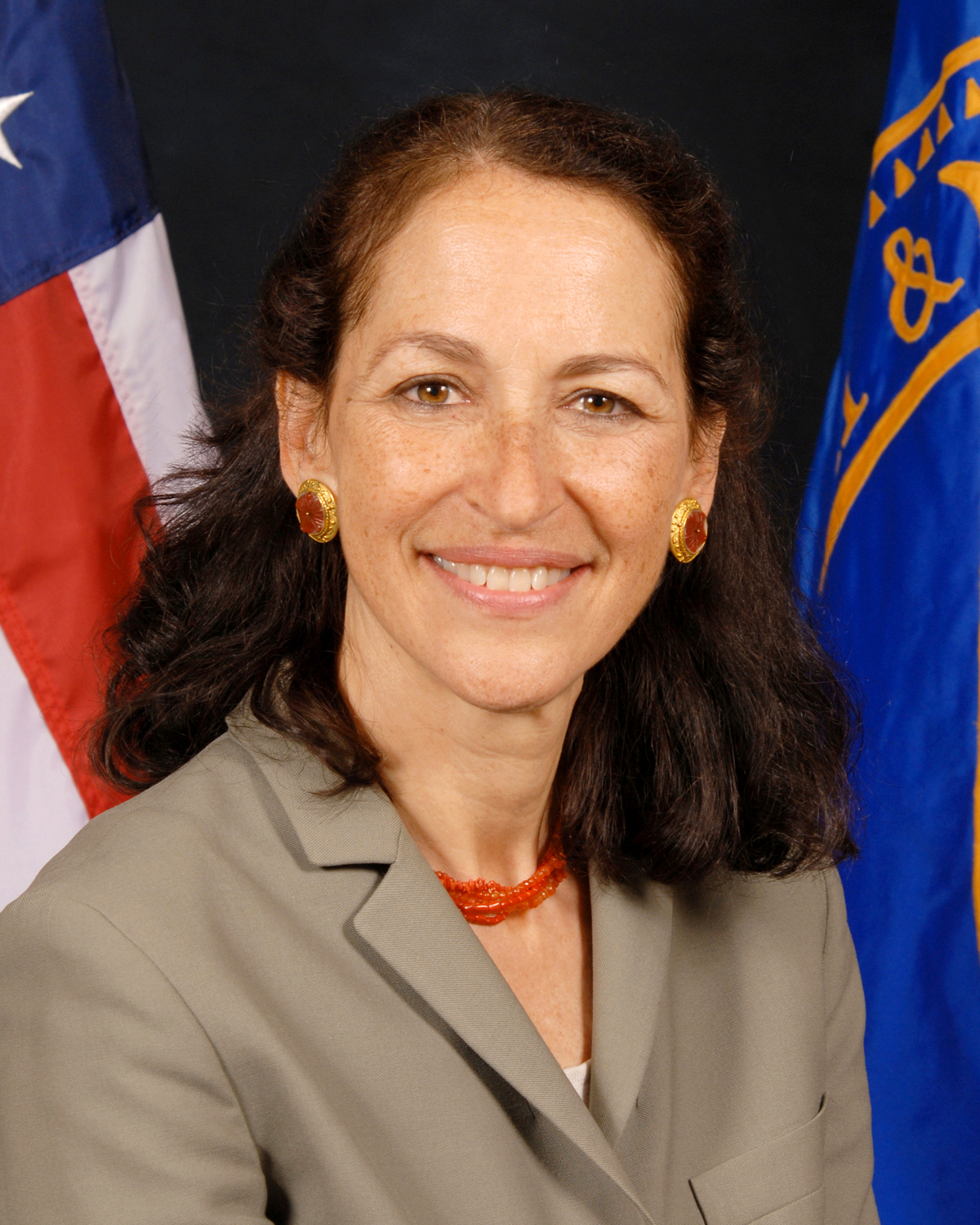
Margaret Hamburg
(* 1955)

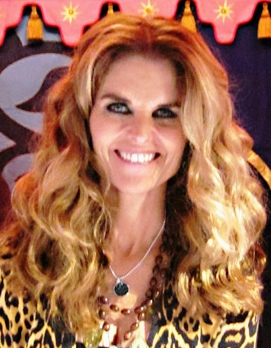
Maria Shriver
(* 1955)

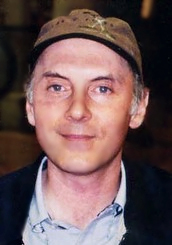
Dan Castellaneta
(* 1957)

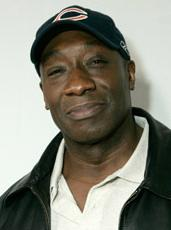
Michael Clarke Duncan
(1957–2012)

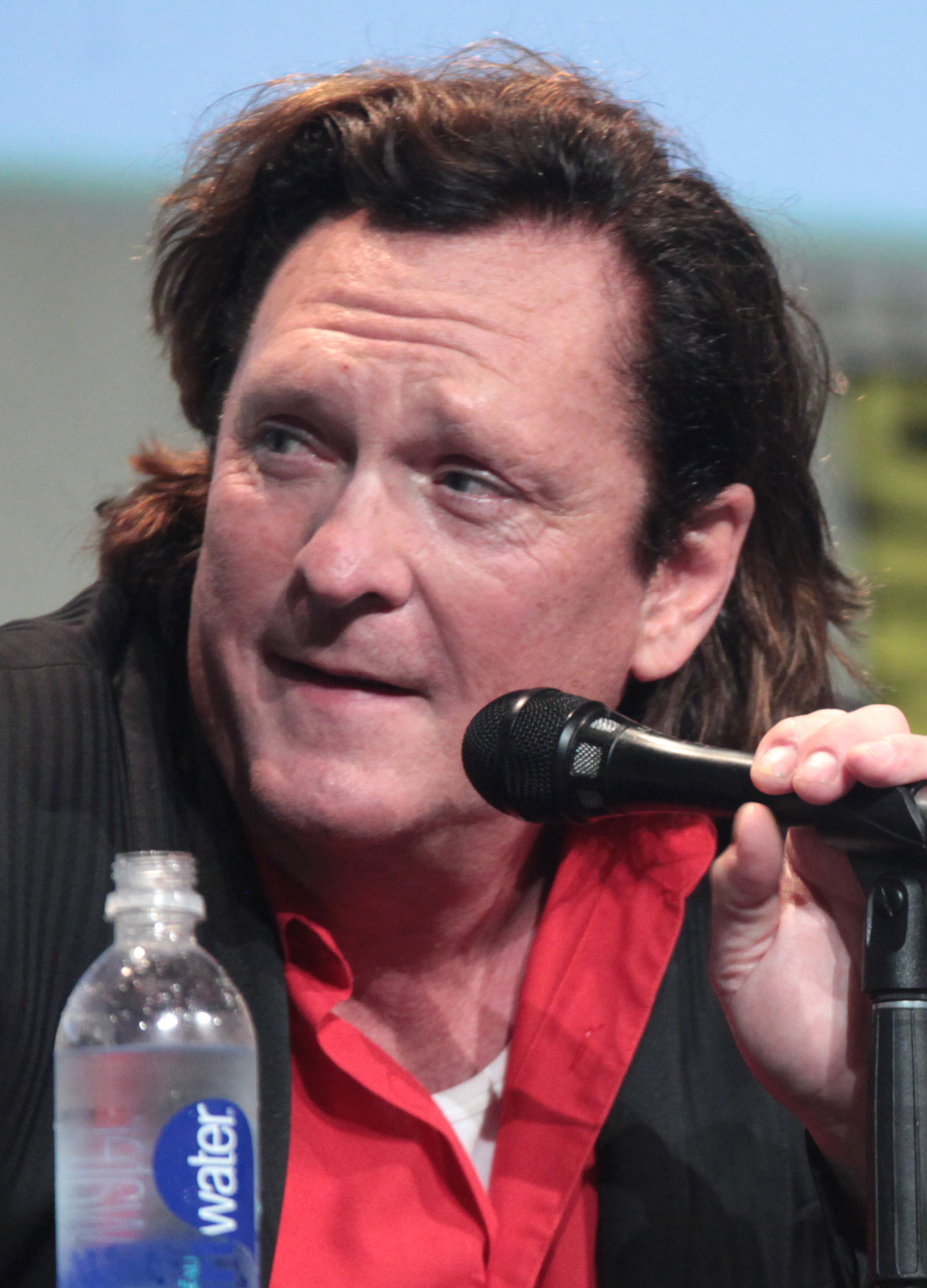
Michael Madsen
(1957–2025)

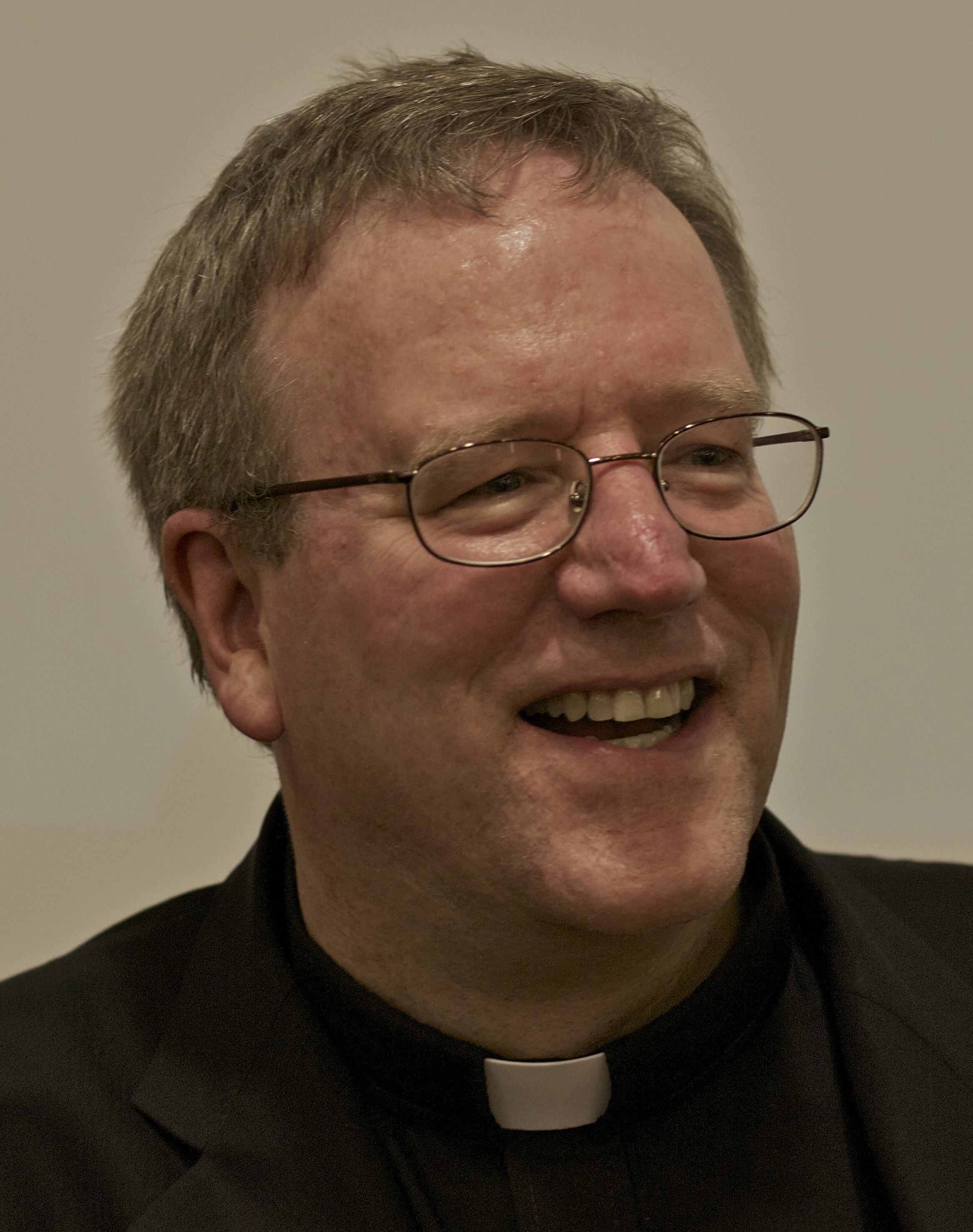
Robert Barron
(* 1959)

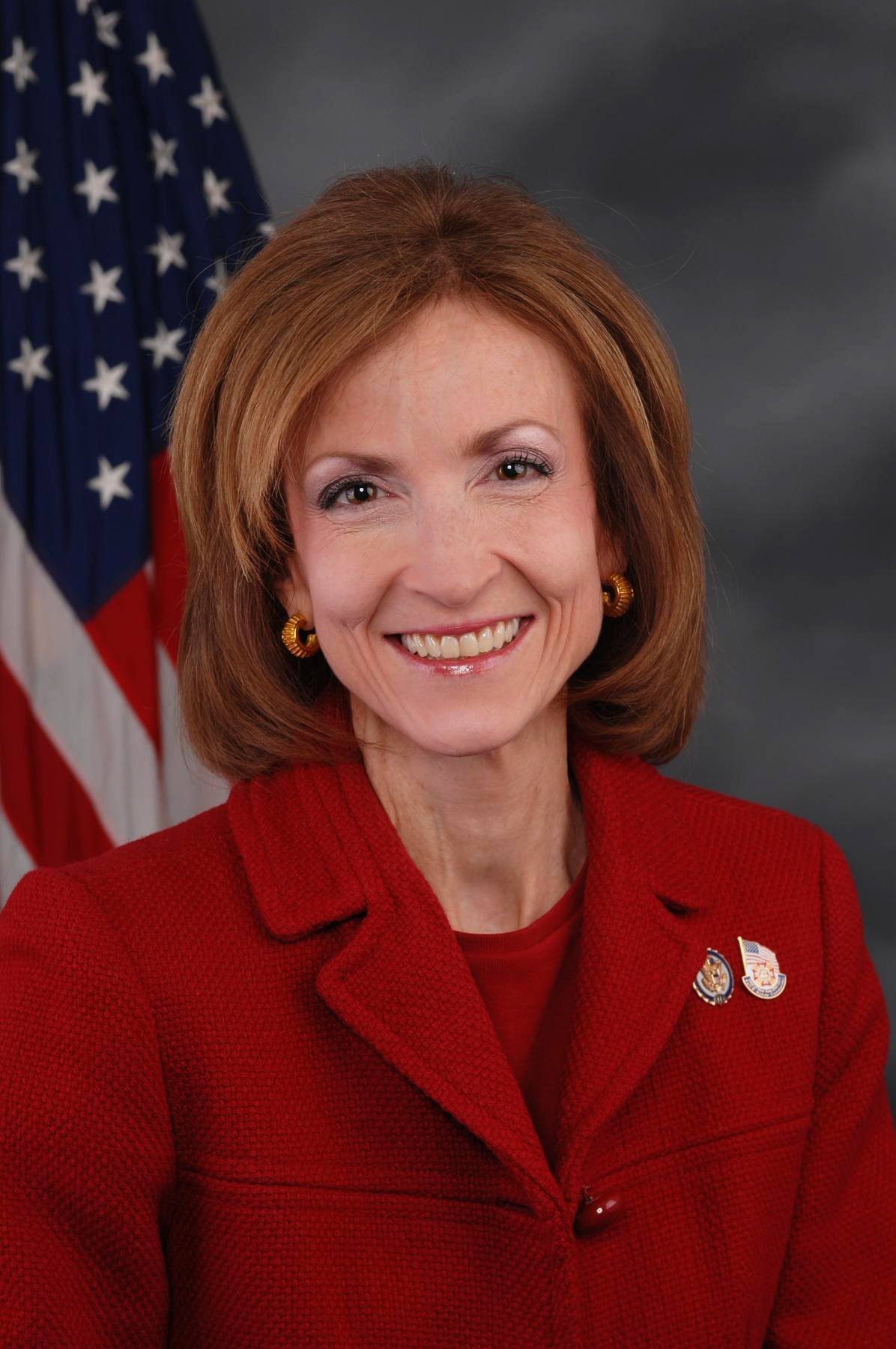
Nan Hayworth
(* 1959)

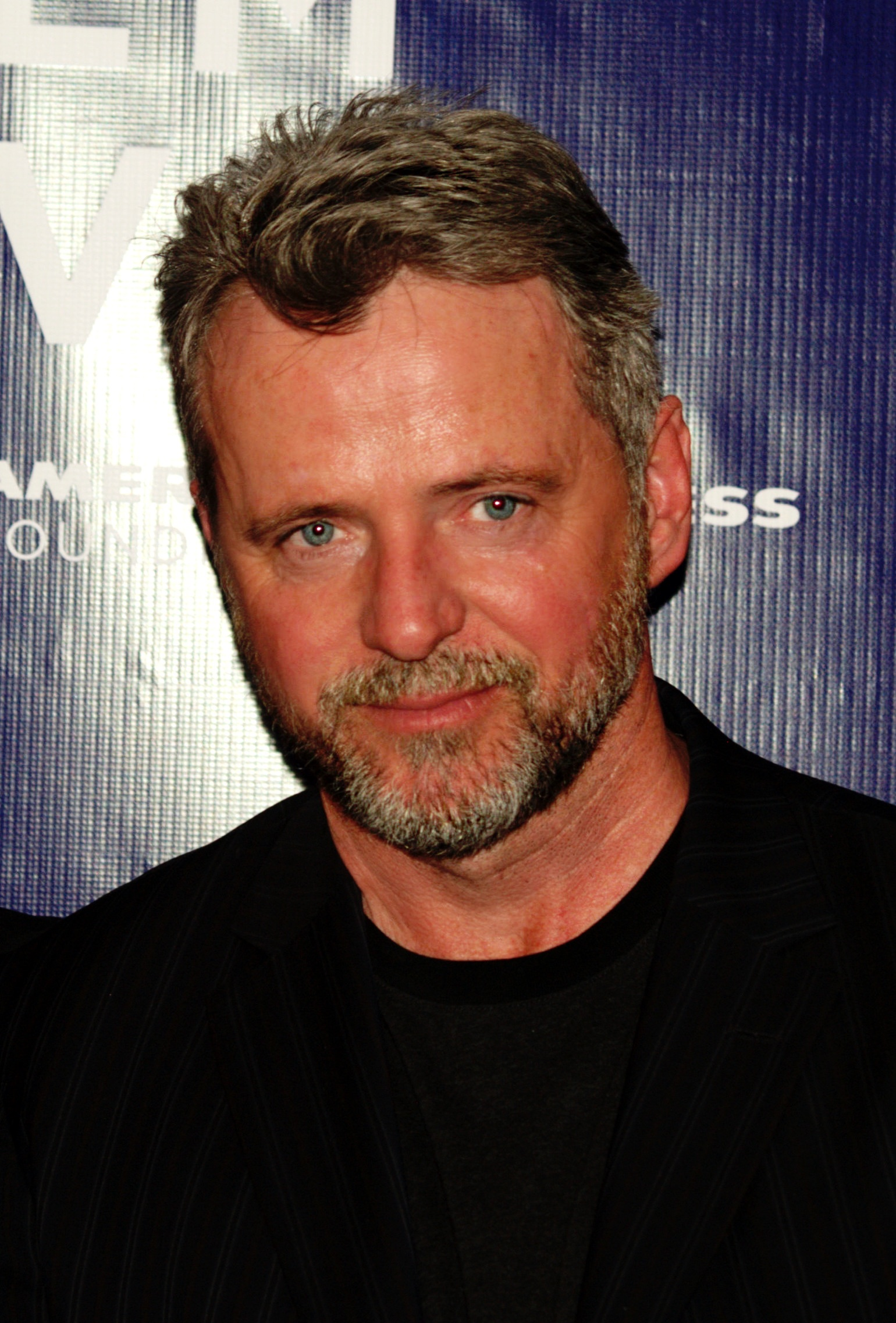
Aidan Quinn
(* 1959)

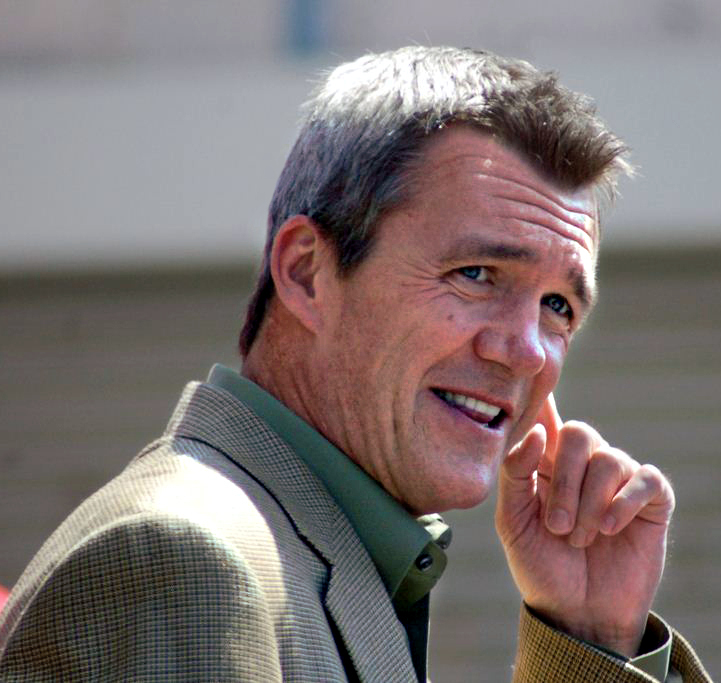
Neil Flynn
(* 1960)

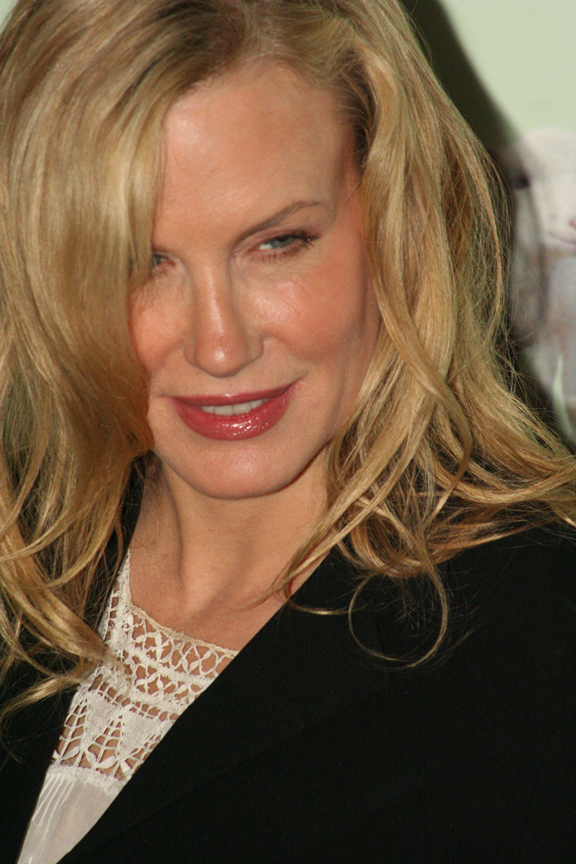
Daryl Hannah
(* 1960)

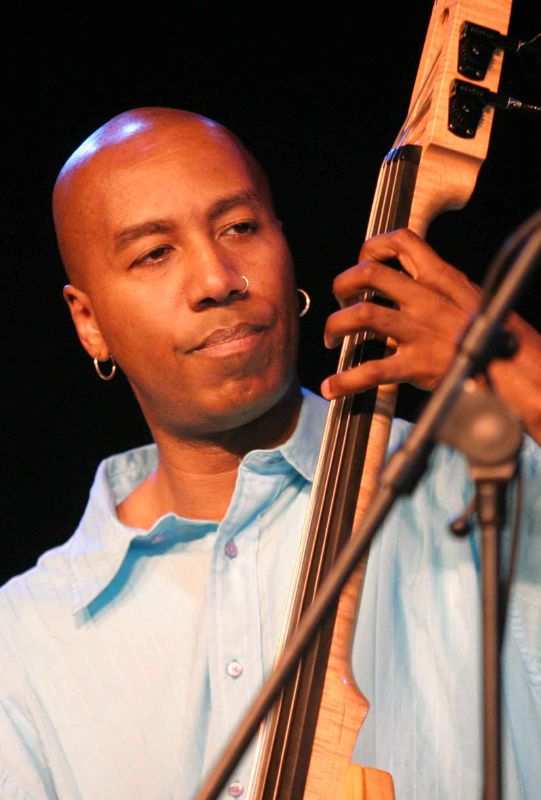
Lonnie Plaxico
(* 1960)

#### 1951
- Billy Branch (* 1951), Bluesmusiker
- Jim Cooper (* 1951), Jazz-Vibraphonist
- Corey Goodman (* 1951), Wissenschaftler und Unternehmer
- Phil Gordon (* 1951), Politiker
- Amy Hempel (* 1951), Schriftstellerin und Journalistin
- Dianne Holum (* 1951), Eisschnellläuferin
- Dianne P. O’Leary (* 1951), Mathematikerin, Informatikerin und Hochschullehrerin
- Nils Lofgren (* 1951), Rockmusiker
- Carol Mendelsohn (* 1951), Drehbuchautorin und Produzentin
- Alley Mills (* 1951), Schauspielerin
- Jemeel Moondoc (1951–2021), Jazzmusiker
- Dianne P. O’Leary (* 1951), Mathematikerin, Informatikerin und Hochschullehrerin
- Deborah Pratt (* 1951), Schauspielerin, Drehbuchautorin und Fernsehproduzentin
- Jonathan Rosenberg (* 1951), Mathematiker
- Jerry Saltz (* 1951), Kunstkritiker und Autor
- Mark D. Siljander (* 1951), Politiker
- John Stagliano (* 1951), Pornodarsteller und -regisseur
- Marc Tardue (* 1951), Dirigent
- Tim Walberg (* 1951), Politiker
- Robin Williams (1951–2014), Schauspieler und Komiker
- Timothy Zahn (* 1951), Science-Fiction-Autor
- Larry Zbyszko (* 1951), Wrestler

#### 1952
- Ray Anderson (* 1952), Jazzposaunist
- David Arkenstone (* 1952), Musiker und Komponist
- Tom Campbell (* 1952), Politiker
- Julius Carry (1952–2008), Schauspieler
- Francis Fukuyama (* 1952), Politologe
- Merrick B. Garland (* 1952), Jurist und Richter
- Christie Hefner (* 1952), Unternehmerin und Tochter des Playboy-Gründers Hugh Hefner
- Marilu Henner (* 1952), Schauspielerin
- Gary Jonland (* 1952), Eisschnellläufer
- Jim Kahr (* 1952), Gitarrist und Sänger
- Christine Korsgaard (* 1952), Philosophin
- George Lewis (* 1952), Posaunist
- Mr. T (* 1952), Schauspieler
- Skip Novak (* 1952), Segler, Bergsteiger und Autor
- Michael O’Hare (1952–2012), Schauspieler
- Thomas John Paprocki (* 1952), römisch-katholischer Bischof
- Judd Parkin (* 1952), Drehbuchautor und Filmproduzent
- Mandy Patinkin (* 1952), Schauspieler und Sänger
- Julian Kerbis Peterhans (* 1952), Mammaloge
- Bruce Pontow (* 1952), Badmintonspieler
- Stan Shaw (* 1952), Schauspieler
- Thomas Siebel (* 1952), Unternehmer
- James Signorile (* 1952), Komponist
- Walter Sittler (* 1952), deutscher Schauspieler
- Richard Wolin (* 1952), Philosophiehistoriker
- Robert Zemeckis (* 1952), Regisseur und Filmproduzent
- Robert D. Zimmerman (* 1952), Schriftsteller
- Edward Zwick (* 1952), Filmproduzent, Filmregisseur und Drehbuchautor

#### 1953
- Mike Bidlo (* 1953), Künstler
- Ana Castillo (* 1953), Schriftstellerin
- Christine Ebersole (* 1953), Schauspielerin und Sängerin
- Kahil El’Zabar (* 1953), Schlagzeuger, Multiinstrumentalist und Komponist der Creative Jazz
- Sy Friedman (* 1953), Mathematiker
- Mary Margaret Gross (* 1953), Schauspielerin und Comedian
- Luis Gutiérrez (* 1953), Politiker
- John P. Hiler (* 1953), Politiker
- Robert Irving III (* 1953), Jazz-Pianist und -Keyboarder, Komponist und Arrangeur
- Kathy Kelly (* 1953), Pazifistin und Autorin
- Janet Lynn Nowicki (* 1953), Eiskunstläuferin
- John Murphy (* 1953), Schwimmer
- John Musker (* 1953), Zeichentrickfilmregisseur
- William Petersen (* 1953), Schauspieler
- Charles Ray (* 1953), Objektkünstler, Multimedia- und Filmkünstler
- Craig Reynolds (* 1953), Experte auf den Gebieten künstliches Leben und Computergrafik
- Evelyn Thomas (1953–2024), Sängerin
- Robert Vehe (* 1953), Radrennfahrer
- Paul Wertico (* 1953), Jazzschlagzeuger

#### 1954
- Michael Anthony (* 1954), Musiker
- Randall Balmer (* 1954), Religionshistoriker
- James Belushi (* 1954), albanisch-US-amerikanischer Schauspieler und Musiker
- Katherine Borowitz (* 1954), Schauspielerin
- Sandra Cisneros (* 1954), mexikanisch-US-amerikanische Schriftstellerin und Lyrikerin
- Stuart Curtis (1954–2012), Jazzmusiker
- John B. Emerson (* 1954), Wirtschaftsanwalt und von 2013 bis 2017 Botschafter der Vereinigten Staaten in Deutschland
- Jo Ann Garrett (* 1954), Soulsängerin
- Gary Gianni (* 1954), Comiczeichner und Illustrator
- Rickey Green (* 1954), Basketballspieler
- Barry Greenstein (* 1954), Pokerspieler
- Michael G. Hagerty (1954–2022), Filmschauspieler
- Henry Johnson (* 1954), Jazz-Gitarrist
- Rickie Lee Jones (* 1954), Pop- und Jazz-Musikerin
- Cynthia Kenyon (* 1954), Molekularbiologin
- Leonard Mlodinow (* 1954), Physiker und Autor
- Cindy Morgan (1954–2023), Schauspielerin, Synchronsprecherin und Produzentin
- Ken Olin (* 1954), Schauspieler, Filmregisseur und Filmproduzent
- Carol Robbins (* 1954), Jazzmusikerin
- Wendy Schaal (* 1954), Schauspielerin
- Robert I. Sutton (* 1954), Hochschullehrer
- Tani Tabbal (* 1954), Musiker des Creative Jazz
- John Thomas (1954–2023), Fusion- und Jazzmusiker
- Brian Torff (* 1954), Jazzmusiker
- Ken Wahl, eigentlich Anthony Calzaretta (* 1954), Schauspieler.
- David Weinstein (* 1954), Keyboarder und Komponist
- Mark Weisbrot (* 1954), Volkswirt und Publizist
- Adrian Zmed (* 1954), rumänisch-US-amerikanischer Schauspieler

#### 1955
- Sandy Allen (1955–2008), Größenrekordhalterin mit 2,32 m
- Nancy Atherton (* 1955), Schriftstellerin
- Patricia Barber (* 1955), Jazzsängerin, Pianistin, Songwriterin und Bandleaderin
- Shabba Doo (1955–2020), Schauspieler, Tänzer, Choreograph und Regisseur
- James Eckhouse (* 1955), Schauspieler und Regisseur
- Mark Feldman (* 1955), Violinist und Komponist
- Lee Fogolin junior (* 1955), Eishockeyspieler
- Don Hahn (* 1955), Filmproduzent
- Margaret Hamburg (* 1955), Ärztin und Regierungsbeamtin
- Glenn Horiuchi (1955–2000), Jazzmusiker
- Jeff Jur (* 1955), Kameramann
- Jamil Nasir (* 1955), Schriftsteller
- Gregory J. Nickels (* 1955), Politiker
- Mike O’Connell (* 1955), Eishockeyspieler, -trainer und -funktionär
- Leo XIV., Papst, eigentlich Robert F. Prevost OSA (* 1955)
- William T. Redmond (* 1955), Politiker
- Adam Rudolph (* 1955), Perkussionist und Komponist
- Maria Shriver (* 1955), Journalistin
- Judy Tate (* 1955), Popmusikerin und Lyrikerin
- Andy Tennant (* 1955), Regisseur
- Angus Bangus Thomas (* 1955), Jazzbassist
- Chris Walas (* 1955), Spezialeffektkünstler und Maskenbildner

#### 1956
- Michael Angelo Batio (* 1956), Gitarrist
- Rod Blagojevich (* 1956), wegen Korruption verurteilter Gouverneur von Illinois
- Rosalyn Bryant (* 1956), Sprinterin
- Exene Cervenka (* 1956), Musikerin und Schriftstellerin
- Maurice Cheeks (* 1956), Basketballspieler
- Steve Coleman (* 1956), Jazz-Musiker, Alt-Saxophonist, Leader
- Bob Corritore (* 1956), Blues-Mundharmonikaspieler, Musikproduzent, Radiomoderator, Labelbetreiber und Inhaber eines Musiklokals in Phoenix (Arizona)
- Emery de Gaál (* 1956), römisch-katholischer Theologe
- Kevin Dunn (* 1956), Schauspieler
- Scott Fields (* 1956), Musiker
- David Garfield (* 1956), Keyboardspieler, Songwriter und Produzent
- Brian Grice (* um 1956; † 2010), Schlagzeuger
- Dorothy Hamill (* 1956), Eiskunstläuferin
- Sue Harnett (* 1956), Bankmanagerin
- Scott Jacoby (* 1956), Schauspieler
- Cynthia Kadohata (* 1956), Schriftstellerin
- Dieter Lüst (* 1956), deutscher theoretischer Physiker
- Deval Patrick (* 1956), Politiker
- Bruce Rauner (* 1956), Politiker und Unternehmer
- Aaron Scott (* 1956), Jazzmusiker
- Susan Solomon (* 1956), Atmosphärenchemikerin
- Gust Tsilis (* 1956), Jazzmusiker und Komponist

#### 1957
- Bruce Beutler (* 1957), Immunologe und Genetiker
- Dan Castellaneta (* 1957), Schauspieler und Synchronsprecher
- Michael Clarke Duncan (1957–2012), Schauspieler
- Ertharin Cousin (* 1957), Juristin, Hochschullehrerin und Diplomatin
- Essex Hemphill (1957–1995), Autor und Dichter
- Bernie Mac (1957–2008), Schauspieler
- Michael Madsen (1957–2025), Schauspieler
- Frances McDormand (* 1957), Schauspielerin
- Stewart D. Nozette (* 1957), Astronom
- William O’Leary (* 1957), Schauspieler
- Declan Quinn (* 1957), Kameramann
- Virginia Rometty (* 1957), Informatikerin, Elektrotechnik-Ingenieurin und Wirtschaftsmanagerin
- Jacky Rosen (* 1957), Politikerin
- Mike Smith (* 1957), Jazz-Saxophonist
- Erica Spindler (* 1957), Schriftstellerin
- Karl Andreas Taube (* 1957), Anthropologe, Ethnologe, Archäologe und Historiker
- Robert Townsend (* 1957), Schauspieler, Komiker, Regisseur und Drehbuchautor

#### 1958
- Lila Ammons (* 1958), Jazz- und Bluessängerin
- Mindy Baha El Din (1958–2013), ägyptische Herpetologin, Öko-Aktivistin und Umweltschützerin US-amerikanischer Herkunft
- Lurrie Bell (* 1958), Bluesmusiker
- Ann Hampton Callaway (* 1958), Komponistin, Sängerin und Schauspielerin
- Ellen Christi (* 1958), Sängerin des Creative Jazz und Musikproduzentin
- Bart Conner (* 1958), Kunstturner
- Bill Dickens (* 1958), Bassist, Songwriter und Musikproduzent
- Jeffrey Erickson (1958–1992), Bankräuber und Mörder
- Michael Flatley (* 1958), Tänzer mit irischen Wurzeln
- Greg Foster (1958–2023), Leichtathlet
- Arnette Hallman (* 1958), Basketballspieler
- Ardo Hansson (* 1958), estnisch-US-amerikanischer Ökonom
- Rickey Henderson (1958–2024), Baseballspieler
- Lynn-Holly Johnson (* 1958), Eiskunstläuferin und Schauspielerin
- Jeannie Pepper (* 1958), Pornodarstellerin
- Gary Primich (1958–2007), Bluesharmonika- und Gitarrespieler
- Mark Pivarunas (* 1958), Geistlicher, Bischof und Generaloberer der Congregation of Mary Immaculate Queen
- Bobby Rangell (* ca. 1958), Jazzmusiker
- Roger Rose (* 1958), Schauspieler und Synchronsprecher
- Vincent Wilburn (* 1958), Fusionmusiker und Musikproduzent
- Michael Zerang (* 1958), Schlagzeuger und Komponist
- Arvydas Petras Žygas (1958–2011), litauischer Anthropologe

#### 1959
- Mark Aguirre (* 1959), Basketballspieler
- Robert Barron (* 1959), römisch-katholischer Geistlicher, Bischof von Winona-Rochester
- Barrie Jean Borich (* 1959), Schriftstellerin
- André Bormanis (* 1959), Fernsehproduzent und Drehbuchautor
- Rahm Emanuel (* 1959), Politiker
- Eric Forsberg (* 1959), Regisseur und Drehbuchautor
- Nan Hayworth (* 1959), Politikerin
- Julie Hyzy (* 1959), Schriftstellerin
- Marshall Jefferson (* 1959), DJ und Musiker der House-Szene in Chicago
- Eddie Johnson (* 1959), Basketballspieler
- Stanley Jordan (* 1959), Jazz-Gitarrist
- Penny Pritzker (* 1959), Unternehmerin und Politikerin
- Aidan Quinn (* 1959), Schauspieler
- Gary Rydstrom (* 1959), Tontechniker und Animationsregisseur
- Lawrence Michael Schoen (* 1959), Schriftsteller und Psychologe
- Mike Smith (* 1959), American-Football-Trainer
- Jody Watley (* 1959), Musikerin
- Bill White (* 1959), Bobsportler
- Evan Ziporyn (* 1959), Komponist und Klarinettist

#### 1960
- Steve Bannos (* 1960), Schauspieler
- Jean-Paul Bourelly (* 1960), Jazzgitarrist
- Richard Scott Cohen (* 1960), Musikpädagoge
- Sidney Corbett (* 1960), Komponist Neuer Musik, E-Gitarrist und Professor für Komposition
- Neil Flynn (* 1960), Schauspieler
- Don Franklin (* 1960), Filmschauspieler
- Marla Glen (* 1960), Sängerin
- Daryl Hannah (* 1960), Schauspielerin
- Larry Heard (* 1960), Musiker
- Rob Henke (* ≈1960), Jazzmusiker
- Lucy Kaplansky (* 1960), Sängerin und Musikerin
- Lonnie Plaxico (* 1960), Jazzmusiker
- Kirby Puckett (1960–2006), Baseballspieler
- Ricco Ross (* 1960), Schauspieler und Filmproduzent
- Jennifer Runyon (* 1960), Schauspielerin
- John Siemianowski (* 1960), römisch-katholischer Geistlicher, Weihbischof in Chicago
- Scott Stearney (1960–2018), Marineflieger und Vizeadmiral
- James Tyler (* 1960), Bobsportler
- Diane Williams (* 1960), Leichtathletin

### 1961–1970

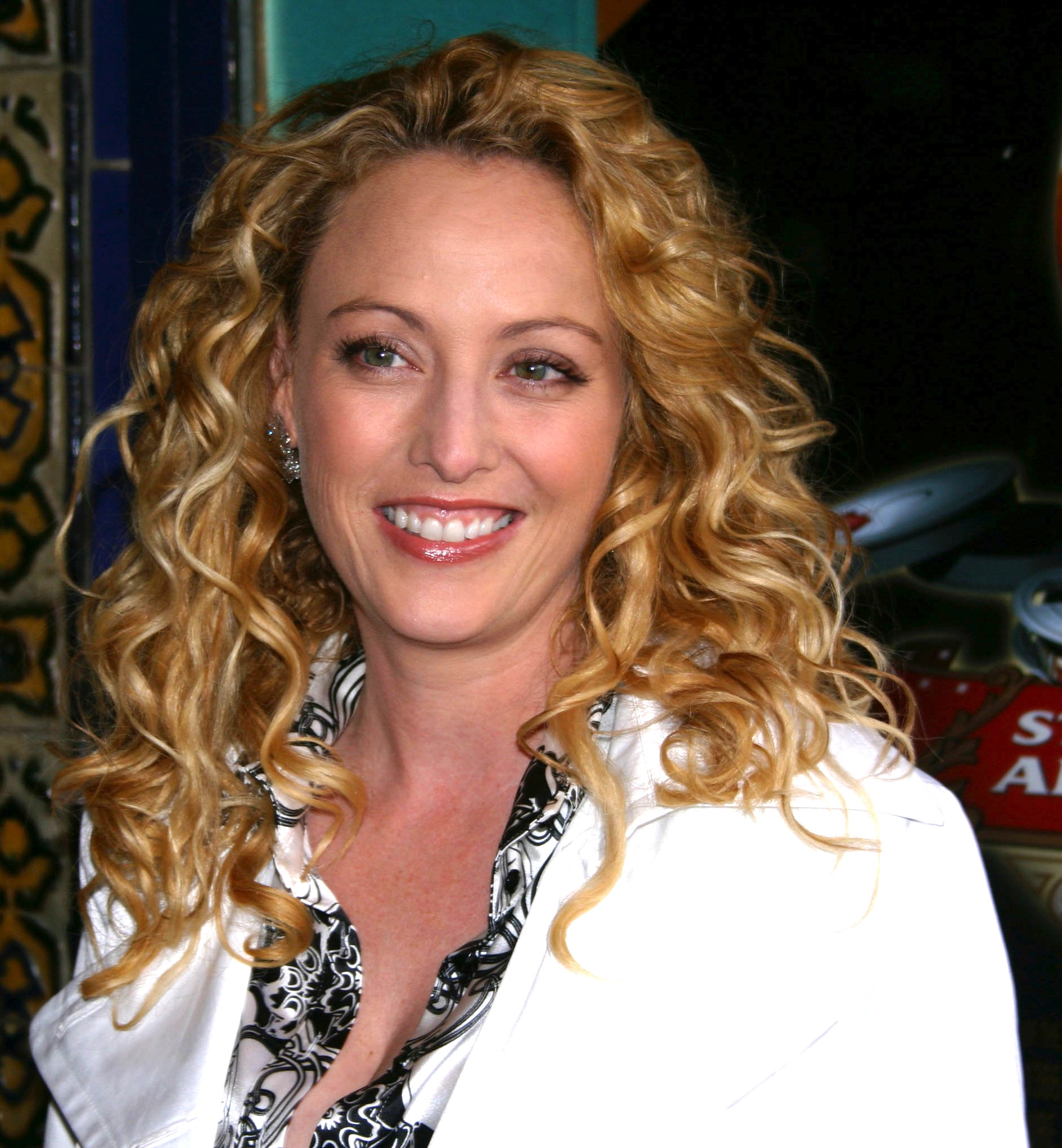
Virginia Madsen
(* 1961)

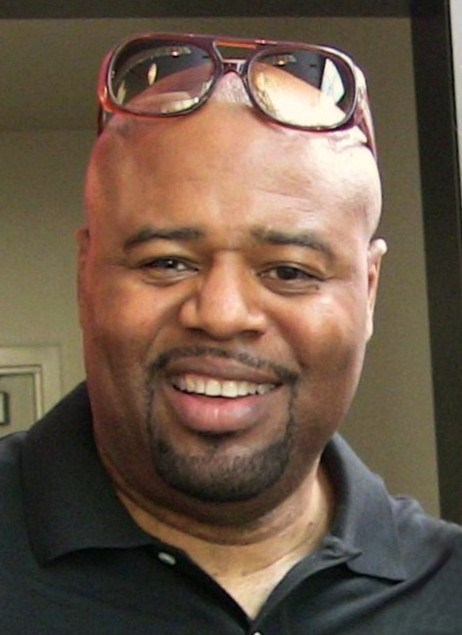
Chi McBride
(* 1961)

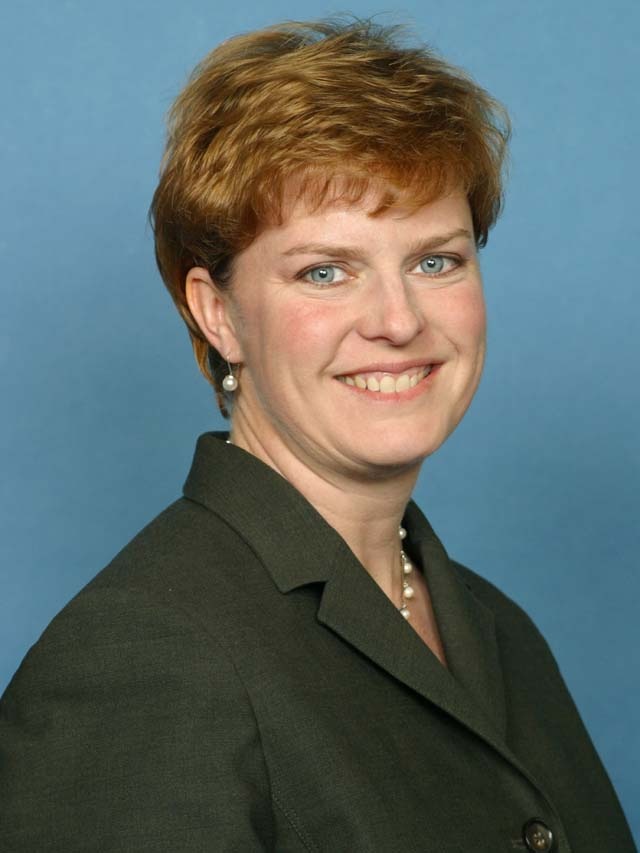
Melissa Bean
(* 1962)

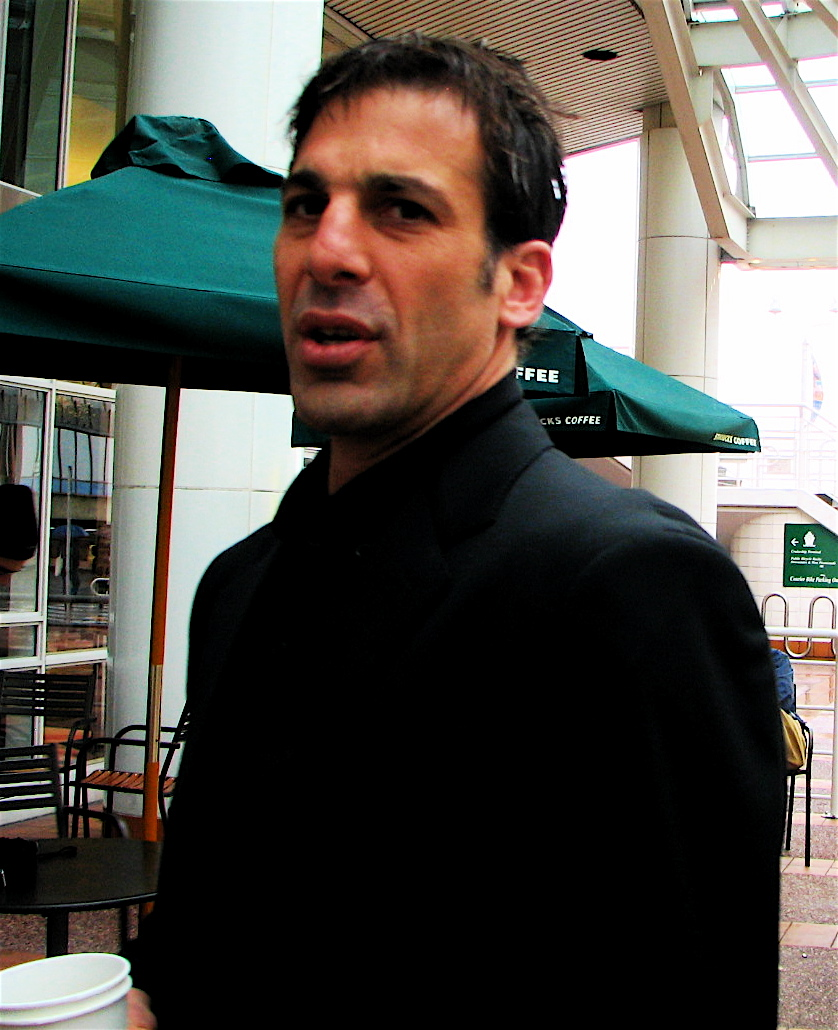
Chris Chelios
(* 1962)

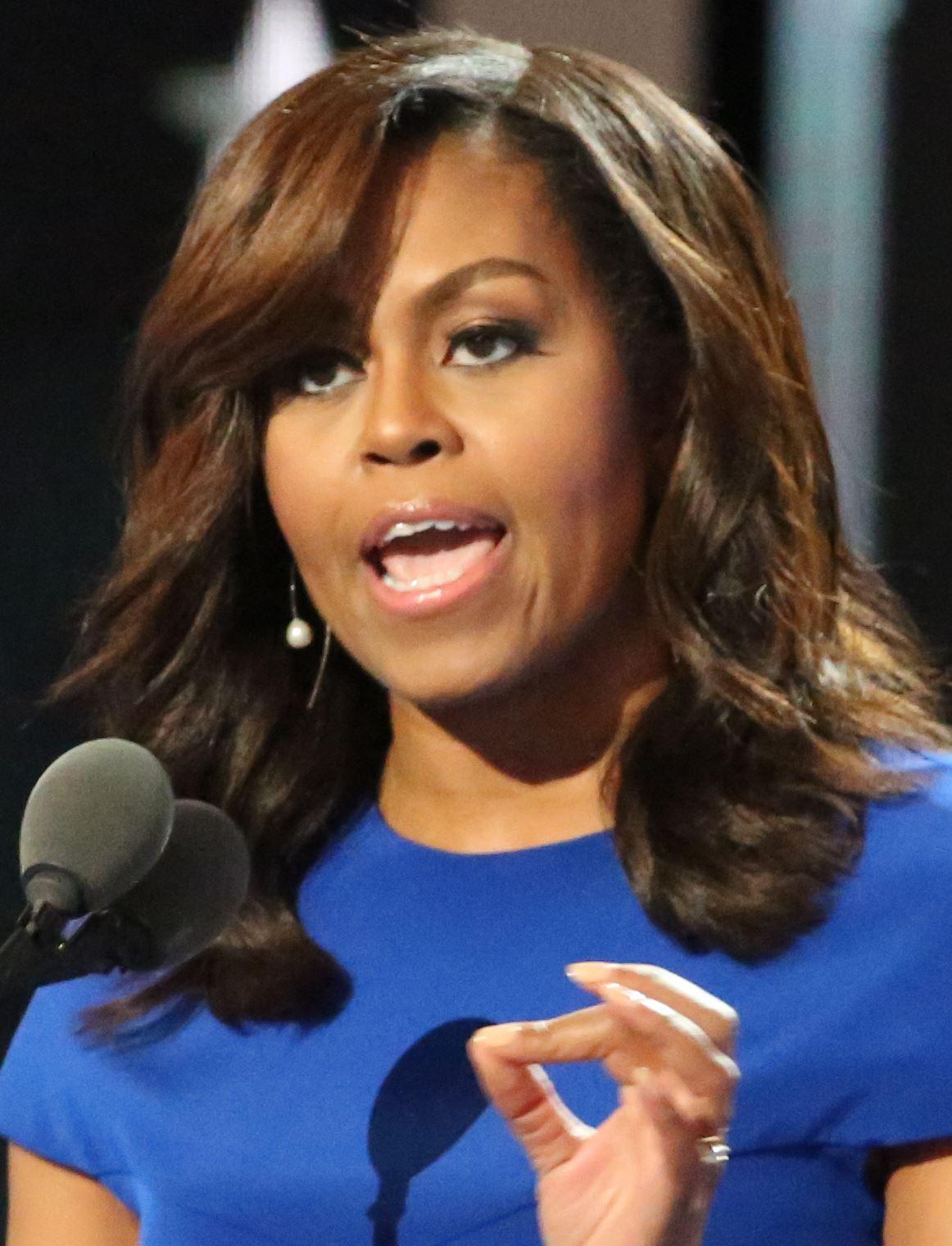
Michelle Obama
(* 1964)

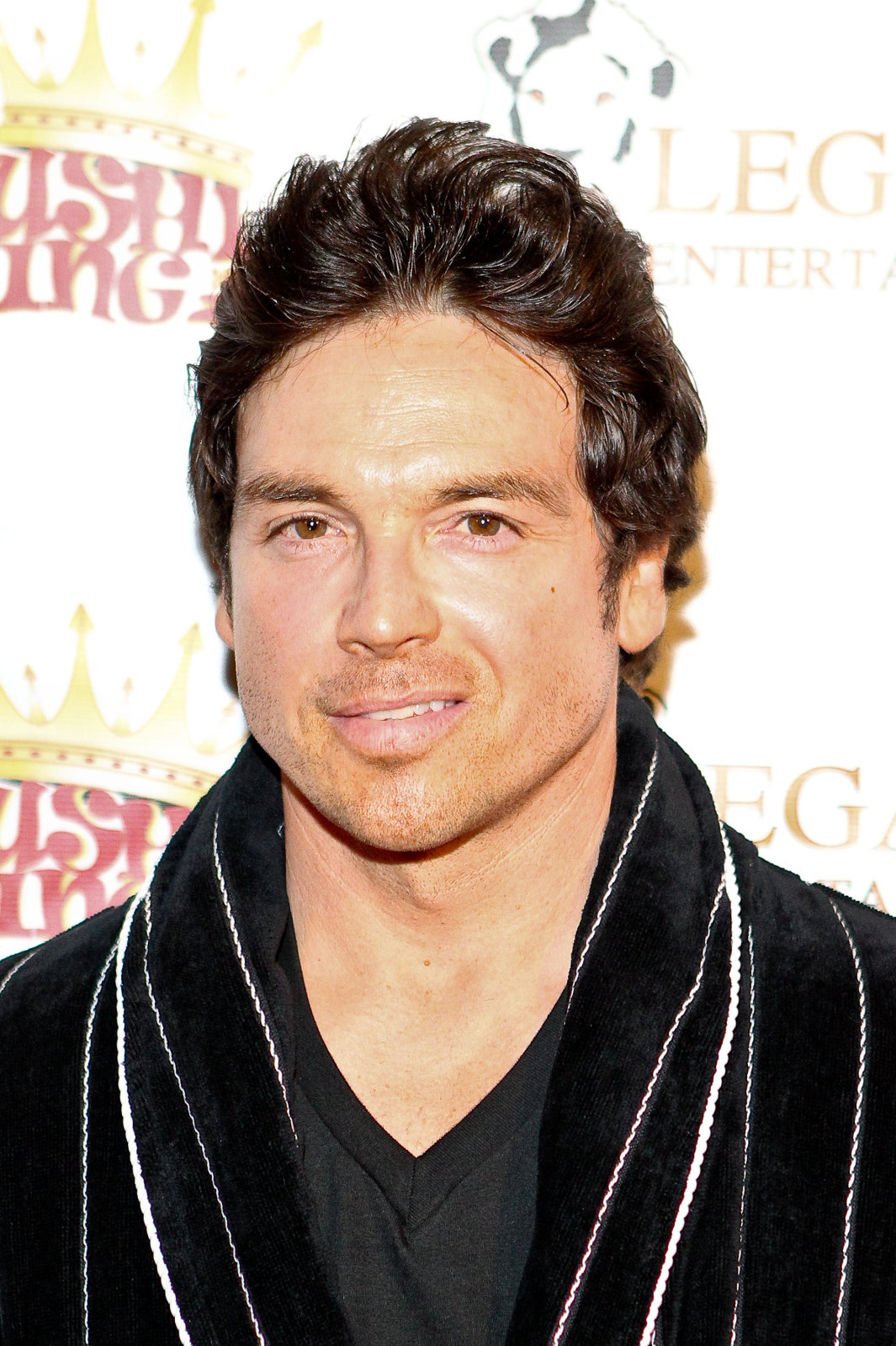
Jason Gedrick
(* 1965)

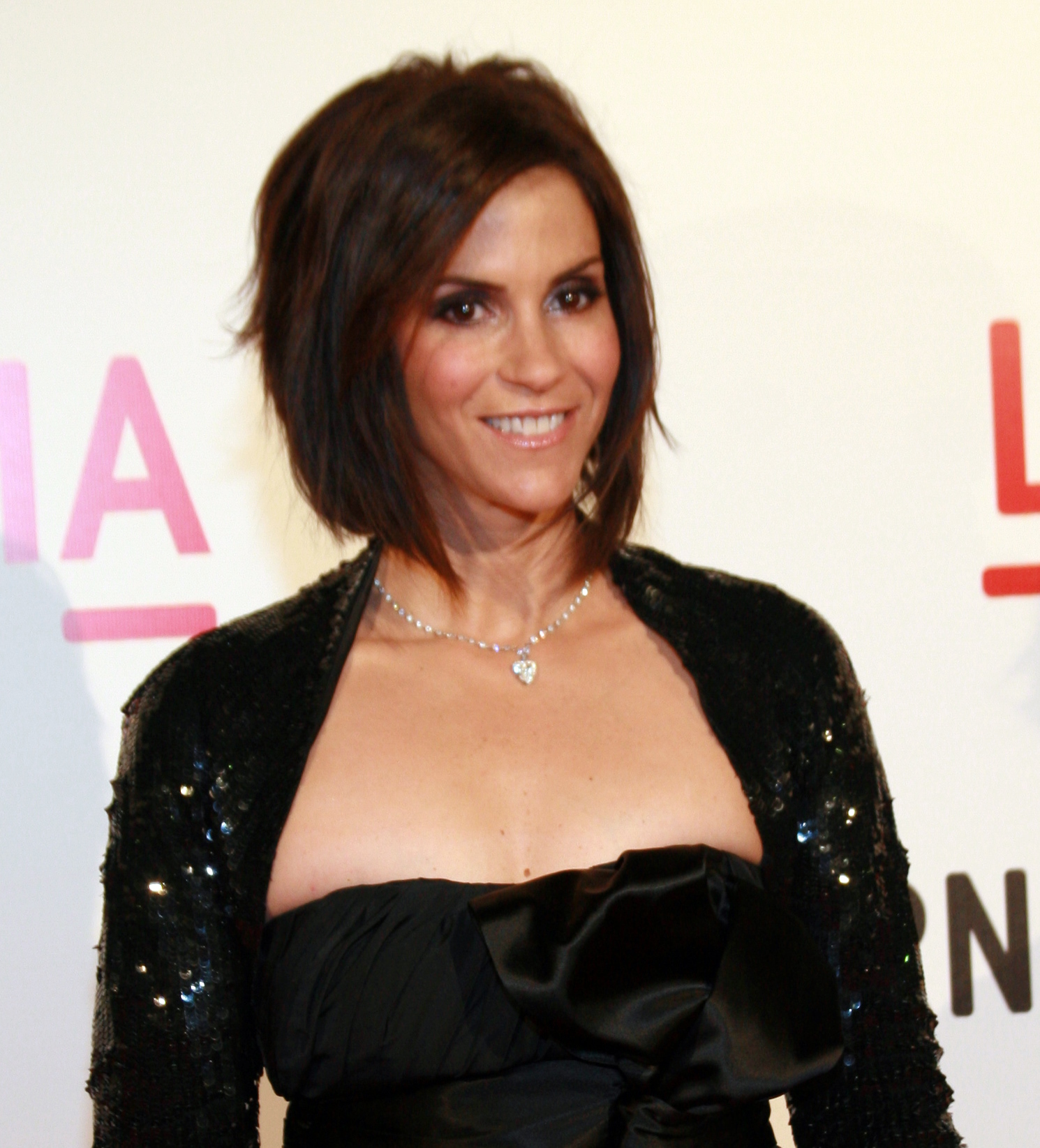
Jami Gertz
(* 1965)

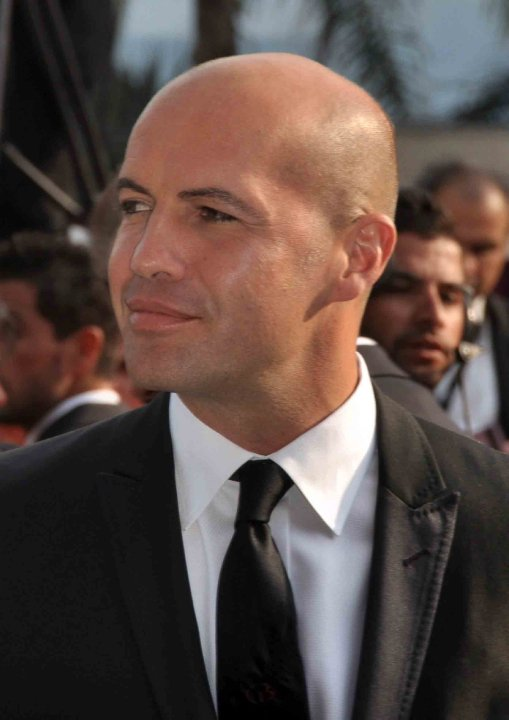
Billy Zane
(* 1966)

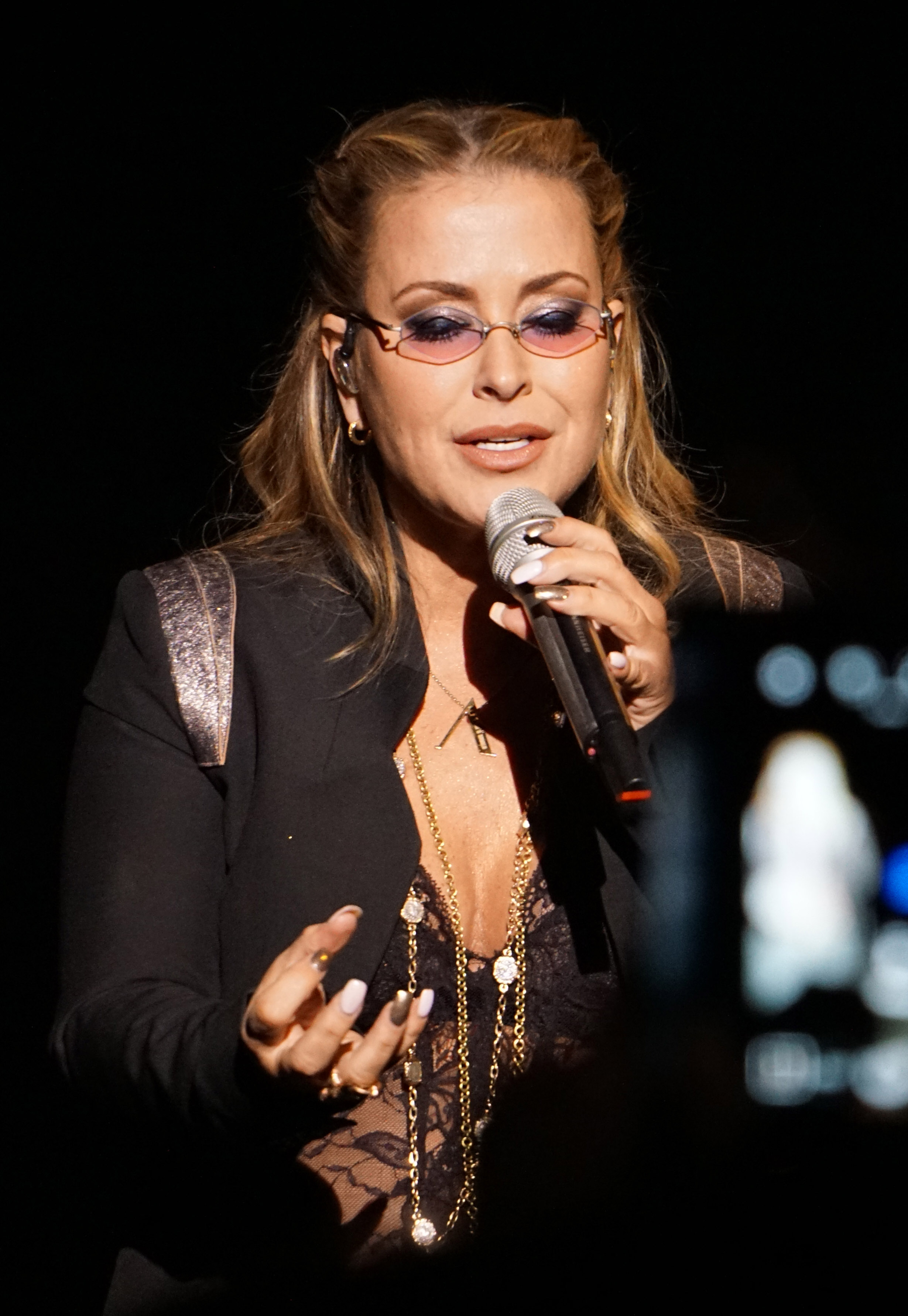
Anastacia
(* 1968)

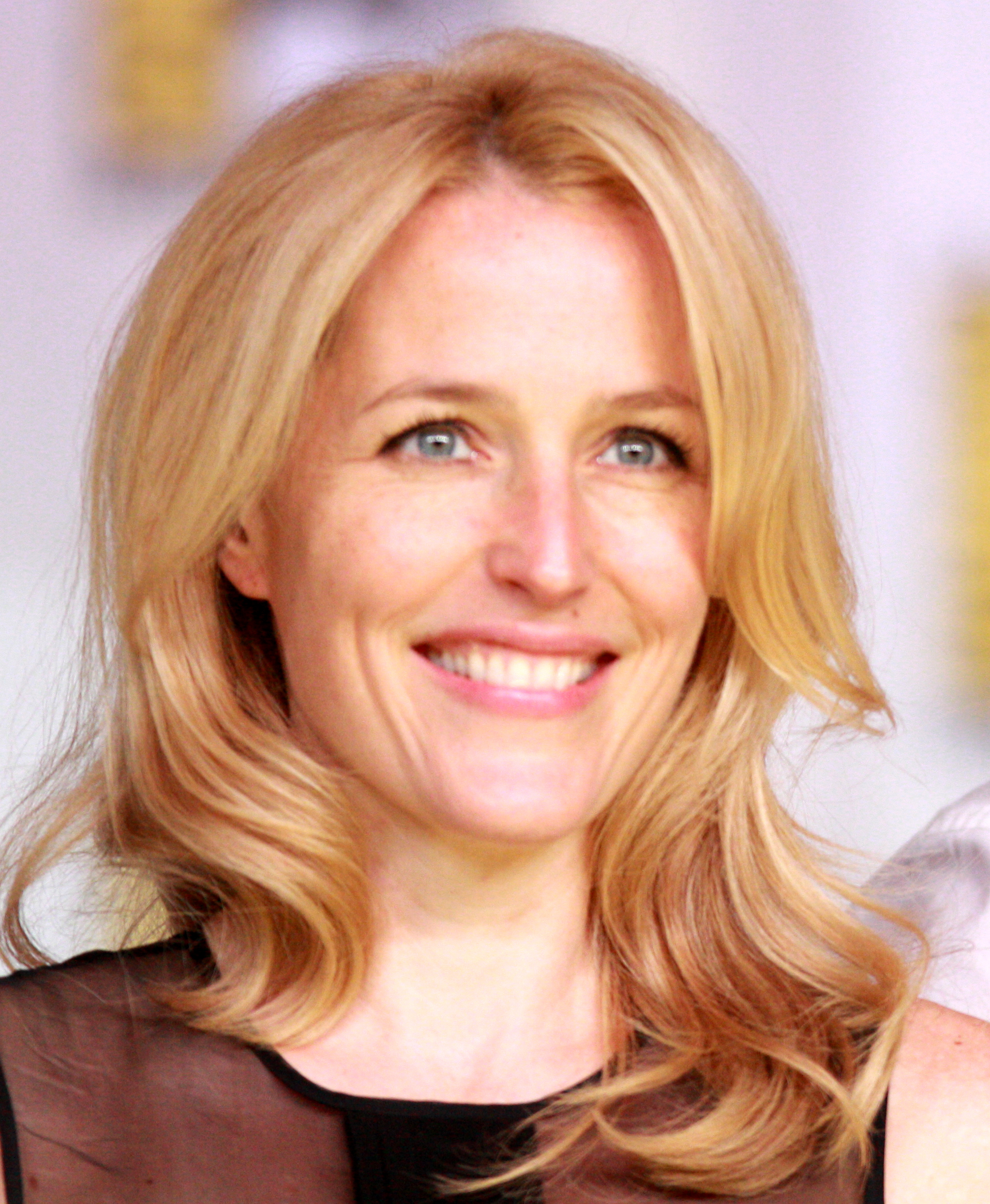
Gillian Anderson
(* 1968)

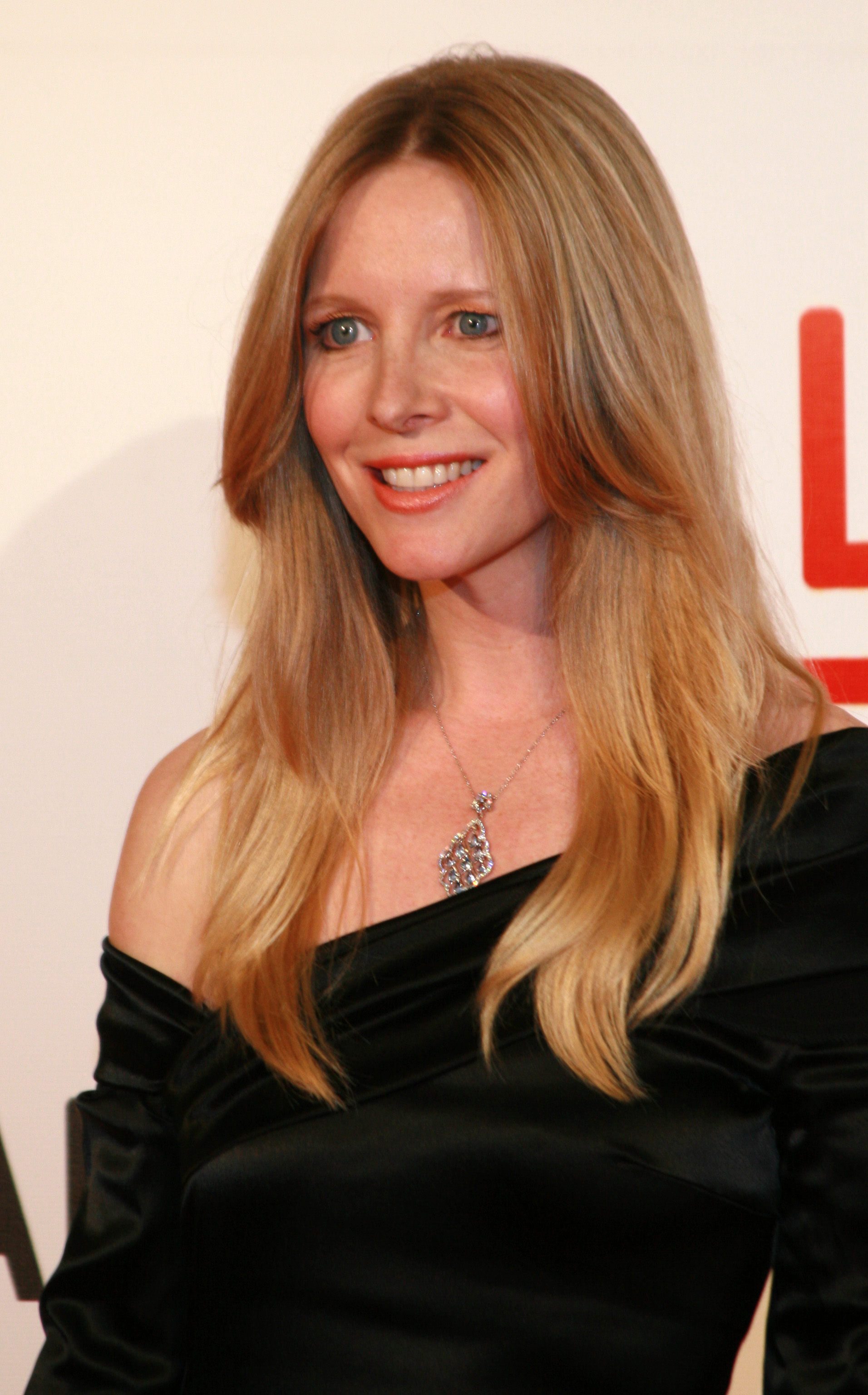
Lauralee Bell
(* 1968)

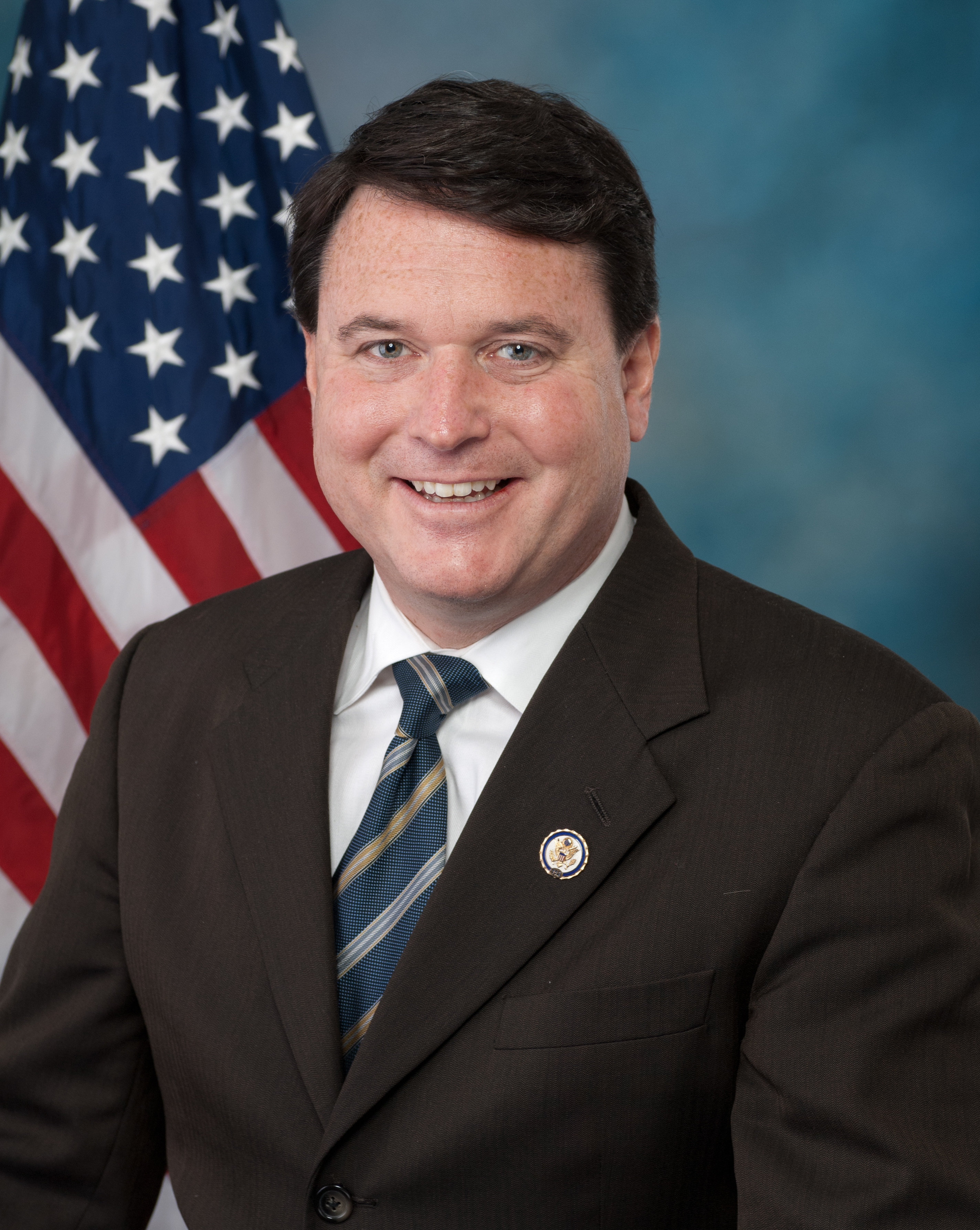
Todd Rokita
(* 1970)

#### 1961
- James Capers (* 1961), Basketballschiedsrichter
- Rondi Charleston (* ≈1961), Jazzsängerin und Songwriterin, zuvor Fernsehjournalistin
- Daniel Clowes (* 1961), Comickünstler und Drehbuchautor
- Kenny Davis (* 1961), Jazzbassist
- Chris Hinton (* 1961), American-Football-Spieler
- Bonnie Hunt (* 1961), Schauspielerin, Filmproduzentin, Drehbuchautorin und Regisseurin
- Andray Johnson (* 1961), Schauspieler
- Darryl Jones (* 1961), Bassist
- Richard A. Knaak (* 1961), Autor
- Chris Kneifel (* 1961), Autorennfahrer und Motorsportfunktionär
- Harald Leibrecht (* 1961), deutscher Politiker (FDP)
- Virginia Madsen (* 1961), Schauspielerin
- Chi McBride (* 1961), Schauspieler
- Rod McGaha (* 1961), Jazztrompeter
- Wally Pfister (* 1961), Kameramann und Regisseur
- Mark Protosevich (* 1961), Drehbuchautor
- Girard Rhoden (* 1961), Opern-, Musical- und Liedsänger (Tenor)
- Glenn Anton „Doc“ Rivers (* 1961), Basketballspieler und -trainer
- James Rollins (* 1961), Veterinärmediziner und Schriftsteller
- Casey Siemaszko (* 1961), US-amerikanischer Schauspieler polnischer Herkunft
- Amanda Simpson (* 1961), Transsexueller
- Isiah Thomas (* 1961), Basketballspieler
- Lauren Tom (* 1961), sino-amerikanische Schauspielerin
- Mark Walker (* 1961), Jazzmusiker
- Lisa Zane (* 1961), Schauspielerin

#### 1962
- Rose Abdoo (* 1962), Schauspielerin
- Melissa Bean (* 1962), Politikerin
- Carlos Bernard (* 1962), Schauspieler
- Andre Braugher (1962–2023), Schauspieler
- Chris Chelios (* 1962), Eishockeyspieler
- Mike Conley Sr. (* 1962), Leichtathlet
- Alex Datcher (* 1962), Schauspielerin
- Jennifer Egan (* 1962), Schriftstellerin
- Michael Patrick Flanagan (* 1962), Politiker
- Jeff Garlin (* 1962), Schauspieler, Drehbuchautor und Regisseur
- Marita Geraghty (* 1962), Schauspielerin
- Steve Hurley (* 1962), House-Produzent und Club-DJ
- Tom Kalin (* 1962), Drehbuchautor, Filmregisseur und Filmproduzent
- Pierre Kezdy (1962–2020), Bassist
- Ali LeRoi (* 1962), Fernsehproduzent, Regisseur, Autor und Schauspieler
- Rusty Schwimmer (* 1962), Schauspielerin
- Jill Talley (* 1962), Schauspielerin und Synchronsprecherin
- Michael T. Weiss (* 1962), Schauspieler
- Barbara Alyn Woods (* 1962), Schauspielerin

#### 1963
- Jennifer Beals (* 1963), Schauspielerin
- Eric Bolling (* 1963), Fernsehmoderator und -kommentator
- Philip Collin (* 1963), Autorennfahrer
- Cynthia Cooper (* 1963), Basketballspielerin
- John Corbett (* 1963), Musikjournalist, Gitarrist und Musikproduzent
- Lisa Darr (* 1963), Schauspielerin
- Bruce Eisenbeil (* 1963), Jazz-Gitarrist
- Scott L. Fitzgerald (* 1963), Politiker
- Brad Goode (* 1963), Jazzmusiker und Hochschullehrer
- Fareed Haque (* 1963), Jazzgitarrist
- Yoron Israel (* 1963), Jazzmusiker
- Kenna James (* 1963), Pokerspieler
- Eric Korita (* 1963), Tennisspieler
- Richard Marx (* 1963), Sänger und Songschreiber
- Paul Speckmann (* 1963), Metal-Sänger und Bassist
- Don Thompson (* 1963), Manager
- Reginald Veal (* 1963), Jazzmusiker
- Mark Witherspoon (* 1963), Sprinter

#### 1964
- Bettina Allamoda (* 1964), deutsche Künstlerin
- Martin Betz (* 1964), Musiker, Kabarettist und Autor
- Ed Boon (* 1964), Videospielprogrammierer
- Lisa Boyle (* 1964), Schauspielerin und Model
- Bill Browder (* 1964), britischer Unternehmer
- Arne Duncan (* 1964), Politiker
- Daniel Fernández Torres (* 1964), römisch-katholischer Geistlicher und Bischof von Arecibo
- Davy Jones (* 1964), Autorennfahrer
- Earl Jones (* 1964), Mittelstreckenläufer
- Harry J. Lennix (* 1964), Schauspieler
- Michael McGovern (* 1964), römisch-katholischer Erzbischof von Omaha
- Michelle Obama (* 1964), Anwältin und Ehefrau von Barack Obama
- Charles Parnell (* 1964), Schauspieler
- Margaret A. Ryan (* 1964), Juristin und Richterin
- Dan Savage (* 1964), Journalist und Autor
- Andrew Urdiales (1964–2018), Serienmörder

#### 1965
- Tom Allen (* 1965), Opernsänger
- Bernard Allison (* 1965), Blues-Gitarrist, Sänger und Songschreiber
- Derrick Gardner (* 1965), Jazzmusiker
- Jason Gedrick (* 1965), Schauspieler
- Jami Gertz (* 1965), Schauspielerin
- Steve Harris (* 1965), Schauspieler
- Kathleen Horvath (* 1965), Tennisspielerin
- Peter Jacobson (* 1965), Schauspieler
- Andrea Jaeger (* 1965), Tennisspielerin
- Natalija Jaresko (* 1965), US-amerikanisch-ukrainische Investmentbankerin
- Alex Meneses (* 1965), Schauspielerin
- Bill Morrison (* 1965), Cartoonzeichner
- Max Mutchnick (* 1965), Filmregisseur, Filmproduzent und Drehbuchautor
- Blake Nelson (* 1965), Schriftsteller
- Jeremy Piven (* 1965), Schauspieler
- Eric A. Posner (* 1965), Rechtswissenschaftler
- J. B. Pritzker (* 1965), Investor, Geschäftsmann, Philanthrop und Milliardär
- John C. Reilly (* 1965), Schauspieler
- Sterling Sharpe (* 1965), American-Football-Spieler
- Darryl Thomas (1965–2018), Basketballspieler
- Cheryl Toman (* 1965), Literaturwissenschaftlerin und Übersetzerin
- Doug Weiss (* 1965), Kontrabassist des Modern Jazz
- Karl Widerquist (* 1965), Philosoph und Wirtschaftswissenschaftler

#### 1966
- Steve Atwater (* 1966), American-Football-Spieler
- Chip E. (* 1966), Musiker und DJ
- Kevin Dorff (* 1966), Schauspieler und Komiker
- Mark Filip (* 1966), Rechtsanwalt, Staatsanwalt und Richter
- George Fludas (* 1966), Jazzmusiker
- Tim Hardaway (* 1966), Basketballspieler
- Helga Hengge (* 1966), deutsche Journalistin, Autorin und Bergsteigerin
- Jonathan Jackson (* 1966), Politiker
- Dan Lipinski (* 1966), Politiker
- LisaRaye (* 1966), Schauspielerin
- Lisa Madigan (* 1966), Politikerin
- Eddie Olczyk (* 1966), Eishockeyspieler und -trainer
- Mark Pincus (* 1966), Mitgründer und aktueller CEO von Zynga
- Adam Rifkin (* 1966), Drehbuchautor, Filmregisseur, -produzent und Schauspieler
- Lawrence Sullivan (* 1966), römisch-katholischer Geistlicher, Weihbischof in Chicago
- Robbie Weiss (* 1966), Tennisspieler
- Cynda Williams (* 1966), Schauspielerin
- Billy Zane (* 1966), Schauspieler

#### 1967
- Marcelo Balboa (* 1967), Fußballspieler
- Ronnie Baker Brooks (* 1967), Blues-Gitarrist, Sänger und Songwriter
- Robert Casey (* 1967), Erzbischof von Cincinnati
- Hollis Conway (* 1967), Hochspringer
- Billy Corgan (* 1967), Musiker und Poet
- Marc Davis (* 1967), Basketballschiedsrichter
- Kurt Elling (* 1967), Jazzsänger
- Dave Goldberg (1967–2015), Unternehmer der Internetbranche und Milliardär
- Ronald Hicks (* 1967), römisch-katholischer Geistlicher und Bischof von Joliet in Illinois
- Janet Jacme (* 1967), Pornodarstellerin
- R. Kelly (* 1967), Sänger und Komponist
- Dan Kotowski (* 1967), Politiker
- Ben Marcus (* 1967), Autor
- Ed Partyka (* 1967), Jazzmusiker
- Salli Richardson (* 1967), Schauspielerin
- Lili Taylor (* 1967), Schauspielerin

#### 1968
- Katrina Adams (* 1968), Tennisspielerin
- Anastacia (* 1968), Sängerin
- Gillian Anderson (* 1968), Schauspielerin
- Patricia Arquette (* 1968), Schauspielerin
- Lauralee Bell (* 1968), Schauspielerin
- Johnni Black, eigentlich Laurie Golem (* 1968), Pornodarstellerin
- DuShon Monique Brown (1968–2018), Schauspielerin
- Jon Glaser (* 1968), Schauspieler und Drehbuchautor
- Green Velvet (* 1968), DJ und Produzent in der elektronischen Musikszene
- Mark Greenwald (* 1968), Eisschnellläufer
- Craig Hurley (* 1968), Filmschauspieler
- James Yoshinobu Iha (* 1968), Musiker
- Ahrue Luster (* 1968), Gitarrist
- Deb Mell (* 1968), Politikerin
- Alexandra Patsavas (* 1968), Musical-Supervisor
- Shannon Sharpe (* 1968), American-Football-Spieler
- Todd Stashwick (* 1968), Schauspieler

#### 1969
- Jessica Abel (* 1969), Comicautorin und Illustratorin
- Paul Adelstein (* 1969), Schauspieler
- Kelvin Atkinson (* 1969), Politiker
- David Auburn (* 1969), Dramatiker und Regisseur
- Dave Cruikshank (* 1969), Eisschnellläufer
- Fast Eddie (* 1969), Musikproduzent und DJ
- Tim Griffin (* 1969), Schauspieler
- Garrett Hines (* 1969), Bobfahrer
- Terrence Howard (* 1969), Schauspieler
- Esther Jones (* 1969), Sprinterin
- Russell Maryland (* 1969), American-Football-Spieler
- Nick Moss (* 1969), Bluesmusiker, Songwriter, Bandleader, Labelbetreiber und Musikproduzent
- Gary Novak (* 1969), Schlagzeuger
- Kellita Smith (* 1969), Schauspielerin und Model
- John Tobias (* 1969), Videospiel-Designer

#### 1970
- Nelson Diebel (* 1970), Schwimmer
- Dave Eggers (* 1970), Schriftsteller
- Kim English (1970–2019), Soulsängerin und Songwriterin
- Montell Griffin (* 1970), Boxer und ehemaliger WBC-Weltmeister im Halbschwergewicht
- Yolanda Griffith (* 1970), Basketballspielerin
- Matthew Grosjean (* 1970), Skirennläufer
- Sean Hayes (* 1970), Schauspieler
- Karen Kamensek (* 1970), Dirigentin
- Devon Michaels (* 1970), Fitness-Model und Pornodarstellerin
- Jay Obernolte (* 1970), Unternehmer, Politiker und Vertreter von Kalifornien im US-Repräsentantenhaus
- Heidi Preuss Grew (* 1970), Keramikkünstlerin und Hochschullehrerin
- Shonda Rhimes (* 1970), Drehbuchautorin und Produzentin von Fernsehserien
- Todd Rokita (* 1970), Politiker
- DJ Rush (* 1970), Techno-DJ und Musikproduzent
- Tanya Wexler (* 1970), Regisseurin

### 1971–1980

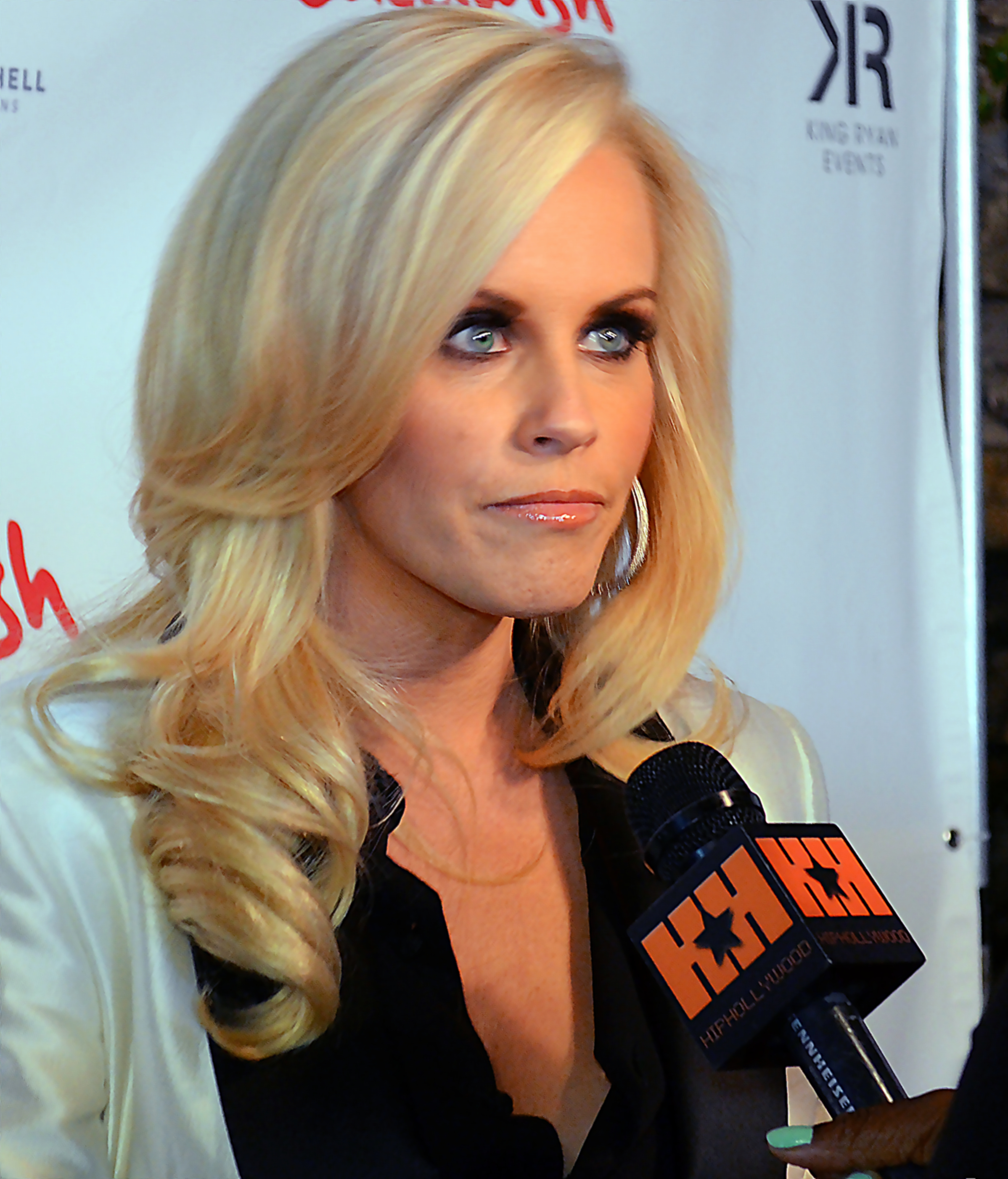
Jenny McCarthy
(* 1972)

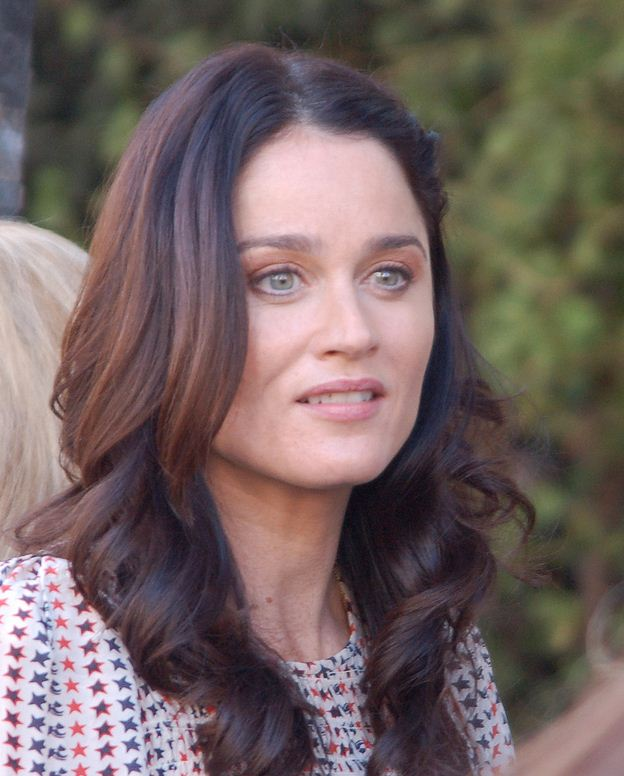
Robin Tunney
(* 1972)

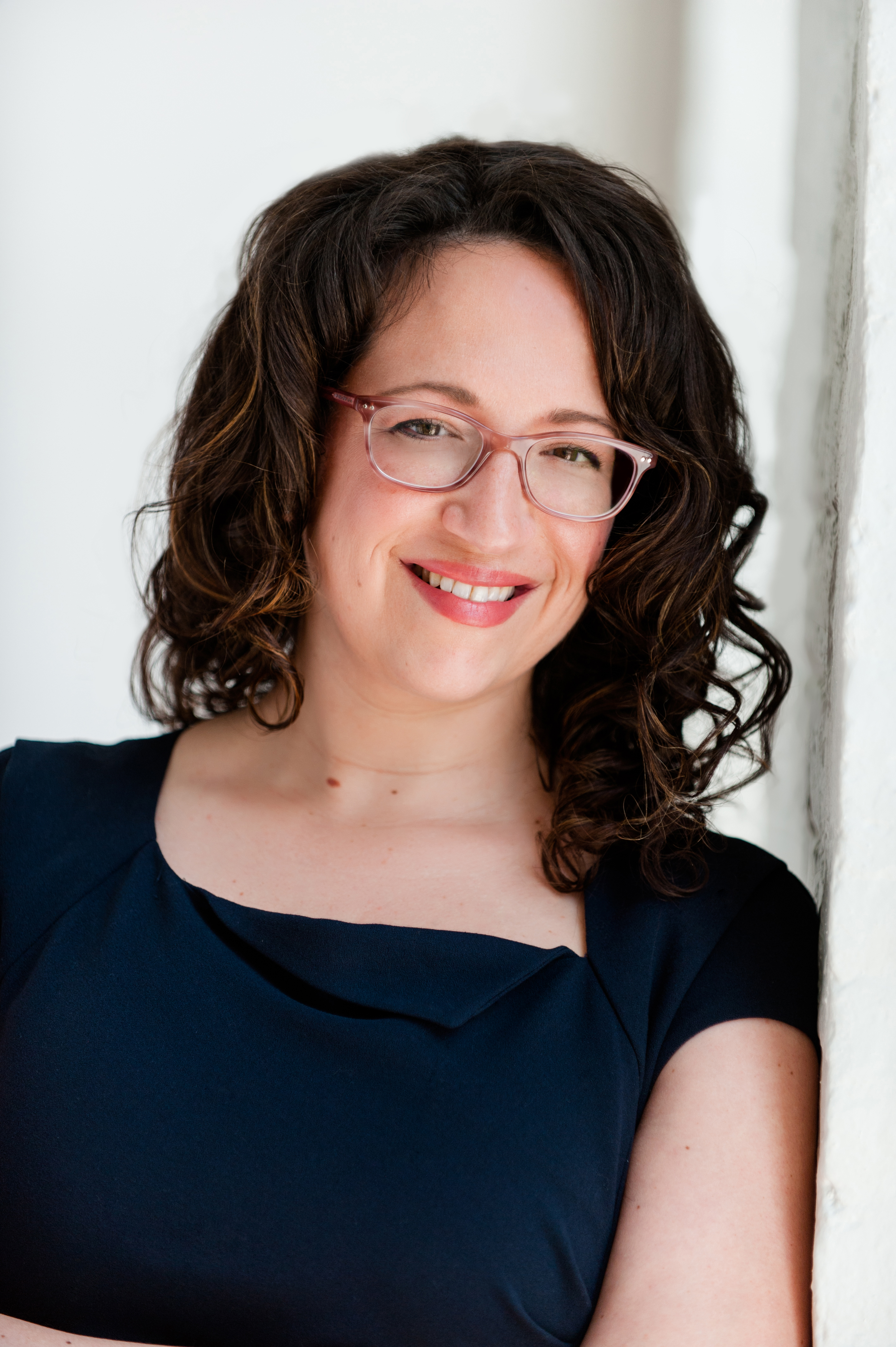
Amy Webb
(* 1974)

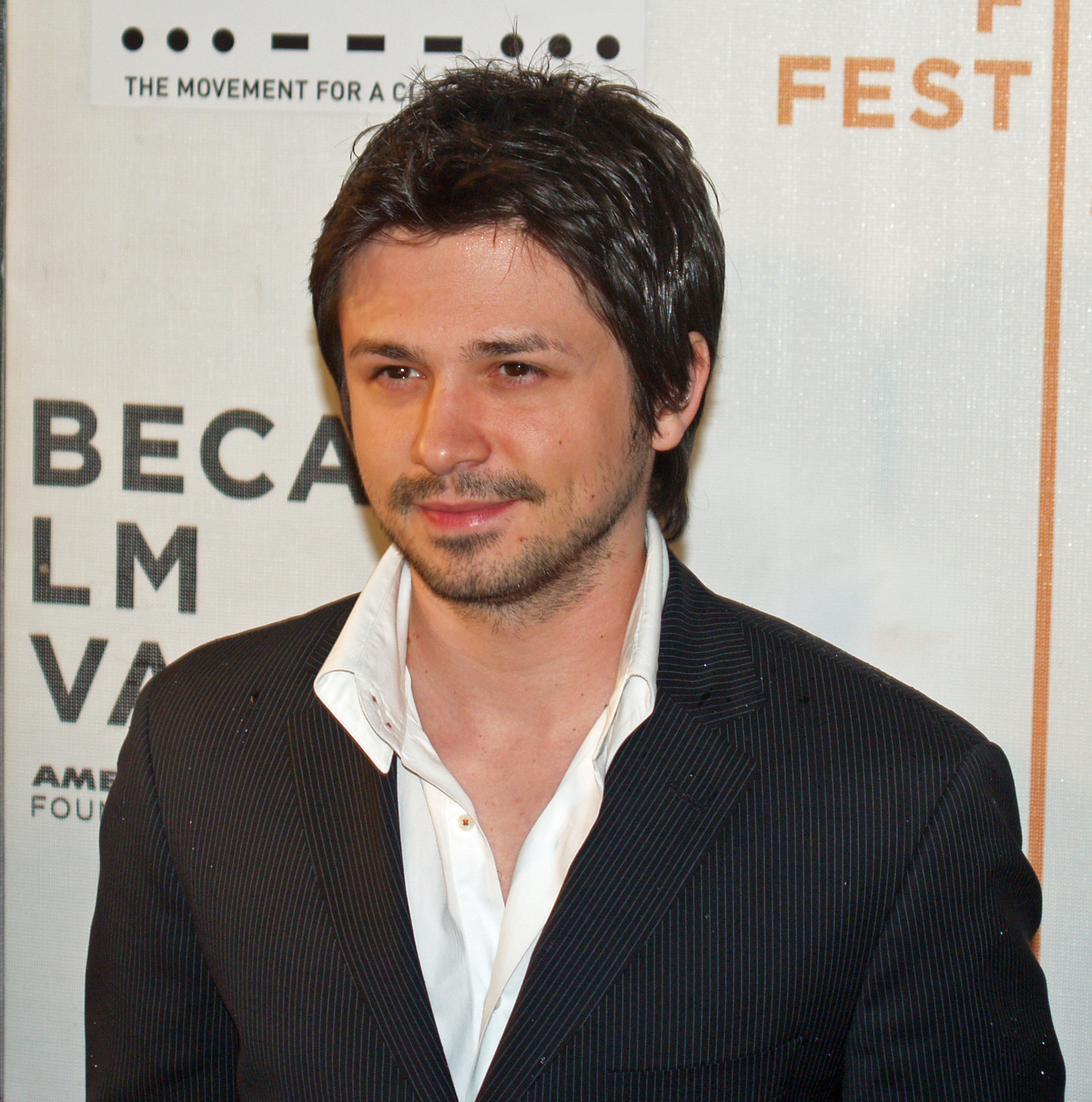
Freddy Rodríguez
(* 1975)

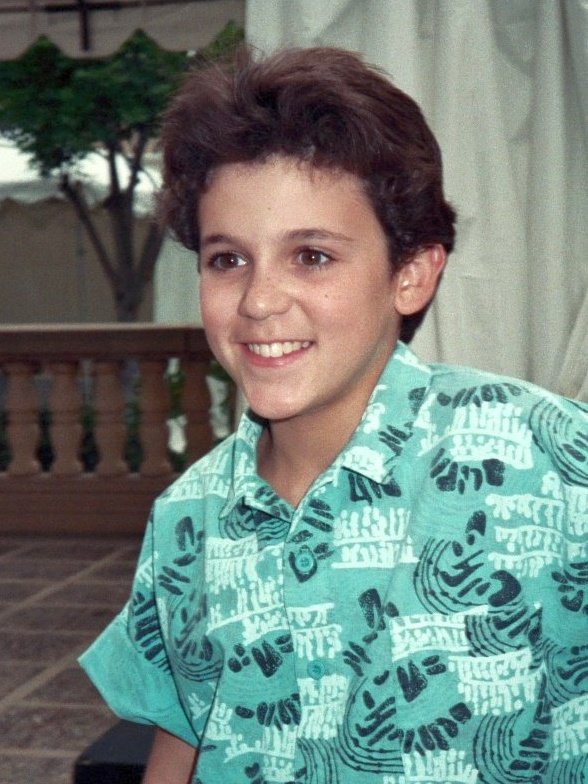
Fred Savage
(* 1976)

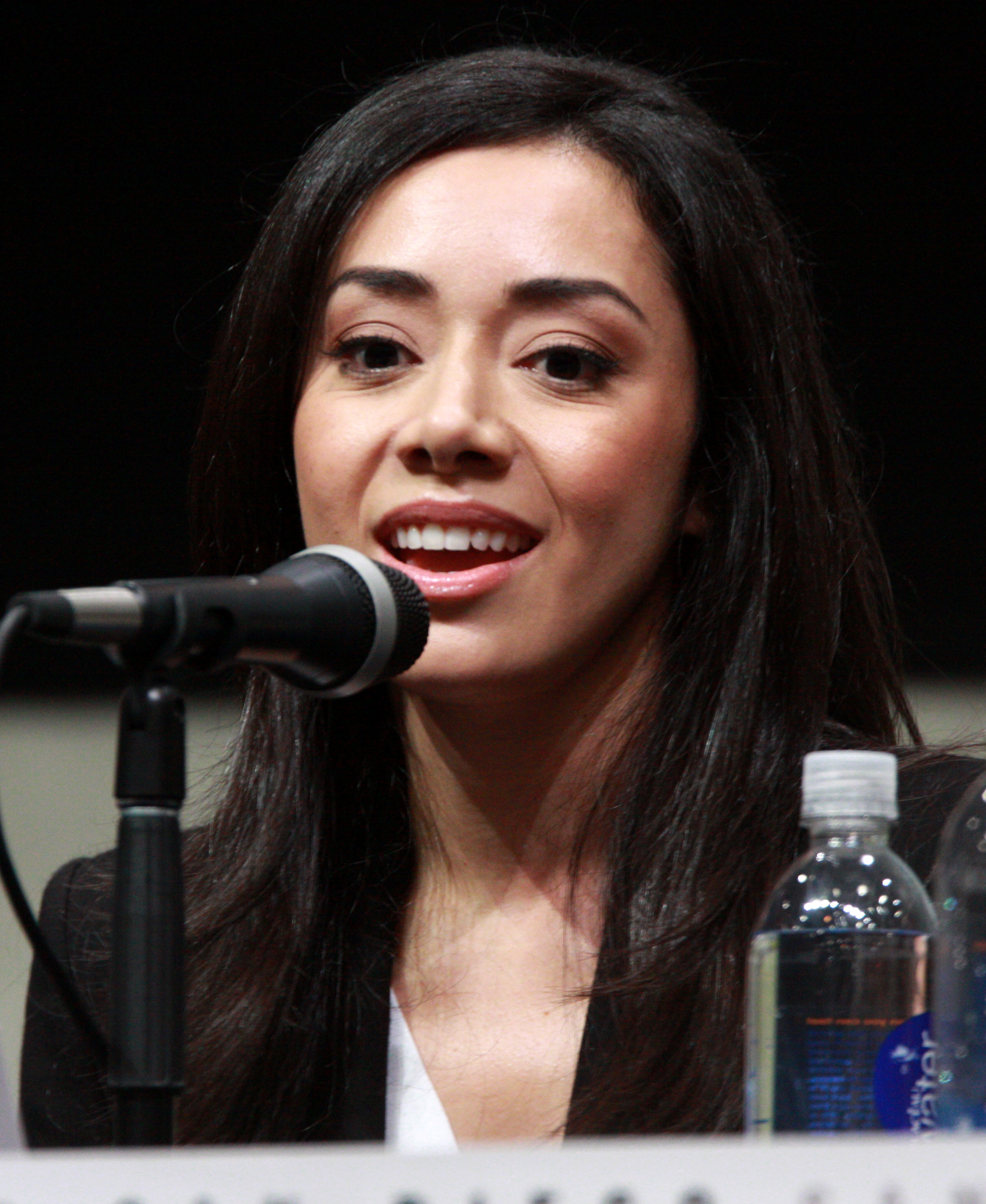
Aimee Garcia
(* 1978)

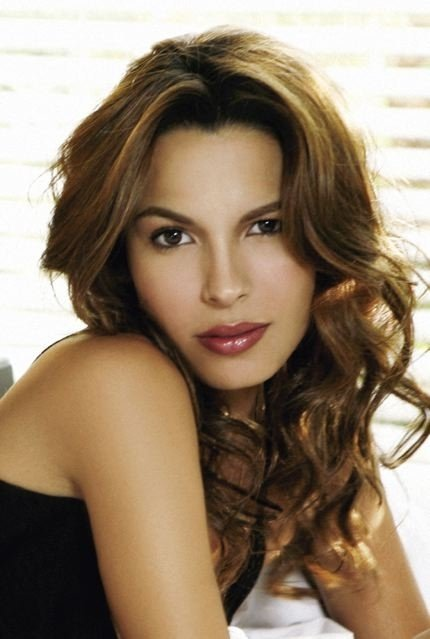
Nadine Velazquez
(* 1978)

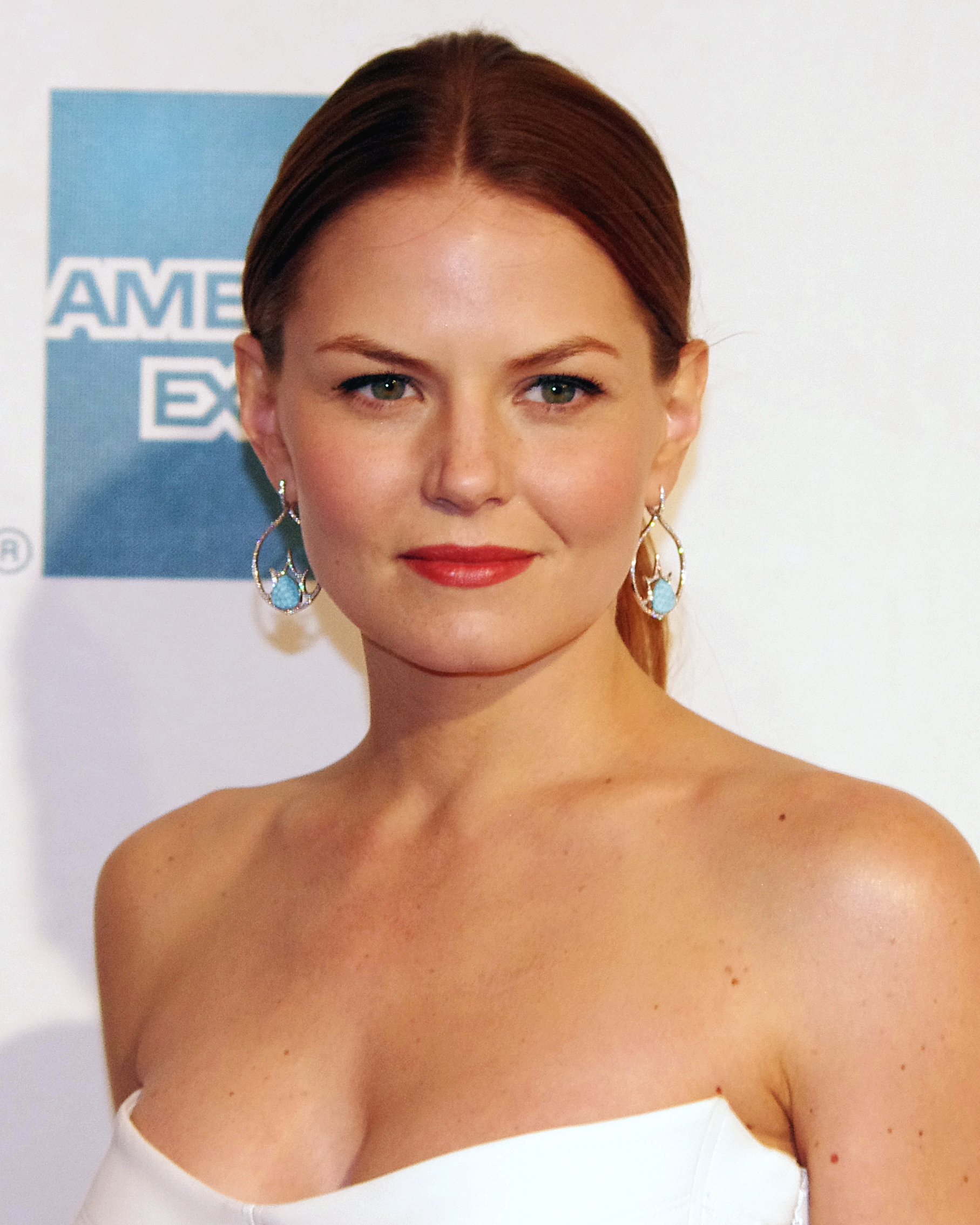
Jennifer Morrison
(* 1979)

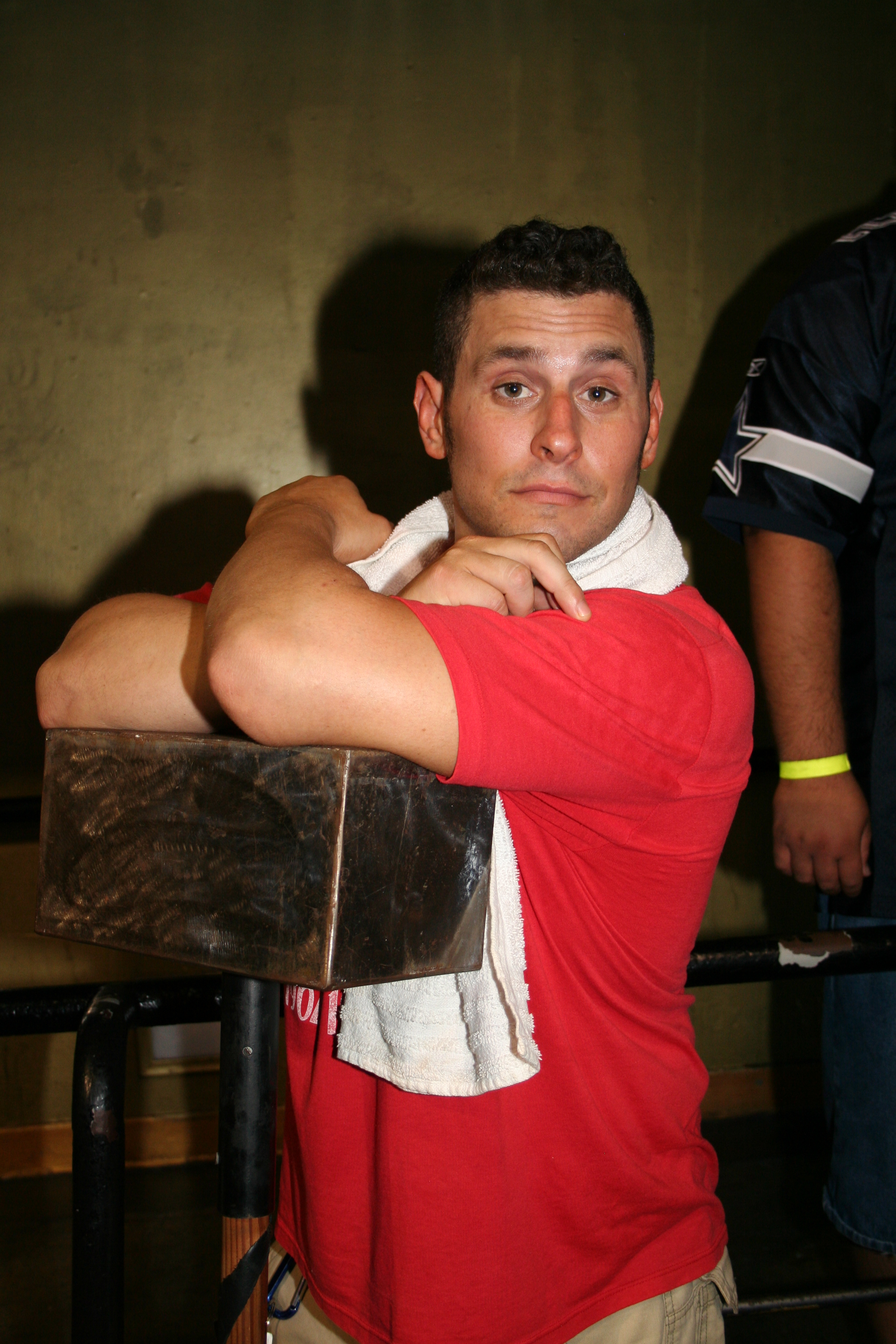
Colt Cabana
(* 1980)

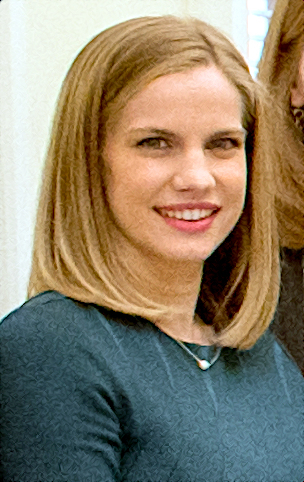
Anna Chlumsky
(* 1980)

#### 1971
- Michael Bennett (* 1971), Boxer
- Michael Ian Black (* 1971), Schauspieler
- Kenneth Choi (* 1971), Schauspieler
- Russell Gunn (* 1971), Trompeter, Keyboarder und Perkussionist des Modern Jazz
- Felix da Housecat (* 1971), House- und Technoproduzent sowie DJ
- Peter Andrew Kwasniewski (* 1971), Philosoph
- Chris LiPuma (* 1971), Eishockeyspieler
- Tony Matelli (* 1971), Künstler
- No I.D. (* 1971), Hip-Hop-Produzent
- Chris Potter (* 1971), Jazz-Saxophonist und Komponist
- Bill Rancic (* 1971), Unternehmer
- Anthony Rapp (* 1971), Schauspieler
- Boots Riley (* 1971), Rapper, Film- und Musikproduzent, Filmregisseur, Drehbuchautor und kommunistischer Aktivist
- Craig Robinson (* 1971), Schauspieler und Stand-up-Comedian
- Joe Smith (* 1971), Jazz-Schlagzeuger
- D. B. Weiss (* 1971), Buch- und Drehbuchautor

#### 1972
- Reiko Aylesworth (* 1972), Schauspielerin
- Josh Berman (* 1972), Jazzmusiker
- Rosa Blasi (* 1972), Schauspielerin
- Bailey Chase (* 1972), Schauspieler
- Deon Cole (* 1972), Filmschauspieler, Comedian und Drehbuchautor
- Common (* 1972), Rapper und Schauspieler
- Nicole DeBoom (* 1972), Triathletin und Ironman-Siegerin (2004)
- Amanda Dee (* 1972), Pornodarstellerin, Schauspielerin und Filmproduzentin
- Crispin Freeman (* 1972), Synchronsprecher
- Vincent Gardner (* 1972), Jazzposaunist, Komponist, Bandleader und Musikpädagoge
- Michael Grant (* 1972), Schwergewichtsboxer
- Antwon Hoard (* 1972), französisch-US-amerikanischer Basketballspieler
- Nate Jones (* 1972), Schwergewichtsboxer
- Danny Lloyd (* 1972), Kinderschauspieler
- Justina Machado (* 1972), US-amerikanische Schauspielerin puerto-ricanischer Herkunft
- Jenny McCarthy (* 1972), Schauspielerin, Model und Moderatorin
- Jason Shaw (* 1972), Fotomodell
- Robin Tunney (* 1972), Schauspielerin
- November Wanderin (* 1972), Filmregisseurin
- Anthony Wonsey (* 1972), Jazz-Pianist

#### 1973
- Andrew Bird (* 1973), Musiker
- Tempestt Bledsoe (* 1973), Schauspielerin
- Torkwase Dyson (* 1973), Künstlerin
- Juwan Howard (* 1973), Basketballspieler
- Donell Jones (* 1973), Rhythm'n'Blues-Sänger, Songwriter und Produzent
- Matthew Lux (* 1973), Jazzmusiker
- Suzy Nakamura (* 1973), Schauspielerin
- Marisol Nichols (* 1973), Schauspielerin
- Twista (* 1973), Rapper
- Linas Vaitkus (* 1973), litauischer Skirennläufer

#### 1974
- Rachel Barton Pine (* 1974), Geigerin
- Vaughn Bean (* 1974), Schwergewichtsboxer
- Rashard Griffith (* 1974), Basketballspieler
- Aaron McGruder (* 1974), Cartoonist
- Sendhil Ramamurthy (* 1974), Schauspieler
- Jason Ridge (* 1974), Pornodarsteller
- David Schumacher (* 1974), Jazzmusiker
- Amie Siegel (* 1974), Film- und Videokünstlerin, Fotografin, Lyrikerin
- Inari Vachs (* 1974), Pornodarstellerin
- Amy Webb (* 1974), Futuristin, Autorin und Hochschullehrerin

#### 1975
- Flozell Adams (* 1975), American-Football-Spieler
- Emanuel Augustus (* 1975), Profiboxer
- Chris Baldwin (* 1975), Radrennfahrer
- Ty Barnett (* 1975), Komiker, Schauspieler und Filmschaffender
- George Bastl (* 1975), Schweizer Tennisspieler
- Bates Battaglia (* 1975), Eishockeyspieler
- Heather Burns (* 1975), Schauspielerin
- Kelly McCarty (* 1975), Basketballspieler
- Ryan McPartlin (* 1975), Schauspieler
- Mark Miller (* 1975), Basketballtrainer und -spieler
- Michael Muhney (* 1975), Schauspieler und Drehbuchautor
- Freddy Rodríguez (* 1975), Schauspieler
- Chanda Rule (* ≈1975), Jazz- und Gospelsängerin
- Aries Spears (* 1975), Schauspieler und Komiker
- Antwon Tanner (* 1975), Film- und Fernsehschauspieler
- Larenz Tate (* 1975), Schauspieler

#### 1976
- John Guleserian (* 1976), Kameramann
- Donovan McNabb (* 1976), American-Football-Spieler
- Michael Peña (* 1976), Film- und Theaterschauspieler
- Bashir Salahuddin (* 1976), Schauspieler und Drehbuchautor
- Fred Savage (* 1976), Schauspieler
- Matt Skiba (* 1976), Musiker
- Antoine Walker (* 1976), Basketballspieler

#### 1977
- Ike Barinholtz (* 1977), Comedian und Schauspieler
- Amir ElSaffar (* 1977), Jazzmusiker und Komponist
- Alexander Frey (* 1977), Musiker, Dirigent und Komponist
- LaTasha Jenkins (* 1977), Leichtathletin
- Rashid Johnson (* 1977), Künstler
- Hayes MacArthur (* 1977), Schauspieler und Stand-up-Komiker
- Nazr Mohammed (* 1977), Basketballspieler
- Evelyn Pollock (* 1977), Opernsängerin
- Rhymefest (* 1977), Rapper
- Jason Wheeler (* 1977), Pokerspieler
- Hillary Wolf (* 1977), Schauspielerin und Judoka

#### 1978
- Diablo Cody (* 1978), Autorin
- Scott DuBois (* 1978), Jazzgitarrist, Komponist und Bandleader
- Aimee Garcia (* 1978), Schauspielerin
- Trae Ireland (* 1978), Schauspieler, Filmproduzent, Filmregisseur und Drehbuchautor
- Rebecca Makkai (* 1978), Schriftstellerin
- Shawn Marion (* 1978), Basketballspieler
- Tim McIlrath (* 1978), Sänger und Songschreiber
- Kel Mitchell (* 1978), Schauspieler und Sänger
- Lindsey Pearlman (1978–2022), Schauspielerin
- Jason Price (* 1978), Basketballspieler und -trainer
- CM Punk (* 1978), Wrestler
- Matana Roberts (* um 1978), Jazzmusikerin
- Adam Sonderberg (* 1978), experimenteller Komponist und Musiker
- Nadine Velazquez (* 1978), puerto-ricanisch-US-amerikanische Schauspielerin und Model

#### 1979
- Anthony Battaglia (* 1979), Eishockeyspieler
- Max Botkin (* 1979), Drehbuchautor
- Marcia Chatelain (* 1979), Historikerin und Schriftstellerin
- Erica Hubbard (* 1979), Schauspielerin
- Jon Irabagon (* 1979), Jazzmusiker
- Colombe Jacobsen-Derstine (* 1979), Schauspielerin, Fernsehköchin und Fitnesstrainerin
- Jennifer Morrison (* 1979), Schauspielerin
- Jannero Pargo (* 1979), Basketballspieler
- Ailyn Pérez (* 1979), Opernsängerin
- Danny Pudi (* 1979), Schauspieler
- Jonathan Sadowski (* 1979), Schauspieler
- Marc Salyers (* 1979), Basketballspieler
- Panagiotis Sikaras (* 1979), Baseballspieler
- Corey Wilkes (* 1979), Jazztrompeter

#### 1980
- Colt Cabana (* 1980), Wrestler
- Anna Chlumsky (* 1980), Schauspielerin
- David Diehl (* 1980), American-Football-Spieler
- Henry Domercant (* 1980), Basketballspieler
- Greg Lewis (* 1980), American-Football-Spieler
- Quentin Richardson (* 1980), Basketballspieler
- Ben Savage (* 1980), Schauspieler
- Ricky Sinz (* 1980), Pornodarsteller

### 1981–1990

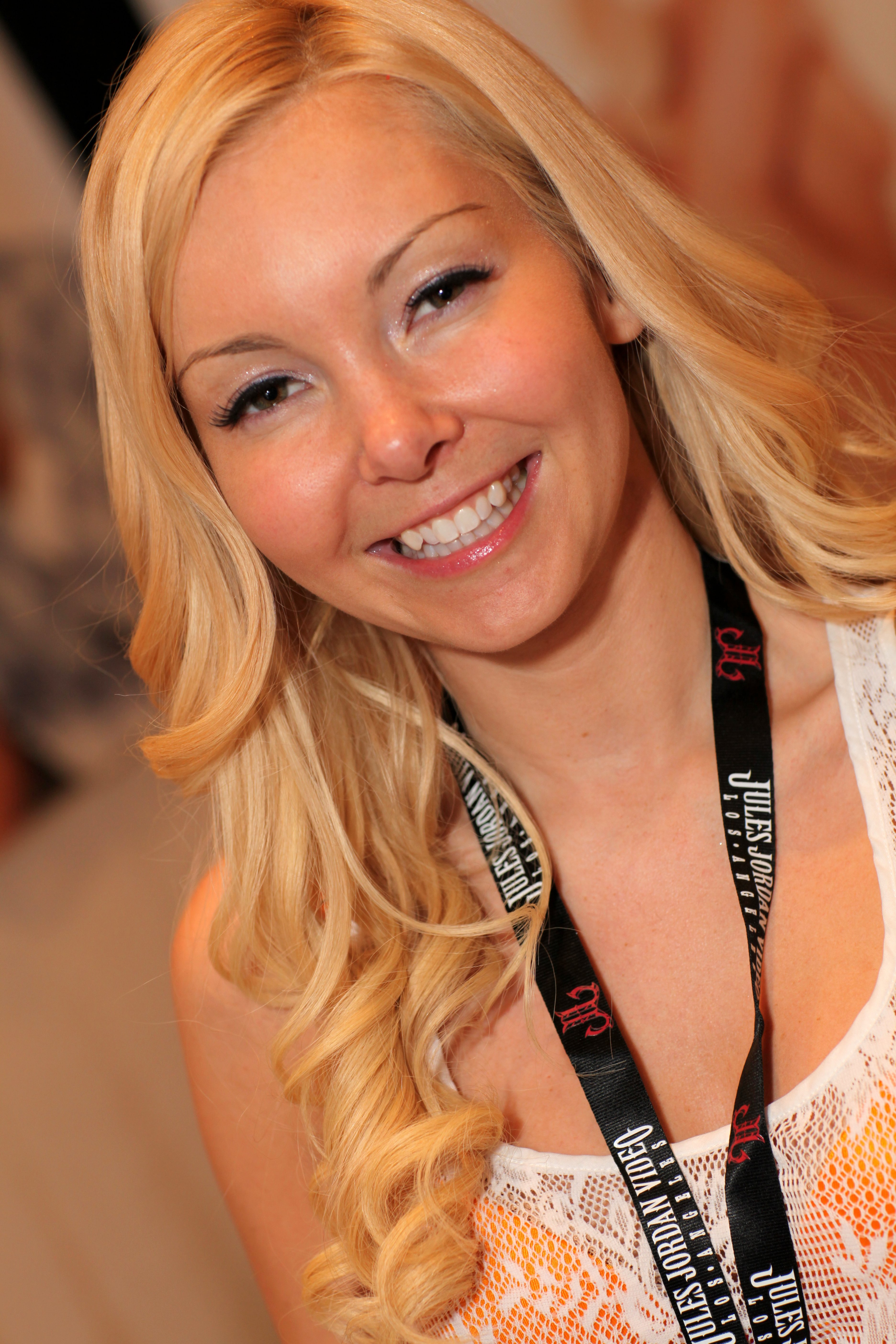
Aaliyah Love
(* 1981)

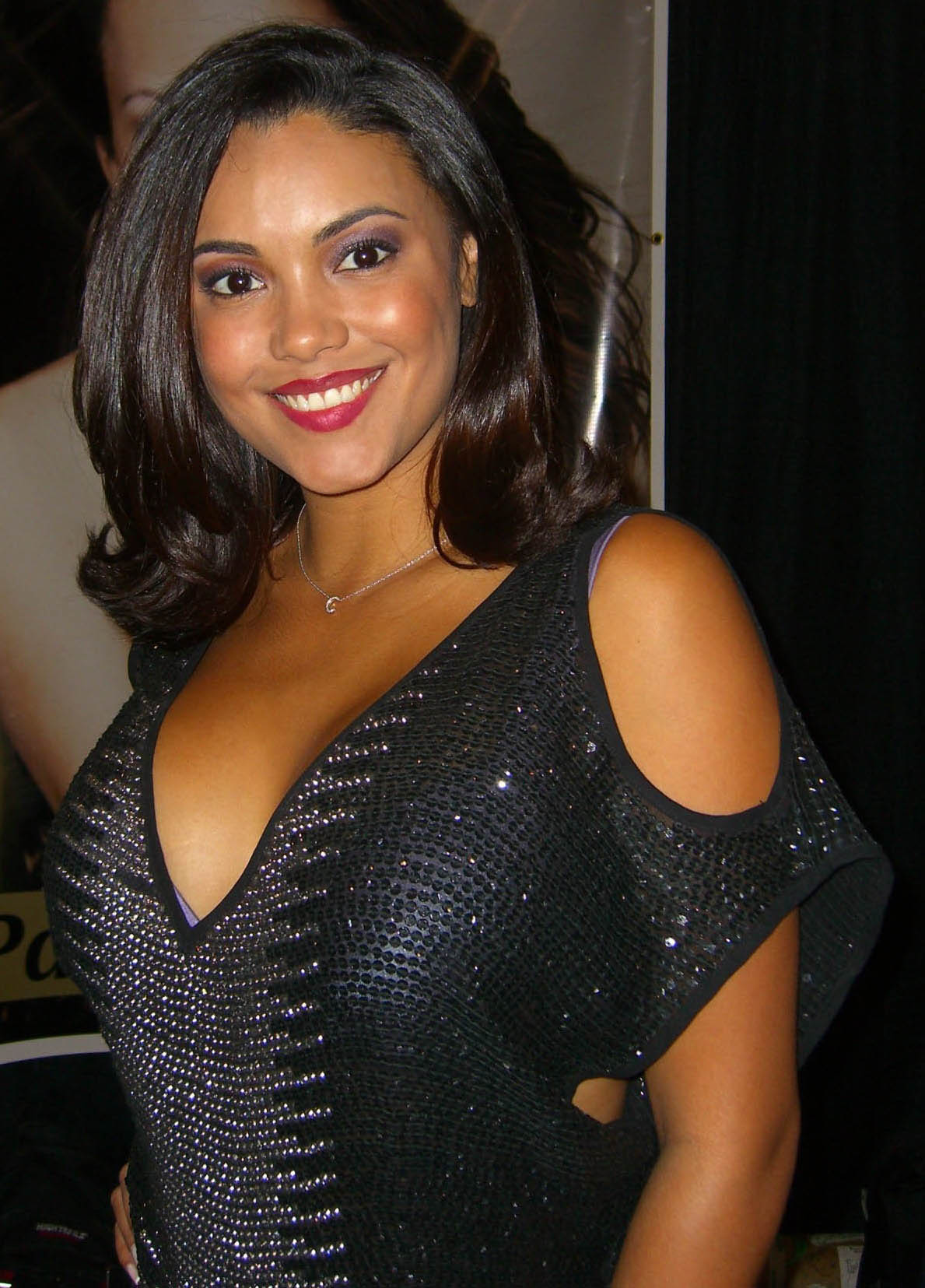
Christina Santiago
(* 1981)

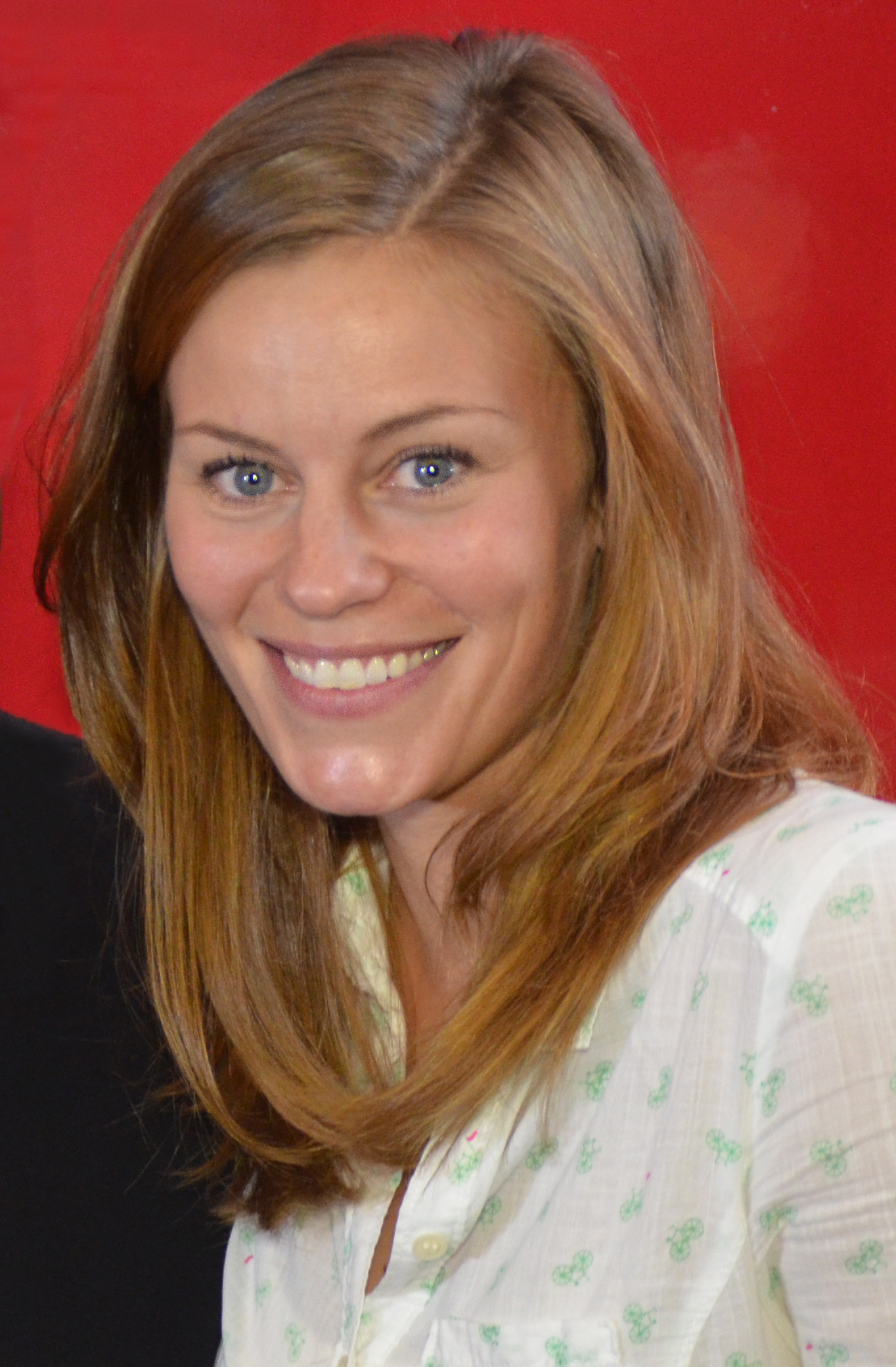
Cassidy Freeman
(* 1982)

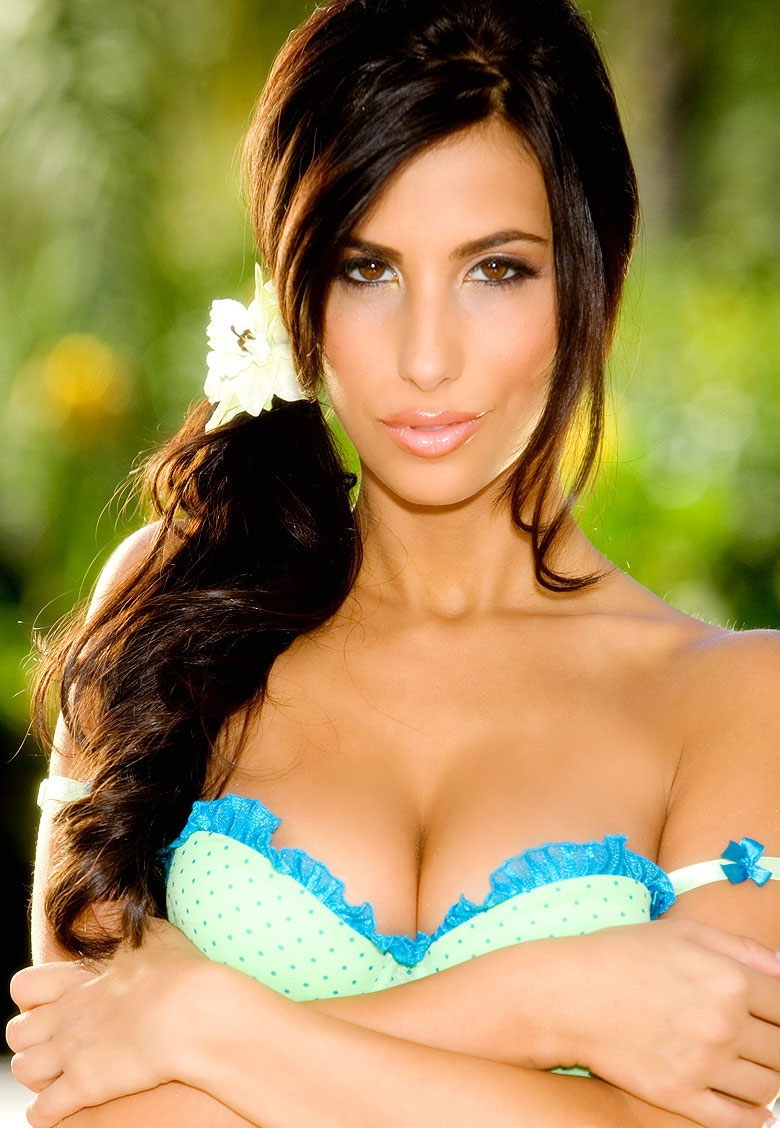
Jaime Hammer
(* 1982)

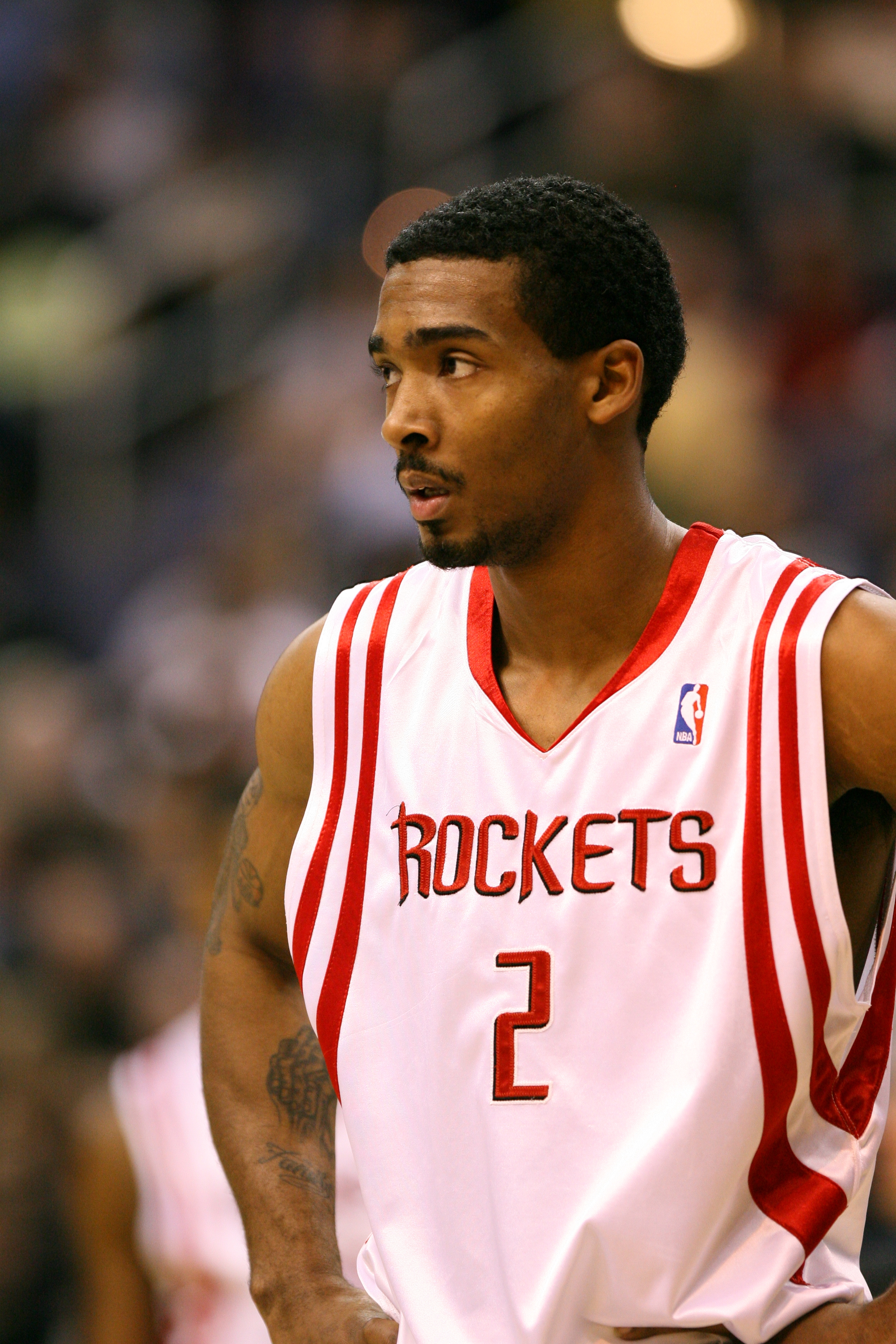
Luther Head
(* 1982)

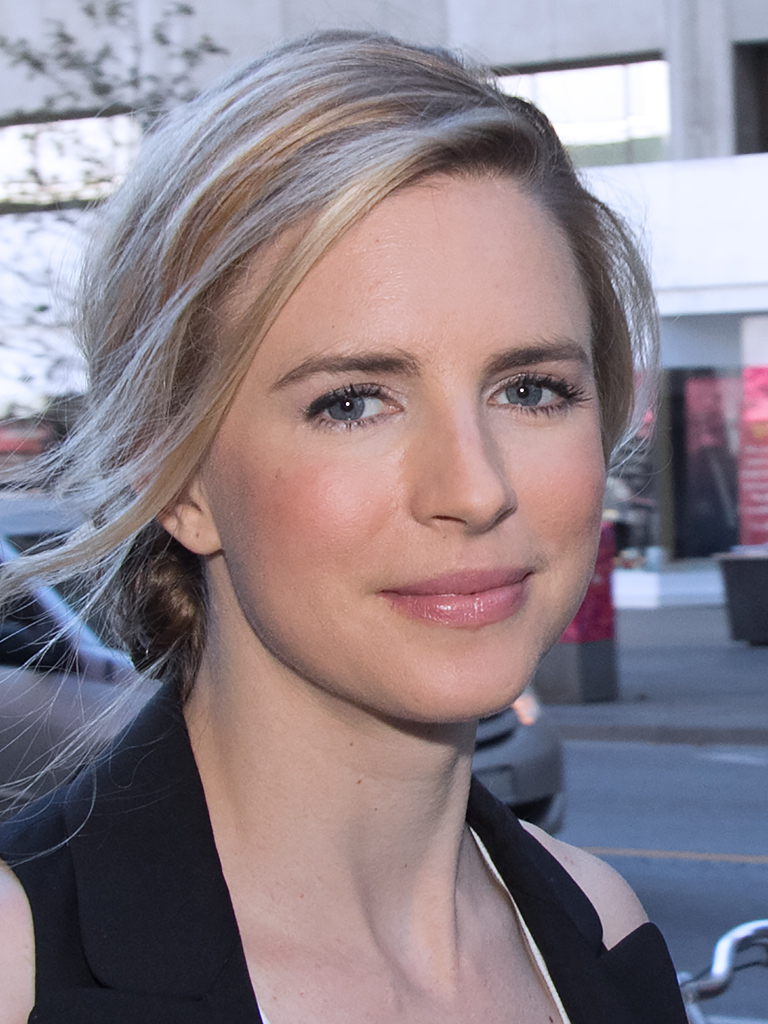
Brit Marling
(* 1982)

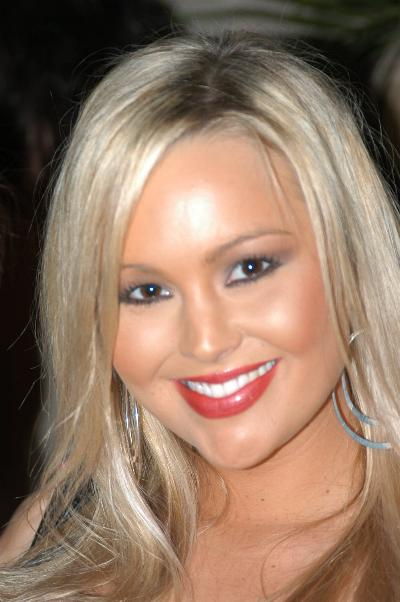
Abbey Brooks
(* 1983)

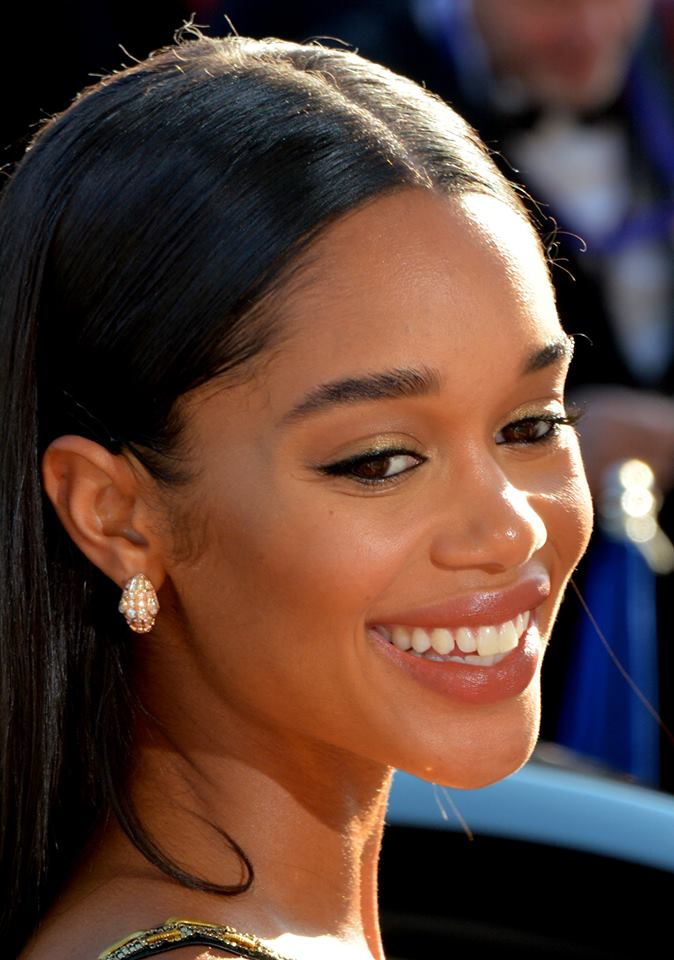
Laura Harrier
(* 1990)

#### 1981
- Matthew A. Cherry (* 1981), Regisseur und ehemaliger American-Football-Spieler
- Brett Chukerman (* 1981), Schauspieler
- Laura Granville (* 1981), Tennisspielerin
- Jennifer Hudson (* 1981), Sängerin und Schauspielerin
- Lily Koppel (* 1981), Sachbuchautorin und Journalistin
- Aaliyah Love (* 1981), Pornodarstellerin
- Consuella Moore (* 1981), Sprinterin
- Graham Moore (* 1981), Drehbuchautor und Schriftsteller
- Christina Santiago (* 1981), Model und Schauspielerin puerto-ricanischer Herkunft
- Charles Tillman (* 1981), American-Football-Spieler
- Jesse Williams (* 1981), Schauspieler und politischer Aktivist

#### 1982
- Benjamin Agosto (* 1982), Eiskunstläufer
- Tony Allen (* 1982), Basketballspieler
- Cashis (* 1982), Rapper
- Shani Davis (* 1982), Eisschnellläufer
- Lupe Fiasco (* 1982), Rapper
- Cassidy Freeman (* 1982), Schauspielerin und Musikerin
- Jaime Hammer (* 1982), Fotomodell
- Luther Head (* 1982), Basketballspieler
- Samm Levine (* 1982), Schauspieler
- David Logan (* 1982), Basketballspieler
- Brit Marling (* 1982), Drehbuchautorin, Filmproduzentin, Regisseurin und Schauspielerin
- Michael Stahl-David (* 1982), Schauspieler
- Marcus Storey (* 1982), Fußballspieler
- Dwyane Wade (* 1982), Basketballspieler
- Greg Ward (* 1982), Jazzmusiker

#### 1983
- Abbey Brooks (* 1983), Pornodarstellerin und Model
- Hannibal Buress (* 1983), Schauspieler, Autor und Komiker
- Will Bynum (* 1983), Basketballspieler
- Matt Chrabot (* 1983), Triathlet
- Victor Garcia (* 1983), Jazzmusiker
- Alexis Kendra (* 1983), Schauspielerin, Filmproduzentin und Drehbuchautorin
- Jason Maxiell (* 1983), Basketballspieler
- Lamorne Morris (* 1983), Schauspieler
- David Moss (* 1983), Basketballspieler
- Sam Moyer (* 1983), Künstlerin
- Zoe Perry (* 1983), Schauspielerin
- Peter Quillin (* 1983), Profiboxer
- Delia Ramírez (* 1983), Politikerin
- Agustín Viana (* 1983), uruguayischer Fußballspieler

#### 1984
- Willie Applewhite (* 1984), Jazzmusiker
- Desmin Borges (* 1984), Schauspieler
- Adrian Hegyvary (* 1984), Radsportler
- Liesel Matthews (* 1984), Kinderdarstellerin und Erbin
- Sean May (* 1984), Basketballspieler
- Danny Richmond (* 1984), Eishockeyspieler
- Wallace Spearmon (* 1984), Sprinter
- Lena Waithe (* 1984), Drehbuchautorin, Schauspielerin und Filmproduzentin

#### 1985
- Sam Altman (* 1985), Unternehmer, Investor und Programmierer
- Robbie Earl (* 1985), Eishockeyspieler
- Christian Hopkins (* 1985), American-Football-Spieler
- Mia Isabella (* 1985), transsexuelle Pornodarstellerin
- Veruca James (* 1985), Pornodarstellerin
- Christina Loukas (* 1985), Wasserspringerin
- Evan Lysacek (* 1985), Eiskunstläufer
- Aries Merritt (* 1985), Hürdenläufer
- Stephanie Nilles (* 1985), Folk-, Jazz- und Blues-Sängerin und Pianistin
- Drew Sidora (* 1985), Schauspielerin und Sängerin
- Cindy Tsai (* 1985), Schachspielerin
- Yung Berg (* 1985), Rapper

#### 1986
- Steve Billirakis (* 1986), Pokerspieler
- Tyrone Brazelton (* 1986), Basketballspieler
- Mason Gamble (* 1986), Schauspieler
- Trevor Morgan (* 1986), Filmschauspieler
- Jeremy Pargo (* 1986), Basketballspieler
- Aaron Swartz (1986–2013), Programmierer, Autor und Hacktivist
- Mike Taylor (* 1986), Basketballspieler
- Ashley Van Ryn (* 1986), Handball- und Beachhandballspielerin
- Jacob Zachar (* 1986), Schauspieler

#### 1987
- Seun Adigun (* 1987), nigerianisch-US-amerikanische Leichtathletin und Bobsportlerin
- Alexandria Anderson (* 1987), Sprinterin
- Dolla (1987–2009), Rapper
- Aiden English (* 1987), Wrestler
- Jeremih (* 1987), R&B-Sänger
- Matt O’Leary (* 1987), Filmschauspieler
- April Rose (* 1987), Model und Schauspielerin
- Jon Scheyer (* 1987), US-amerikanisch-israelischer Basketballtrainer und -spieler

#### 1988
- Patrick Beverley (* 1988), Basketballspieler
- Aja Evans (* 1988), Bobsportlerin
- Jason Jordan (* 1988), Wrestler
- Tadhg Kelly (* 1988), Schauspieler
- Christine Ko (* 1988), Schauspielerin
- DeAndre Liggins (* 1988), Basketballspieler
- Greta Neimanas (* 1988), Radrennfahrerin
- Esther Povitsky (* 1988), Schauspielerin und Komikerin
- T. K. Richardson (* 1988), Schauspieler, Filmproduzent und Filmregisseur
- Derrick Rose (* 1988), Basketballspieler
- Christopher Richard Stringini (* 1988), Sänger bei der Popband US5
- Evan Turner (* 1988), Basketballspieler

#### 1989
- Cat Alter (* 1989), Schauspielerin, Filmproduzentin und Komikerin
- Ali Cobrin (* 1989), Schauspielerin
- Tommy Defendi (* 1989), Schwulen-Pornodarsteller
- Troy Doris (* 1989), guyanisch-US-amerikanischer Dreispringer
- Connor Drinan (* 1989), Pokerspieler
- Marquis Hill (* um 1989), Jazzmusiker und Komponist
- Andrew Tabiti (* 1989), Boxer im Cruisergewicht
- Donald Young (* 1989), Tennisspieler

#### 1990
- Soulja Boy (* 1990), Rapper
- Montez Ford (* 1990), Wrestler
- Lana Gehring (* 1990), Eisschnellläuferin und Shorttrackerin
- Steve Grand (* 1990), Country-Sänger
- Laura Harrier (* 1990), Schauspielerin und Model
- Illenium (* 1990), Musikproduzent und DJ
- Matt Piet (* um 1990), Jazzmusiker
- Tessa Violet (* 1990), Musikerin, Vloggerin und Model
- Diante Watkins (* 1990), Basketballspieler
- De’Shawn Washington (* um 1990), Schauspieler

### 1991–2000

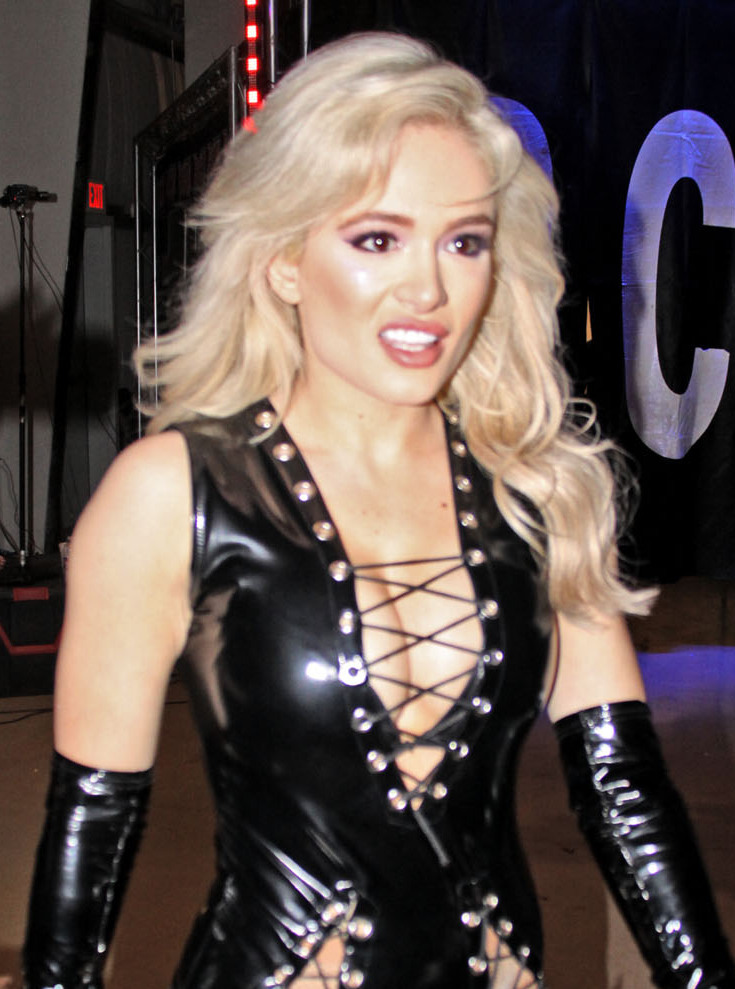
Scarlett Bordeaux
(* 1991)

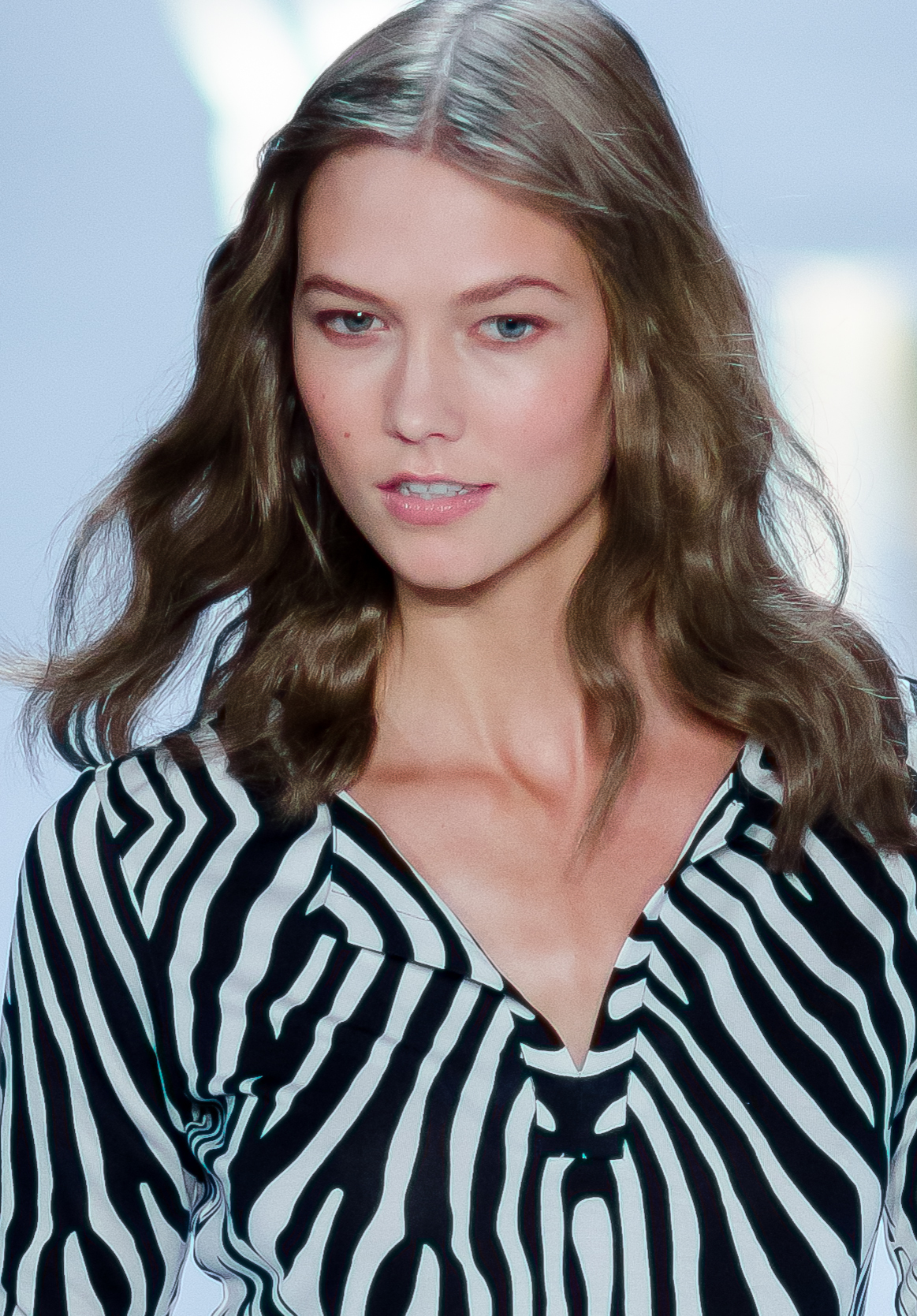
Karlie Kloss
(* 1992)

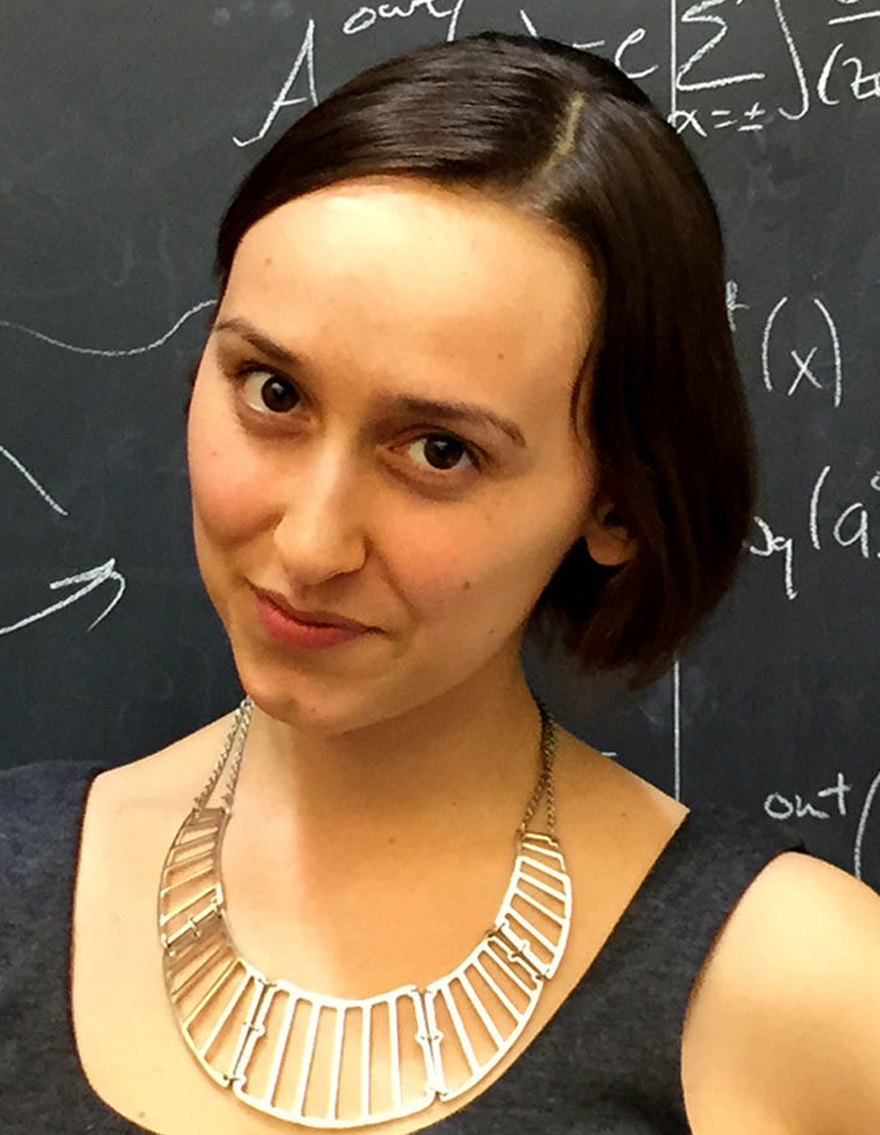
Sabrina Gonzalez Pasterski
(* 1993)

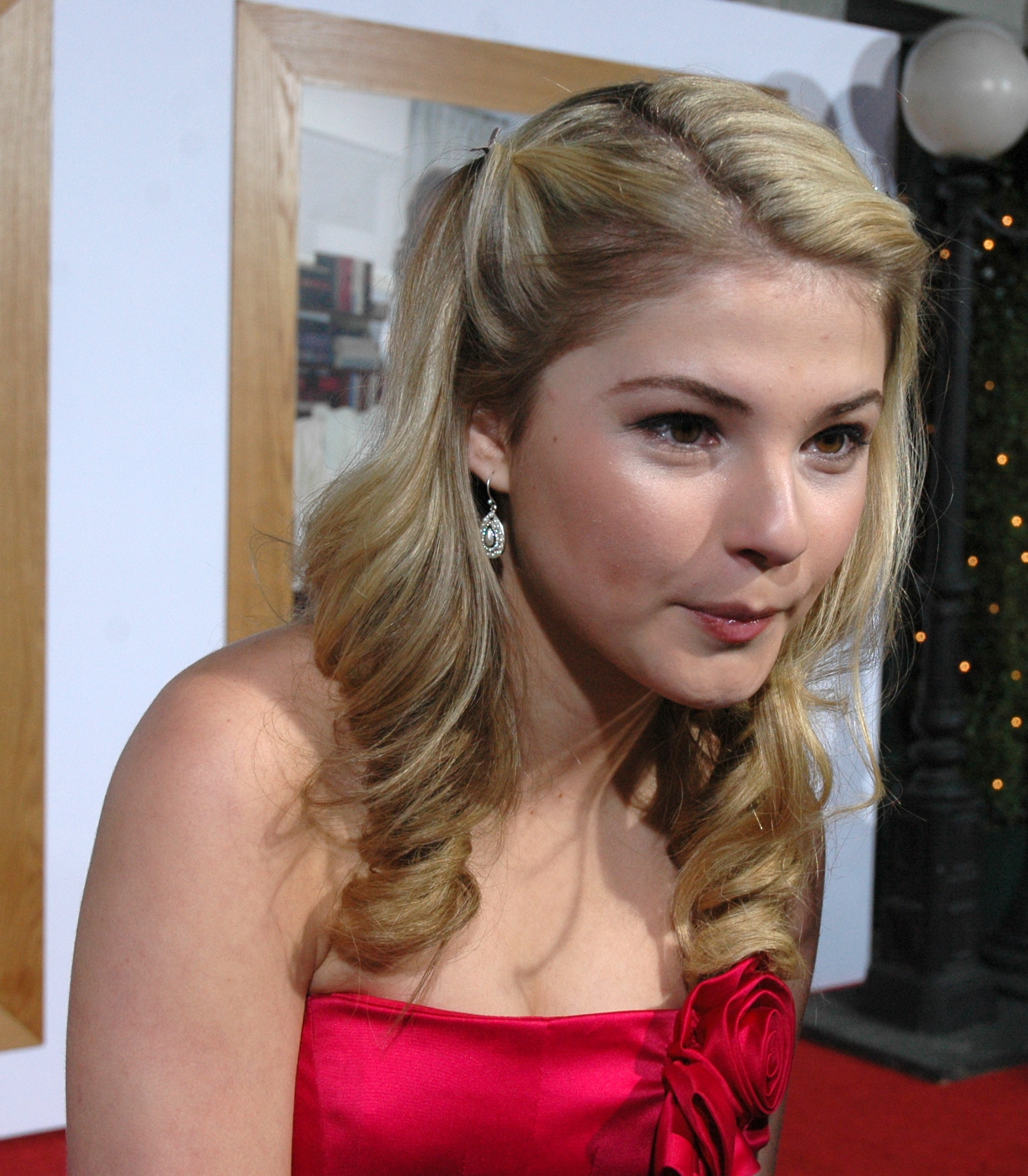
Stefanie Scott
(* 1996)

#### 1991
- Scarlett Bordeaux, bürgerlich Elizabeth Chihaia (* 1991), Wrestlerin
- Ellis Coleman (* 1991), Ringer
- Regina George (* 1991), nigerianische Sprinterin
- Maestro Harrell (* 1991), Schauspieler, DJ und Tänzer
- Matthew Ladley (* 1991), Snowboarder
- Nayel Nassar (* 1991), Reiter
- Taylor Zakhar Perez (* 1991), Schauspieler

#### 1992
- Lil Durk (* 1992), Rapper
- Thomas Kasp (* 1992), Schauspieler
- Evan King (* 1992), Tennisspieler
- Karlie Kloss (* 1992), Model
- Alexa Nikolas (* 1992), Schauspielerin
- Danny Ramirez (* 1992), Schauspieler
- Alexander Ruuttu (* 1992), finnischer Eishockeyspieler

#### 1993
- Chance the Rapper (* 1993), Rapper
- Young Chop (* 1993), Musikproduzent
- Anthony Davis (* 1993), Basketballspieler
- Kenny Golladay (* 1993), Footballspieler
- Sabrina Gonzalez Pasterski (* 1993), Physikerin
- Tim Kopinski (* 1993), Tennisspieler
- Zoe Levin (* 1993), Schauspielerin
- Joey Morgan (1993–2021), Schauspieler
- Michael Redlicki (* 1993), Tennisspieler
- Lil Reese (* 1993), Rapper
- Mike Reilly (* 1993), Eishockeyspieler

#### 1994
- Dreezy (* 1994), Sängerin, Songschreiberin und Rapperin
- Vinnie Hinostroza (* 1994), Eishockeyspieler
- Stefan Matteau (* 1994), Eishockeyspieler
- Drew Mikuska (* 1994), Schauspieler
- Morgan Saylor (* 1994), Schauspielerin
- Jason Spriggs (* 1994), Footballspieler

#### 1995
- Katie Chang (* 1995), Schauspielerin
- Kyle Chavarria (* 1995), Schauspielerin
- Corey Davis (* 1995), Footballspieler
- G Herbo (* 1995), Drill-Rapper
- Noah Gray-Cabey (* 1995), Schauspieler und Pianist
- John Hayden (* 1995), Eishockeyspieler
- Chief Keef (* 1995), Rapper
- Kendrick Nunn (* 1995), Basketballspieler
- Jahlil Okafor (* 1995), Basketballspieler
- Jabari Parker (* 1995), Basketballspieler
- Brandon Perea (* 1995), Schauspieler
- Joel Ross (* 1995), Jazzmusiker des Modern Jazz
- Solomon Thomas (* 1995), Footballspieler
- Zaire Thompson (* 1995), Basketballspieler

#### 1996–2000
- Tavi Gevinson (* 1996), Mode-Bloggerin
- Stefanie Scott (* 1996), Schauspielerin
- Taylor Townsend (* 1996), Tennisspielerin
- David Wieczorek (* 1996), Volleyballspieler
- CupcakKe (* 1997), Rapperin
- Christian Fischer (* 1997), Eishockeyspieler
- Kevin Quinn (* 1997), Schauspieler
- Smokepurpp (* 1997), Rapper und Songwriter
- Reggie Cannon (* 1998), Fußballspieler
- Maddi Jane (* 1998), Sängerin
- Shealeigh (* 1998), Sängerin und Songwriterin
- Juice Wrld (1998–2019), Rapper, Sänger und Songwriter
- Dante Brown (* 1999), Schauspieler
- Ravyn Lenae (* 1999), R&B-Singer-Songwriterin
- Lil Mouse (* 1999), Rapper
- Polo G (* 1999), Rapper
- Kiernan Shipka (* 1999), Schauspielerin
- Erin Smith (* 1999), Unternehmerin und Erfinderin
- Landry Bender (* 2000), Schauspielerin
- Leo McHugh Carroll (* 2000), Filmschauspieler
- Enzo Ferrario (* 2000), chilenischer Fußballspieler
- David Kushner (* 2000), Singer-Songwriter
- Aidan Liu (* 2000), Fußballspieler
- Greg Newsome II (* 2000), American-Football-Spieler
- Jacqueline Scislowski (* 2000), Schauspielerin und Model

### Geburtsjahr unbekannt
- Kipleigh Brown, Schauspielerin und Komödiantin
- Anna Burden, Cellistin und Musikpädagogin
- Tyree Cooper, House-Musiker, Rapper und DJ
- Julio Finn, Autor und Bluesmusiker
- Tom Fischer, Jazz-Klarinettist und -Saxophonist
- Gene Ha, Comiczeichner
- Caroline Harris, Schauspielerin
- Carol Honigberg, Pianistin und Musikpädagogin
- Larry Kohut, Jazzbassist und -pianist
- Cheryl Lichter, Sängerin, Musiklehrerin und Dirigentin
- Bob Mamet, Pianist und Komponist
- Howard Mandel, Musikjournalist, Sachbuchautor und Hörfunkmoderator
- Ladell McLin, Blues-Musiker
- Jim Miller, Filmeditor
- Reggie Nicholson, Schlagzeuger, Perkussionist und Komponist des Avantgarde Jazz
- Woody Omens, Kameramann
- Dave Payne, Drehbuchautor, Regisseur und Schauspieler
- Matt Piet (* ≈1990), Jazzpianist
- Isaiah Spencer (* ≈1979), Jazzmusiker
- Michael Patrick Thornton, Schauspieler und Theaterdirektor
- Matt Ulery, Jazzmusiker
- Eleni Vassilika, griechisch-US-amerikanische Ägyptologin
- Dale Williams (* ≈1955), Blues- und Jazzmusiker

## 21. Jahrhundert
- Dusan Brown (* 2001), Schauspieler
- Roberto Hategan (* 2001), Fußballspieler
- David Malukas (* 2001), Automobilrennfahrer
- Jacob Melton (* 2001), Schauspieler
- Jett Howard (* 2003), Basketballspieler
- Wyatt Oleff (* 2003), Schauspieler
- Matas Buzelis (* 2004), litauisch-US-amerikanischer Basketballspieler
- Maxwell Jenkins (* 2005), Schauspieler